# Liste von Freilichtmuseen

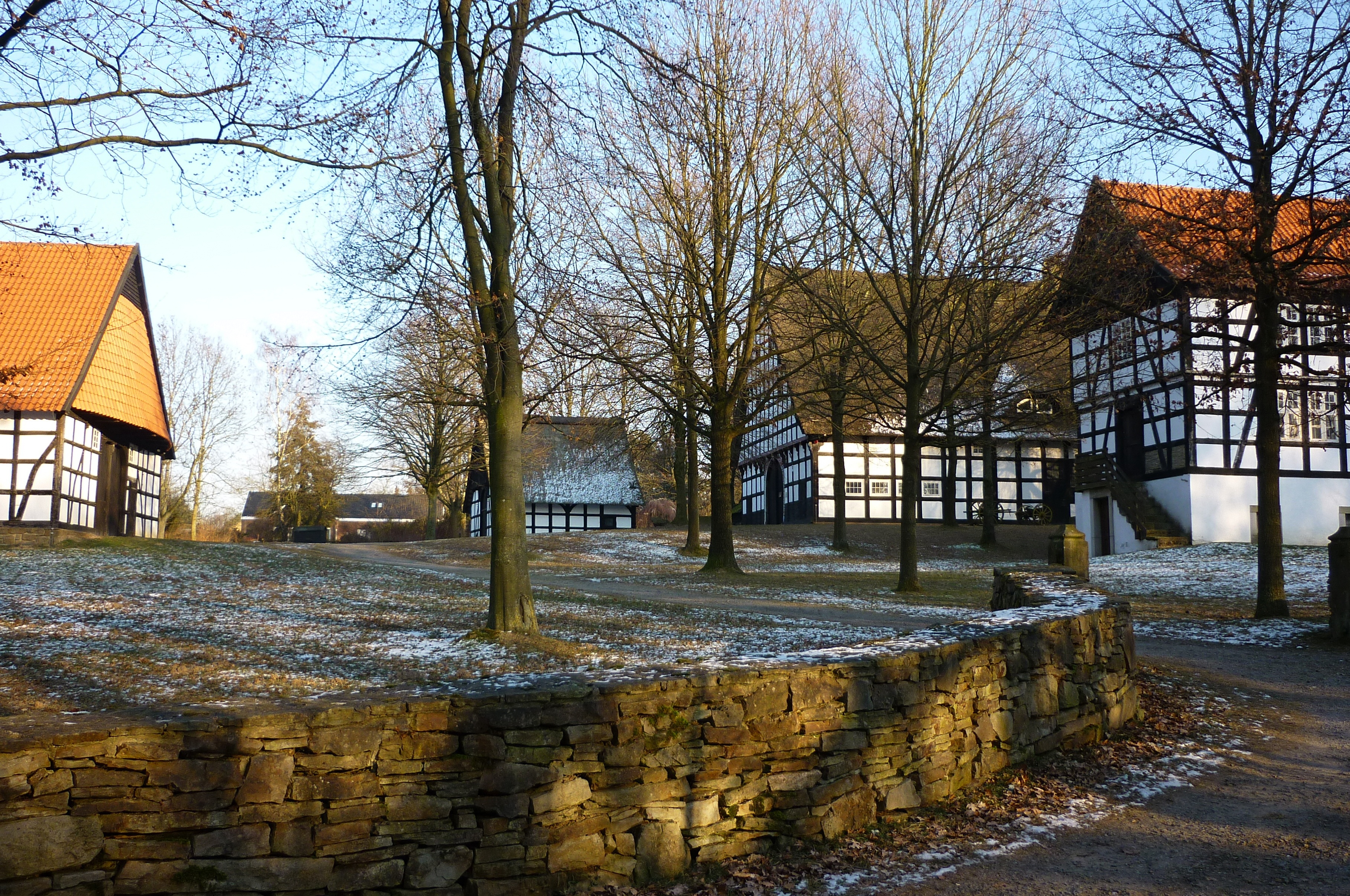
Museumshof Bad Oeynhausen (2012)

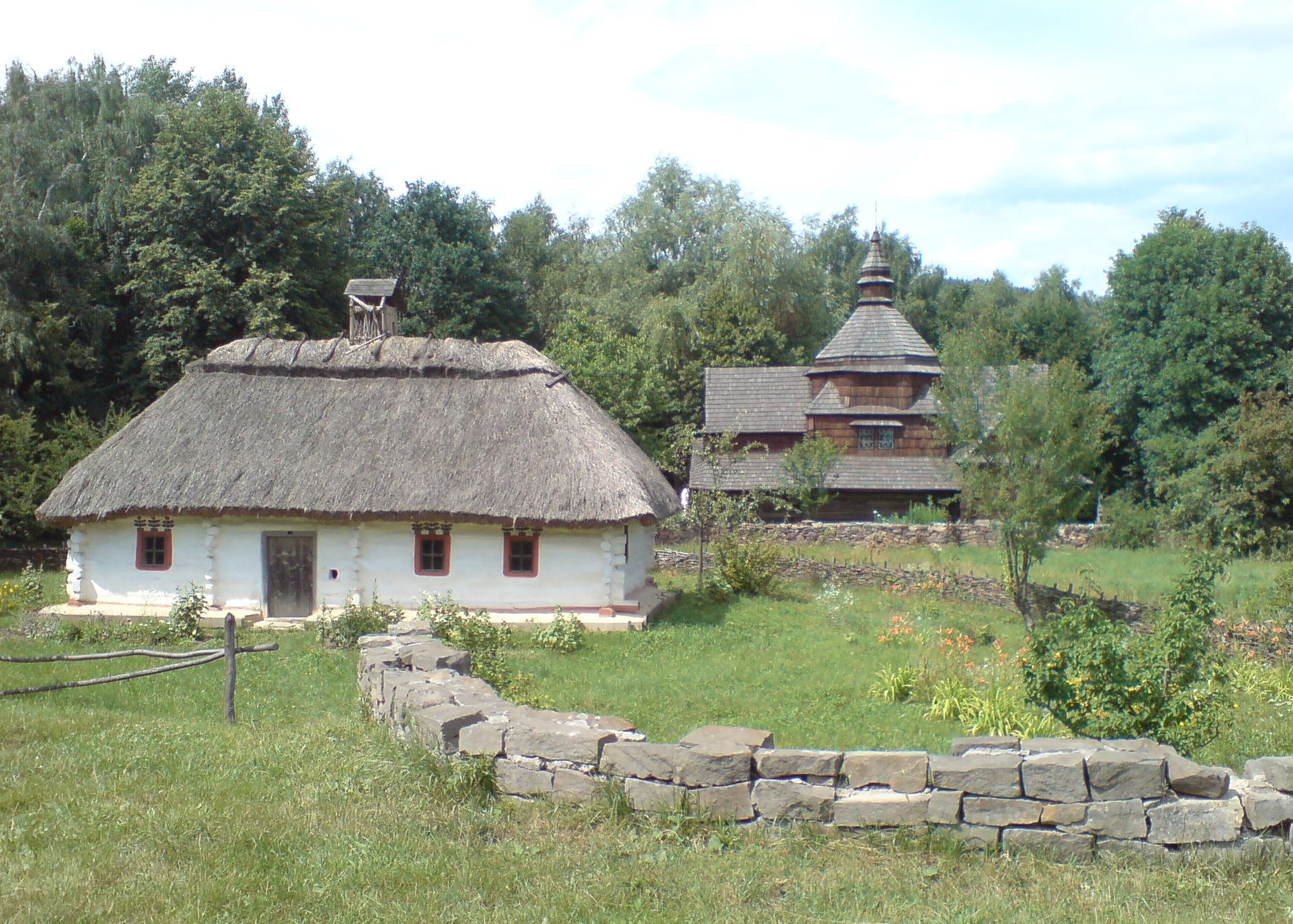
Freigelände des Museums für Volksarchitektur und Brauchtum der Ukraine (2007)

Die Liste von Freilichtmuseen ist eine Auflistung von Freilichtmuseen – auch Bauernhofmuseen oder Museumsdörfer – nach Ländern.
Sie konzentriert sich auf Museen des landwirtschaftlichen Bereichs, in denen eine Anzahl rekonstruierter Höfe und Anwesen aufgestellt sind. Die alten Gebäude sind meist andernorts abgetragen und transloziert worden, teilweise handelt es sich um nach alten Plänen oder Ansichten originalgetreu errichtete Gebäude. Keimzelle eines Bauernhofmuseums ist häufig ein originales Gehöft in situ. Dazu gesellen sich meist vielfältige Nebengebäude, aber auch Gebäude des ländlichen Kleingewerbes wie Mühlen, Schmieden sowie sonstige dörfliche Einrichtungen wie Dorfschulen, Hof- und Ortskapellen oder Geschäfte. Ausgestellt werden auch bäuerliche Gerätschaften und Haushaltsgegenstände sowie der Fuhrpark. Außerdem bemüht man sich, das Umfeld, also Bauerngärten und sogar Weide-, Wiesen- und Ackerflächen, mit darzustellen, um ein umfassendes Bild des historischen ländlichen Raums zu geben.

## Belarus
- Ethnologisches Museum Dudukti
- Staatliches Belarussisches Museum für Volksarchitektur und Volksleben bei Minsk

## Belgien

### Flandern
- Domäne Bokrijk, Freilichtmuseum Bokrijk, zwischen Genk und Hasselt, Provinz Limburg
- Openluchtmuseum Bachten de Kupe in Alveringem/Izenberge, Provinz Westflandern
- Atlantikwallmuseum Oostende/Hafen mit Fort Napoleon
- Freilichtmuseum Oostende/Raversijde mit Freilichtmuseum Atlantikwall und Memorial Prinz Karl, (Domein Raversijde met Memoriaal Prins Karel en Atlantikwall)

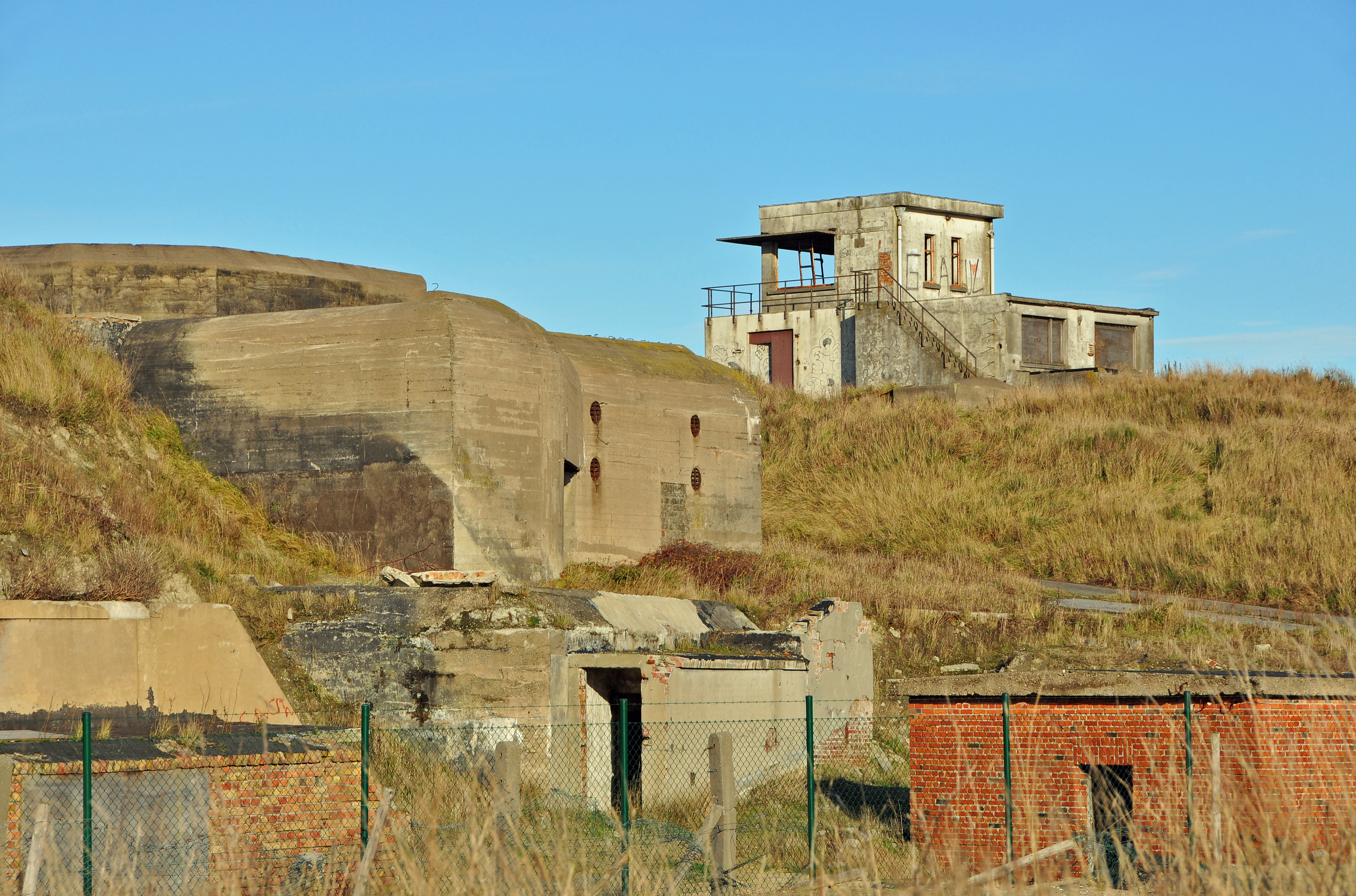
Belgien: Atlantikwallmuseum Oostende/Hafen
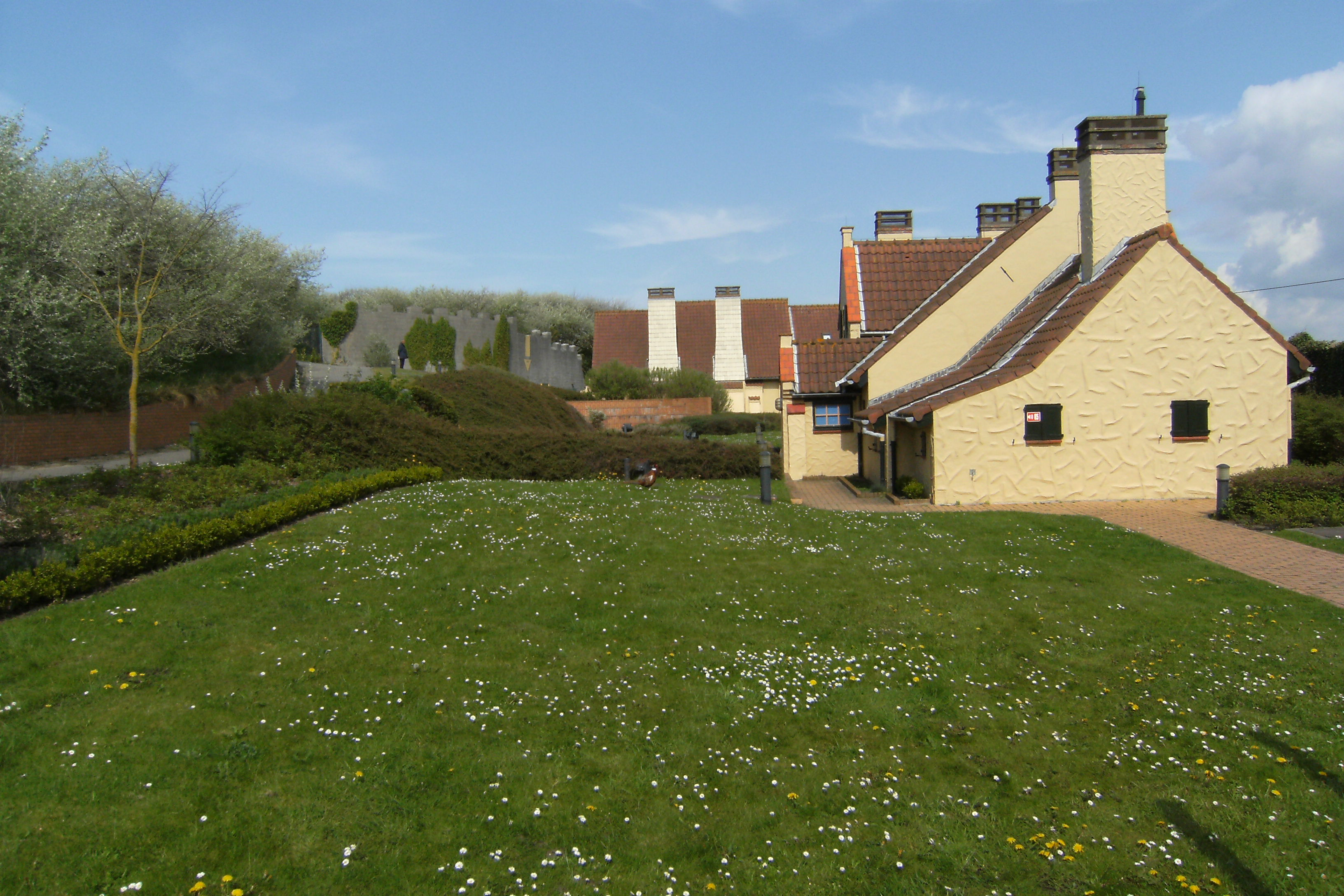
Belgien: Prinz Karl Memorial Oostende/Raversijde
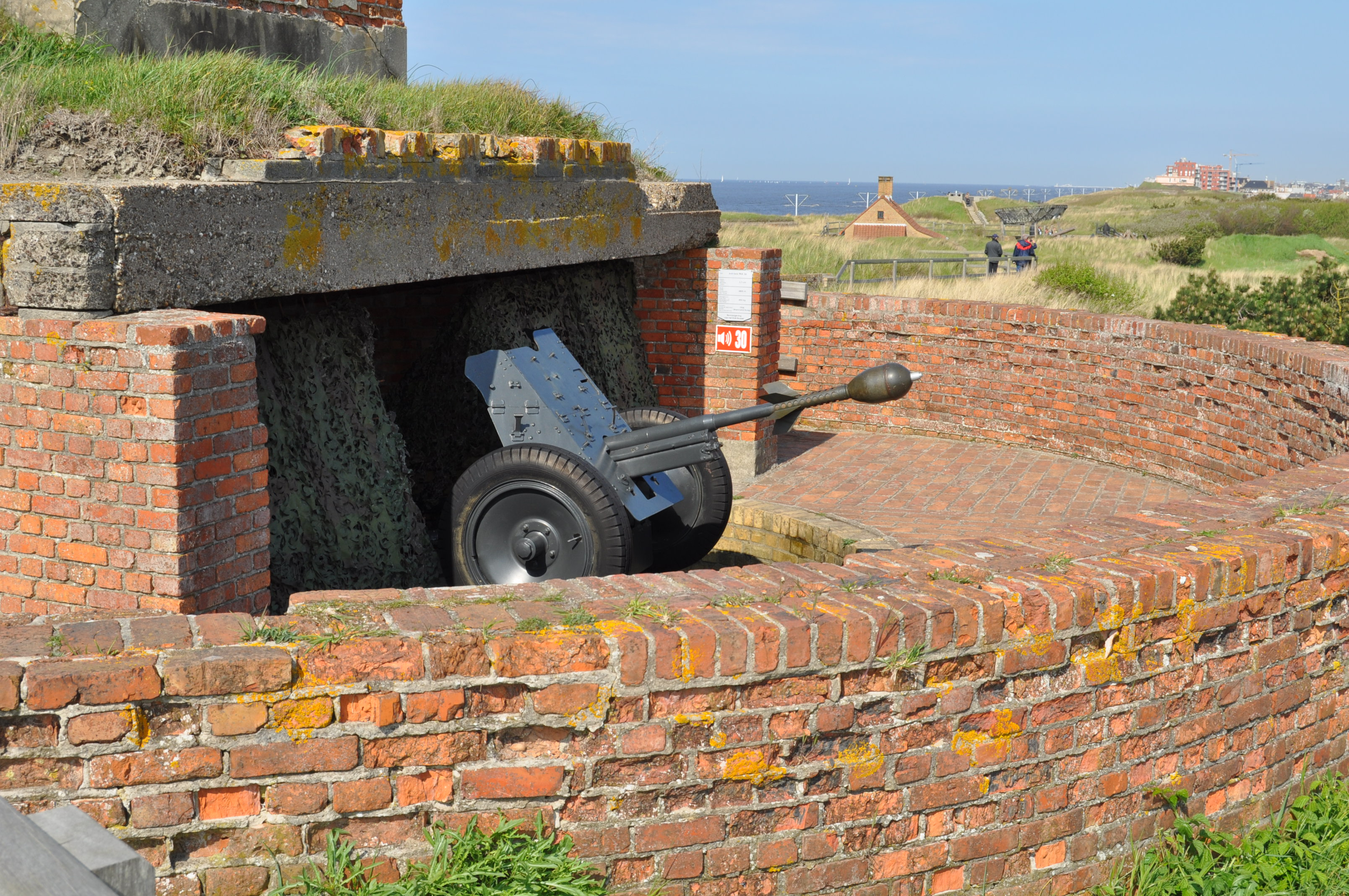
Belgien: Atlantikwall bei Oostende/Raversijde
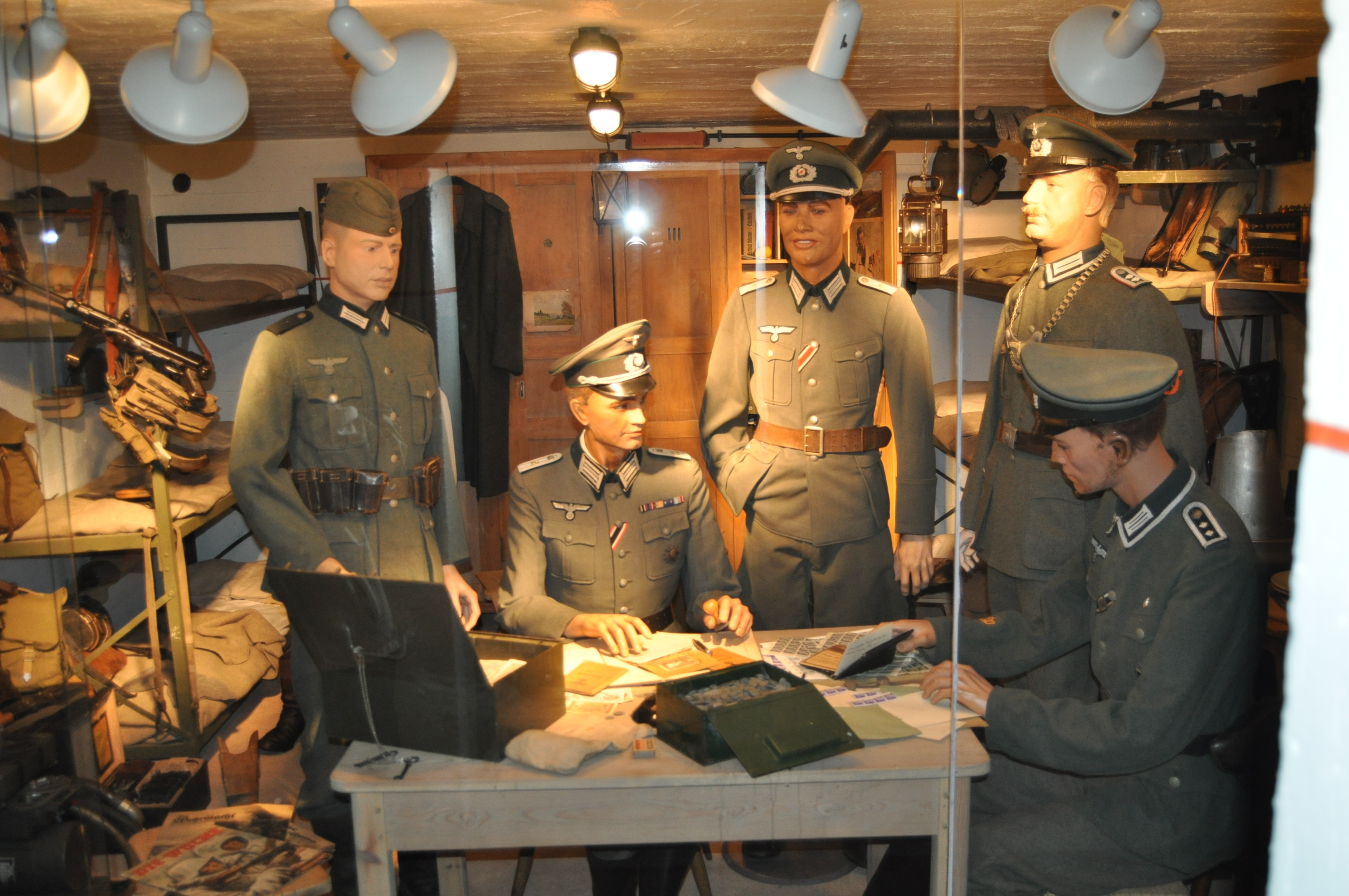
Belgien: Atlantikwall Ausstellung Oostende/Raversijde
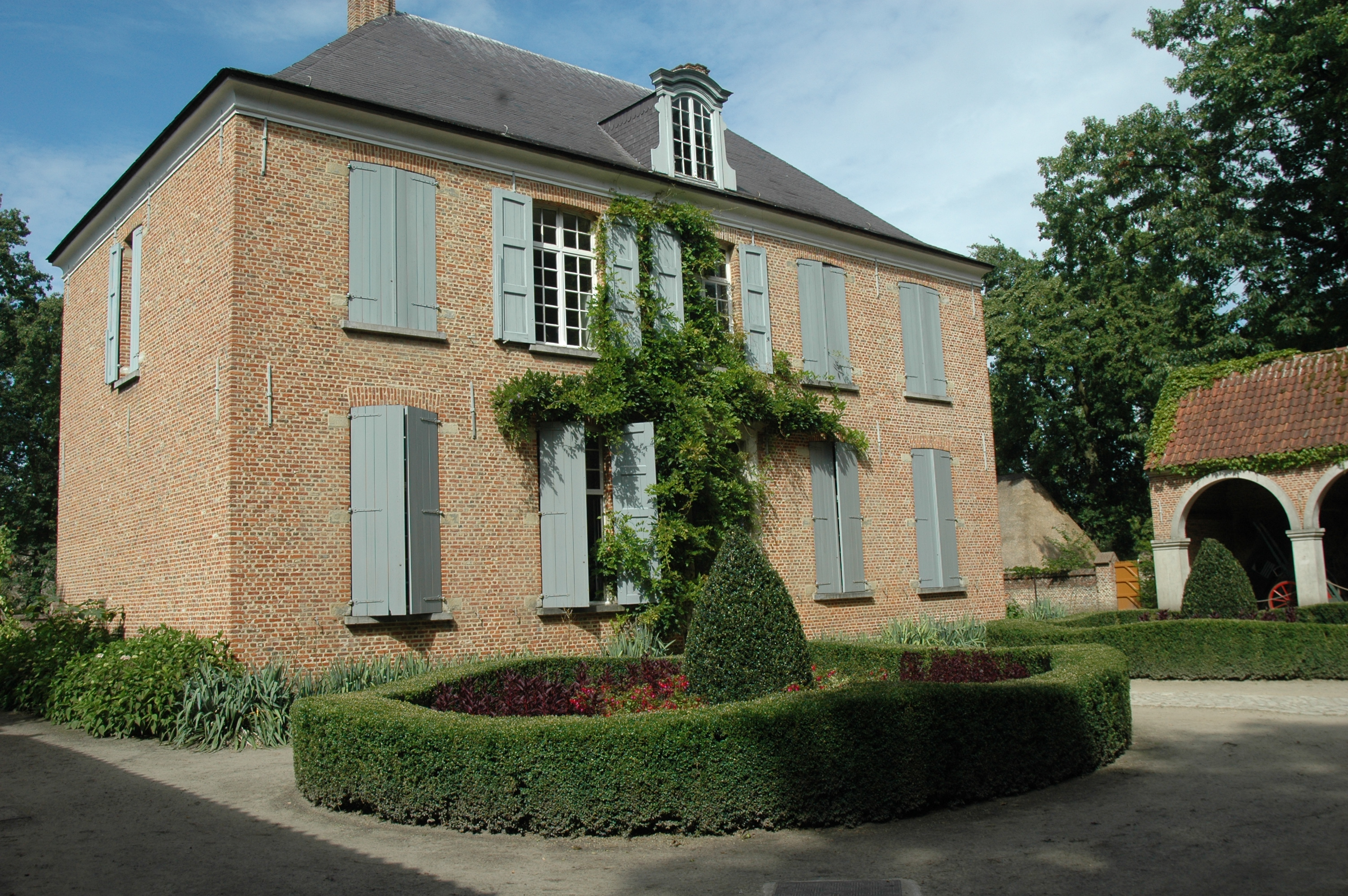
Belgien: Freilichtmuseum Bokrijk
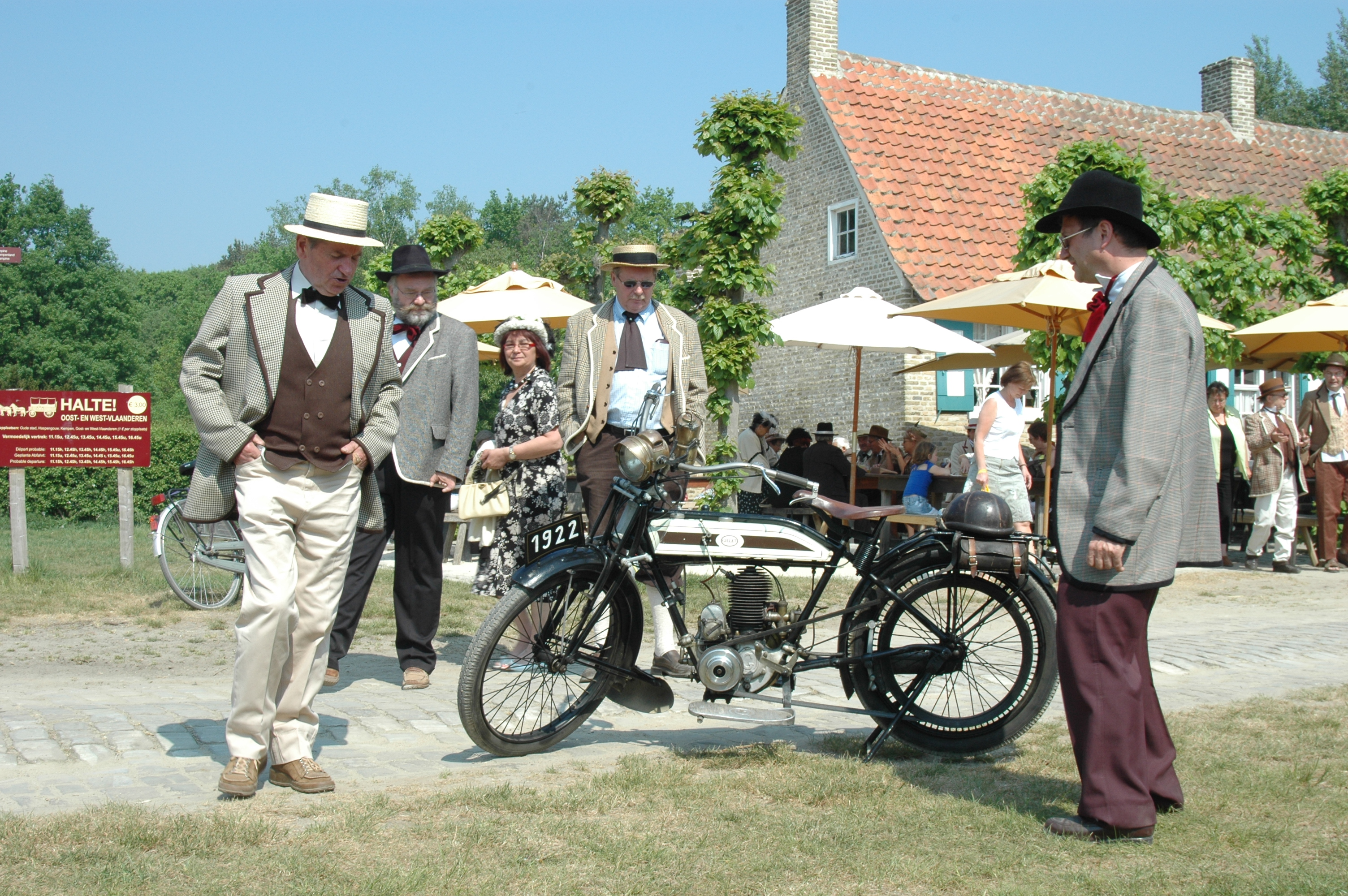
Belgien: Freilichtmuseum Bokrijk: Museumsveranstaltungen

### Wallonien
- Ecomusee du Viroin, in Treignes südlich von Namur und Charleroi
- Fourneau Saint Michel, Freilichtmuseum (landwirtschaftlich wie montanhistorisch) der Provinz Luxemburg bei Saint-Hubert
- Le Grand Hornu (Industriemuseum)
- Grotte von Ramioul in Flémalle (südwestlich von Lüttich)

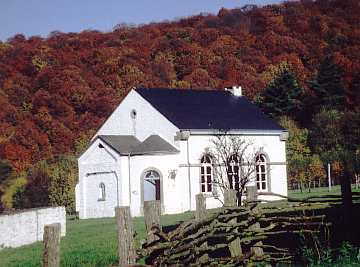
Belgien: Fourneau Saint Michel
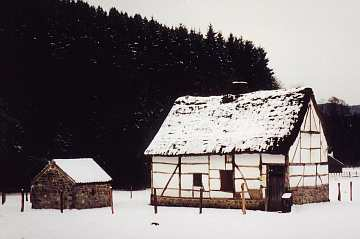
Belgien: Fourneau Saint Michel
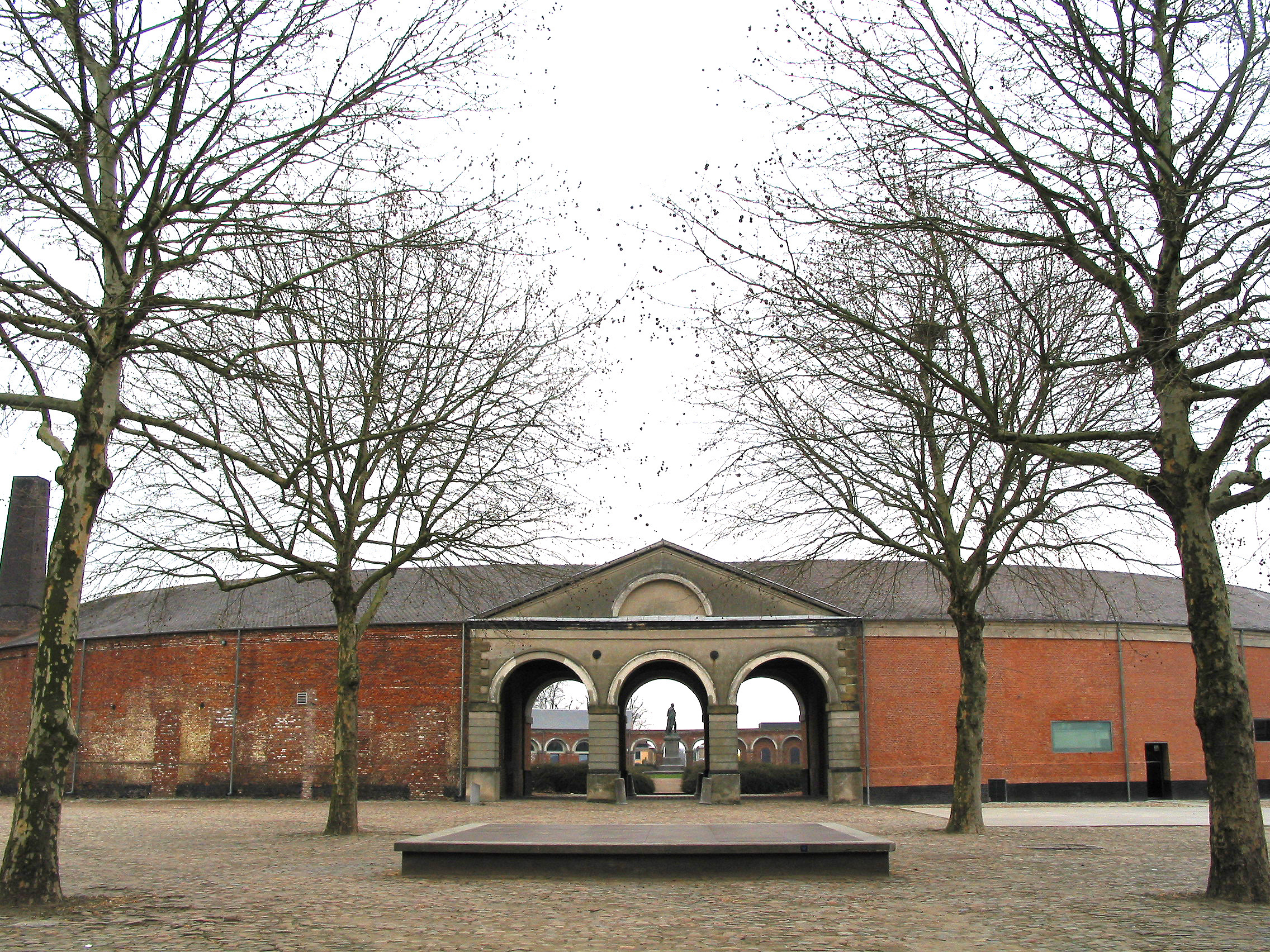
Belgien: Le Grand Hornu

## Bosnien und Herzegowina
- Etno Selo Stanišić
- Andrićgrad (deutsch Steinstadt), in historischem Stil neu gebauter Stadtteil von Višegrad.

## Bulgarien
- Freilichtmuseum Etar in Gabrowo

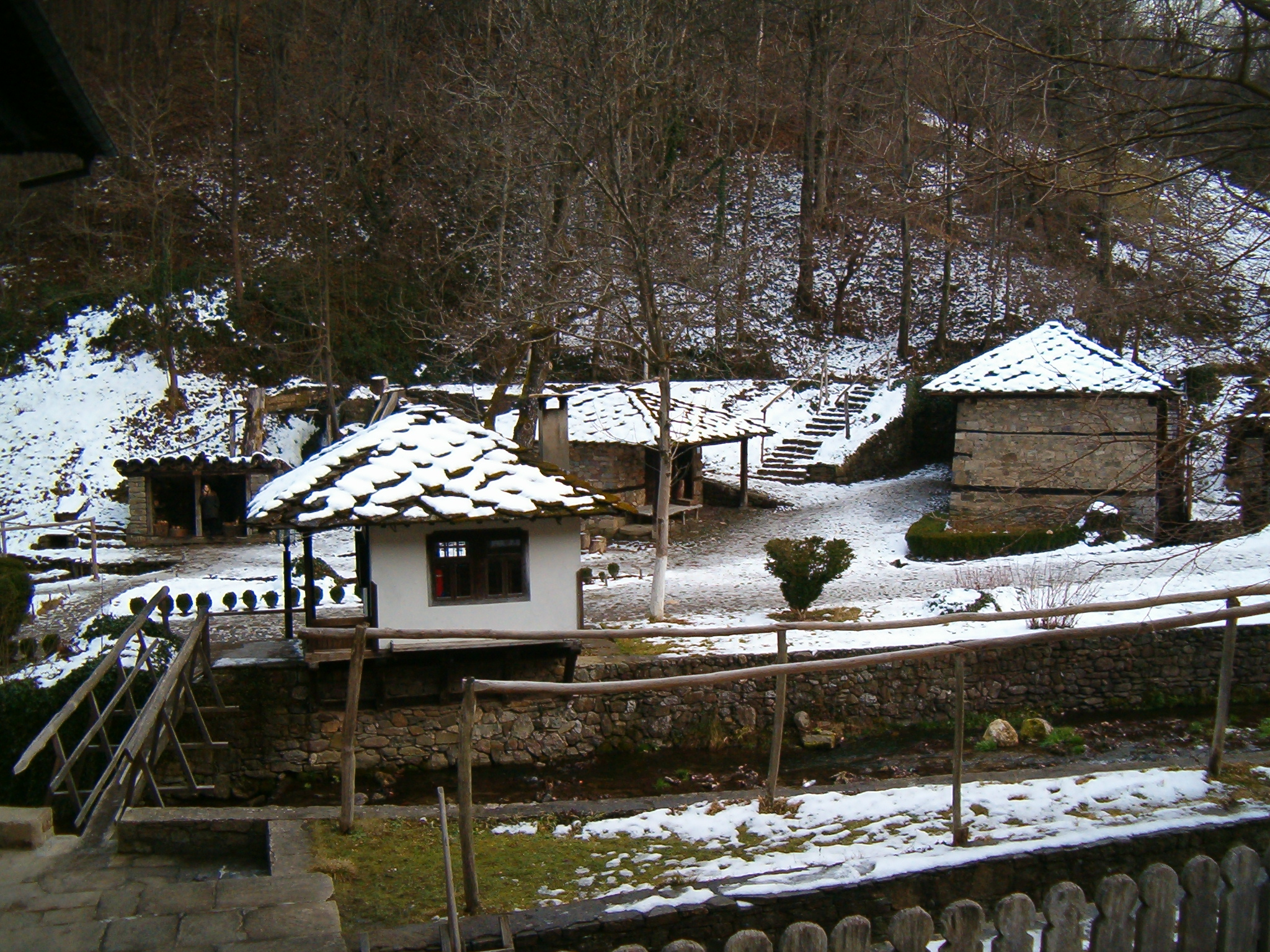
Bulgarien ETAR, Museumsgelände
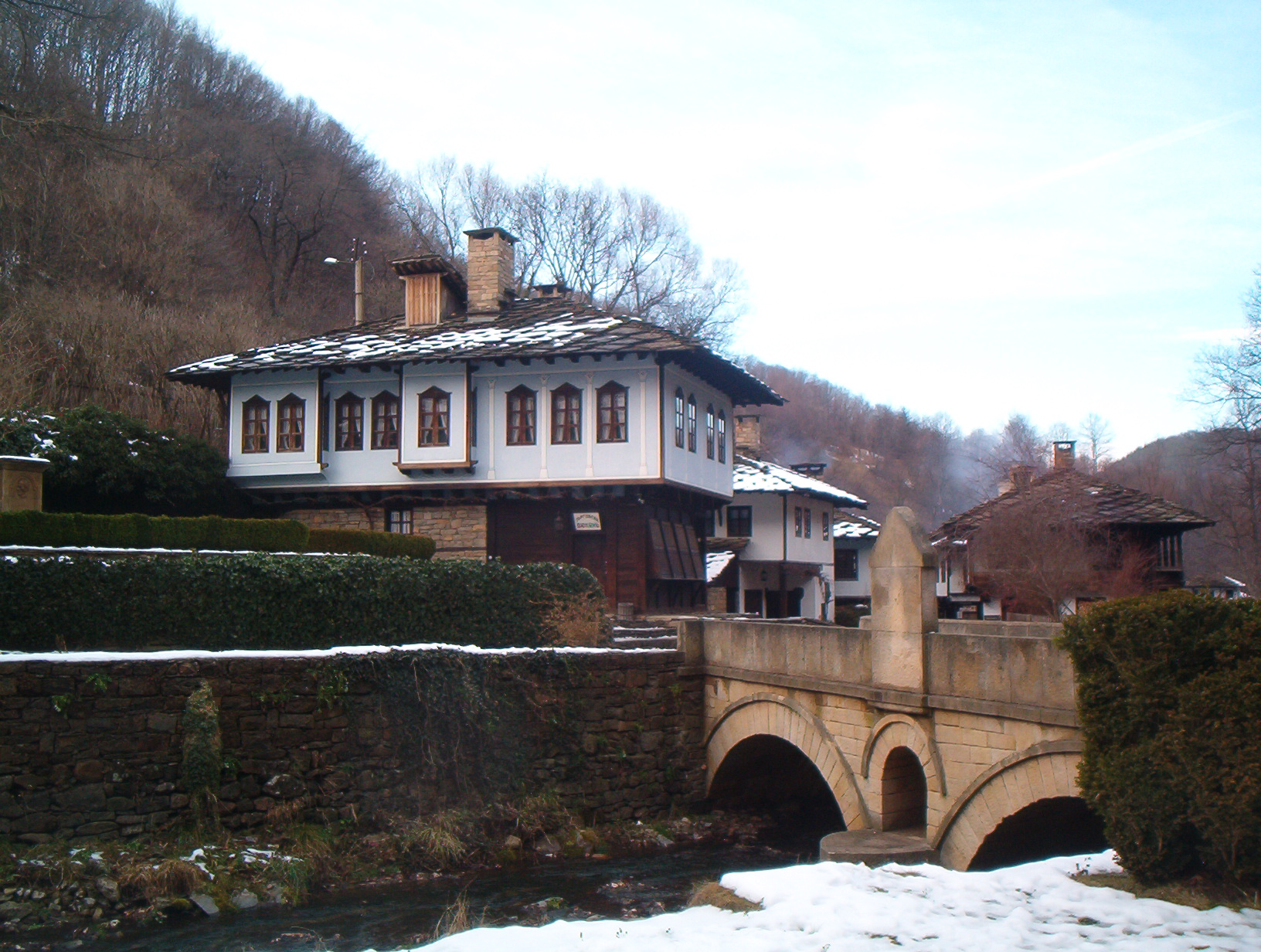
Bulgarien ETAR, Brücke und Anfang der Geschäftsstraße
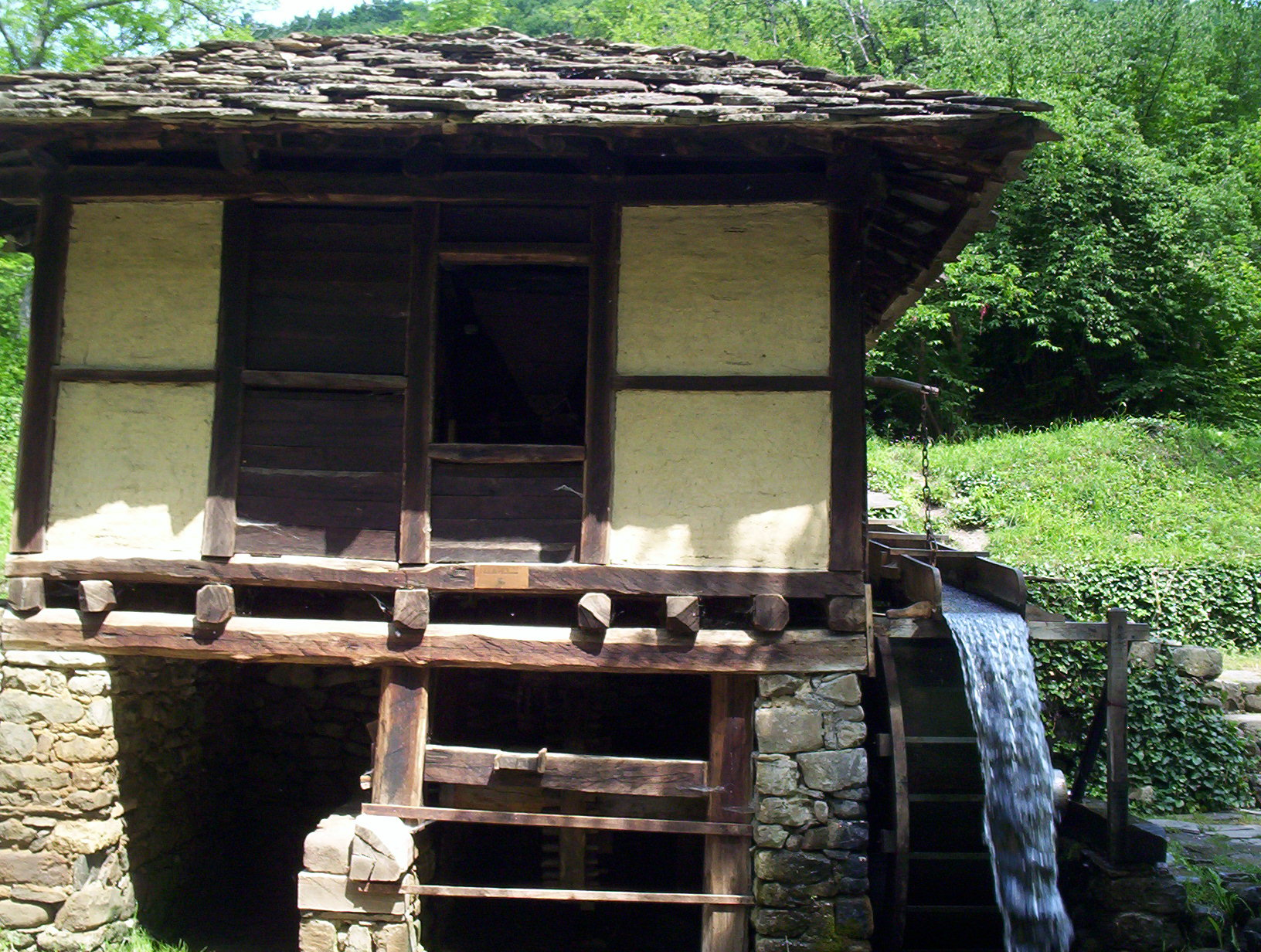
Bulgarien ETAR, Wassermühle

## China
- Chinesisches Landwirtschaftsmuseum, Peking
- Museumsdorf Wuzhen Xizha, Shanghai

## Dänemark

### Jütland
- Den Gamle By (Die Alte Stadt) (Aarhus)
- Fyrkat
- Glud Museum
- Hjerl Hede
- Hvolris Jernalderlandsby (jütländische Eisenzeit, nördl. von Viborg)
- Hjemsted Oldtidspark
- Museum Moesgård
- Ribe VikingeCenter
- Ringkøbing-Skjern Museum (westliches Mitteljütland; Wikingerhafen, Eisenzeitdorf, Getreidemühle)
- Vingsted Historiske Værksted Mitteljütland; Eisenzeitdorf, Mühle

### Lolland
- Maribo, Außenabteilung des Lolland-Falsters Stiftsmuseums
- Middelaldercentret Nykøbing, Museum für das Mittelalter in Nykøbing

### Fünen
- Den Fynske Landsby, Odense
- Jernalderlandsbyen (Næsby, Odense)

### Seeland
- Freilichtmuseum des Dänischen Nationalmuseums (Kongens Lyngby)
- Gammel Lejre, Lejre
- Trelleborg (Slagelse)

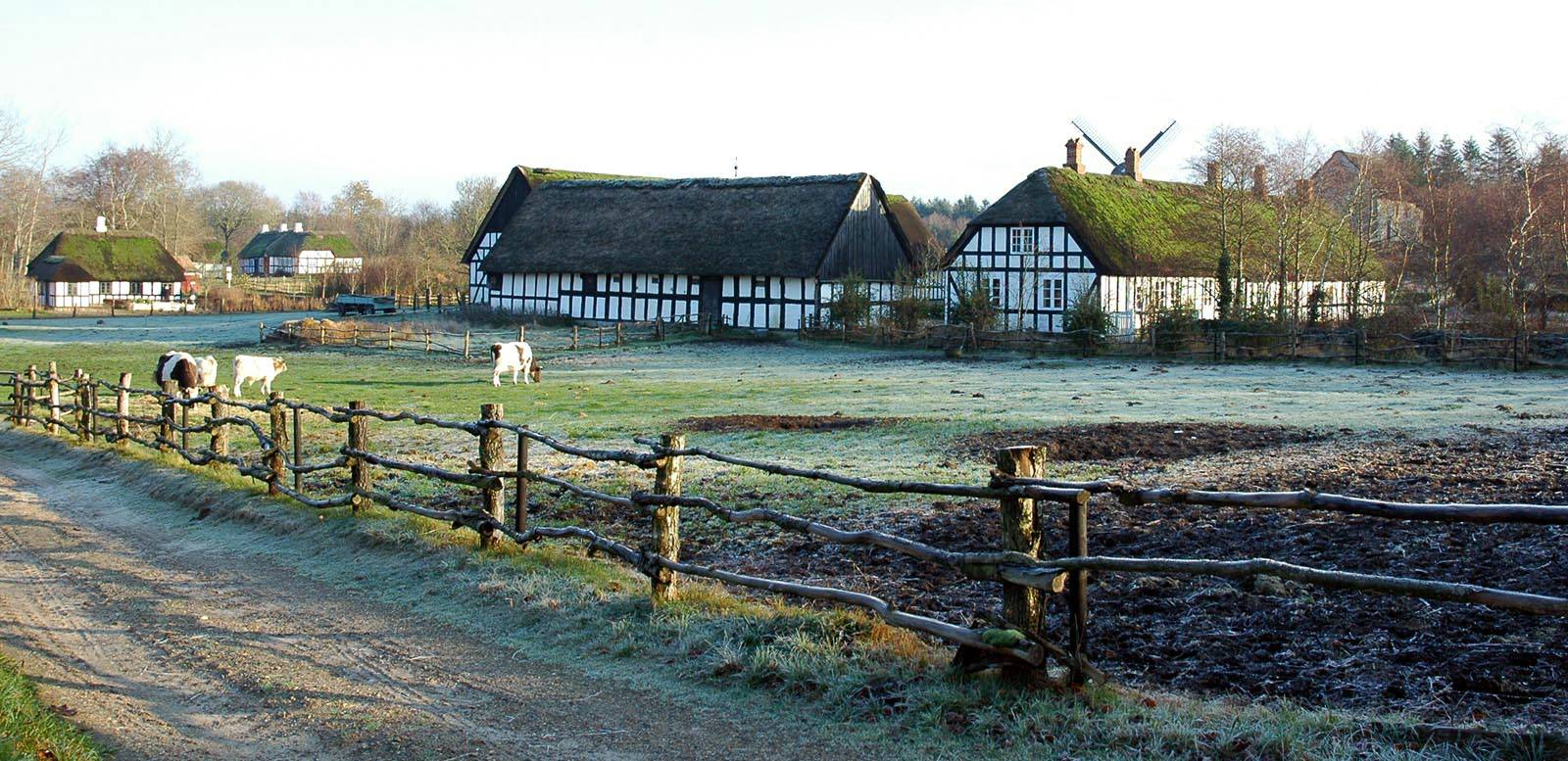
Dänemark: Hjerl Hede
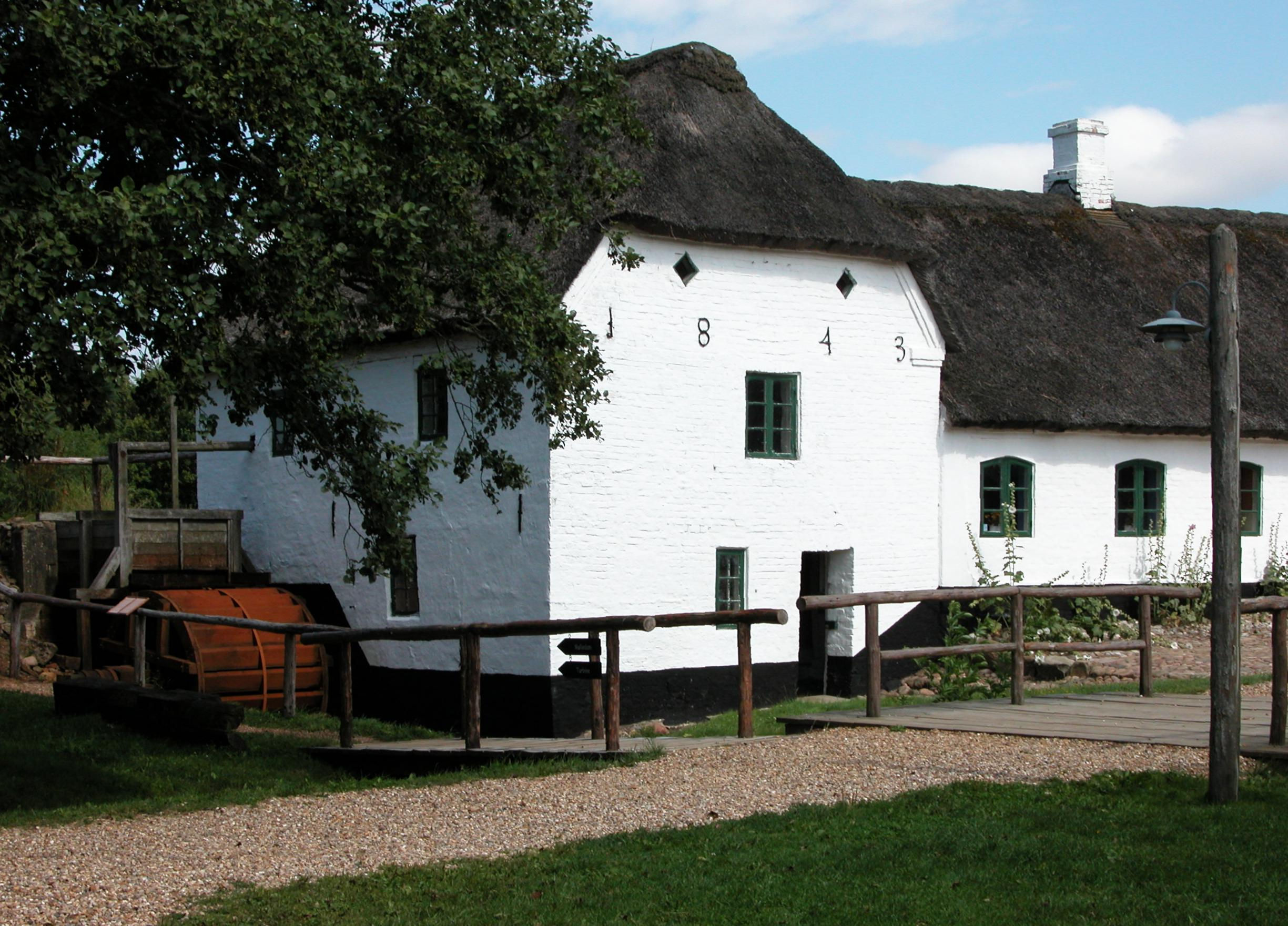
Dänemark: Skjern Egvad Museum – Bundsbæk Mølle
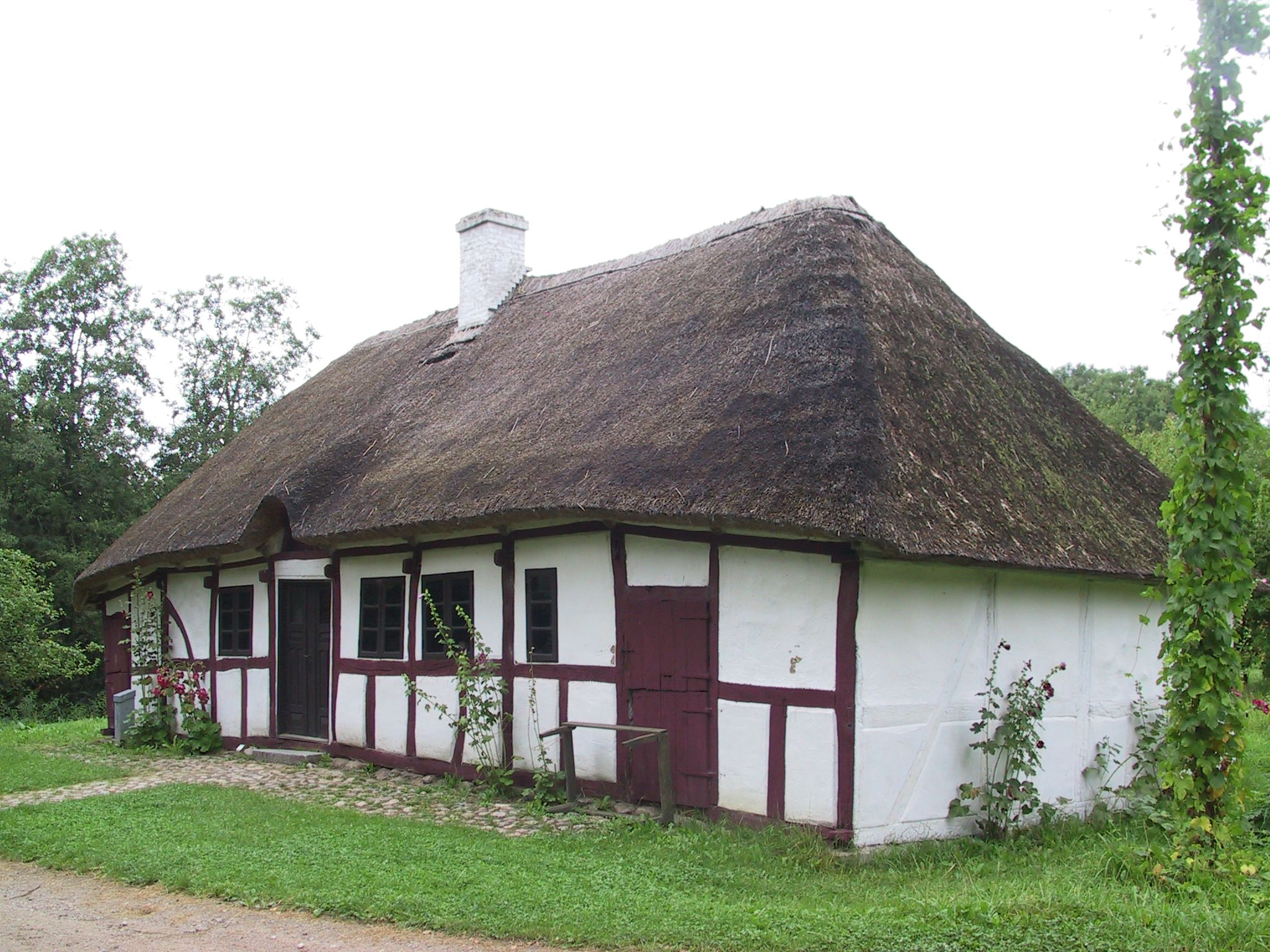
Dänemark: Den Fynske Landsby
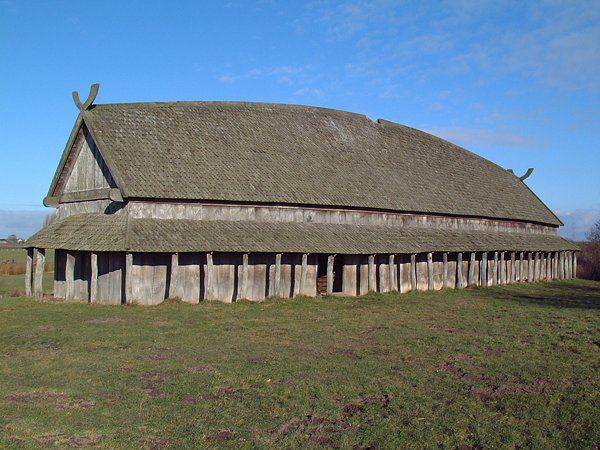
Dänemark: Trelleborg

### Bornholm
- Landwirtschaftsmuseum Melstedtgård

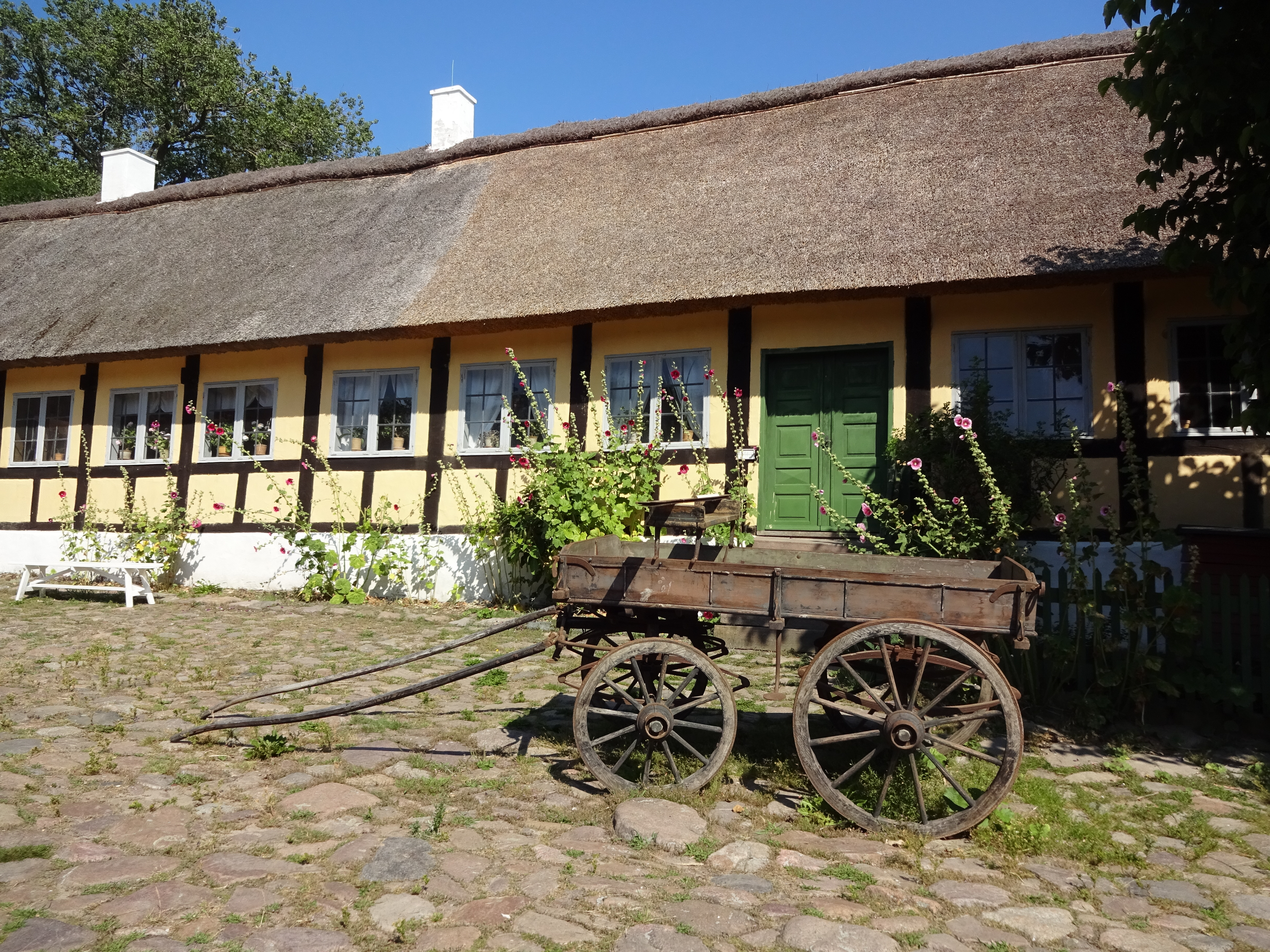
Melstedtgard (Bornholm)

## Deutschland

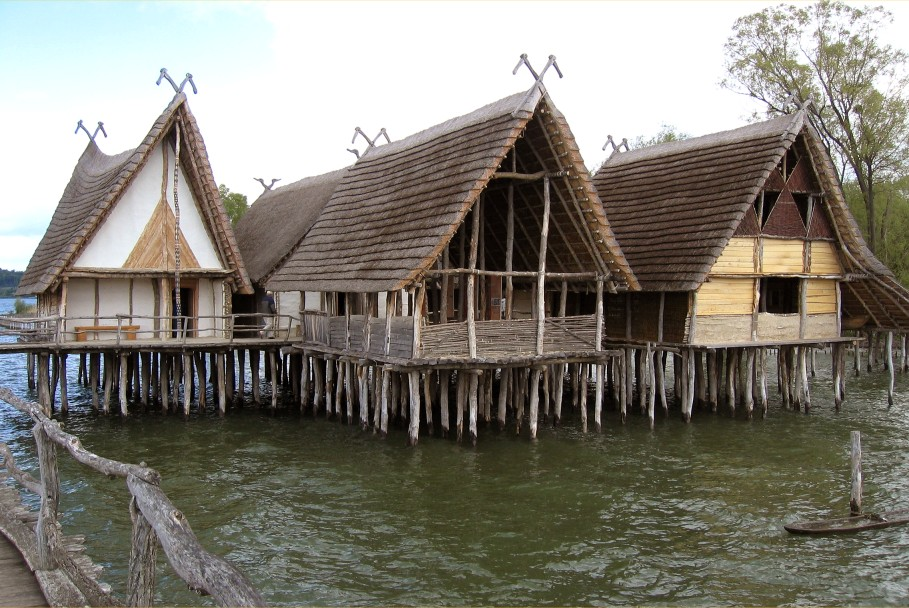
Im Pfahlbaumuseum Unteruhldingen

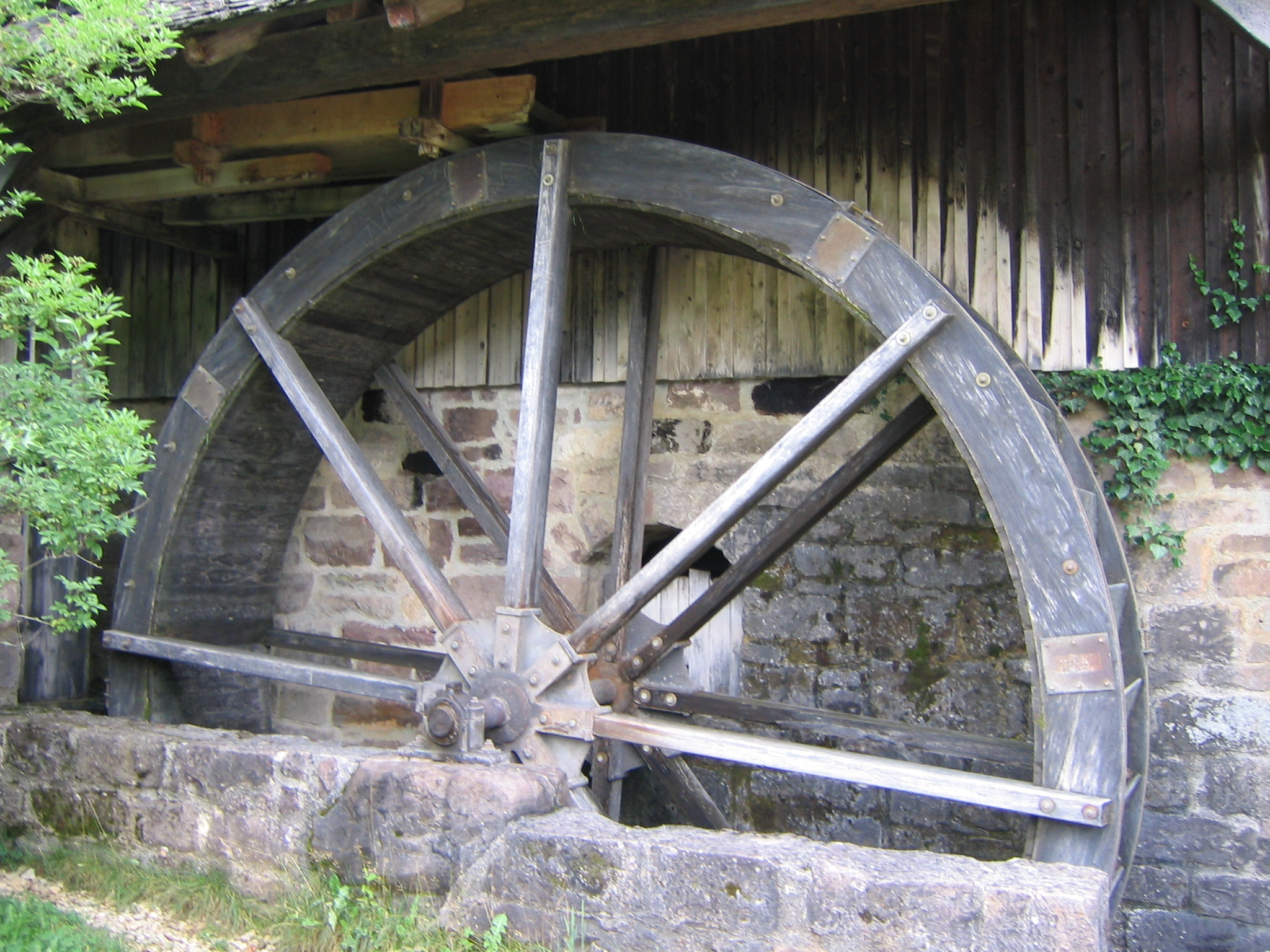
Im Freilichtmuseum Neuhausen ob Eck

### Baden-Württemberg
- Bauernmuseum Richen, Eppingen, Landkreis Heilbronn
- Deutsches Landwirtschaftsmuseum (DLM), Stuttgart-Hohenheim
- Dorfmuseum Sennfeld, Baden-Württemberg
- Museum für bäuerliches Handwerk und Kultur Wilhelmsdorf
- Limesmuseum Aalen in Aalen im Ostalbkreis
- Federseemuseum in Bad Buchau im Landkreis Biberach
- Oberschwäbisches Museumsdorf Kürnbach in Bad Schussenried-Kürnbach im Landkreis Biberach
- Freilichtmuseum Beuren in Beuren im Landkreis Esslingen
- Hansmeyerhof in Buchenbach-Wagensteig im Landkreis Breisgau-Hochschwarzwald
- Keltenmuseum Hochdorf in Eberdingen-Hochdorf im Landkreis Ludwigsburg
- Schwarzwälder Freilichtmuseum Vogtsbauernhof in Gutach im Ortenaukreis
- Römisches Freilichtmuseum Hechingen-Stein in Hechingen-Stein im Zollernalbkreis
- Freilichtmuseum Klausenhof in Herrischried im Landkreis Waldshut
- Archäologisches Freilichtmuseum Heuneburg in Herbertingen im Landkreis Sigmaringen
- Römisches Museum mit Archäologischem Park Köngen in Köngen im Landkreis Esslingen
- Karolingische Klosterstadt Campus Galli in Meßkirch im Landkreis Sigmaringen
- Freilichtmuseum Neuhausen ob Eck in Neuhausen ob Eck im Landkreis Tuttlingen
- Schniederlihof in Oberried-Hofsgrund im Landkreis Breisgau-Hochschwarzwald
- Grenzsteinmuseum Ostrach, Ostrach im Landkreis Sigmaringen
- Hohenloher Freilandmuseum Wackershofen in Schwäbisch Hall-Wackershofen im Landkreis Schwäbisch Hall
- Pfahlbaumuseum Unteruhldingen in Uhldingen-Mühlhofen im Bodenseekreis
- Odenwälder Freilandmuseum in Walldürn-Gottersdorf im Neckar-Odenwald-Kreis
- Bauernhaus-Museum Wolfegg in Wolfegg im Landkreis Ravensburg
- Heimatmuseum Fürstenberger Hof in Zell am Harmersbach im Ortenaukreis

### Bayern

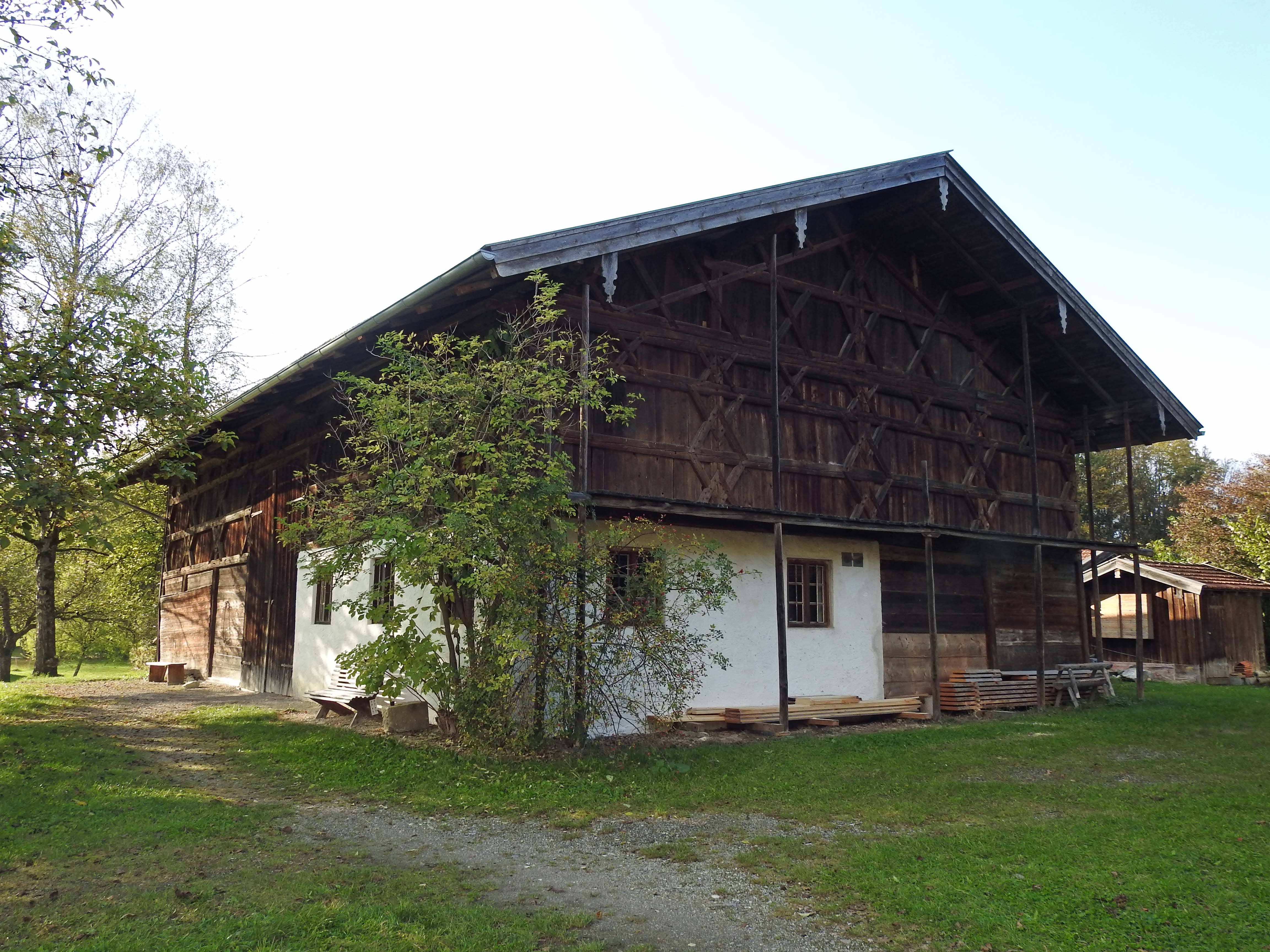
Bauernhausmuseum Amerang

#### Oberbayern
- Freilichtmuseum Amerang in Amerang (Chiemgau)
- Donaumoos Freilichtmuseum (Haus im Moos) Karlshuld-Kleinhohenried
- Bauernhausmuseum des Landkreises Erding
- Freilichtmuseum Glentleiten in Großweil (Landkreis Garmisch-Partenkirchen)
- Jura-Bauernhof-Museum Hofstetten in Hitzhofen (Landkreis Eichstätt)
- Bajuwarenhof Kirchheim (Landkreis München)
- Holzknechtmuseum Ruhpolding (Chiemgau)
- Markus Wasmeier Freilichtmuseum Schliersee
- Bauernhofmuseum Jexhof des Landkreises Fürstenfeldbruck in Schöngeising

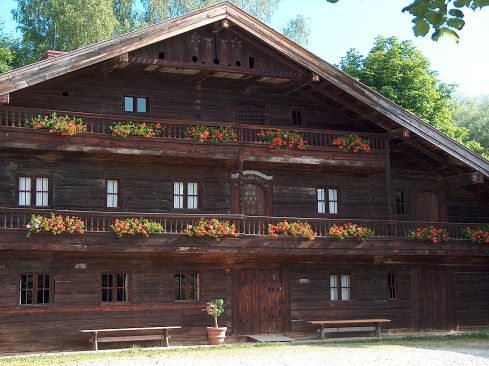
Bayern: Freilichtmuseum Massing

#### Niederbayern

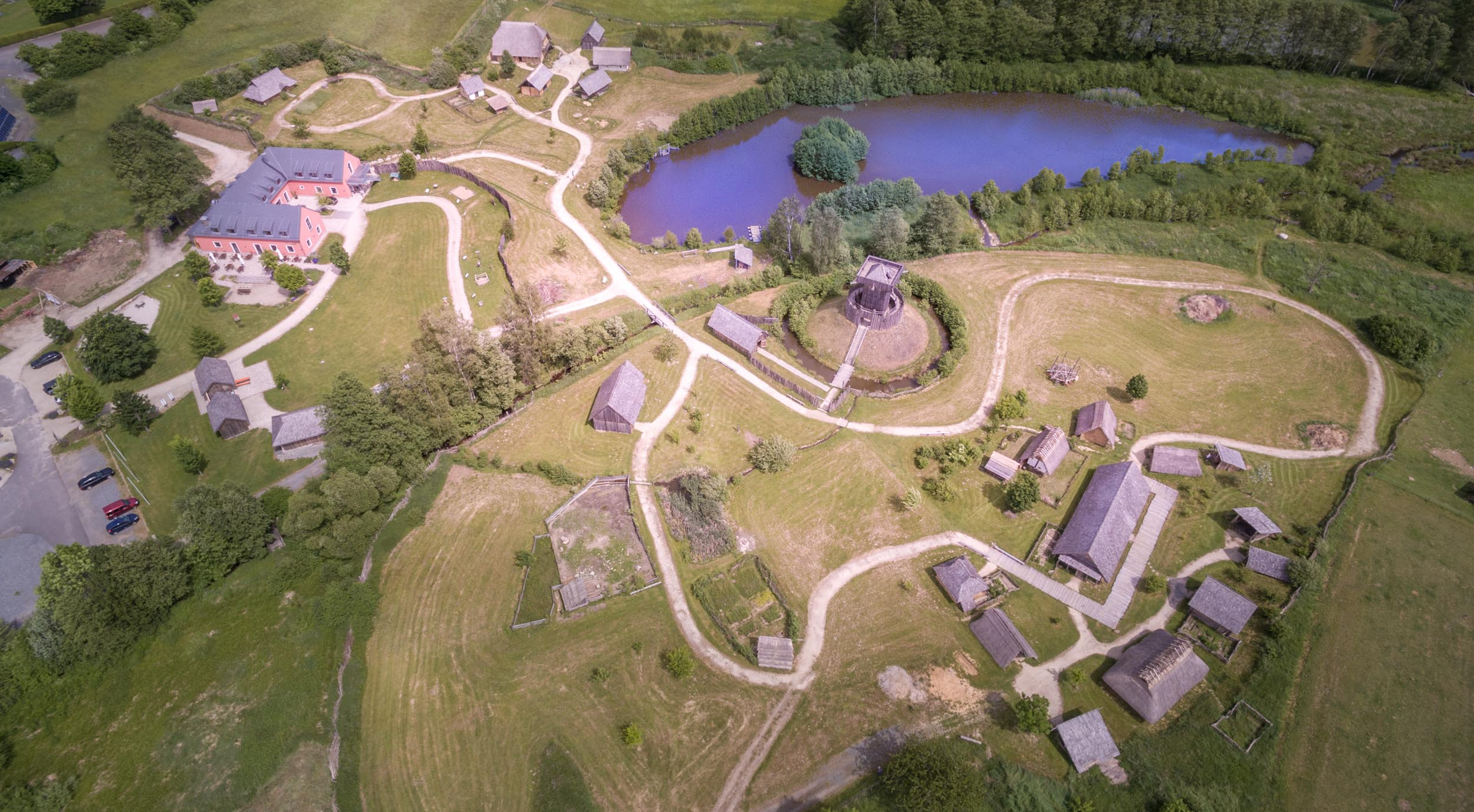
Bayern: Geschichtspark Bärnau-Tachov

- Hallertauer Bauernhof-Museum, Kirchdorf, Landkreis Kelheim – 2023 geschlossen
- Museumsdorf Bayerischer Wald, Tittling, Landkreis Passau
- Niederbayerische Freilichtmuseen Massing und Finsterau, Landkreis Freyung-Grafenau und Landkreis Rottal-Inn in Finsterau (Mauth)  und in Massing
- Niederbayerisches Landwirtschaftsmuseum Regen
- Keltendorf Gabreta bei Ringelai im Bayerischen Wald
- Bauernhausmuseum Lindberg
- Freilichtmuseum Tittling (Bayerischer Wald bei Passau)

#### Oberpfalz
- Oberpfälzer Freilandmuseum Neusath-Perschen, Nabburg, Landkreis Schwandorf
- Geschichtspark Bärnau-Tachov im Landkreis Tirschenreuth im Oberpfälzer Wald
- Bergbau- und Industriemuseum Ostbayern in Kümmersbruck-Theuern
- Freilandmuseum Oberpfalz in Nabburg, Landkreis Schwandorf
- Edelmannshof Perschen in Nabburg, Landkreis Schwandorf

#### Oberfranken
- Archedorf Kleinwendern, Kleinwendern, Landkreis Wunsiedel, Oberfranken[1]
- Volkskundliches Gerätemuseum Bergnersreuth bei Arzberg
- Freilandmuseum Grassemann (bei Warmensteinach im Fichtelgebirge)
- Oberfränkisches Bauernhofmuseum Kleinlosnitz, Markt Zell im Fichtelgebirge bei Münchberg
- Freilichtmuseum Mödlareuth (Oberfranken und Thüringen)

#### Mittelfranken
- Fränkisches Freilandmuseum Bad Windsheim (Mittelfranken) mit Archäologiemuseum und Museum Kirche Franken
- Römerpark Ruffenhofen, Wittelshofen im Landkreis Ansbach (Mittelfranken) mit Limeseum Ruffenhofen
- Geschichtsdorf Landersdorf, Thalmässing im Landkreis Roth

#### Unterfranken
- Fränkisches Freilandmuseum Fladungen
- Kirchenburgmuseum Mönchsondheim

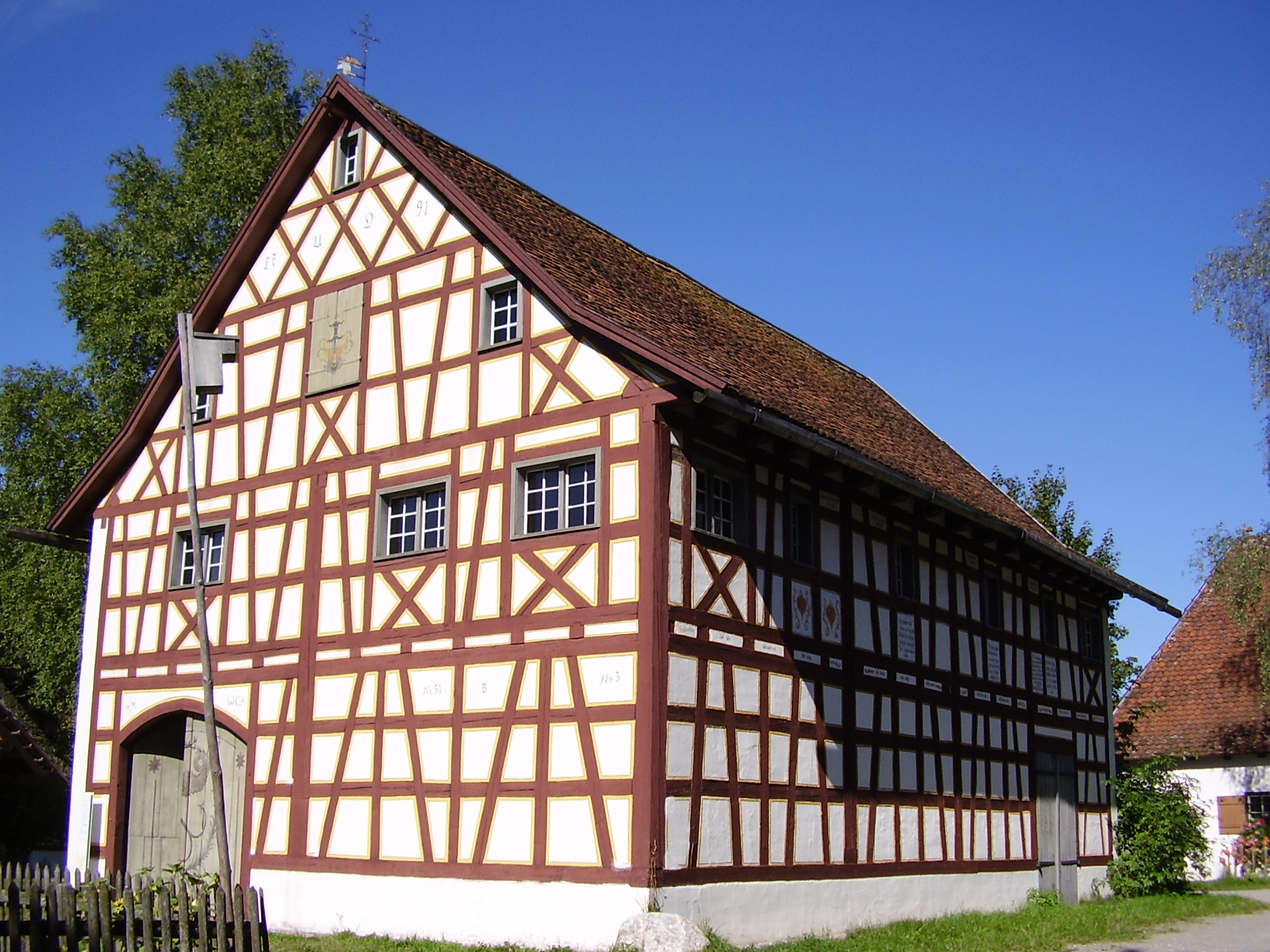
Bayern: Schwäbisches Bauernhofmuseum Illerbeuren

#### Schwaben
- Allgäuer Bergbauernmuseum Immenstadt-Diepolz (Schwaben)
- Bauernhausmuseum Staudenhaus, Gessertshausen
- Schwäbisches Bauernhofmuseum in Illerbeuren bei Memmingen
- Archäologischer Park Cambodunum in Kempten (Allgäu)
- Museum KulturLand Ries Maihingen (Schwaben, auch Bauernmuseum) bei Nördlingen, Landkreis Donau-Ries
- Kreisheimatstube Stoffenried in Ellzee, Landkreis Günzburg
- Hammerschmiede Naichen, OT von Neuburg an der Kammel, Landkreis Günzburg

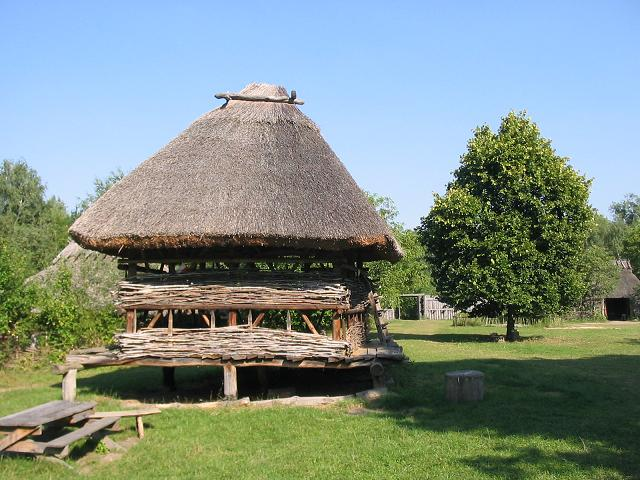
Berlin: Museumsdorf Düppel

### Berlin
- ehemaliges Landwirtschaftliches Museum Berlin (seit 1935 geschlossen)
- Freilichtmuseum Domäne Dahlem

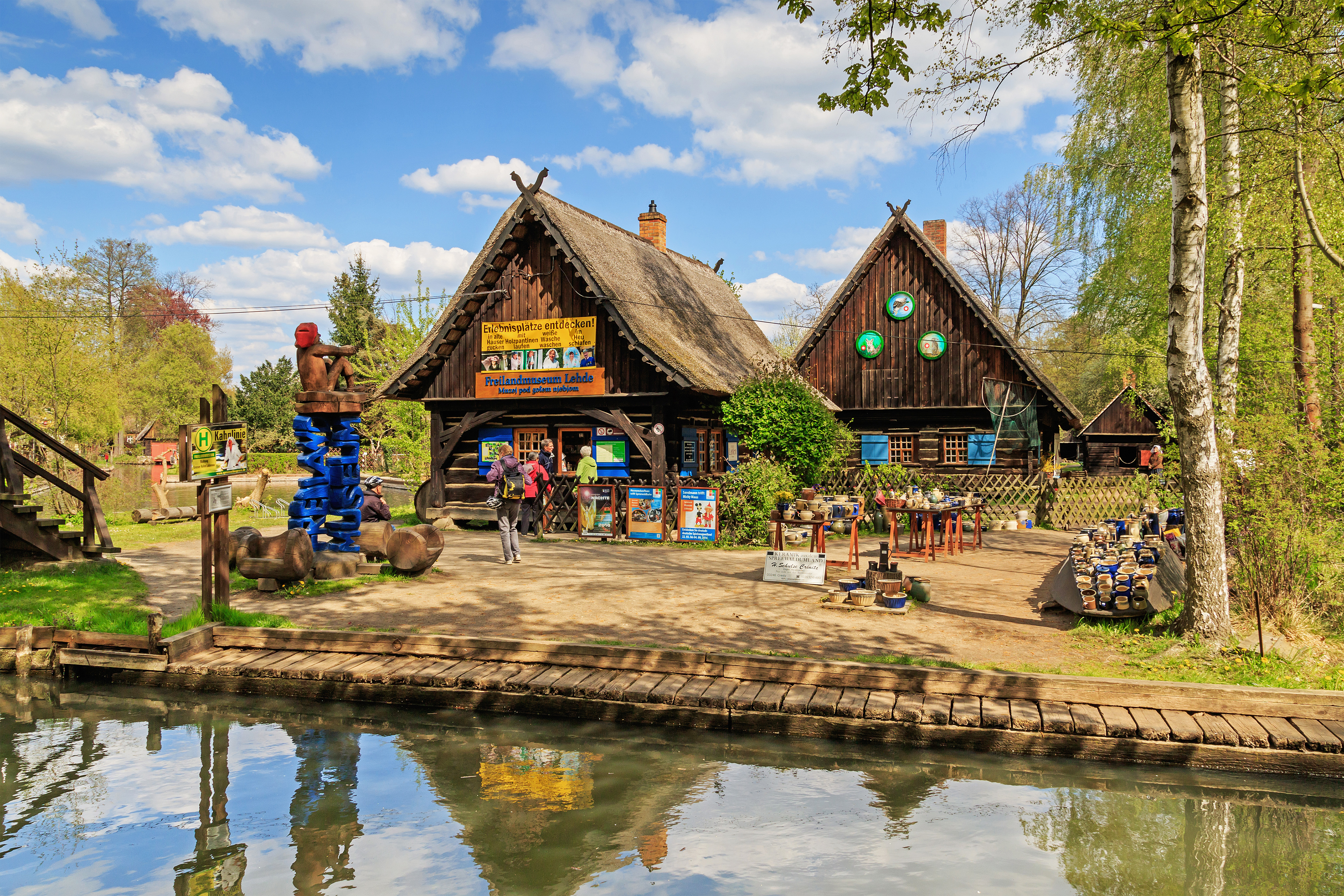
Brandenburg: Spreewaldmuseum

- Museumsdorf Düppel

### Brandenburg
- Niederlausitzer Sorbisches Dorfmuseum Blumberg, Brandenburg
- Barnim Panorama (früher Agrarmuseum Wandlitz), Landkreis Barnim
- Bauernmuseum Blankensee, Landkreis Teltow-Fläming
- Bauernmuseum Schlepzig, Landkreis Dahme-Spreewald
- Deutsches Schweinemuseum, Teltow-Ruhlsdorf, Landkreis Potsdam-Mittelmark
- Brandenburgisches Freilichtmuseum Altranft, niederes Oderbruch
- Archäologischer Park Freyenstein
- Freilichtmuseum Germanische Siedlung Klein Köris e. V., Klein Köris
- Freilandmuseum Lehde
- Höllberghof bei Luckau
- Museumsdorf Baruther Glashütte – Baruth/Mark
- Museumspark Rüdersdorf – Rüdersdorf bei Berlin
- Museumshof Großkoschen
- Slawenburg Raddusch, Niederlausitz
- Ziegeleipark Mildenberg – Mildenberg bei Zehdenick
- Slawendorf Brandenburg an der Havel
- Stary lud im Heimatmuseum Dissen, Dissen, Niederlausitz, bei Cottbus
- Freilichtmuseum Zeitsprung, Klinge, Landkreis Spree-Neiße

### Bremen
- Volkskundliches Freilichtmuseum Speckenbüttel

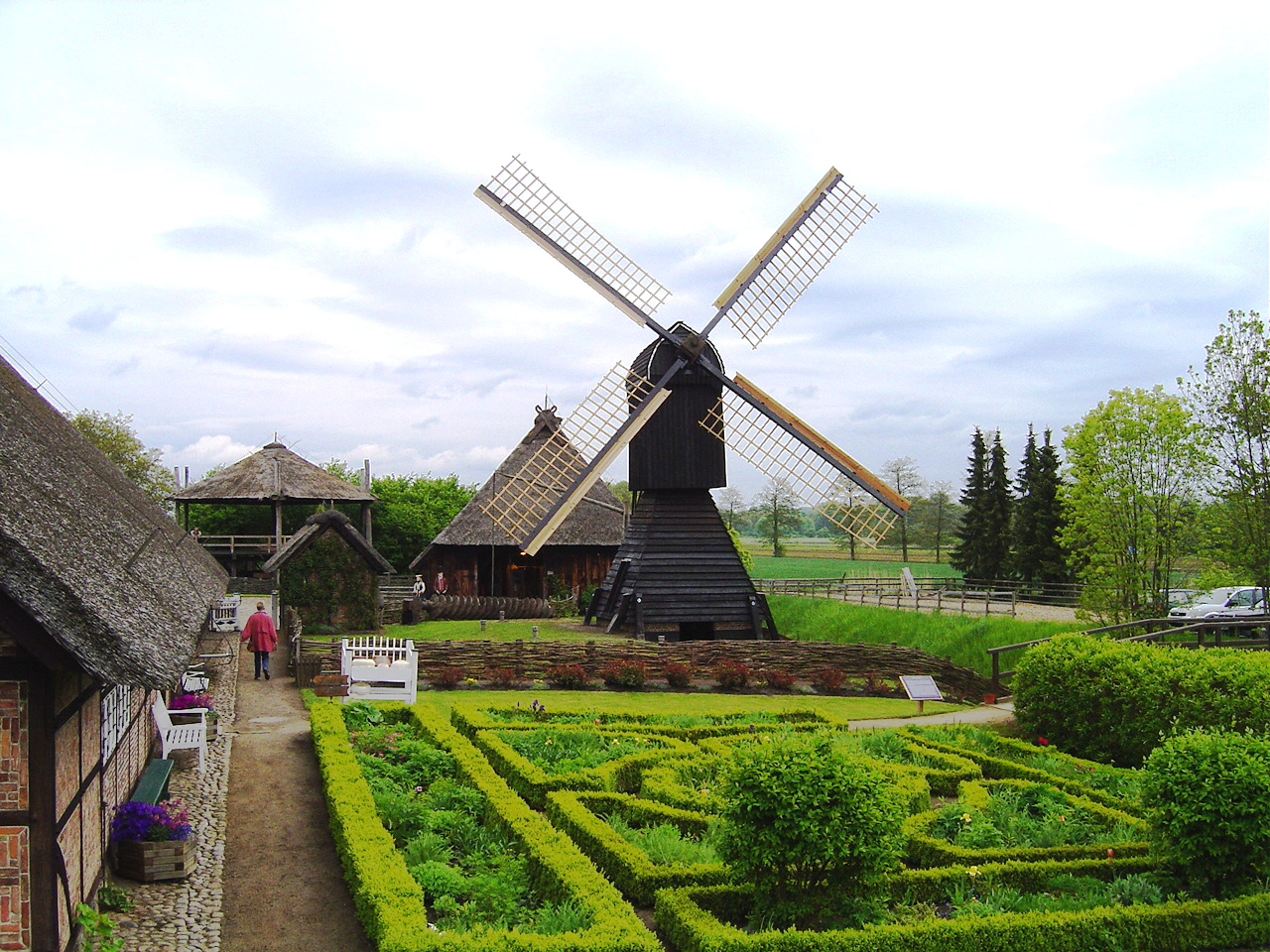
Rieck-Haus, Hamburg: Bauerngarten, Heubarg, Scheuer und Bockmühle

### Hamburg
- Museumsdorf Volksdorf
- Rieck-Haus, Vierländer Freilichtmuseum, Curslack

### Hessen
- Lebendiges Museum Odershausen, Hessen
- Wixhäuser Dorfmuseum, Darmstadt-Wixhausen, Hessen
- Experimentalarchäologisches Freilichtlabor karolingischer Herrenhof Lauresham (Freilichtlabor Lauresham) in Lorsch
- Freilichtmuseum Hessenpark bei Neu-Anspach, Hochtaunuskreis (Hessen)
- Freilichtmuseum Römische Villa Haselburg – Höchst im Odenwald
- Kastell Saalburg am Obergermanisch-Raetischen Limes im Taunus
- Rhöner Museumsdorf in Tann

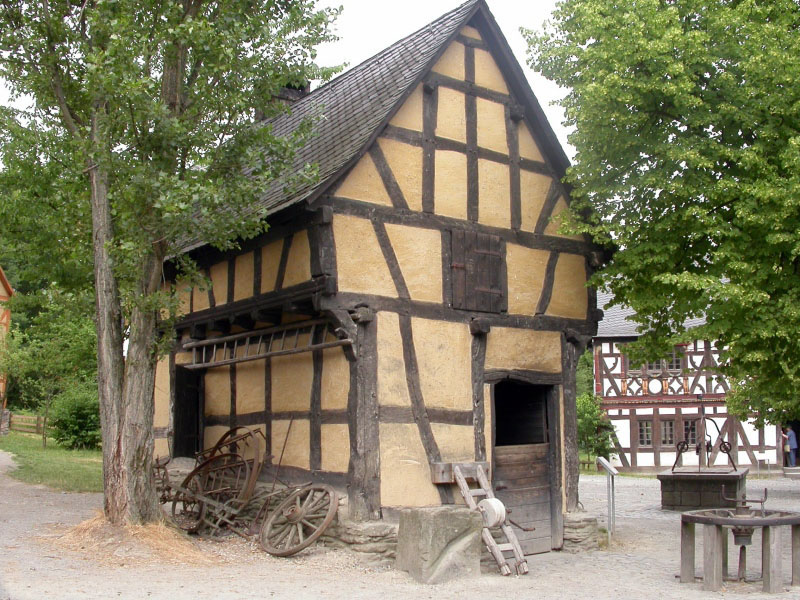
Hessen: Hessenpark
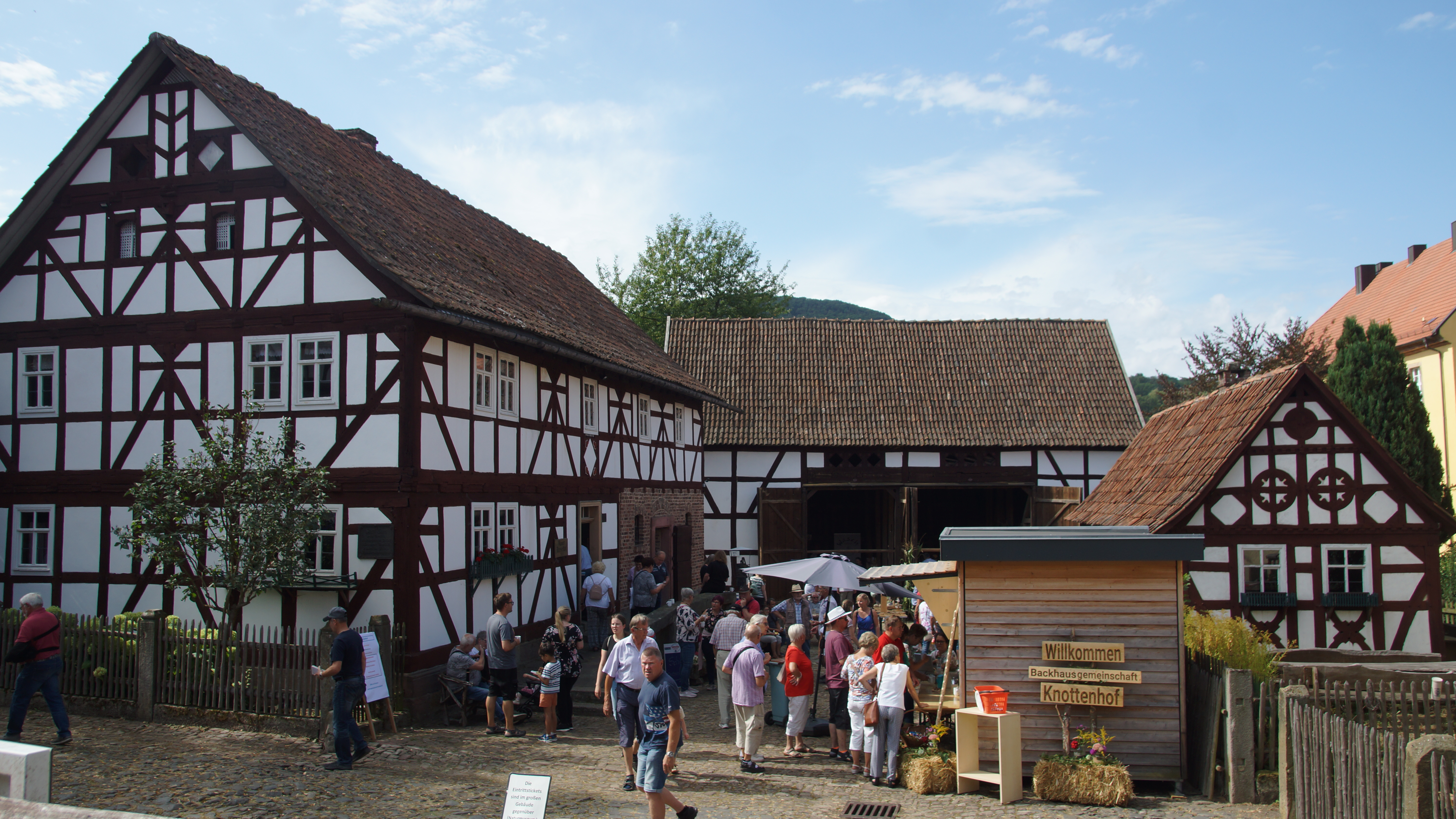
Hessen: Rhöner Museumsdorf
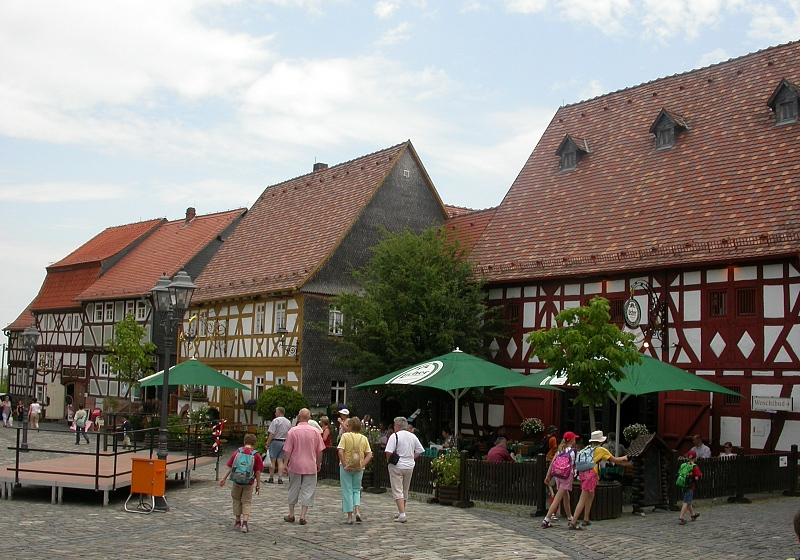
Hessen: Hessenpark
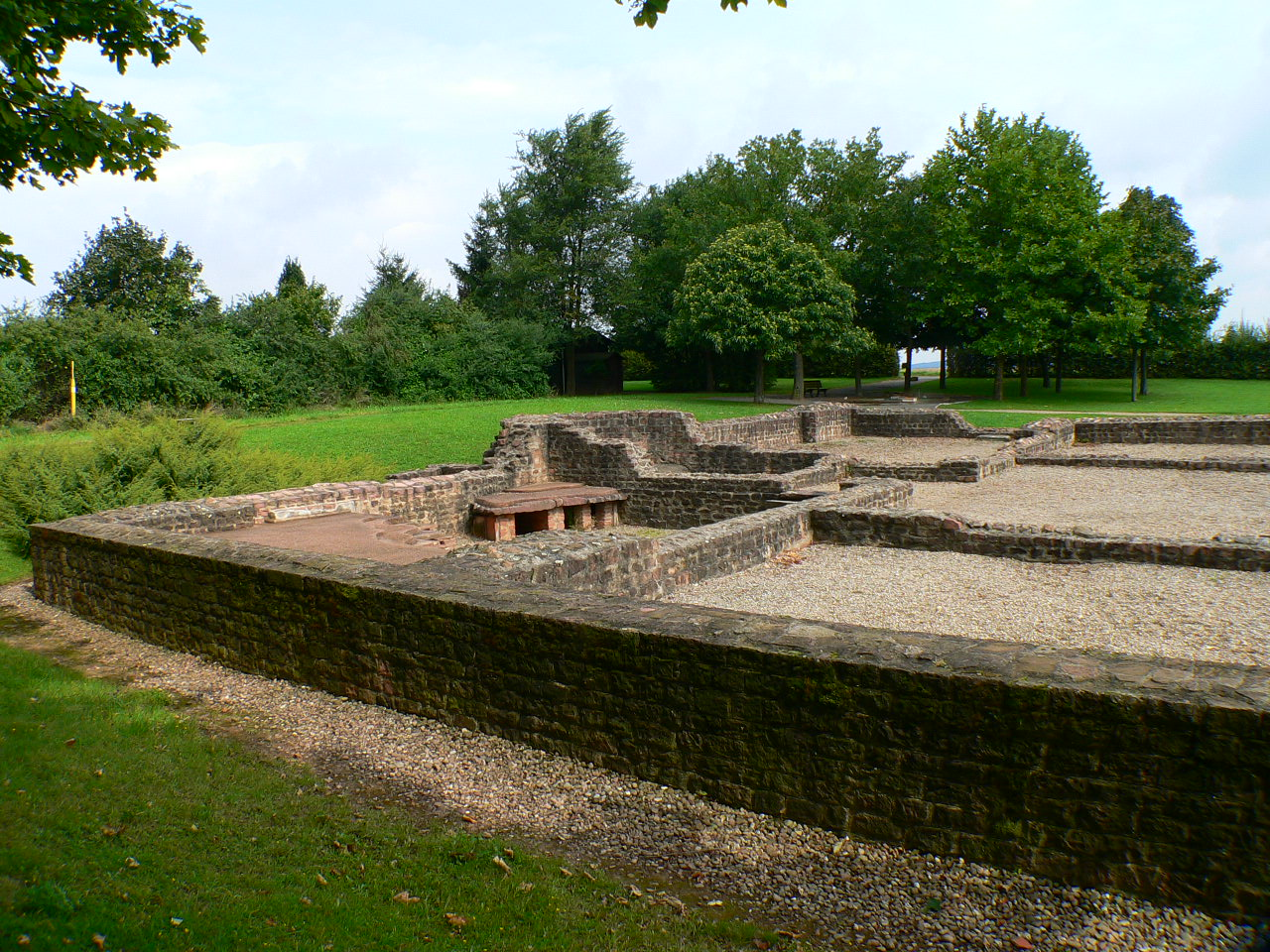
Hessen: Haselburg Haupthaus

### Mecklenburg-Vorpommern

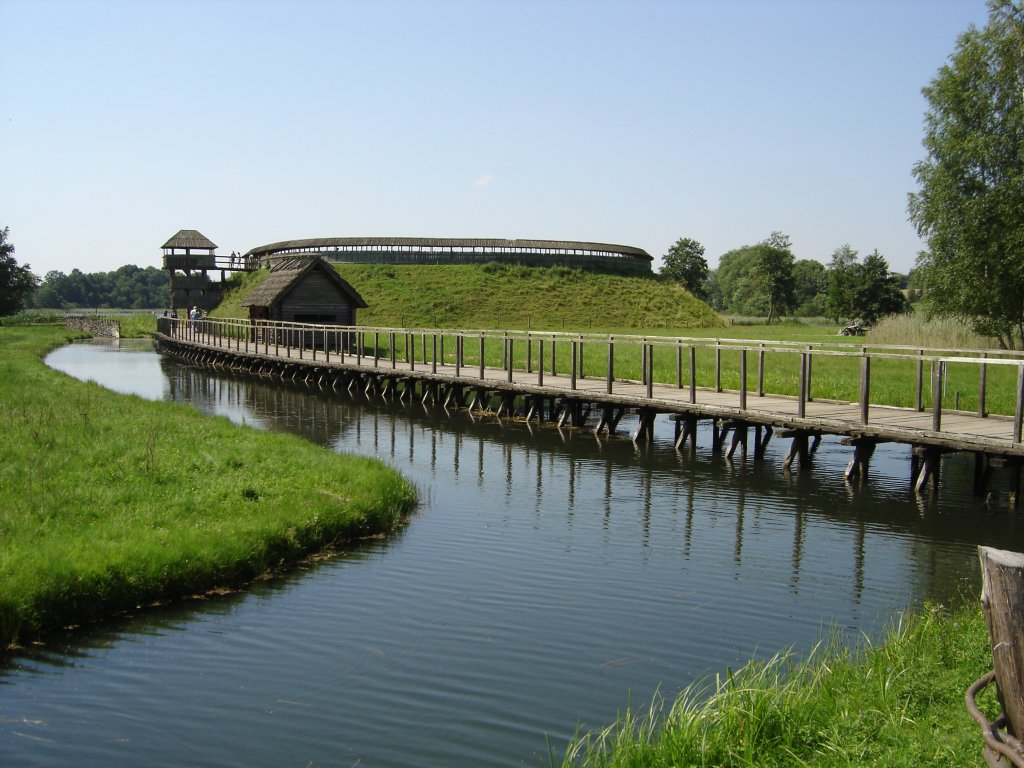
Mecklenburg-Vorpommern: Groß Raden

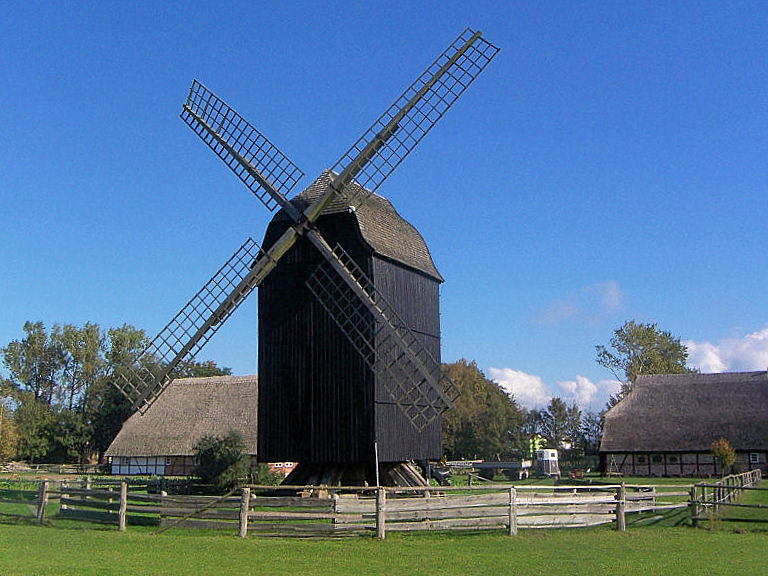
Mecklenburg-Vorpommern: Klockenhagen

- Kobrower Agrarmuseum, Kobrow, Landkreis Ludwigslust-Parchim[2]
- Agroneum, Agrarhistorisches Museum in Alt Schwerin
- Agrarmuseum – Dorf Mecklenburg bei Wismar
- Archäologisches Freilichtmuseum Groß Raden
- Freilichtmuseum Klockenhagen, Ribnitz-Damgarten
- Steinzeitdorf Kussow Damshagen
- Freilichtmuseum Schwerin-Mueß
- Freilichtmuseum Ukranenland Torgelow, archäologisches Freilichtmuseum (Vorpommern)
- Forst- und Köhlerhof Wiethagen, südlich von Rostock
- Slawendorf Passentin
- Slawendorf Neustrelitz
- Freilichthof des Volkskundemuseum in Schönberg, Landkreis Nordwestmecklenburg

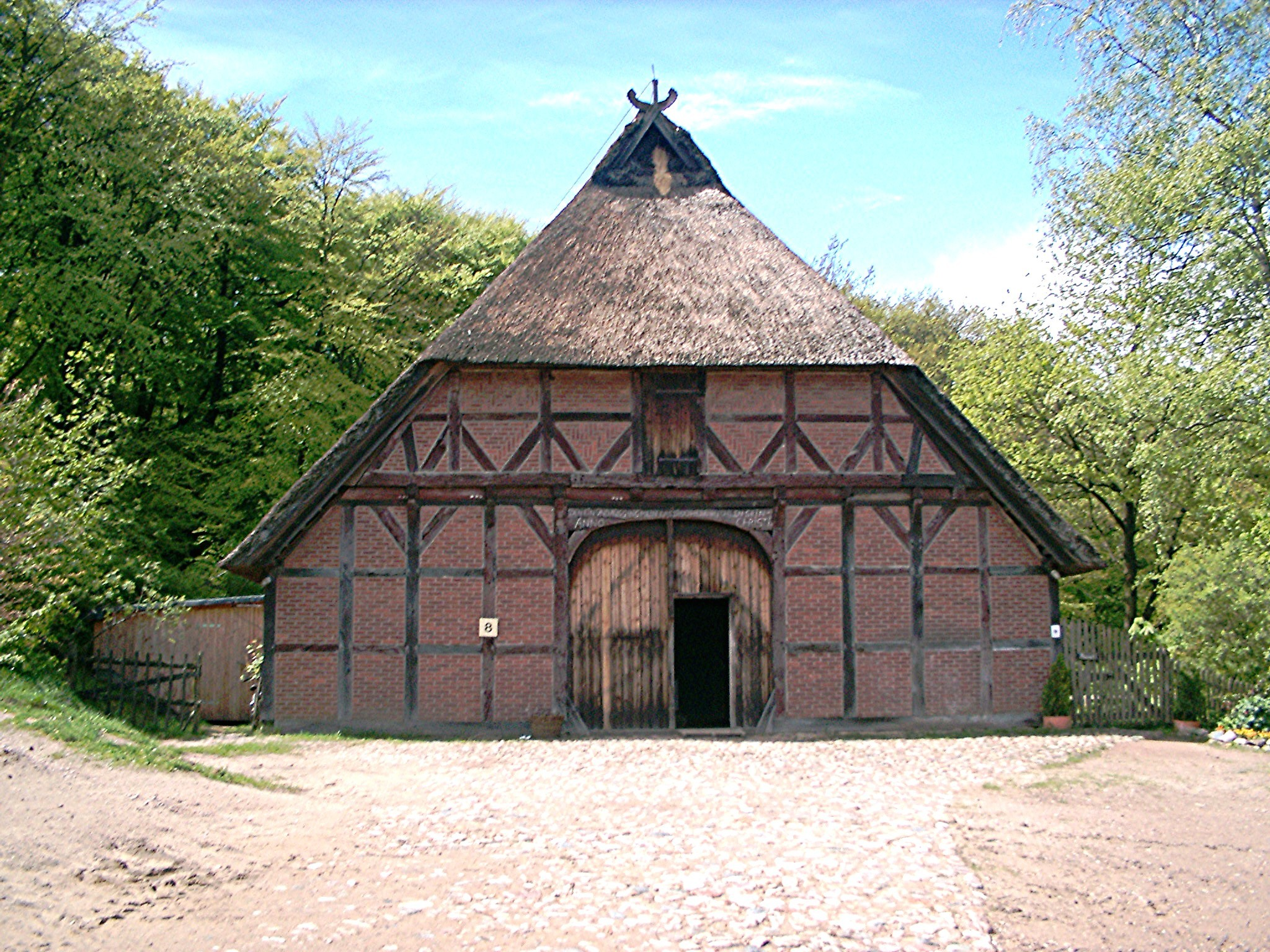
Niedersachsen: Freilichtmuseum am Kiekeberg

### Niedersachsen
- Dorfmuseum Venner Mühle, Ostercappeln-Venne, Landkreis Osnabrück, Niedersachsen
- Henstedter Dorfmuseum, in Syke-Henstedt, Landkreis Diepholz, Niedersachsen
- Dorfmuseum Münkeboe, Südbrookmerland, Landkreis Aurich
- Dorfmuseum Ridderade, Twistringen, Landkreis Diepholz
- Landwirtschaftsmuseum Schlachtmühle, Jever, Landkreis Friesland
- Museum der Strohverarbeitung, Twistringen, Landkreis Diepholz
- Museum für historische Landtechnik Glandorf, Landkreis Osnabrück
- Ostfriesisches Landwirtschaftsmuseum, Krummhörn, Landkreis Aurich

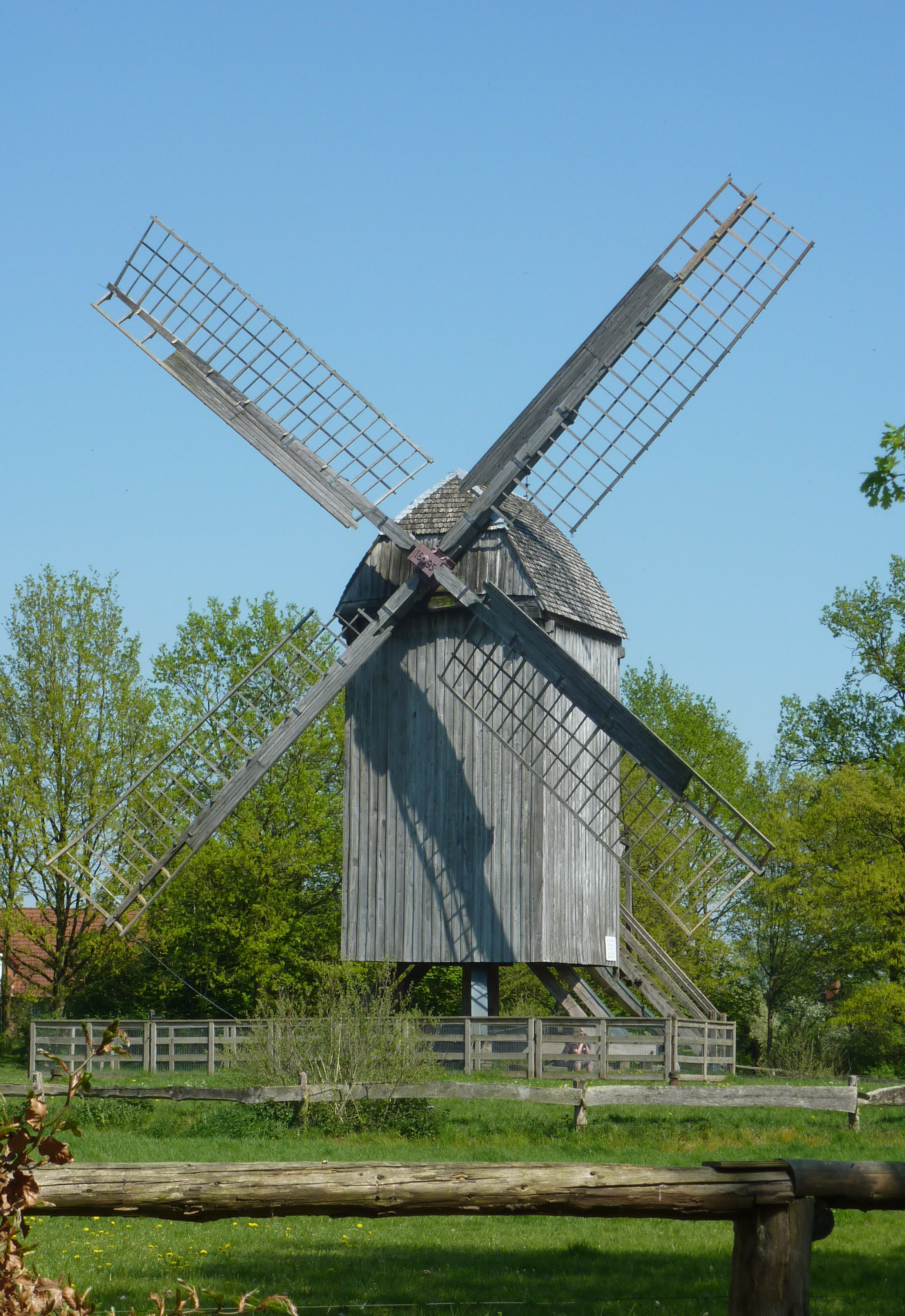
Niedersachsen: Museumsdorf Cloppenburg, Bockwindmühle

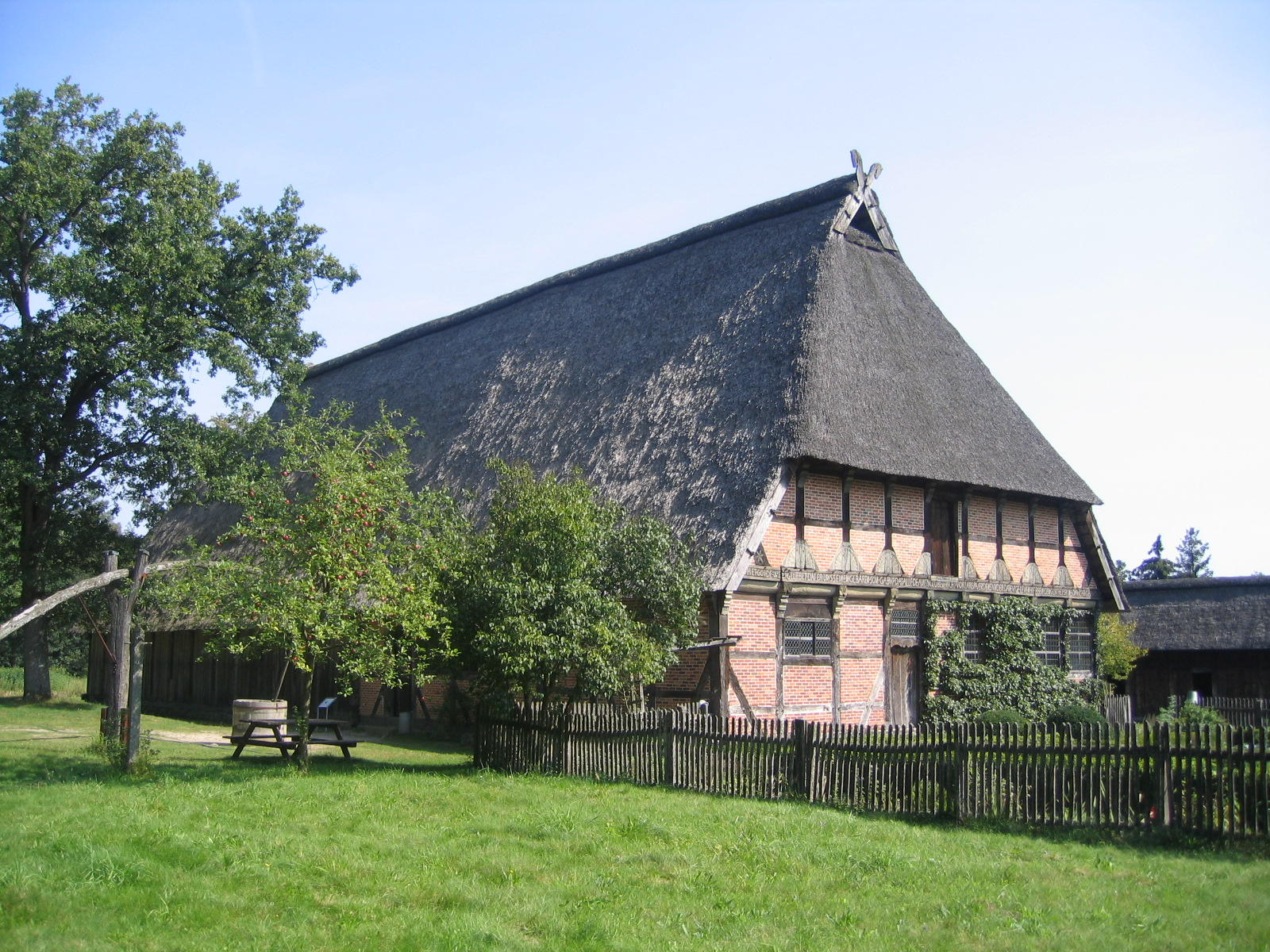
Niedersachsen: Museumsdorf Hösseringen, Brümmerhof

- Museum Burg Bederkesa in Bad Bederkesa
- Freilichtmuseum „Hof der Heidmark“ in Bad Fallingbostel
- Freilichtmuseum Ammerländer Bauernhaus in Bad Zwischenahn
- Natureum Niederelbe bei Balje mit FLM zur Welt der Fischer und Schiffer
- Bauernhausmuseum Bortfeld, Landkreis Peine
- Museum für Landtechnik und Landarbeit Emmerthal-Börry
- Museumsdorf Cloppenburg
- Eisenzeithaus Darpvenne (Venne (Ostercappeln))
- Emsland Moormuseum Geeste mit Moorbauern-Siedlungsstelle
- Internationales Mühlenmuseum Gifhorn
- Historischer Moorhof Augustendorf bei Gnarrenburg
- Bredemeyers Hof in Goldenstedt
- Bronzezeithaus Hartwarderwurp (Stadland)
- Freilicht- und Heimatmuseum Haselünne
- Archäologisches Zentrum Hitzacker
- Museumsdorf Hösseringen in Suderburg
- Museum und Park Kalkriese
- Freilicht- und Erlebnismuseum Ostfalen in Königslutter am Elm
- Rundlingsmuseum, Gemeinde Küsten im Ortsteil Lübeln – Name bis 1999: Wendlandhof Lübeln
- Moormuseum Moordorf in Südbrookmerland (bei Aurich)
- Freilichtmuseum Schloss Rodenberg
- Freilichtmuseum am Kiekeberg in Rosengarten (Landkreis Harburg)
- Heimatmuseum Scheeßel
- Heimathaus „de Theeshof“ in Schneverdingen
- Freilichtmuseum Mühlenanger, Stadtoldendorf
- Freilichtmuseum auf der Insel, Stade
- Kreismuseum Syke
- Bronzezeithof Uelsen im Landkreis Grafschaft Bentheim
- Heidemuseum Rischmannshof in Walsrode
- Torf- und Siedlungsmuseum Wiesmoor
- Heidemuseum Dat ole Huus in Wilsede
- Museumshof Winsen (Aller)

### Nordrhein-Westfalen

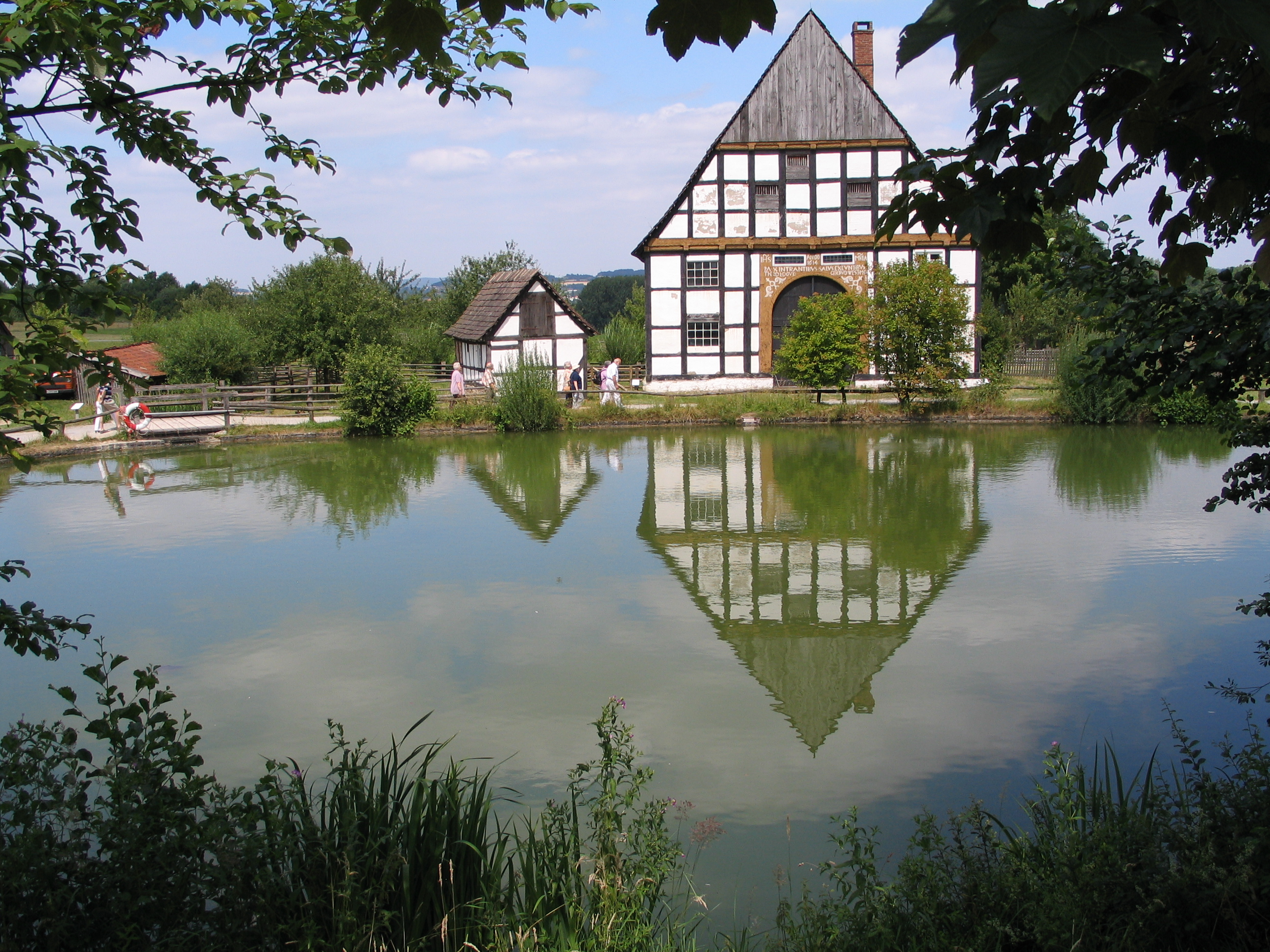
LWL-Freilichtmuseum Detmold
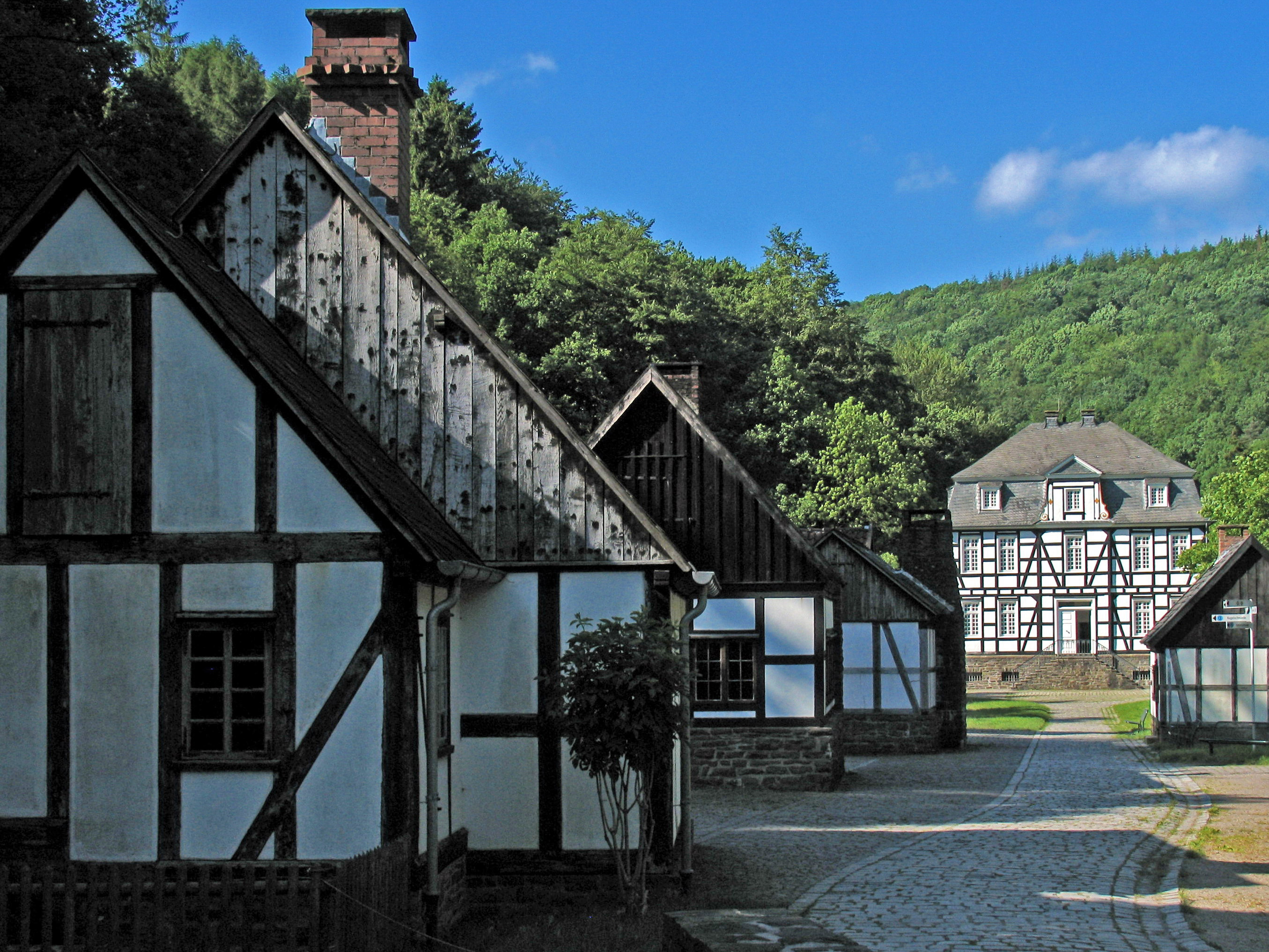
LWL-Freilichtmuseum Hagen
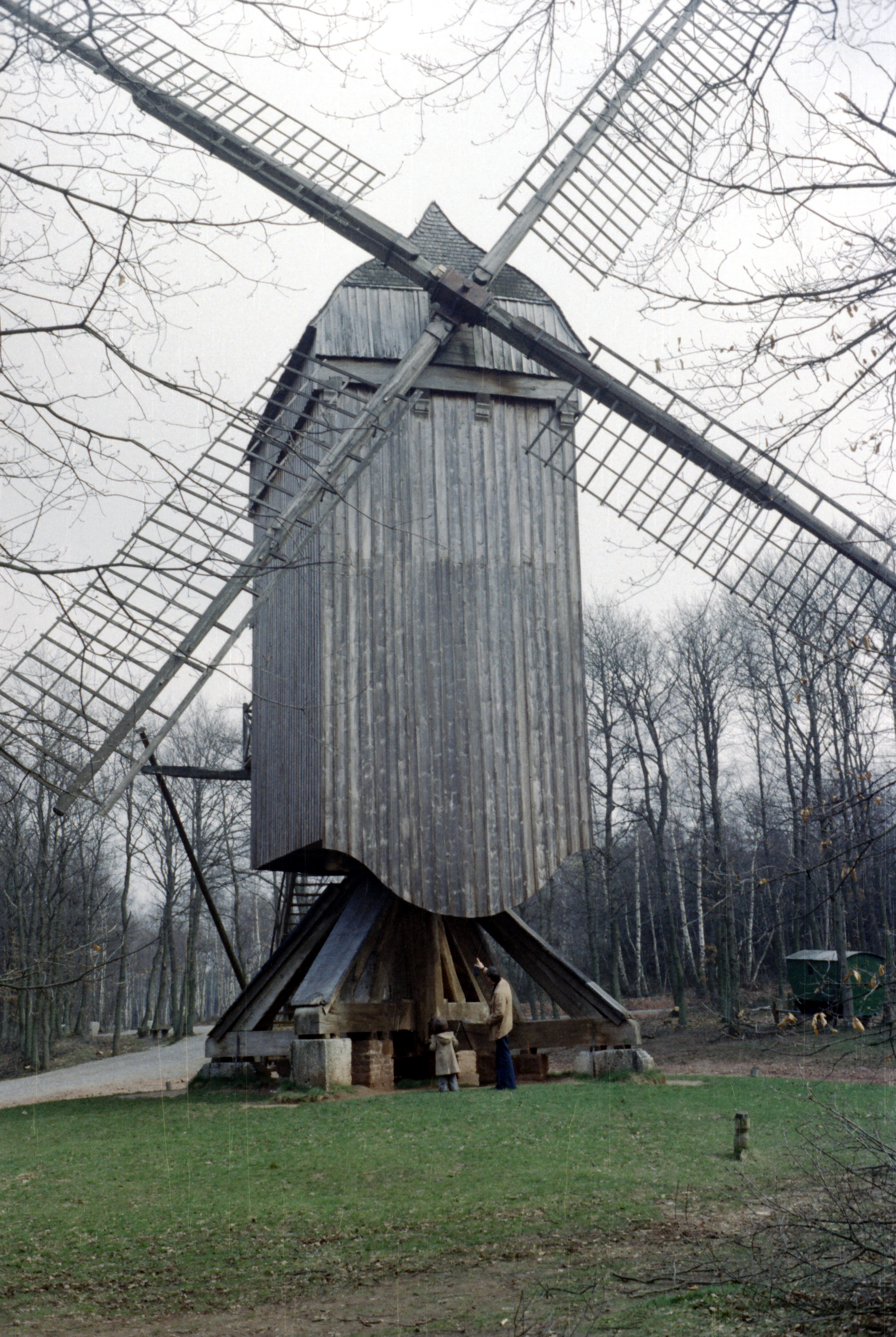
LVR-Freilichtmuseum Kommern – Bockwindmühle
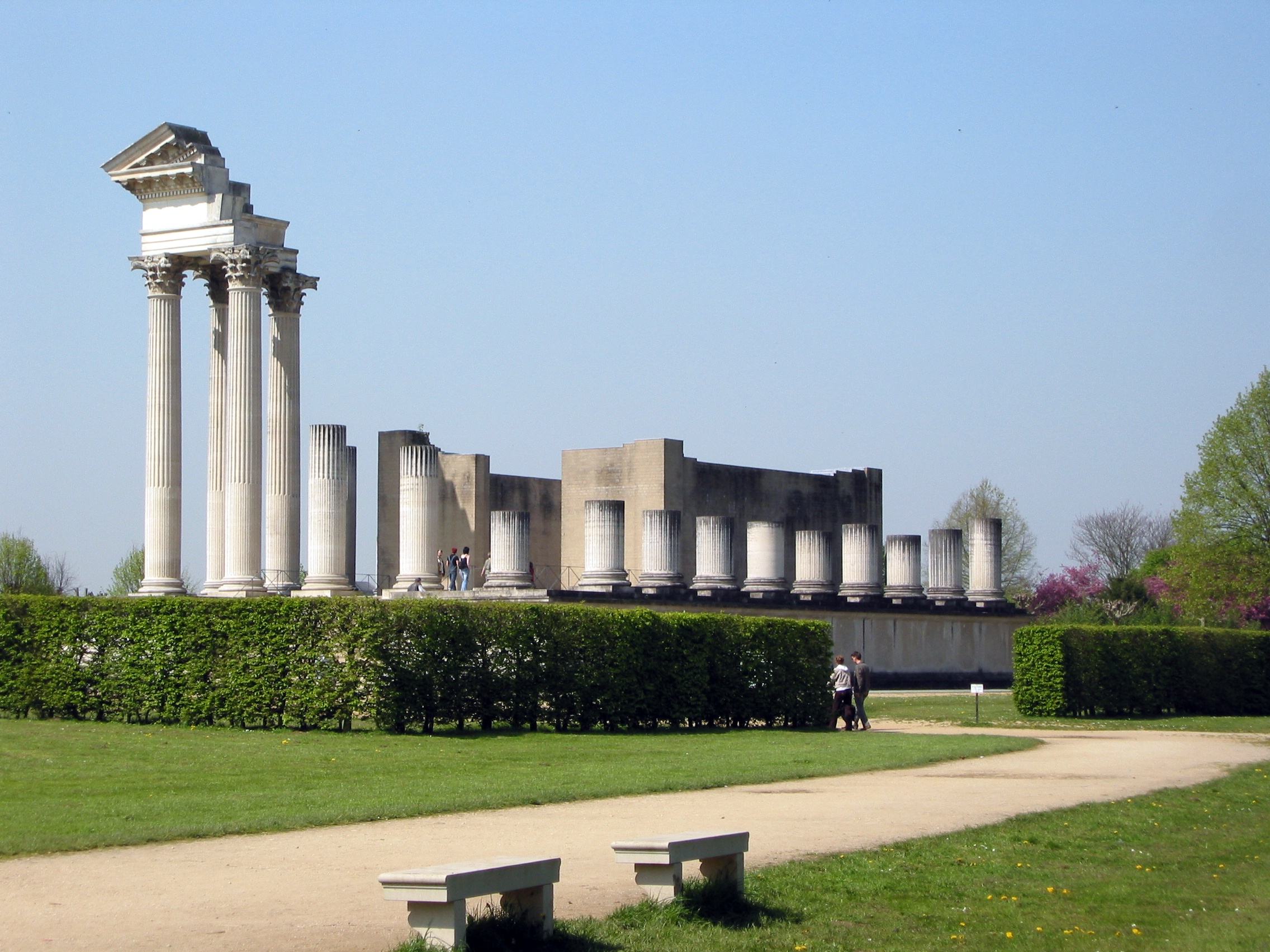
LVR-Archäologischer Park Xanten – Hafentempel

- Bauernhausmuseum der Stadt Bochum, Bochum-Kemnade
- Bauernmuseum Wiehl, Oberbergischer Kreis
- Historischer Hof Westermeier, Salzkotten, Kreis Paderborn
- Landwirtschaftsmuseum Hadem, Hilchenbach, Kreis Siegen-Wittgenstein
- Technik- und Bauern-Museum Much-Berzbach, Rhein-Sieg-Kreis
- Museumshof Bad Oeynhausen
- Bauernhausmuseum Bielefeld
- LWL-Freilichtmuseum Detmold – Westfälisches Landesmuseum für Volkskunde
- Bauernhofmuseum Eckenhagen
- Niederrheinisches Freilichtmuseum in Grefrath
- LWL-Freilichtmuseum Hagen – Westfälisches Landesmuseum für Handwerk und Technik
- LVR-Freilichtmuseum Kommern
- LVR-Freilichtmuseum Lindlar
- Mühlenhof-Freilichtmuseum Münster
- Archäologisches Freilichtmuseum Oerlinghausen
- Museumshof Rahden
- Hamaland-Museum in Vreden
- LVR-Archäologischer Park Xanten

### Rheinland-Pfalz

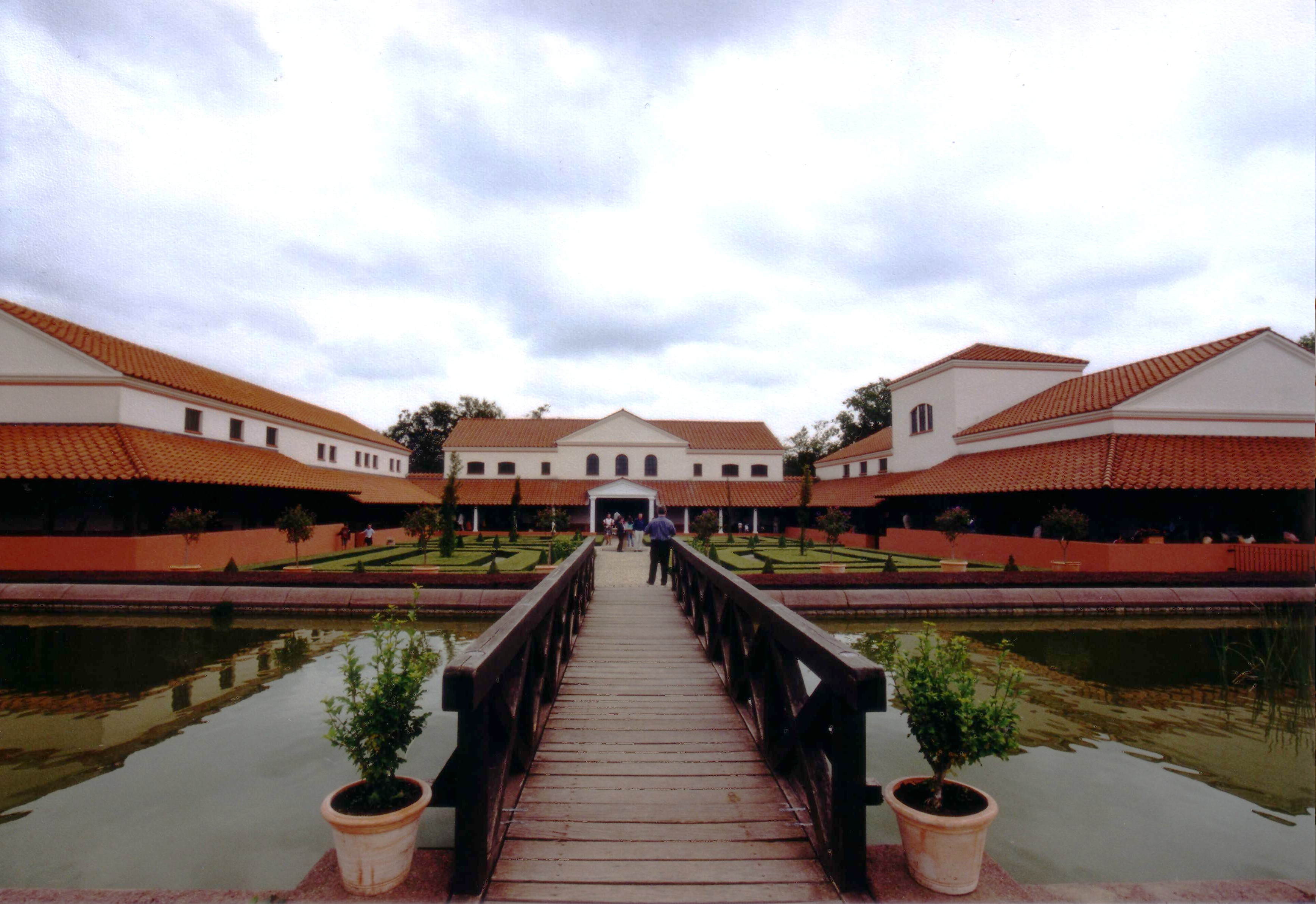
Saarland: Römische Villa Borg

- Dorfmuseum Niederbreitbach, Landkreis Neuwied
- Eifeler Bauernhausmuseum, Adenau, Landkreis Ahrweiler
- Römervilla von Bad Neuenahr-Ahrweiler
- Rheinland-Pfälzisches Freilichtmuseum bei Bad Sobernheim
- Archäologiepark Belginum
- die La-Tène-zeitliche keltische Höhensiedlung Altburg in Bundenbach
- Martberg
- Volkskunde- und Freilichtmuseum Roscheider Hof in Konz nahe Trier
- Landschaftsmuseum Westerwald in Hachenburg
- Keltendorf am Donnersberg bei Steinbach am Donnersberg
- Weindorf Koblenz in Koblenz (heute ausschließlich gastronomisch genutzt, bedeutend in der Gründungsgeschichte von Museumsdörfern)

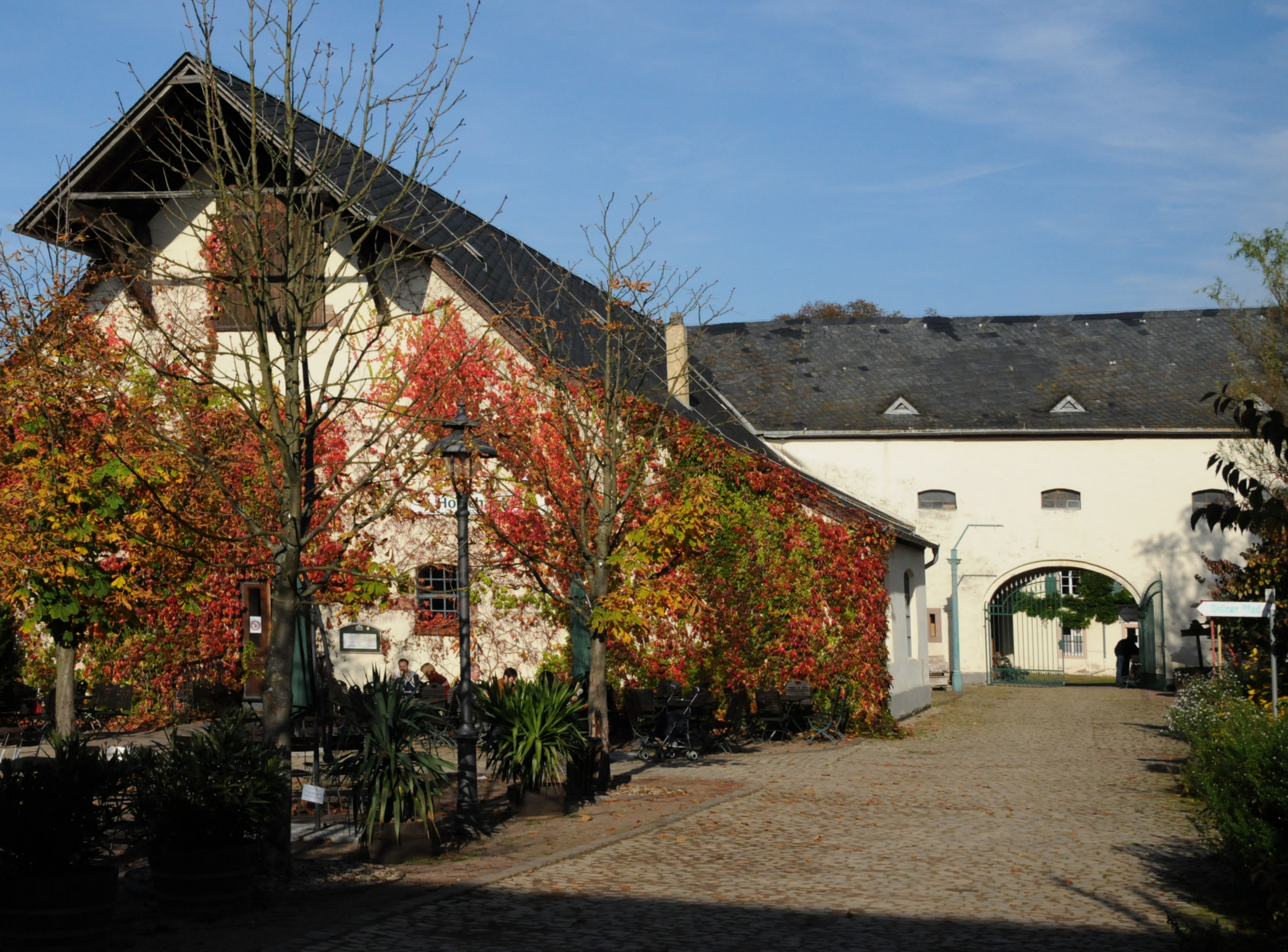
Freilichtmuseum Roscheider Hof
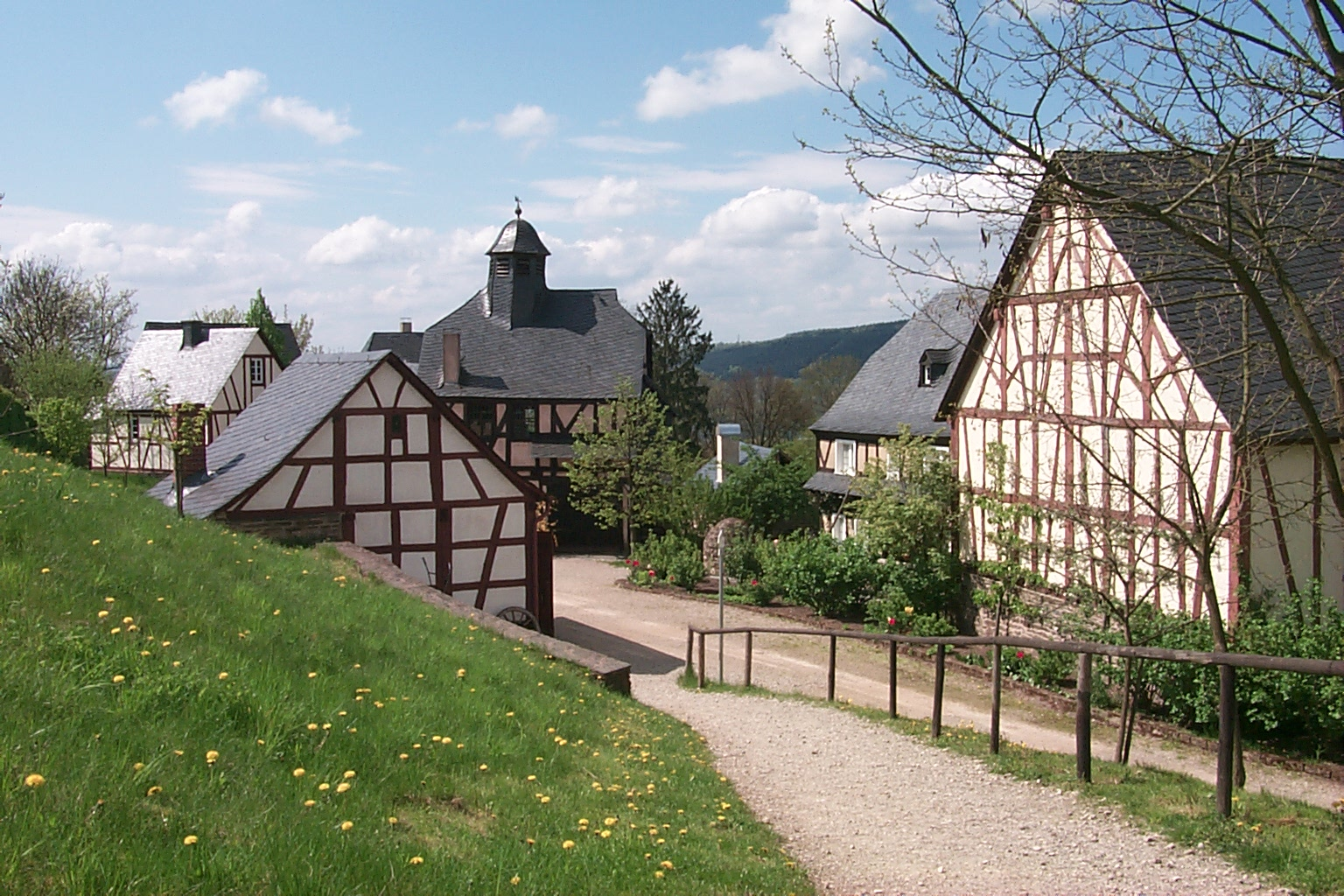
Freilichtmuseum Roscheider Hof
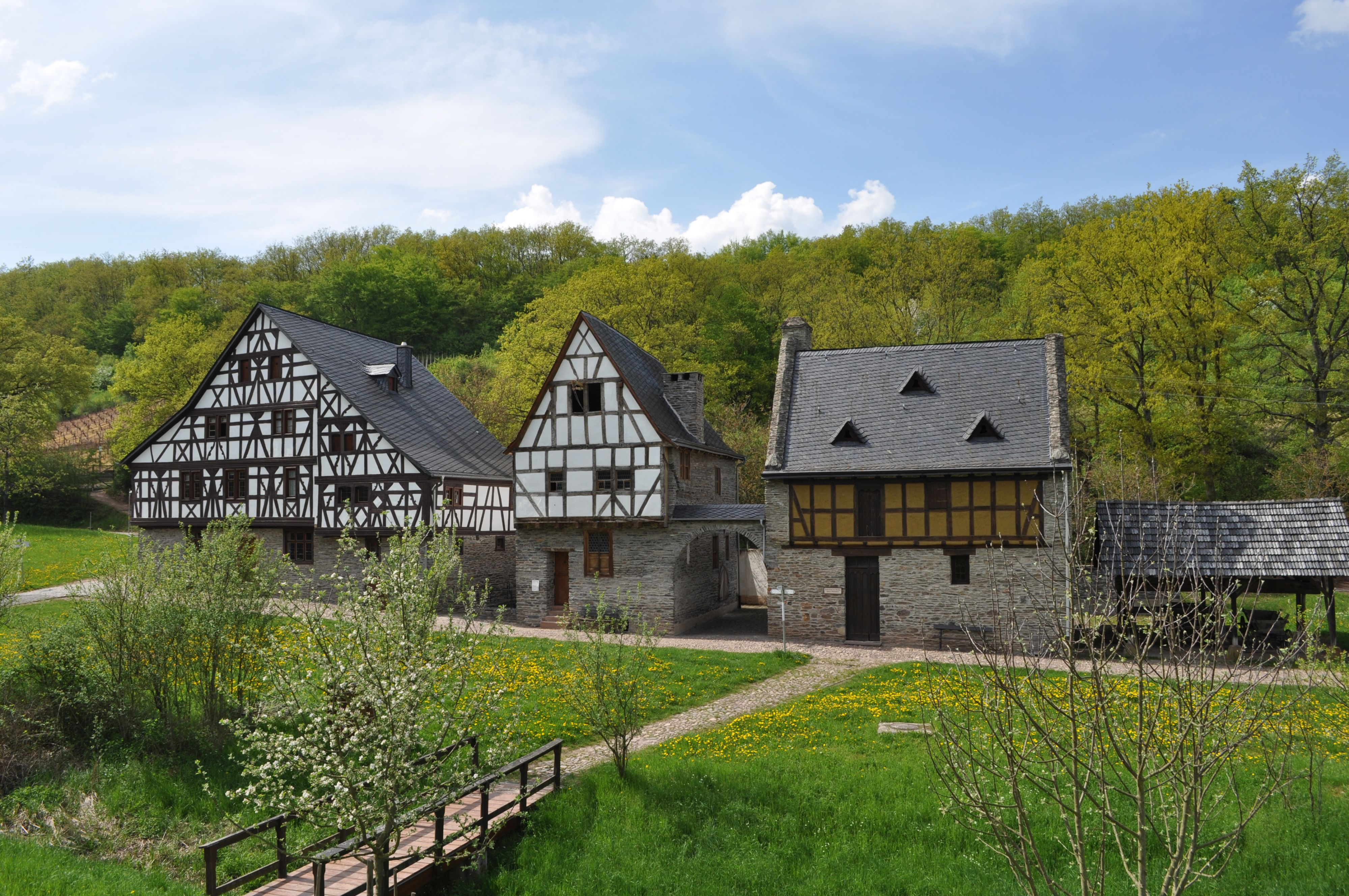
Rheinland-Pfälzisches Freilichtmuseum
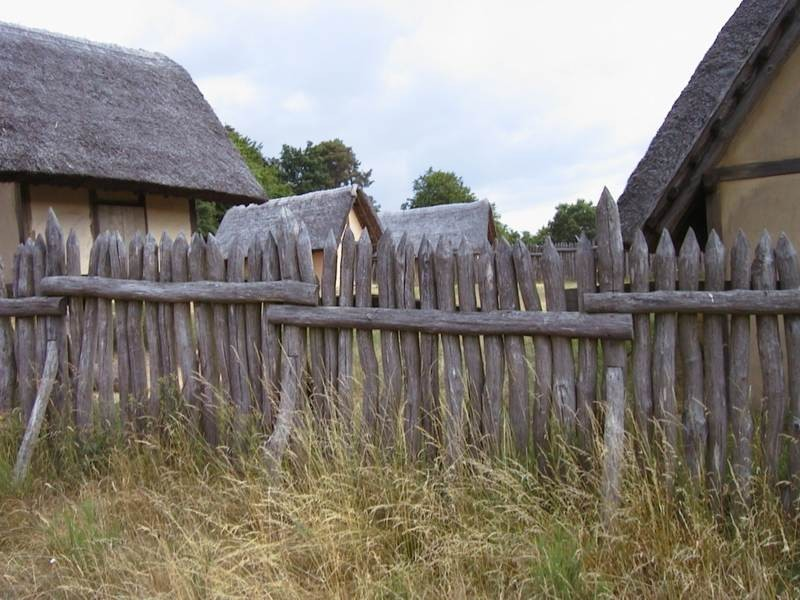
Keltische Burganlage „Altburg“ bei Bundenbach im Hunsrück
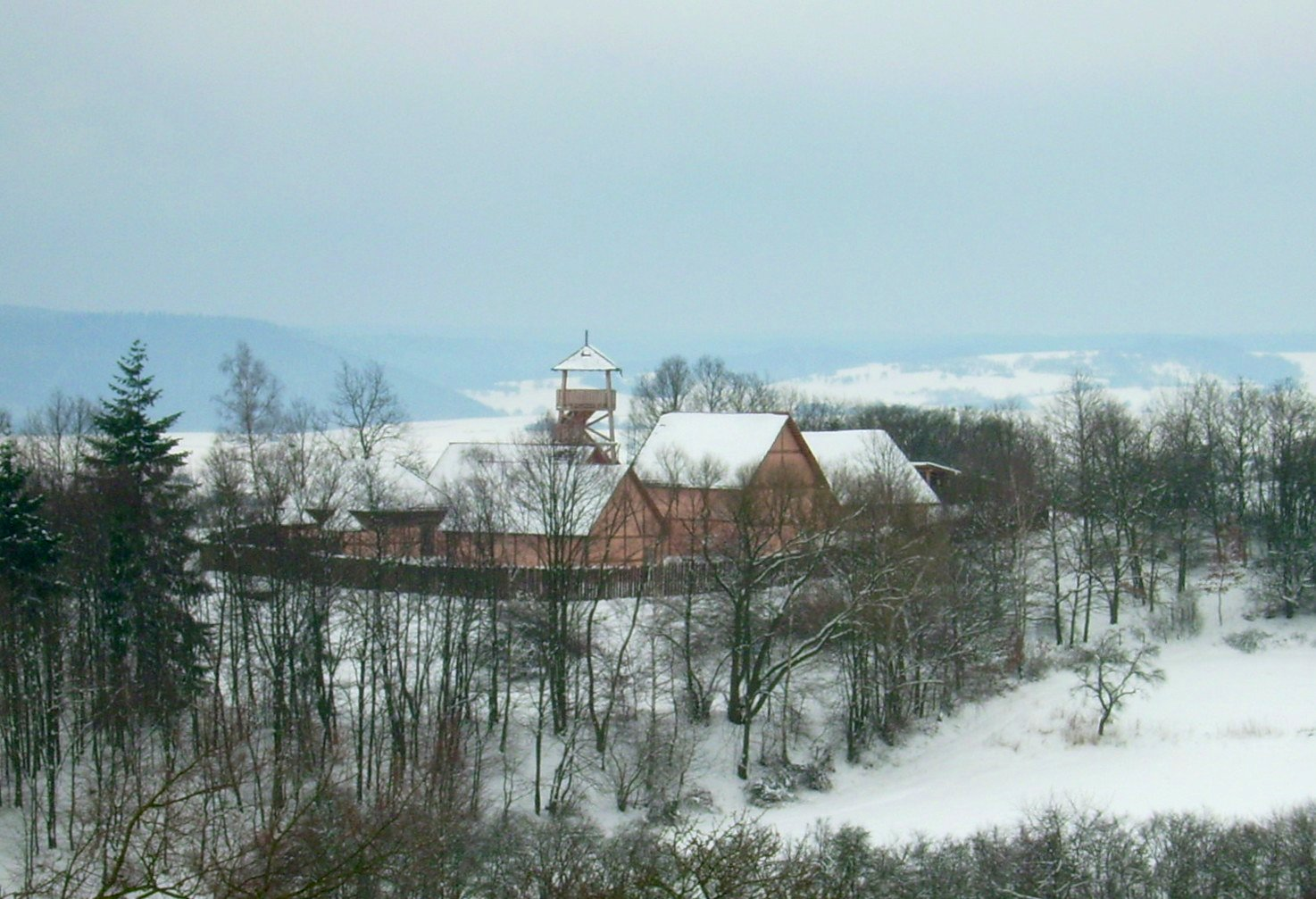
Keltendorf bei Steinbach

### Saarland
- Europäischer Kulturpark Bliesbruck-Reinheim
- Römische Villa Borg
- Römermuseum Schwarzenacker bei Homburg-Schwarzenacker

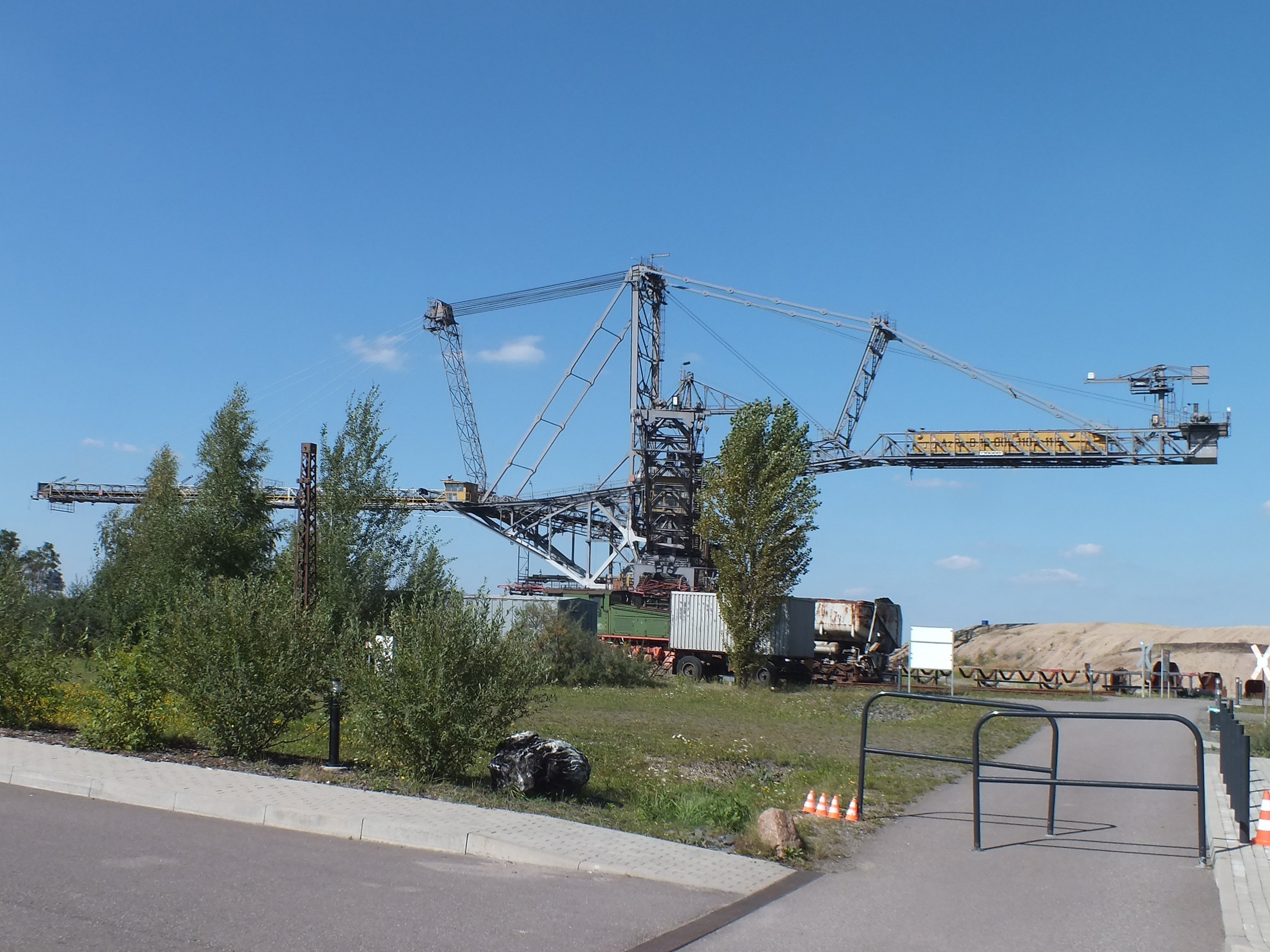
Absetzer im Bergbau-Technik-Park

- Keltenpark Otzenhausen

### Sachsen
- Dorfmuseum Gahlenz, Oederan, Landkreis Mittelsachsen
- Dorfmuseum Zeißholz, Sachsen
- Bäuerliches Museum Schmannewitz, Dahlen, Landkreis Nordsachsen
- Bauernmuseum Zabeltitz, Landkreis Meißen
- Kleinbauernmuseum Reitzendorf, Dresden
- Bergbau-Technik-Park im Leipziger Neuseenland
- Deutsches Landwirtschaftsmuseum Schloss Blankenhain, Crimmitschau
- Erzgebirgisches Spielzeugmuseum Seiffen mit Freilichtmuseum Seiffen
- Freilichtmuseum Mittelalterliche Bergstadt Bleiberg, Frankenberg[3]
- Geschichtenhof Wyhra, Borna, Landkreis Leipzig
- Pferdegöpel Johanngeorgenstadt – montanhistorisches Freilichtmuseum
- Dorfmuseum Markersdorf
- Schauplatz Eisenbahn – Eisenbahnmuseum auf dem eisenbahnhistorischen Areal des früheren Rangierbahnhofs mit Bahnbetriebswerk in Chemnitz-Hilbersdorf
- Vogtländisches Freilichtmuseum Eubabrunn
- Vogtländisches Freilichtmuseum Landwüst
- Erlichthof, Rietschen
- Museum für Volksarchitektur und bäuerliche Kultur in Schwarzbach

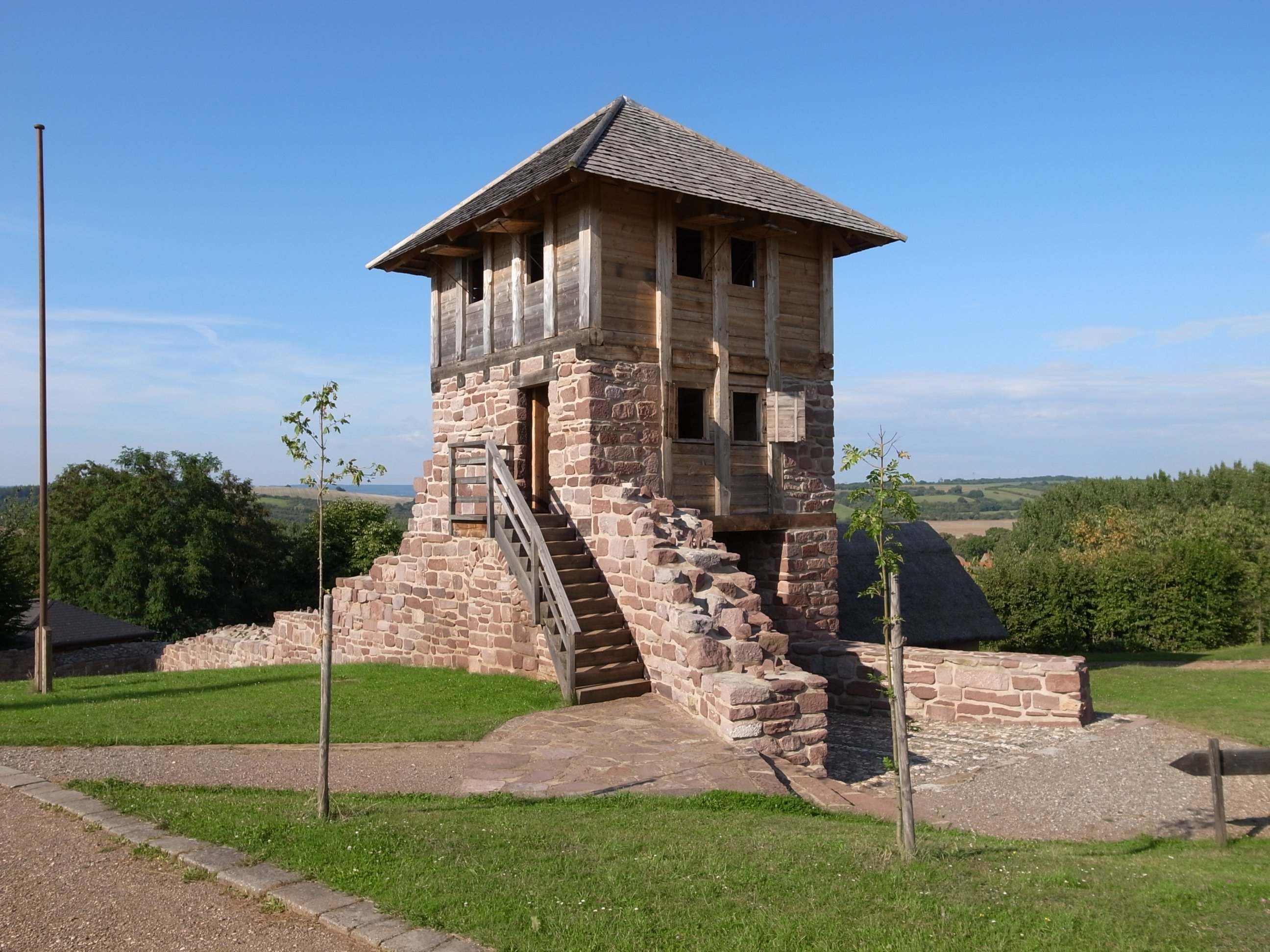
Das Zangentor, Eingang zur Königspfalz Tilleda

### Sachsen-Anhalt
- Agrarmuseum Ummendorf, Landkreis Börde
- Freilichtmuseum Diesdorf
- Börde-Museum in der Burg Ummendorf
- Königspfalz Tilleda, am Kyffhäuser
- Langobardenwerkstatt in Zethlingen

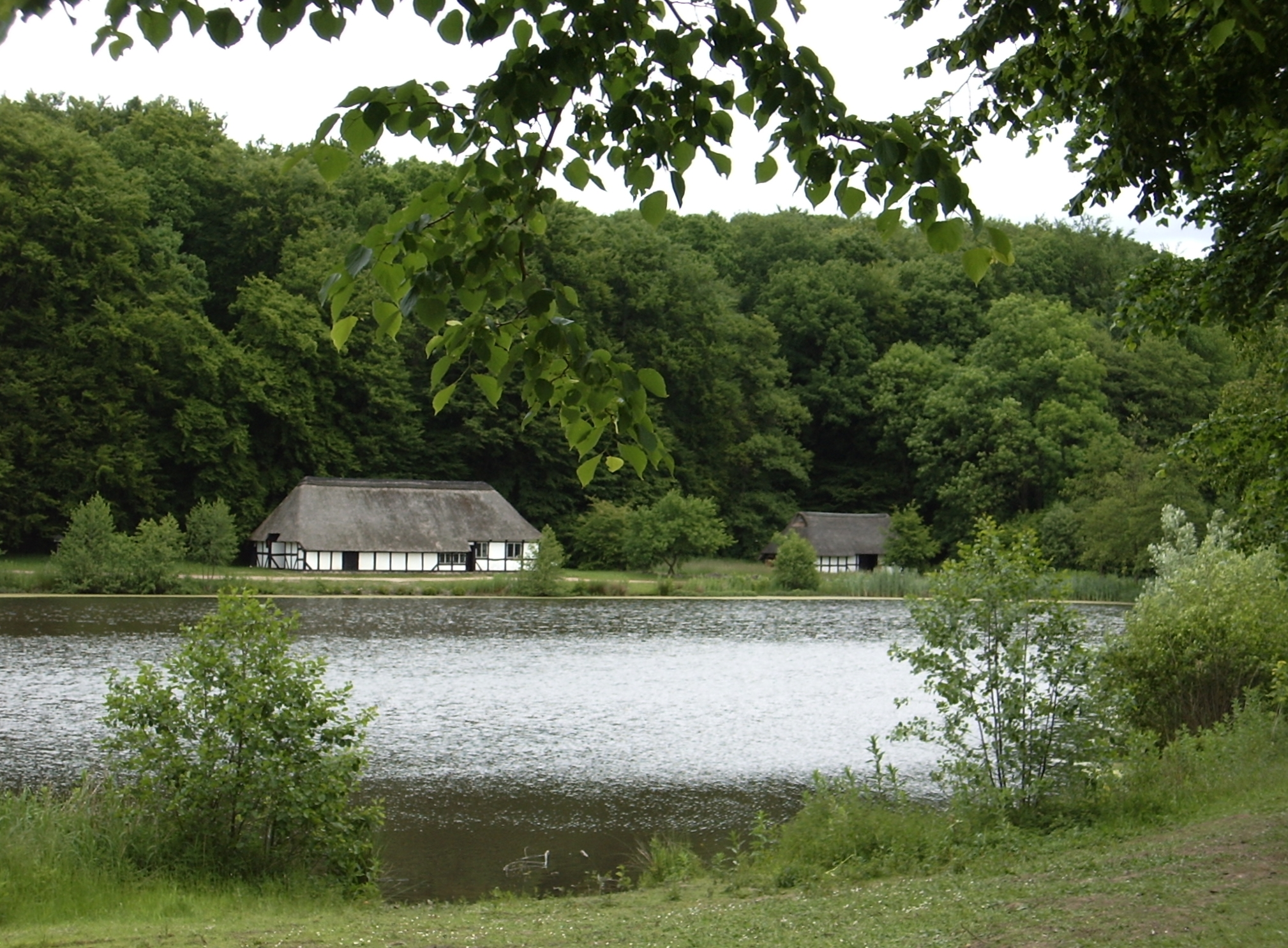
Schleswig-Holstein: Schleswig-Holsteinisches Freilichtmuseum

- Steinzeitdorf Randau
- Grenzmuseum Sorge

### Schleswig-Holstein

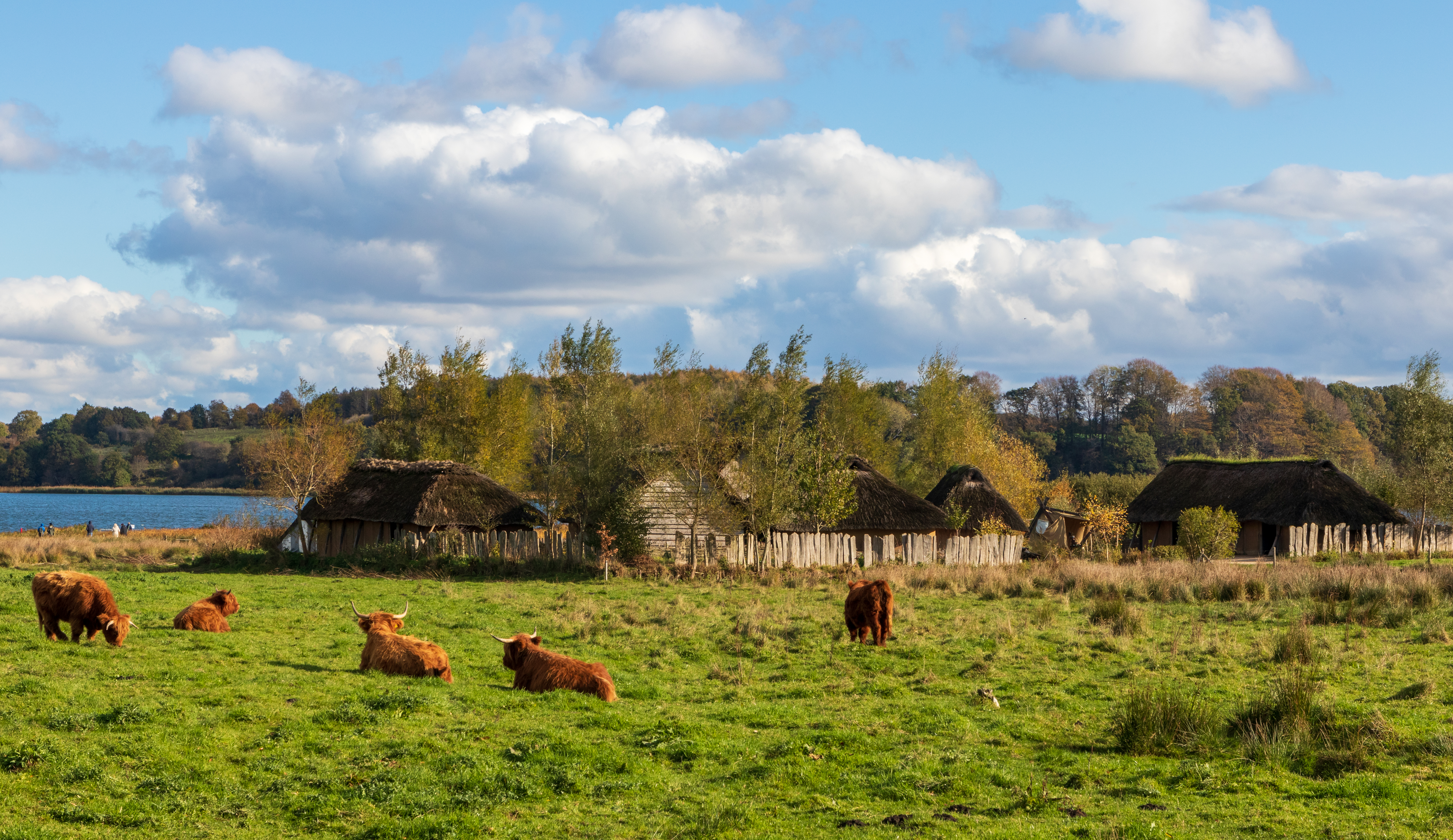
Rekonstruierte Häuser im Wikingermuseum Haithabu

- Dorfmuseum Bistensee, Ahlefeld-Bistensee, Kreis Stormarn, Schleswig-Holstein
- Stormarnsches Dorfmuseum, Hoisdorf, Kreis Stormarn, Schleswig-Holstein
- Dorfmuseum Ratekau, Kreis Ostholstein
- Dorfmuseum Schönwalde, Schönwalde am Bungsberg, Kreis Ostholstein
- Landwirtschaftsmuseum Museumshof Lensahn, Kreis Ostholstein
- Mühlen- und Landwirtschaftsmuseum Lemkenhafen auf Fehmarn, Kreis Ostholstein
- Schleswig-Holsteinisches Landwirtschaftsmuseum (Dithmarscher Bauernhaus von 1907), Meldorf, Kreis Dithmarschen
- Archäologisch-Ökologisches Zentrum Albersdorf (AÖZA) – in Albersdorf (Holstein)
- Dat ole Hus – Aukrug-Bünzen
- Freilichtmuseum Ostenfelder Bauernhaus, Husum – das älteste deutsche Freilichtmuseum
- Landschaftsmuseum Angeln in Unewatt
- Oldenburger Wallmuseum in Oldenburg (Holstein)
- Schleswig-Holsteinisches Freilichtmuseum in Molfsee bei Kiel
- Friesisches Heimatmuseum Niebüll
- Probsteier Heimatmuseum, Schönberg/Probstei
- Wikinger Museum Haithabu
- Turmhügelburg Lütjenburg Lage

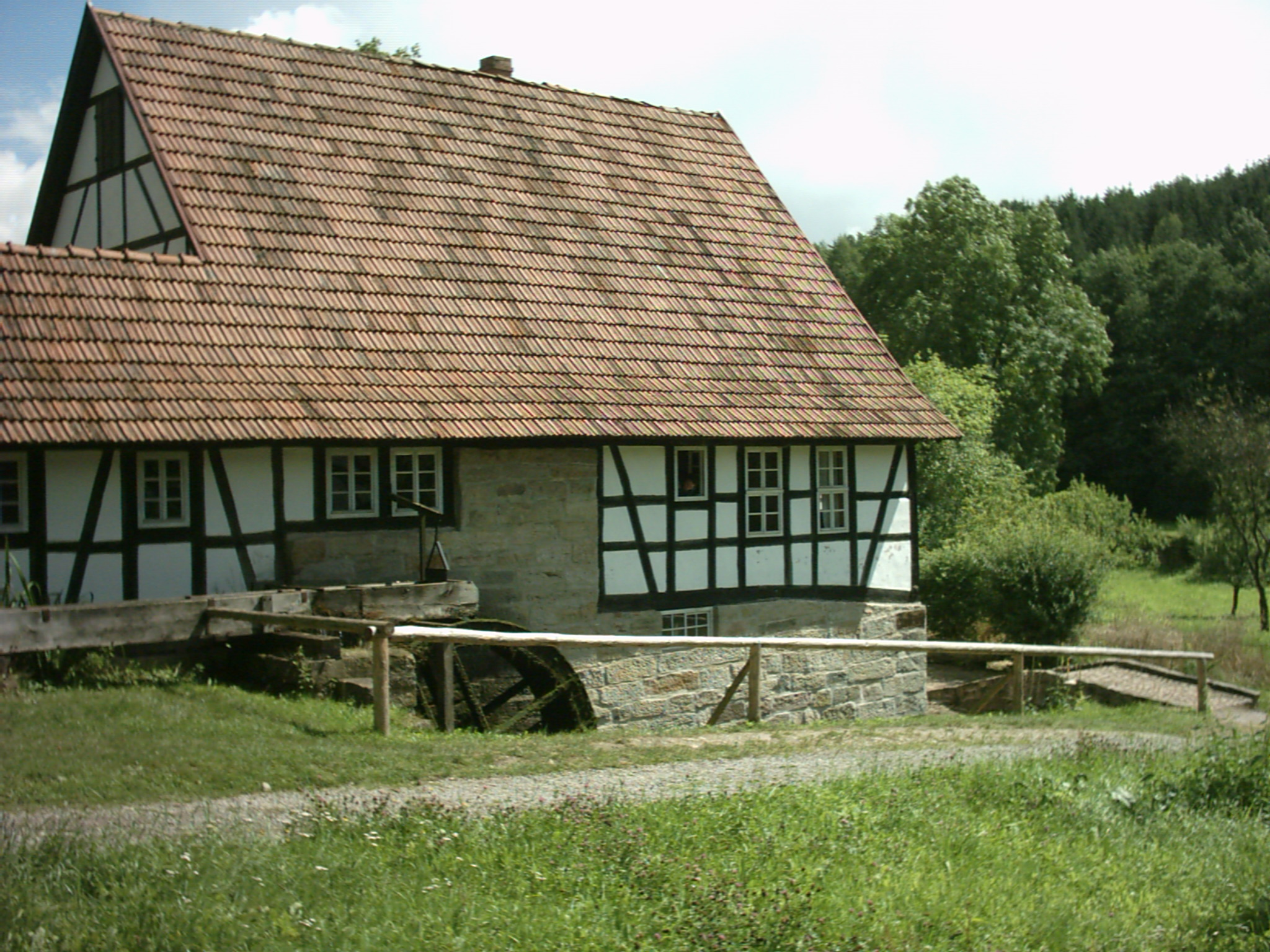
Alte Wassermühle teilweise um 1600 im Hennebergischen Museum Kloster Veßra

### Thüringen
- Deutsch-deutsches Freilandmuseum in Behrungen
- Dorfmuseum Dachwig, Thüringen
- Hennebergisches Museum Kloster Veßra
- Thüringer Freilichtmuseum Hohenfelden
- Volkskundemuseum „Thüringer Bauernhäuser“ Rudolstadt
- Archäologisches Freilichtmuseum Funkenburg Westgreußen
- Archäologisches Freilichtmuseum Opfermoor Vogtei

## Estland
- Dorfmuseum von Kurgja, Vändra vald, Landkreis Pärnumaa, Estland

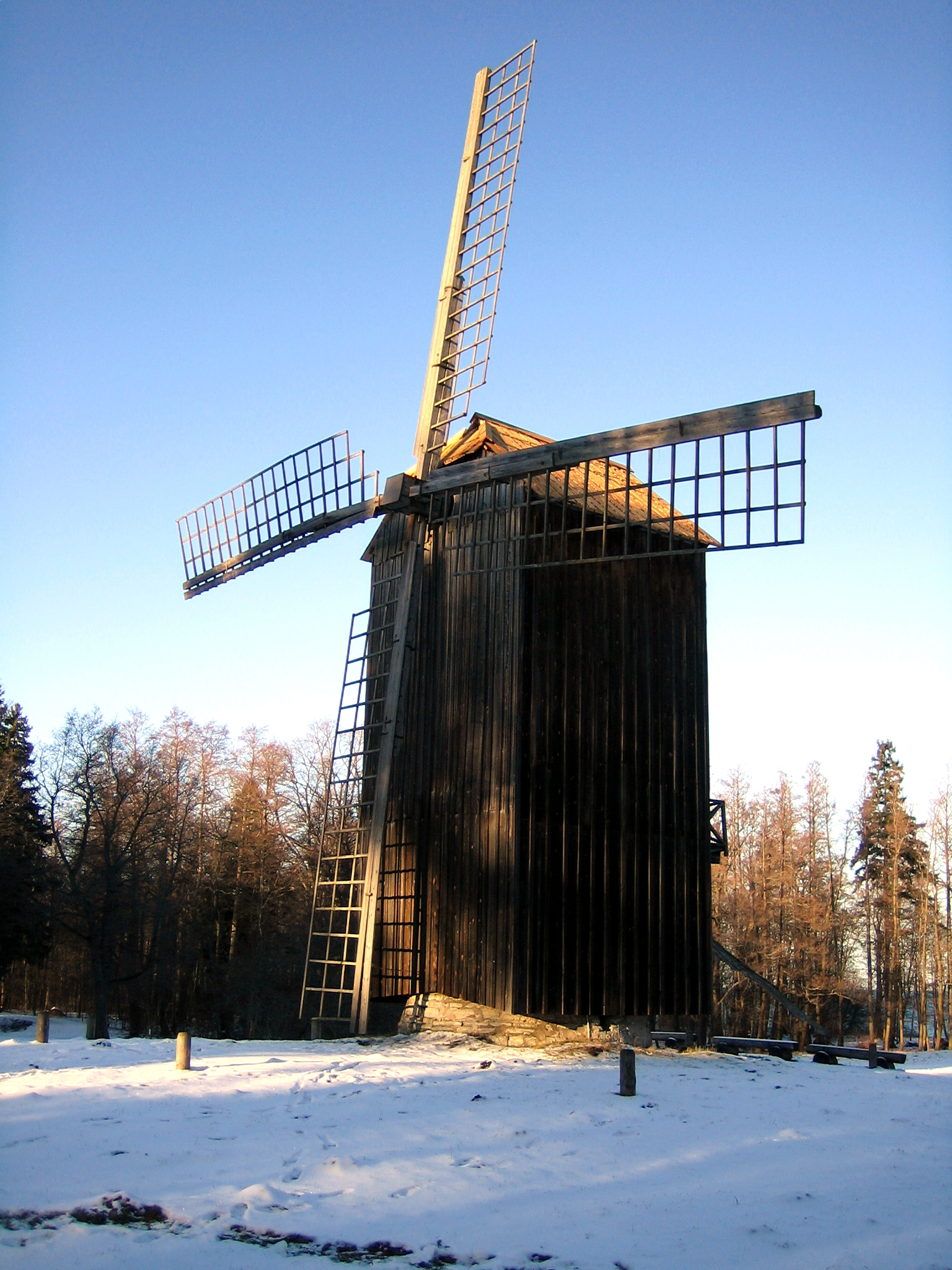
Estland:Rocca al Mare, Windmühle

- Estnisches Agrarmuseum (Eesti Põllumajanduse Muuseum)
- Freilichtmuseum Mõniste Võru/Kuutsi
- Freilichtmuseum Tammisaare Muhu (Moon)
- Estnisches Freilichtmuseum Rocca al Mare, Tallinn
- Freilichtmuseum Viimsi Viimsi Vabaõhumuuseum

## Färöer-Inseln
- Dorfmuseum Kálvalíð, Färöer
- Die alten Häuser von Norðragøta
- Kirkjubøargarður

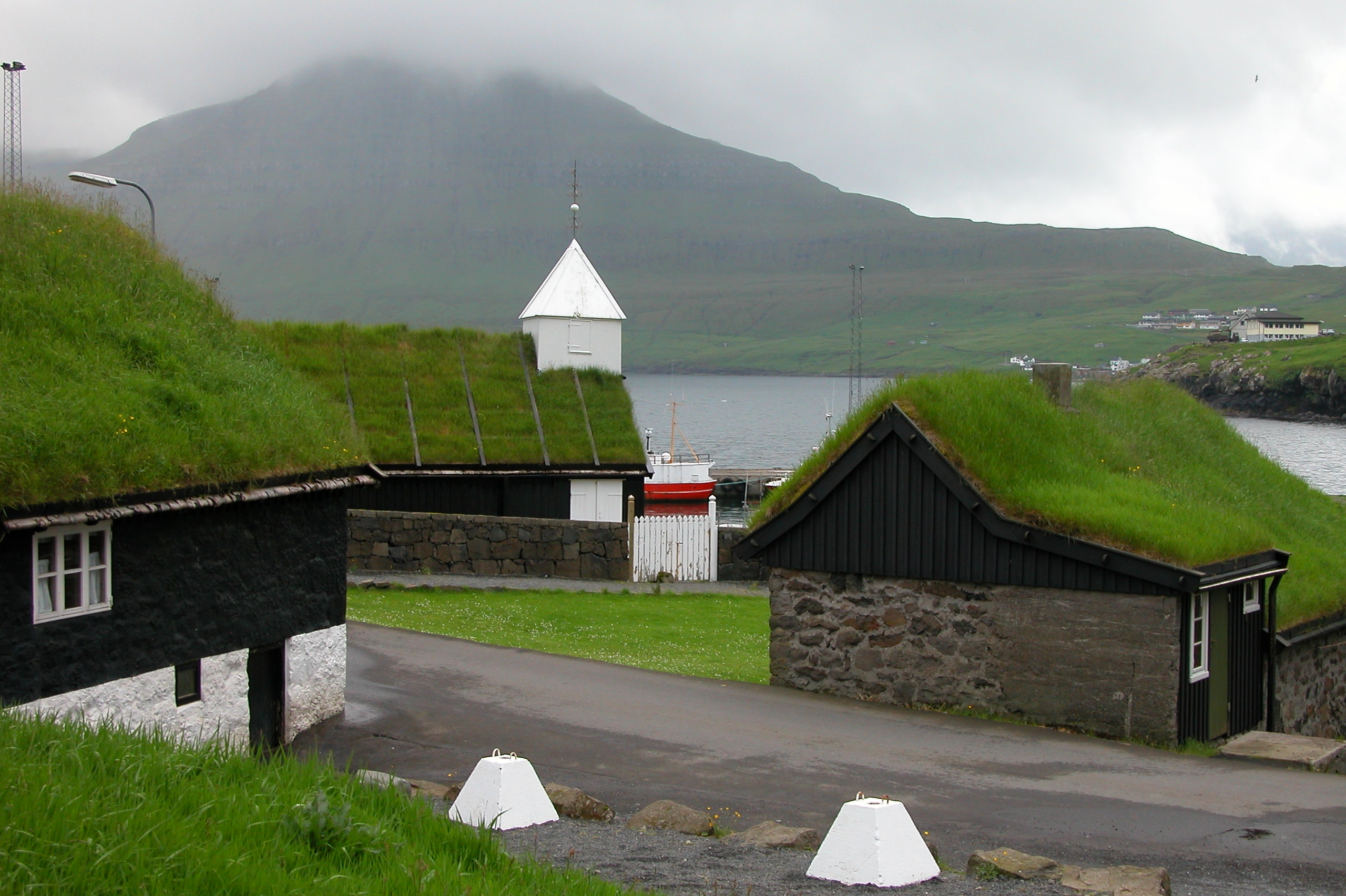
Färöer: Norðragøta
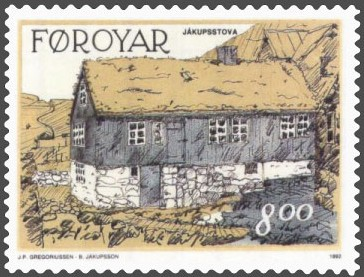
Färöer: Norðragøta

## Finnland
- Jan Karlsgardens Freilichtmuseum beim Schloss Kastelholm in Sund auf der Insel Åland
- Freilichtmuseum Seurasaari bei Helsinki
- Freiluftmuseum des Sami-Museums Siida in Inari (Lappland)
- Freilichtmuseum Savutuvan Apaja bei Jyväskylä
- Freilichtmuseum Kaunislehto bei Oulu (Nordfinnland)
- Freilichtmuseum Luostarinmäki bei Turku
- Arktisches Freilichtmuseum Nanoq bei Jakobstad
- Karelisches Museum Parppeinvaaran Runokylä in Ilomantsi
- Freilichtmuseum Pielisen museo
- Rosala Viking Center
- Sagalunds museum, Kimito
- Freilichtmuseum Stundars bei Vaasa
- Freilichtmuseum Turkansaari bei Oulu

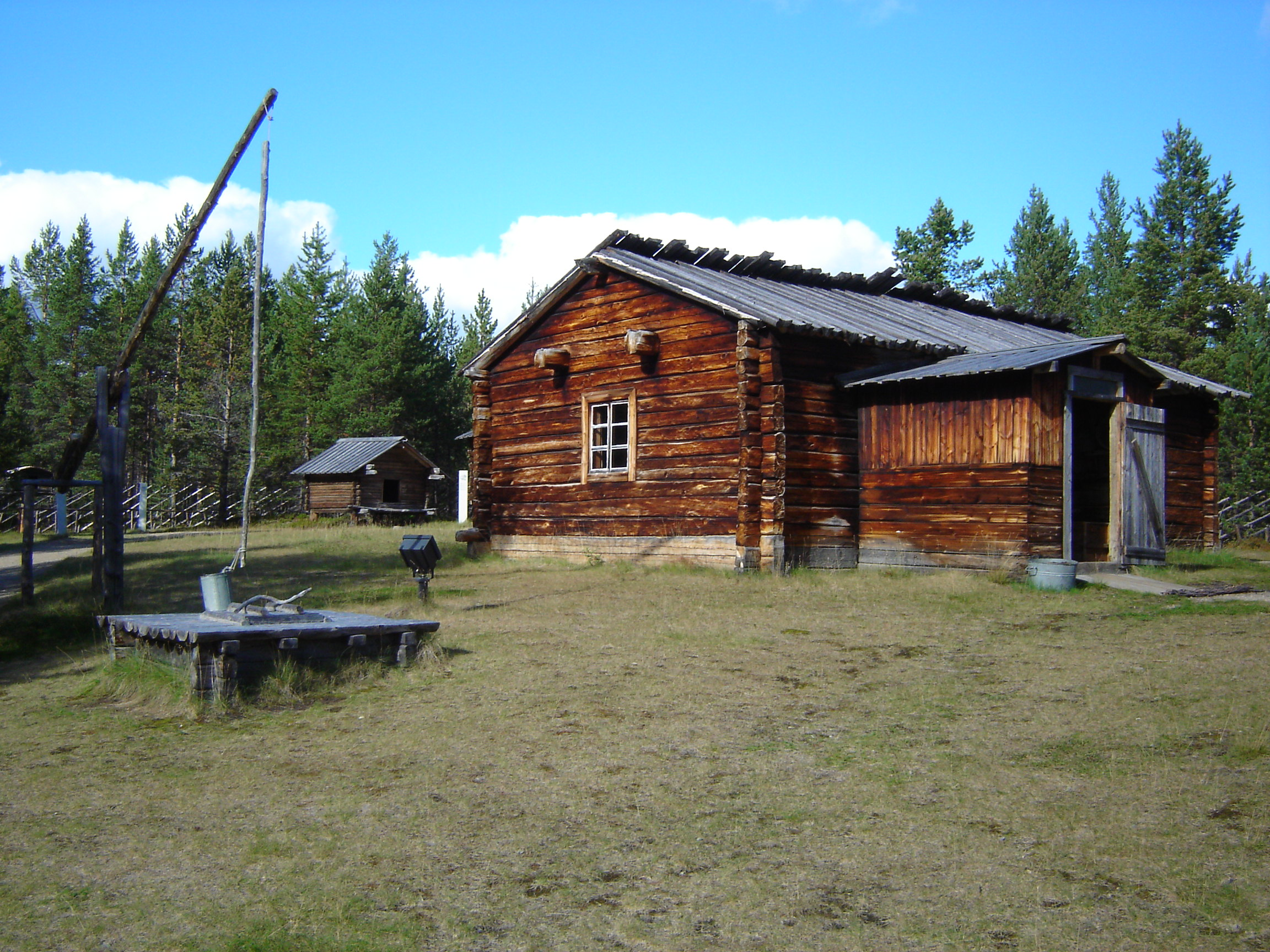
Freilichtmuseum des Sami-Museums Siida in Inari
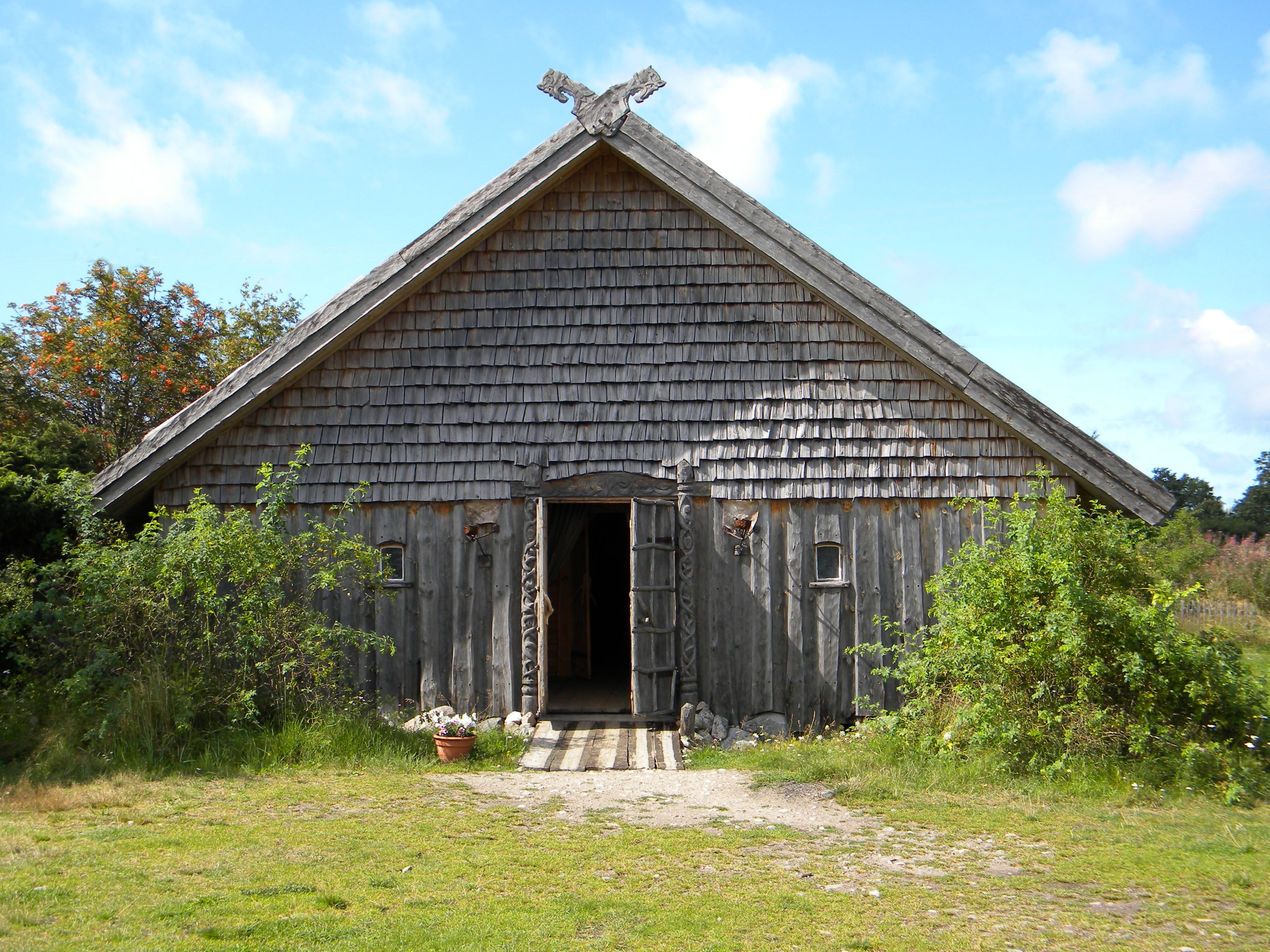
Wikingerhaus im Viking Center von Rosala
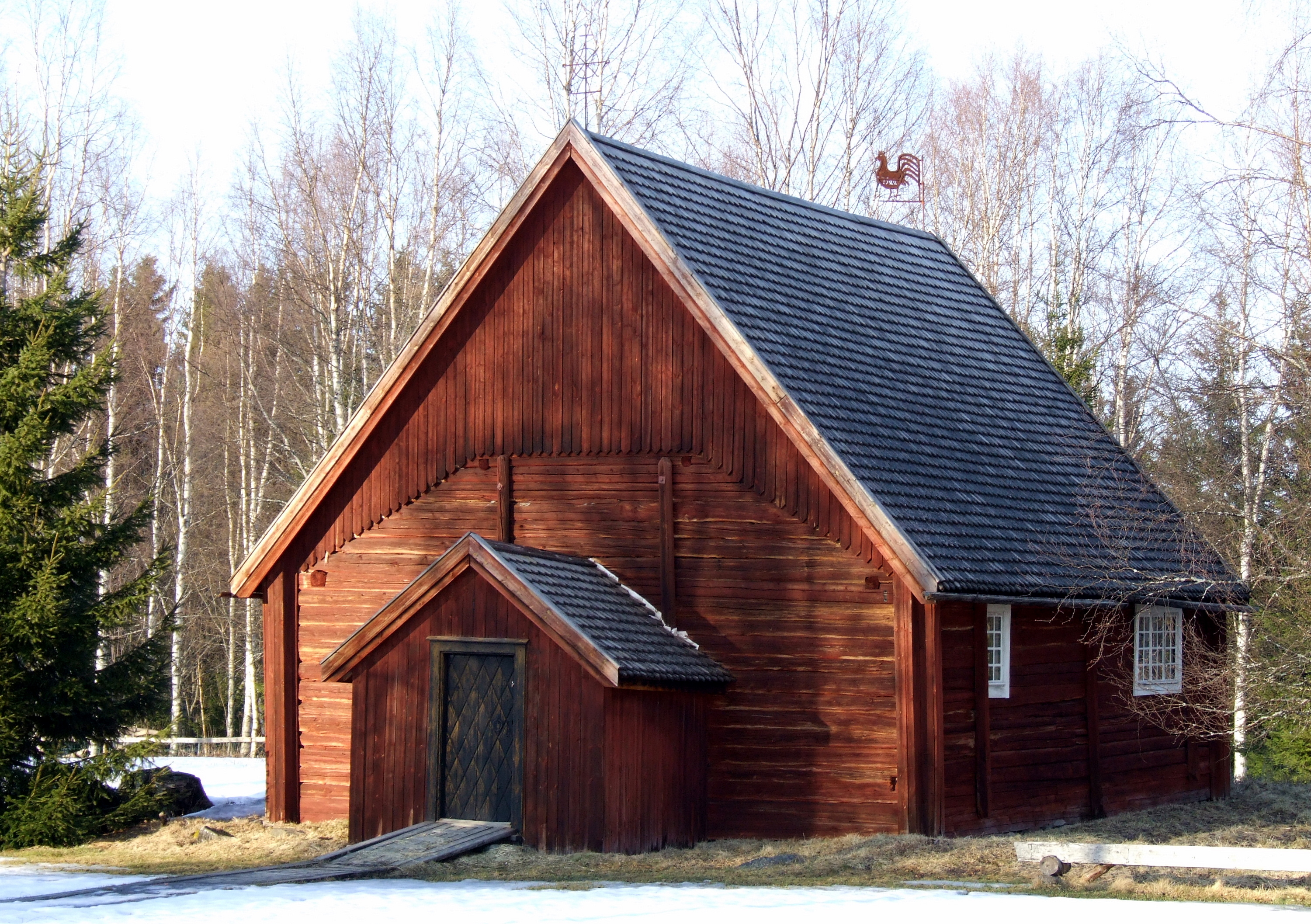
Kirche des Museums Turkansaari
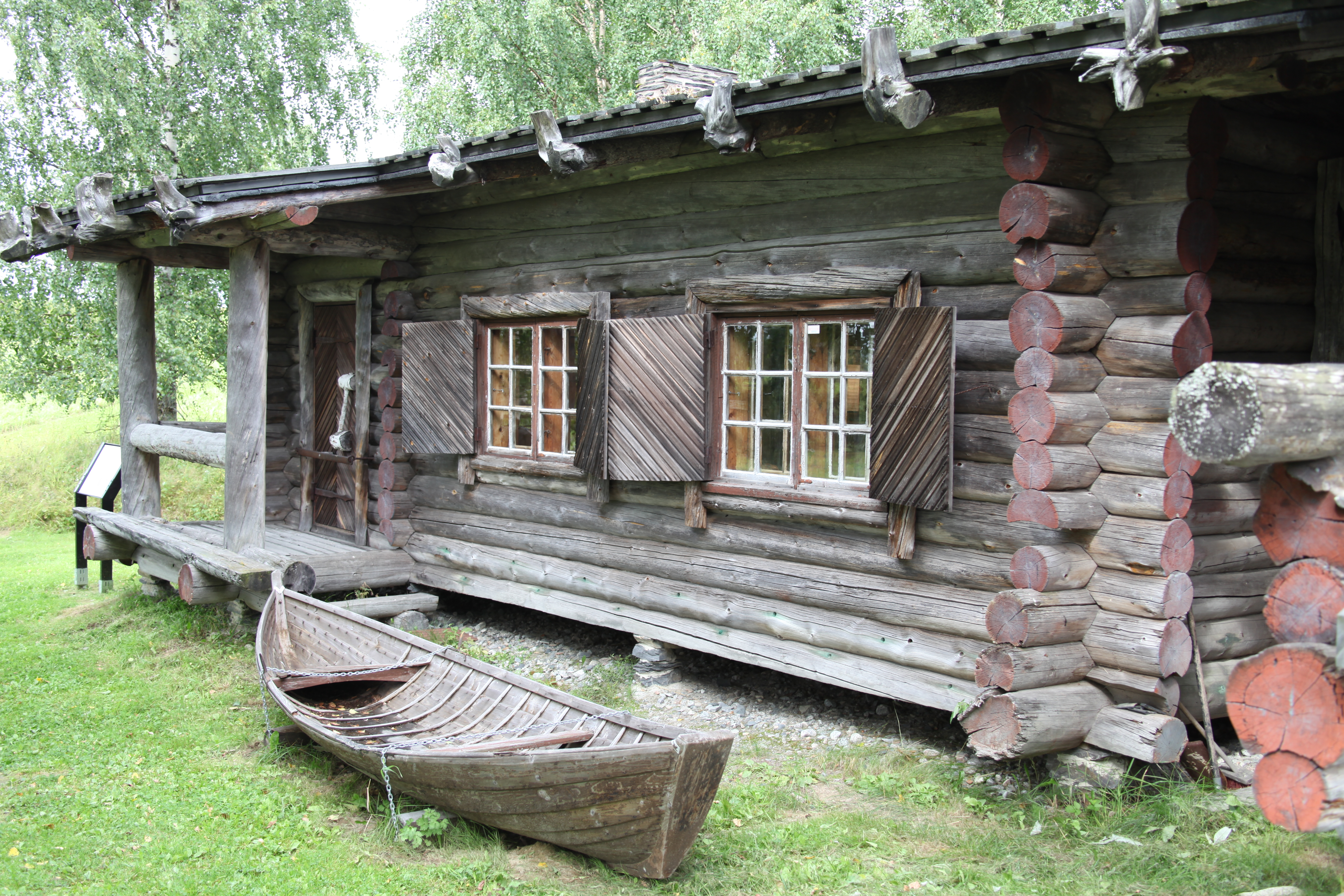
Parppeinvaara, Haus des Grenzgenerals
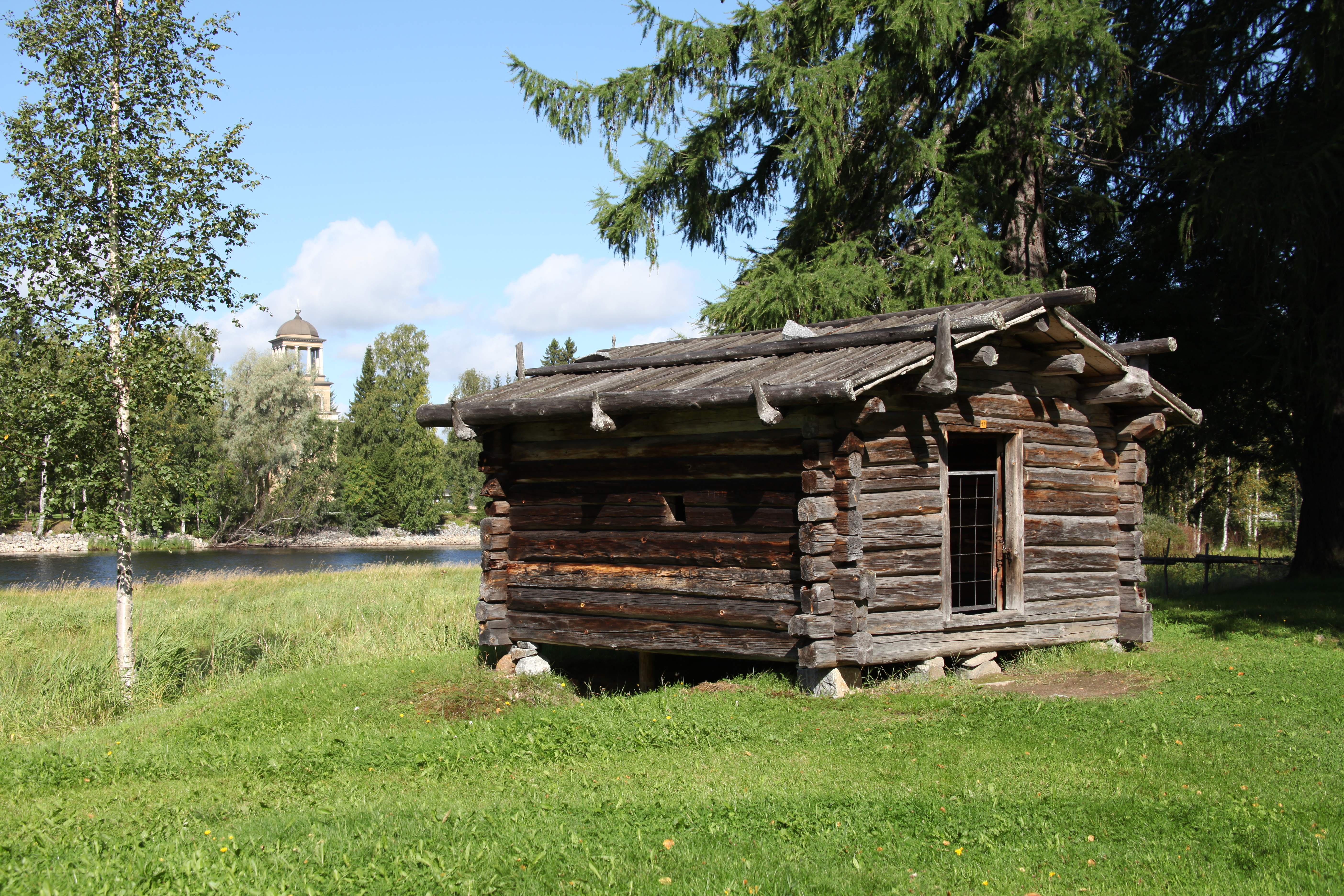
Pielisen Museo

## Frankreich

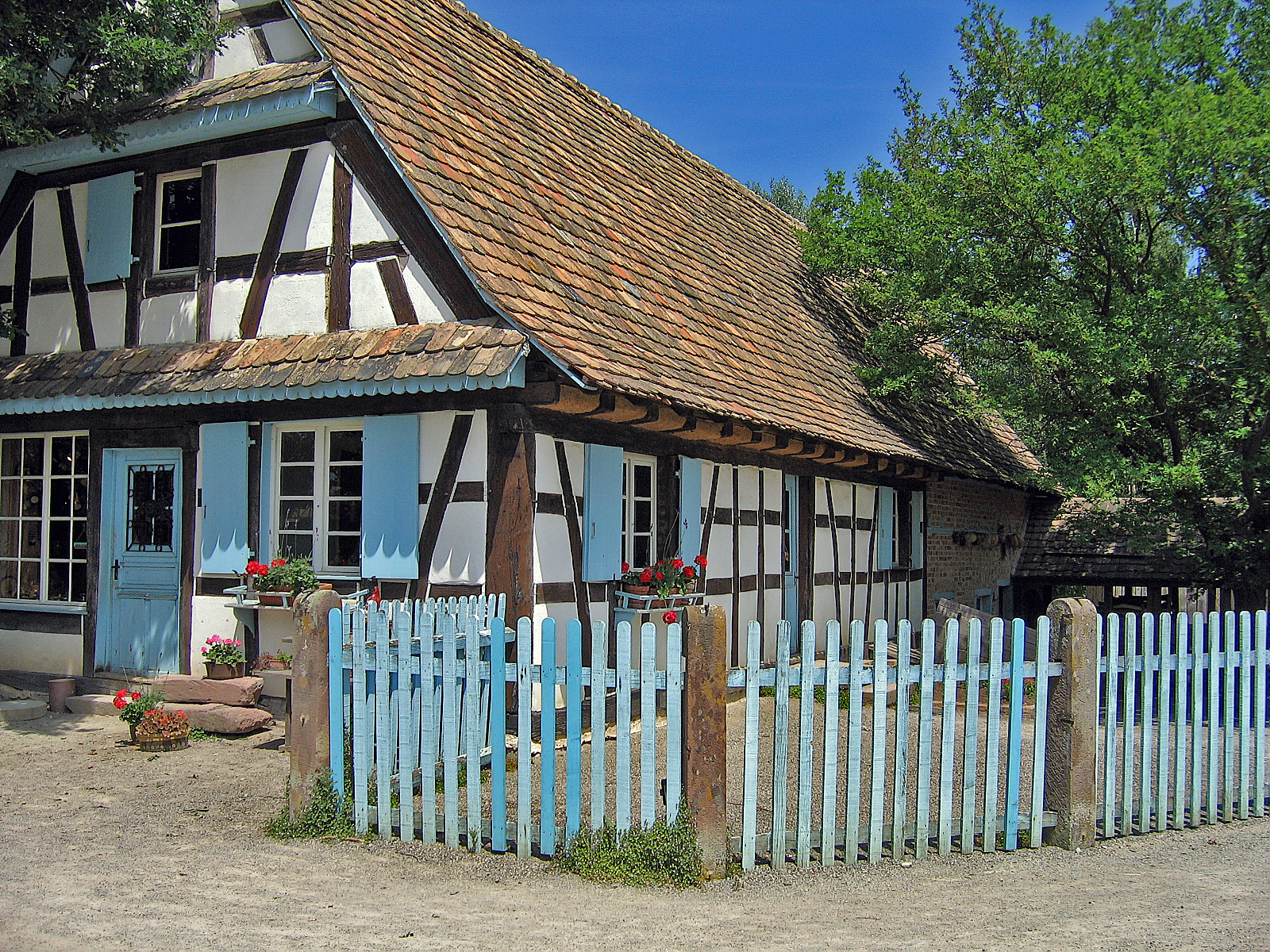
Écomusée d’Alsace

### Frankreich Nord
- Ecomusée de la Baie du Mont-Saint-Michel in Vains[4]
- Écomusée du Bommelaers-Wall in Ghyvelde in der Nähe von Dünkirchen
- Le Domaine de Samara in La Chaussée-Tirancourt in der Picardie
- Saint-Joseph Village in Guînes

### Frankreich West
- Village de Poul Fétan in Quistinic (Département Morbihan)

### Frankreich Ost
- Musée du Pays du Der in Sainte-Marie-du-Lac-Nuisement
- Écomusée d’Alsace bei Ungersheim (Oberelsass)
- Le musée des maisons comtoises in Nancray bei Besançon in der Franche-Comté
- Archéodrome de Beaune (eröffnet 1978, geschlossen am 31. Oktober 2005)
- Le Creusot, Écomusée de la Communauté Le Creusot Montceau (südliches Burgund)
- Les Barraques du 14, La Vieille-Loye (Jura), historische Holzfällersiedlung

### Frankreich Süd
- Musée Cap Al Campestre

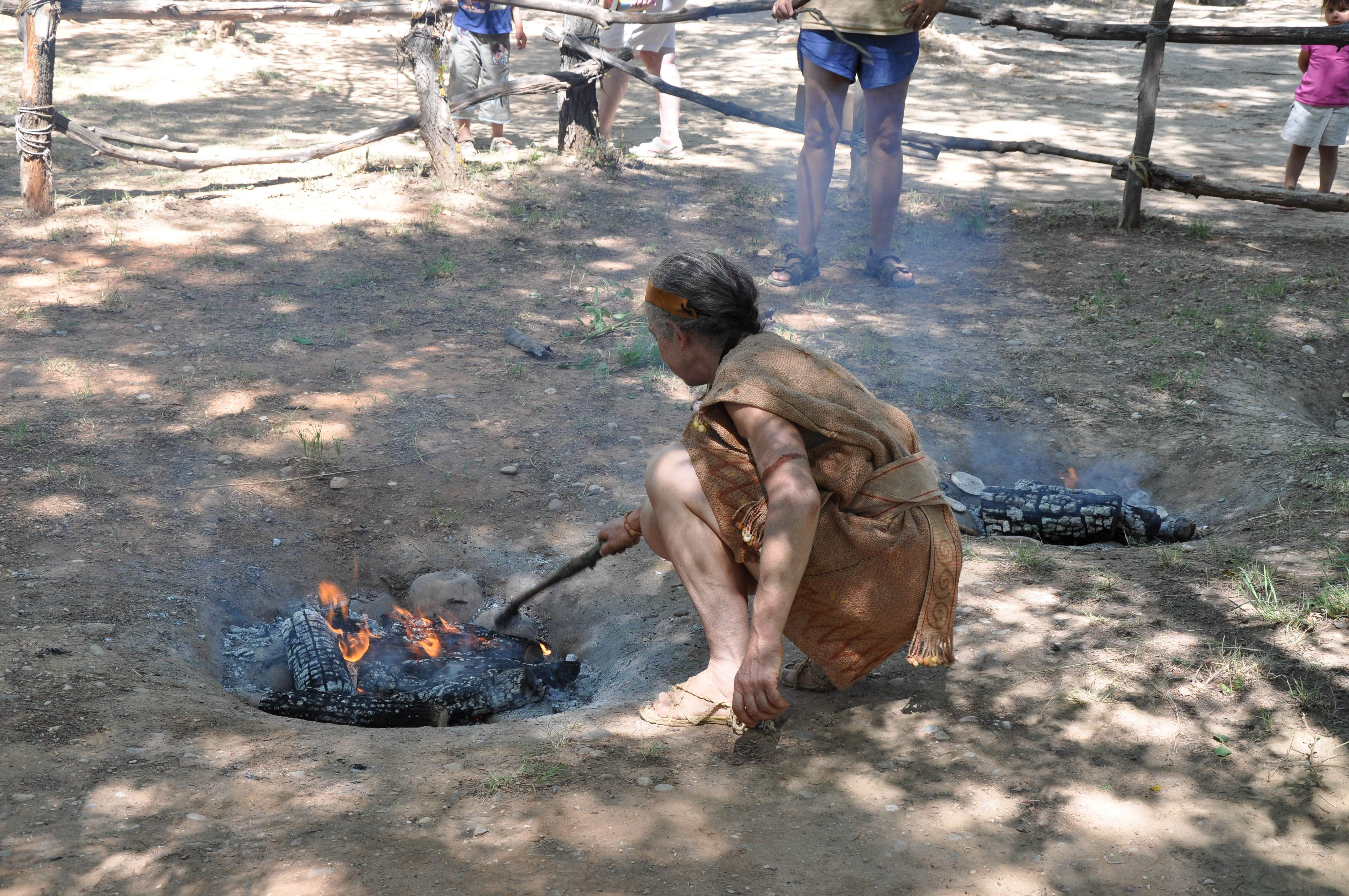
Feuer entfachen in Quinson

- Parc archéologique de Beynac in der Dordogne
- Le Village de Bournat in Le Bugue (Département Dordogne-Périgord)
- Parc des Courtinals oder Cirque de Mourèze bei Montpellier (Hérault)
- Prähistorisches Dorf von Quinson Département Alpes-de-Haute-Provence
- Parc de l’Art Préhistorique in Tarascon-sur-Ariège bei Foix, Region Midi-Pyrénées
- Ferme Caussenarde d’Autrefois in Hyelzas (Causse Méjean, Département Lozère)

## Georgien

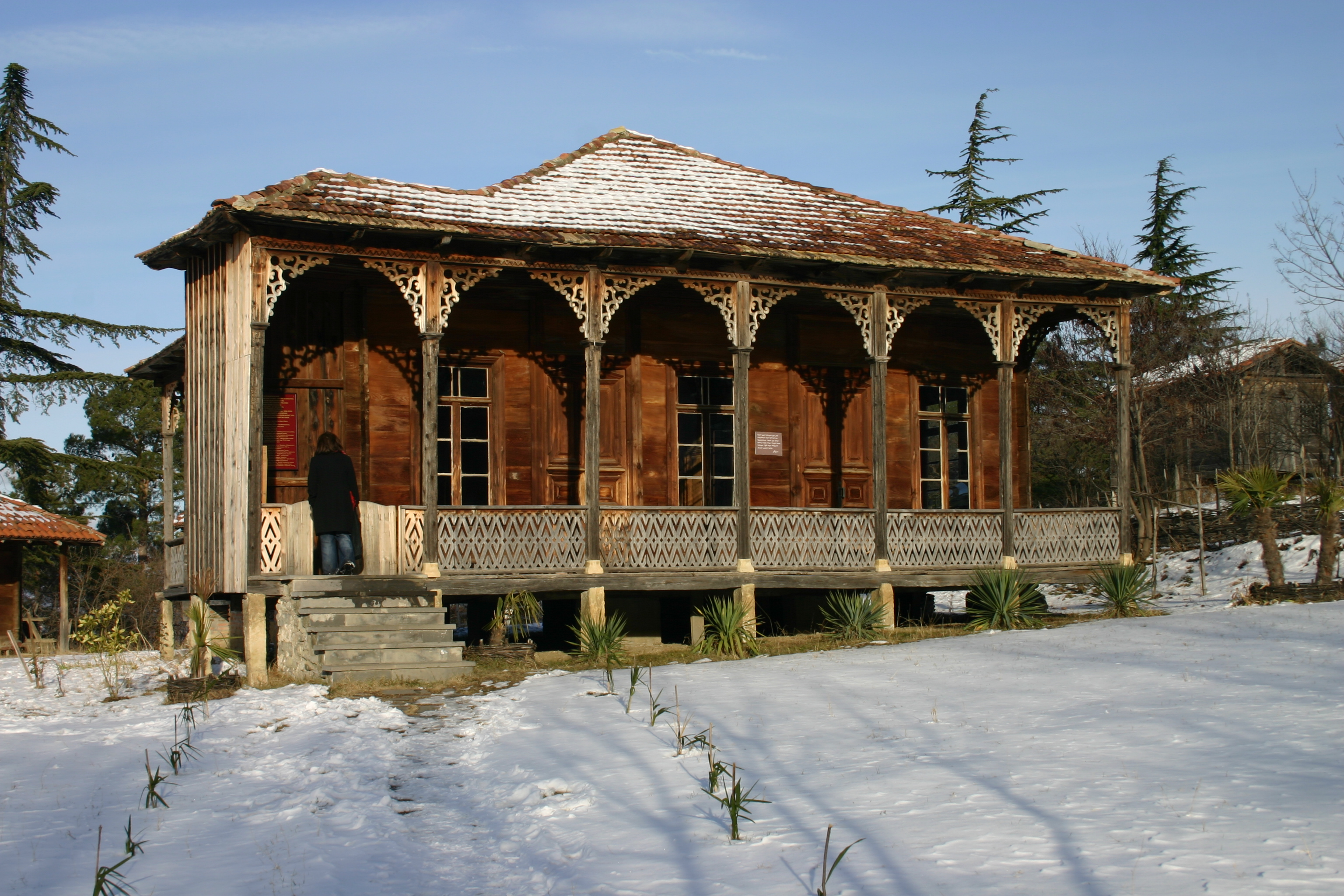
Tiflis, Georgien

- Ethnographisches Museum am Schildkrötensee bei Tiflis

## Griechenland
- Freilichtmuseum Lychnostatis, Hersonisos, Kreta
- Museumsdorf Paleó Períthia auf Korfu
- Wasserkraft-Freilichtmuseum in Dimitsana, Peloponnes

## Grönland

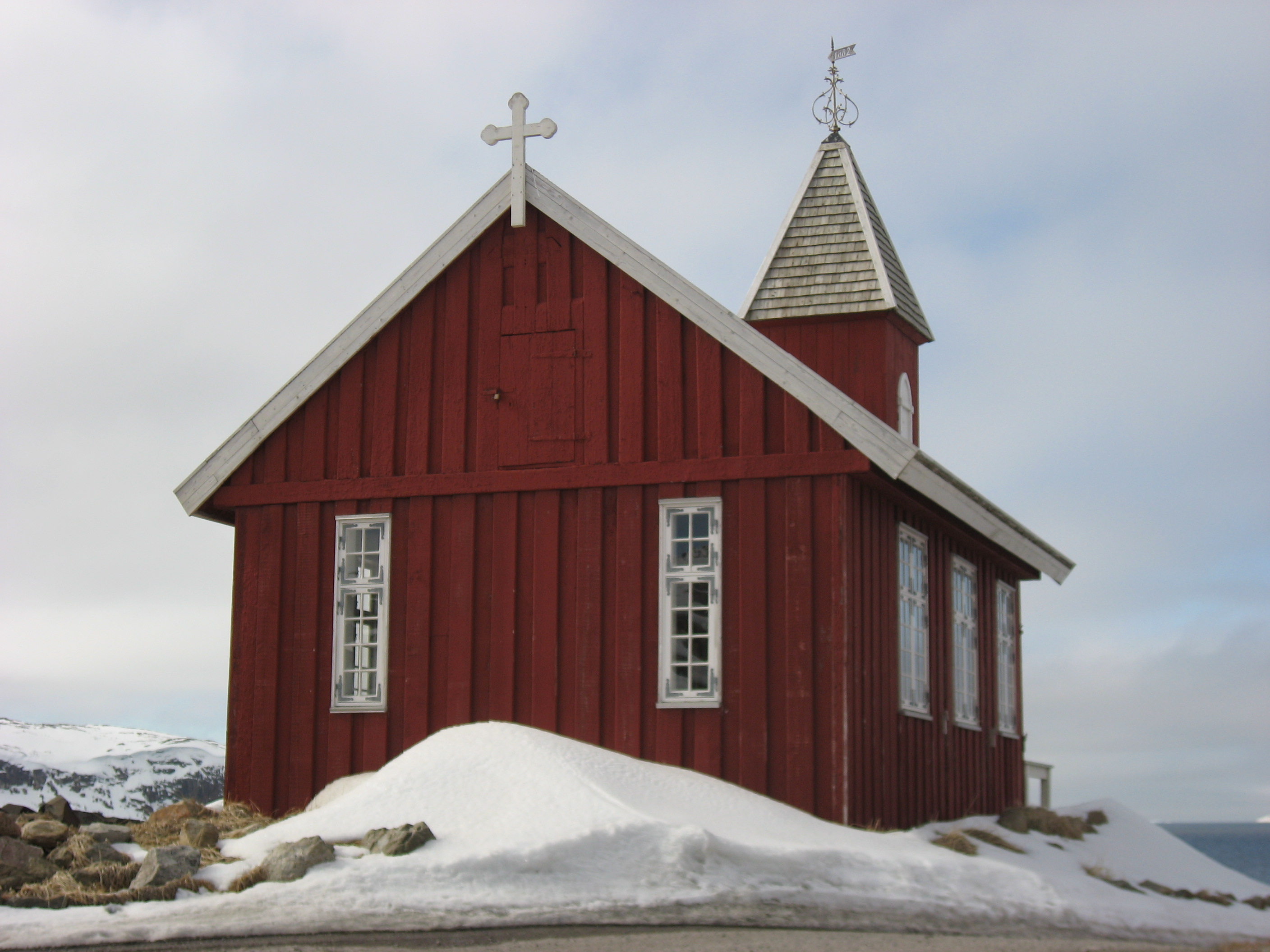
Grönland:Upernavik Museum

- Nanortalik-Museum in Nanortalik
- Upernavik-Museum in Upernavik, Grönland, das nördlichste Freilichtmuseum der Welt

## Irland
- Connemara Heritage & History Centre

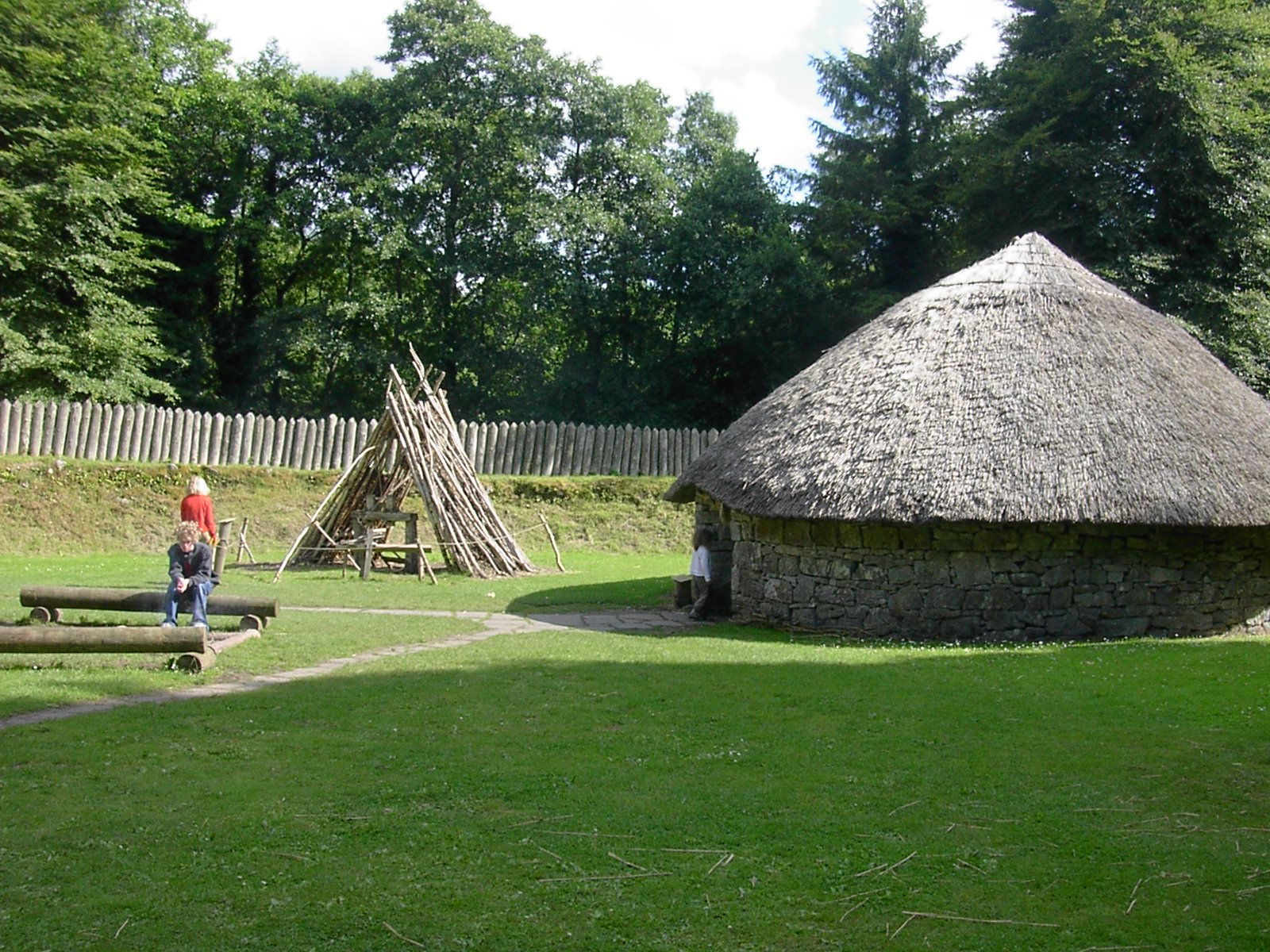
Irland: Craggaunowen

- Craggaunowen (County Clare), Centre for Archaeology
- Irish National Heritage Park, Ferrycarrig (County Wexford)

## Island

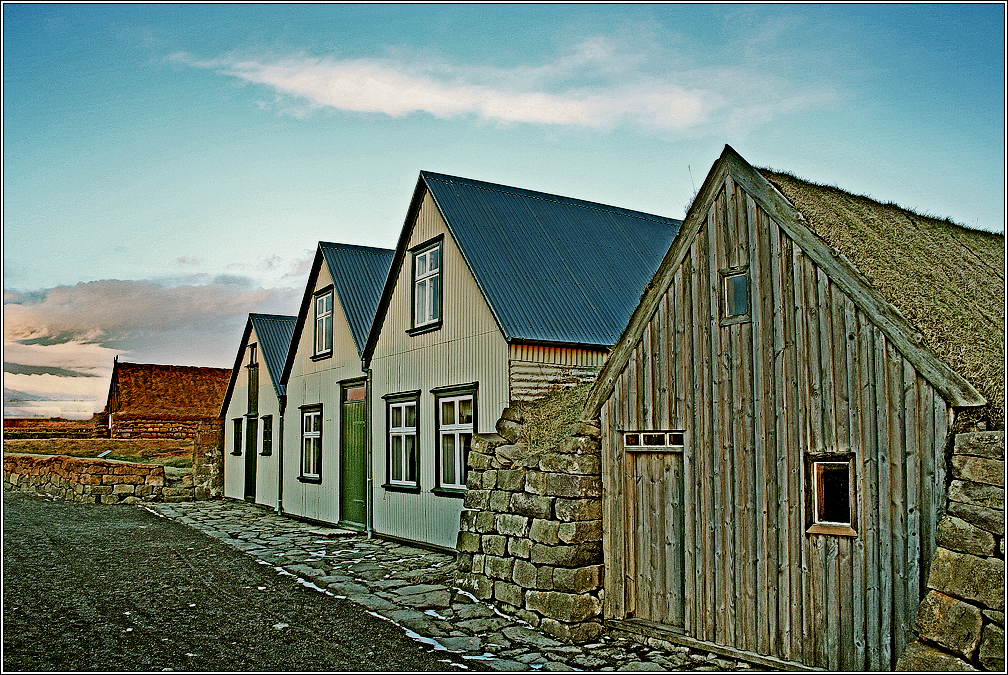
Der alte Bauernhof Árbær im Museum

- Freilichtmuseum Árbæjarsafn
- Bustarfell
- Laufás
- Sel
- Byggðasafnið að Skógum
- Stöng mit Þjóðveldisbær

## Isle of Man

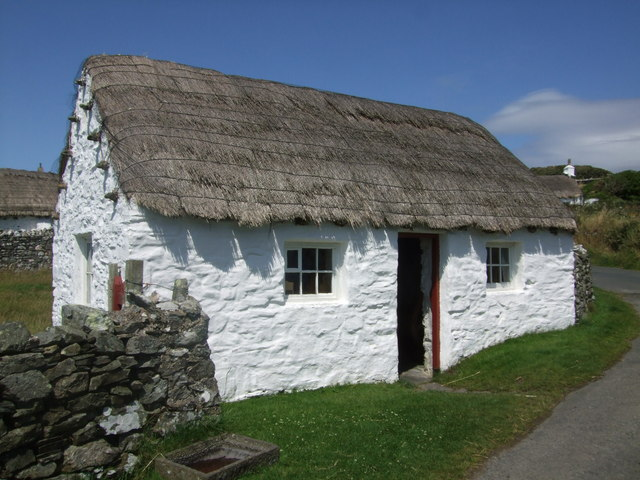
Cregneash

- Cregneash – Das älteste Freilichtmuseum der Britischen Inseln

## Italien
- Dorfmuseum Gufidaun,  Südtirol
- Bauernmuseum Völlan, Marktgemeinde Lana, Burggrafenamt, Südtirol
- Freilichtmuseum Dietenheim, Südtirol
- MuseumPasseier, Südtirol
- ArcheoParc Schnals, Senales Südtirol
- Archäologischer Park Monte Sannace
- Terramara di Montale, Montale Rangone – Modena

## Japan
- Freilichtmuseum japanischer Bauernhäuser, Toyonaka, Präfektur Osaka (⊙)
- Nihon Minka-en, Kawasaki, Präfektur Kanagawa

## Kroatien
- Etno-selo Kumrovec
- Nesactium, römische Stadt auf der Halbinsel Istrien

## Lettland
- Latvijas Etnografiskais brivdabas muzejs Lettisches Freilichtmuseum bei Riga
- Marines Freilichtmuseum Ventspilī Piejūras brīvdabas muzejs Ventspilī

## Litauen

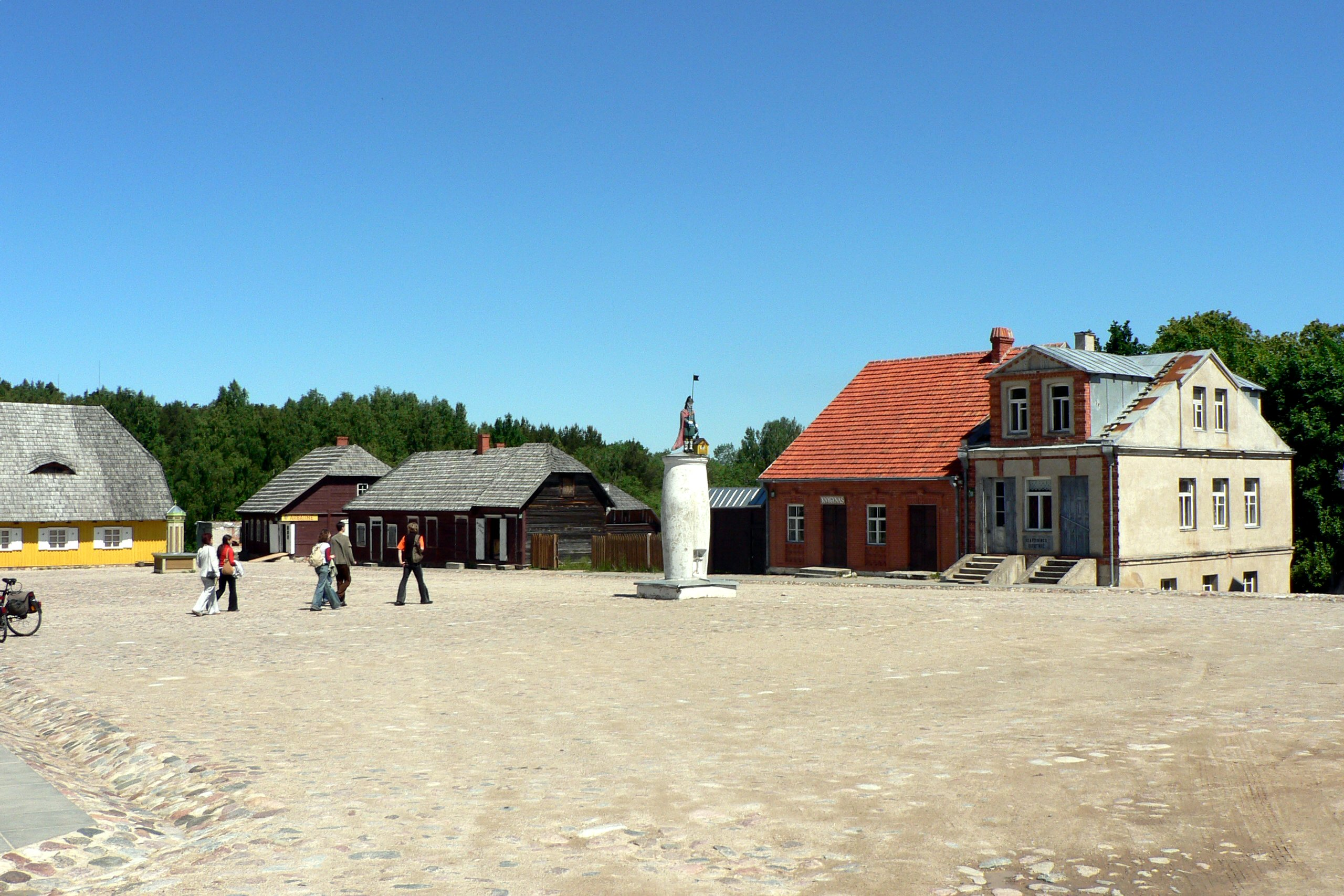
Litauen: Museum in Rumšiškės

- Litauisches Freilichtmuseum in Rumšiškės
- Historischer Nationalpark Trakai Trakų istorinis nacionalinis parkas

## Luxemburg

### Gutland (Süden)
- Eisenbahn- und Industriepark Fond-de-Gras
- Nationales Museum der luxemburgischen Eisenerzgruben in Rumelange
- Freilichtmuseum Peppingen in Roeser
- Thillenvogtei „Liewen um Duerf“ (Leben auf dem Dorf) in Wahl und Rindschleiden
- Freilichtmuseum Winzerhaus A Possen in Bech-Kleinmacher
- Weinmuseum Ehnen in Ehnen

### Ösling (Norden)
- Freilichtmuseum Robbesscheier in Munshausen
- Museum A Schiewesch in Binsfeld
- Schiefermuseum Uewermaarteleng in Obermartelingen

## Niederlande

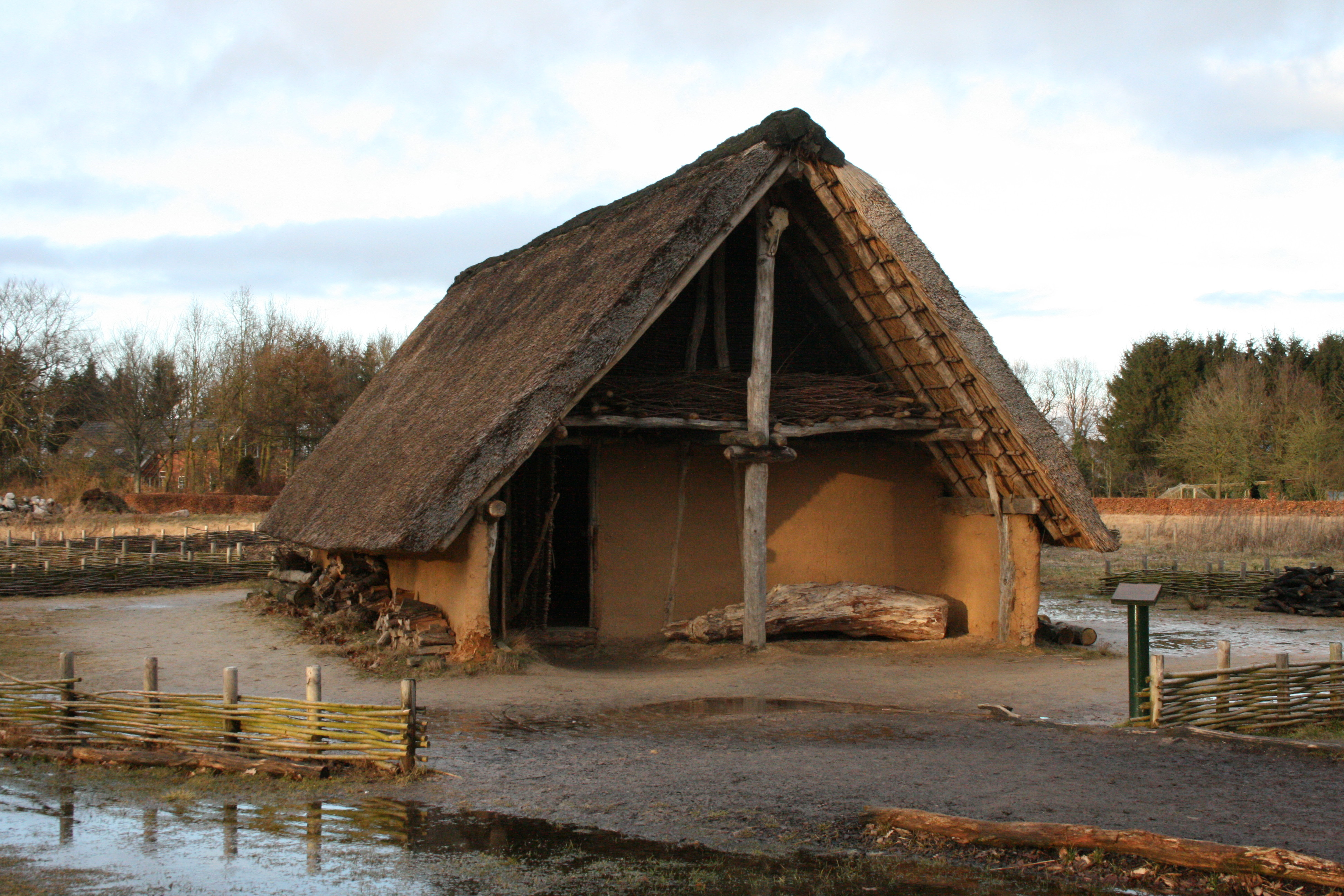
Borger Hunebedcentrum

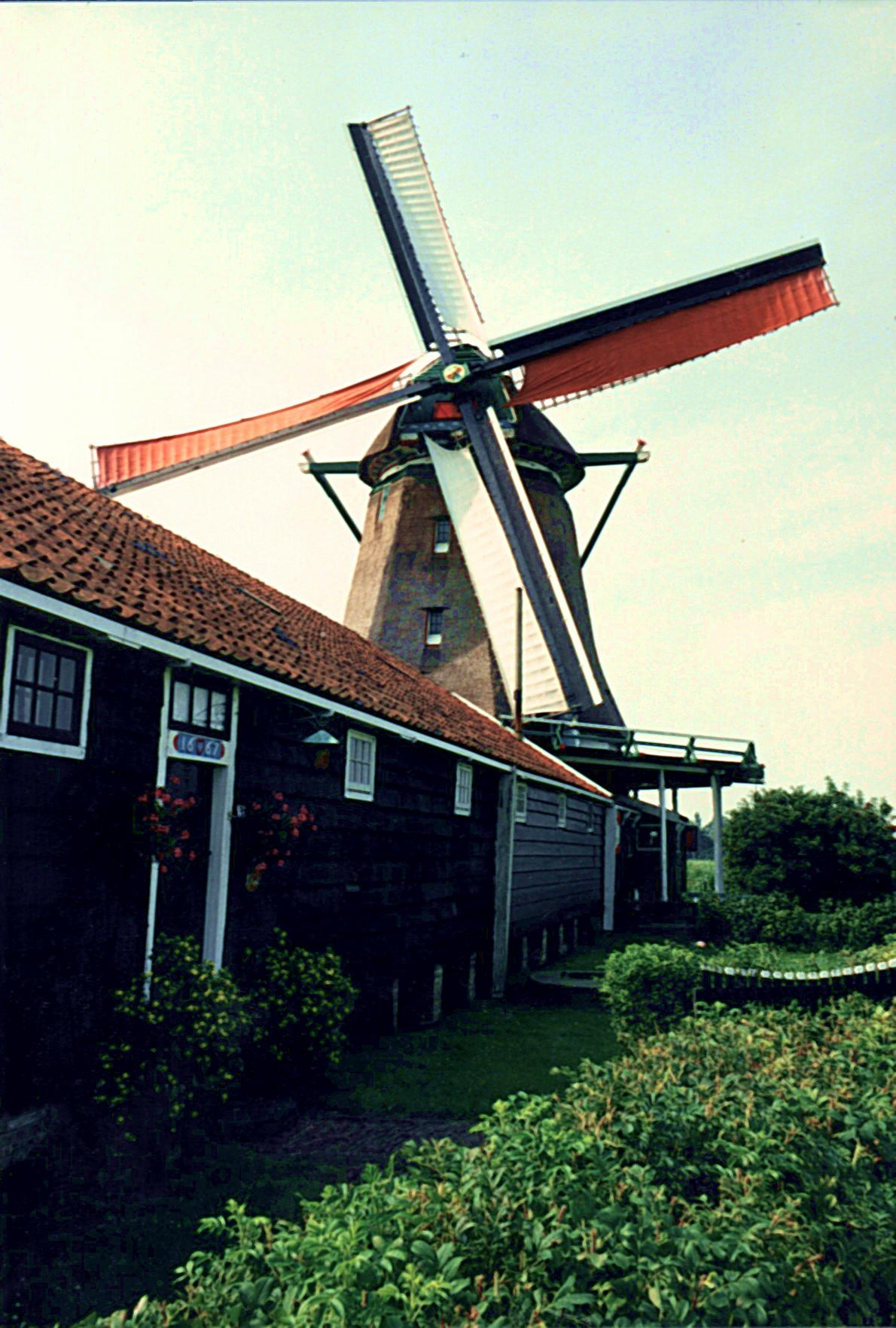
Niederlande: Zaanse Schans

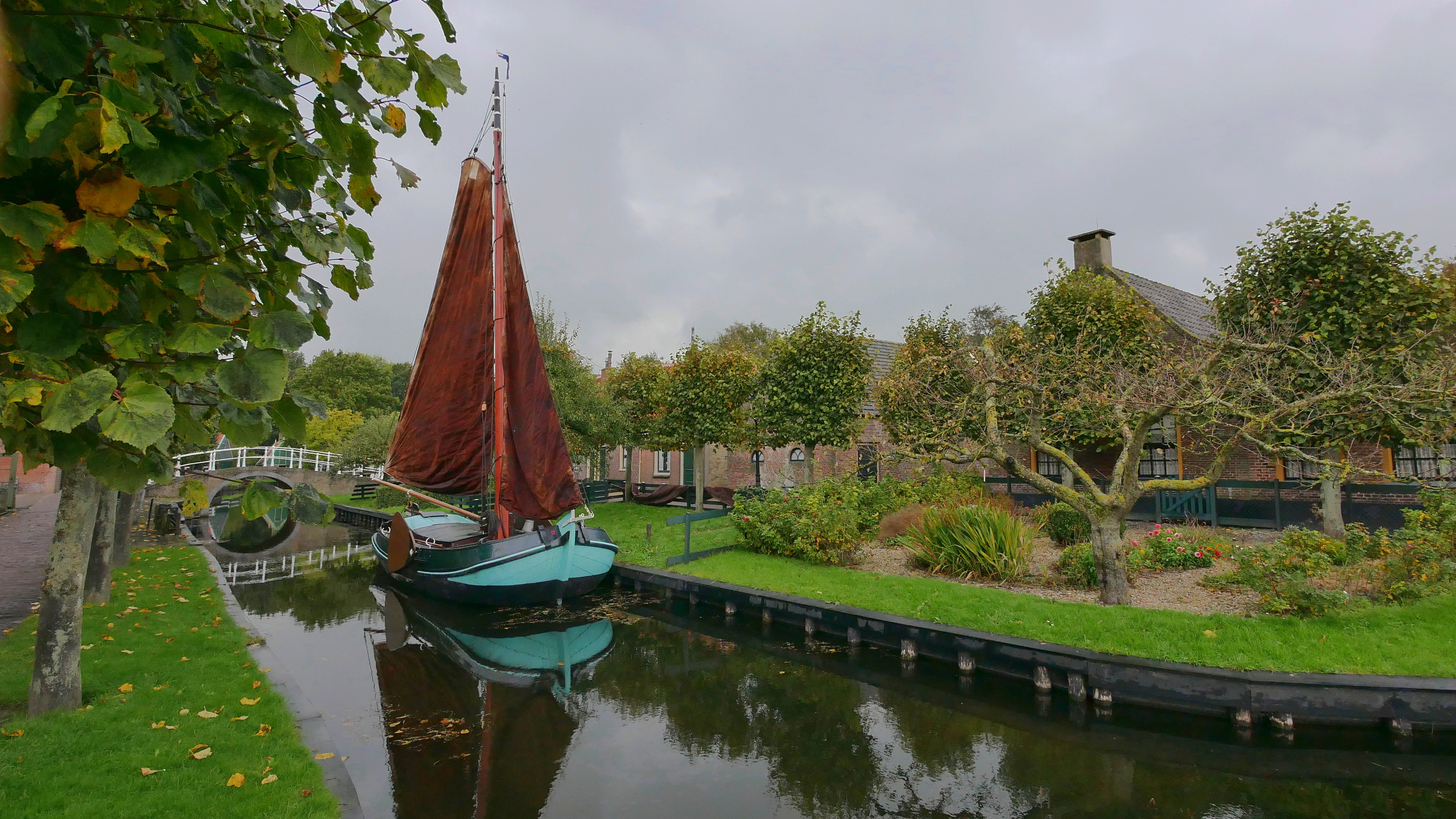
Zuiderzeemuseum

### Drenthe
- Hunebedcentrum (archäologisches FLM) in Borger, Provinz Drenthe
- Freilichtmuseum Ellert en Brammert, Schoonoord, Provinz Drenthe
- Museumsdorf Orvelte, Gemeinde Midden-Drenthe, Provinz Drenthe
- Veenpark, Barger-Compascuum, Gemeinde Emmen, Provinz Drenthe

### Friesland
- De Spitkeet in Harkema, Provinz Friesland
- ’t Fiskershúske (das Fischerhäuschen), Peazens-Moddergat, Gemeinde Noardeast-Fryslân, Provinz Friesland

### Gelderland
- Erve Kots in Lievelde in der Provinz Gelderland

- Het Verscholen Dorp in Vierhouten, Provinz Gelderland

- Museumpark Orientalis (bis 2007 Bijbels Openluchtmuseum) in Groesbeek, Provinz Gelderland

- Nederlands Openluchtmuseum, Arnhem, Provinz Gelderland

### Groningen
- Festung Bourtange in der Provinz Groningen
- Openluchtmuseum Het Hoogeland, Warffum, Provinz Groningen

### Limburg
- Limburgs Openluchtmuseum Eynderhoof, Nederweert-Eind, Provinz Limburg

### Nordbrabant
- Historisch Openluchtmuseum Eindhoven in Eindhoven, Provinz Noord-Brabant

### Nordholland
- Zaanse Schans, Zaandam, Provinz Noord-Holland
- Zuiderzeemuseum, Enkhuizen, Provinz Noord-Holland

### Overijssel
- Los Hoes, Ootmarsum, Provinz Overijssel

### Südholland
- Archeon in Alphen aan den Rijn, Provinz Zuid-Holland
- Die Mühlen von Kinderdijk, Provinz Zuid-Holland

## Norwegen

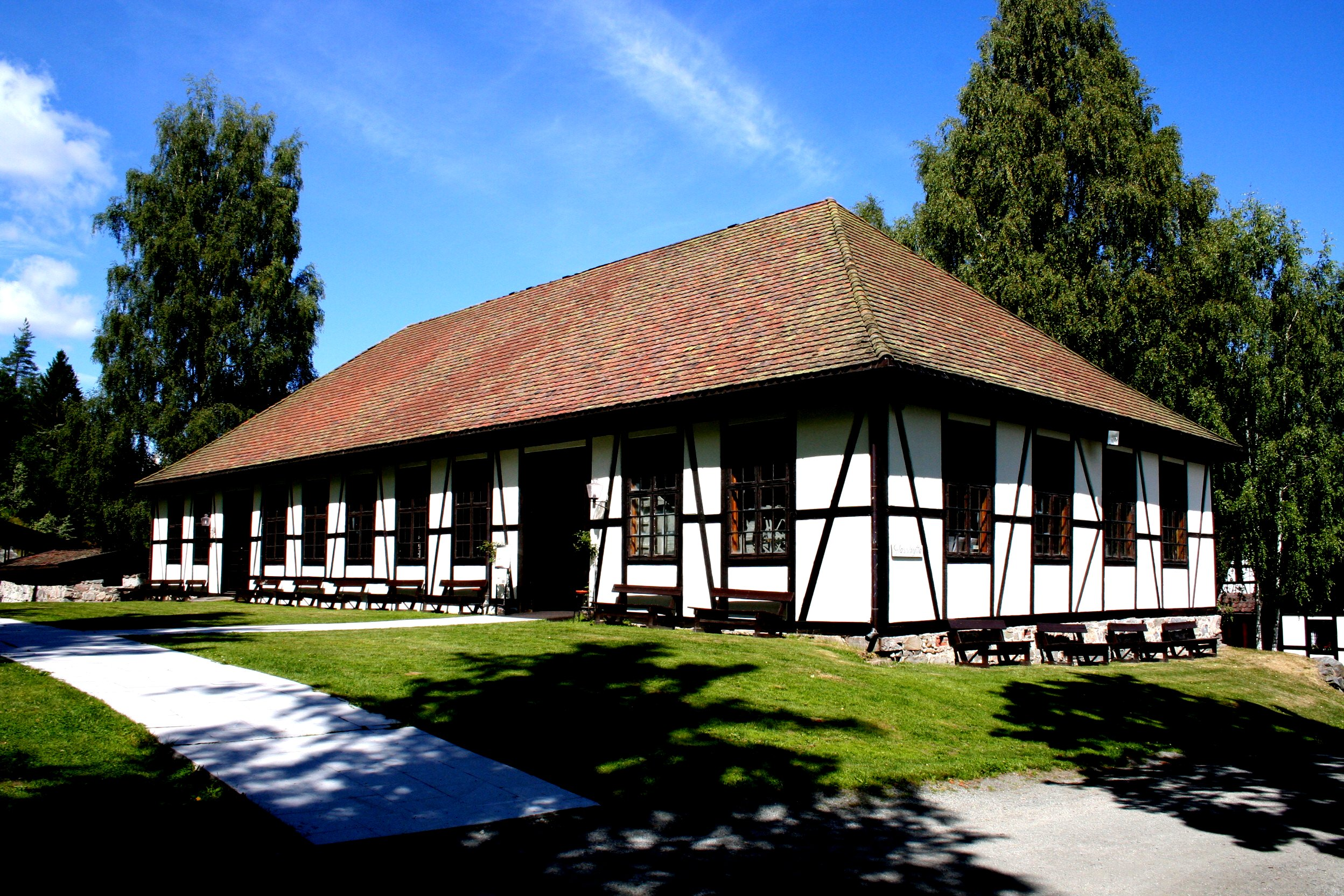
Norwegen:Blaafarveværket

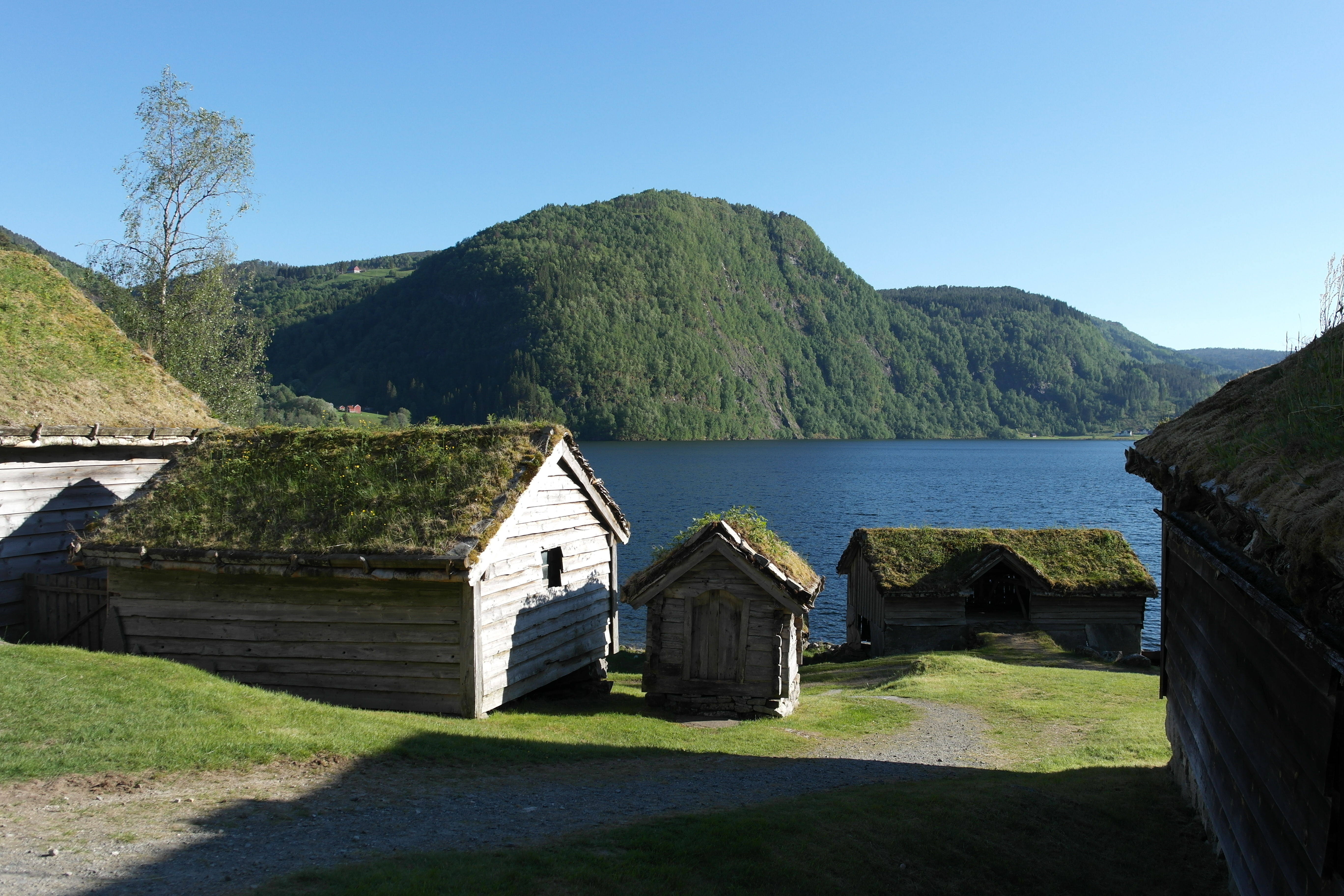
Norwegen:Sunnfjord Museum

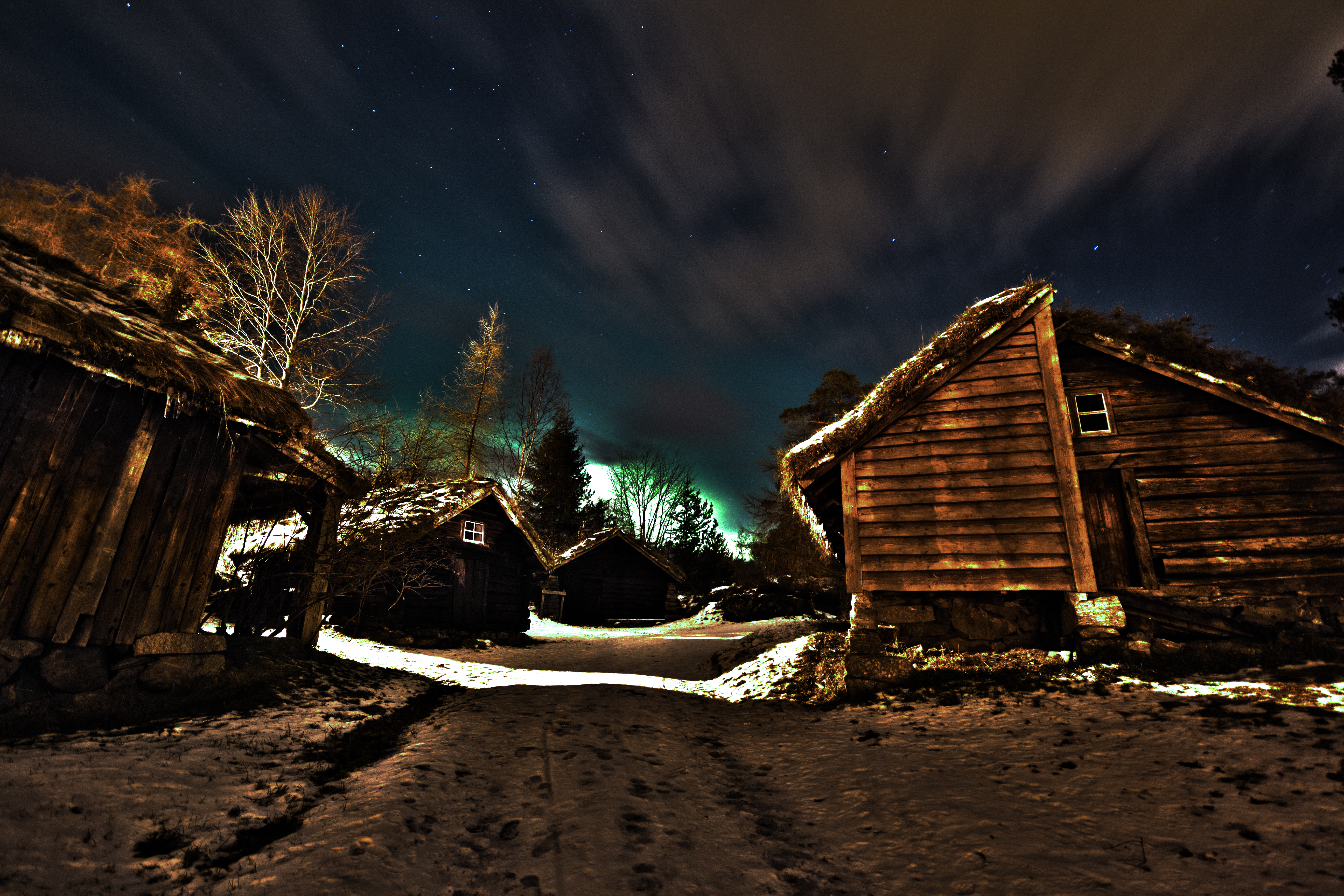
Norwegen:Sunnmøre Museum

### Ostnorwegen
- Blaafarveværket in Modum, Buskerud
- Heddal bygdetun in Notodden, Telemark
- Norsk Folkemuseum, Oslo
- Skiptvet Bygdemuseum, Friluftsmuseet in Skiptvet, Akershus
- Slottsfjellsmuseet, in Tønsberg, Vestfold
- Frognerpark und Vigeland-Skulpturenpark, Oslo
- Kviteseid Bygdetun, in Kviteseid, Telemark
- Vest-Telemark Museum Eidsborg, in Tokke, Telemark
- Drangedal bygdetun, in Drangedal, Telemark
- Bagn Bygdesamling 8 km südlich von Bagn in Sør-Aurdal
- Bautahaugen Samlinger in Heldal, Zweigstelle des Valdres Folkemuseum
- Dagali Museum in Dagali
- Eidsvoll bygdetun Eidsvoll
- Eiktunet bei Gjøvik
- Glomdalsmuseet bei Elverum
- Gol Bygdetun in Gol Bygdetun
- Hadeland Folkemuseum in Tingelstad, Gran
- Hallingdal Museum in Nesbyen
- Domkiekeodden, Hamar
- Hemsdal Bygdetun, in Ulsåk bei Gol
- Hol Museum in Hol
- Lands Museum, in Dokka
- Freilichtmuseum Maihaugen, Lillehammer
- Nordøsterdal Museum, Tynset
- Stenberg, Friluftsmuseet in Vestre Toten
- Trysil/Engerdal Museum in Trysil und Engerdal
- Valdres Folkemuseum in Storøya bei Fagernes in Nord-Aurdal
- Ål Bygdamuseum in Ål

### Südnorwegen
- Rygnestadtunet bei Valle

### Westnorwegen
- Agatunet am Hardangerfjord
- Gamle Bergen (Alt Bergen), in Sandviken Bergen
- Hardanger Folkemuseum (am Hardangerfjord)
- Otternes bei Flåm
- Voss Folkemuseum in Voss, Skulestadmo
- Hordamuseet südlich von Bergen
- De Heibergske Samlinger, Sogn Folkemuseum, Kaupanger
- Romsdal Museum in Molde
- Sunnfjord Museum bei Førde
- Sunnmøre Museum, Ålesund
- Volda bygdetun, Volda

### Mittelnorwegen
- Freilichtmuseum Trøndelag bei Trondheim
- Rindal Skimuseum verwaltet vom Trøndelag Museum, Trondheim

### Nordnorwegen

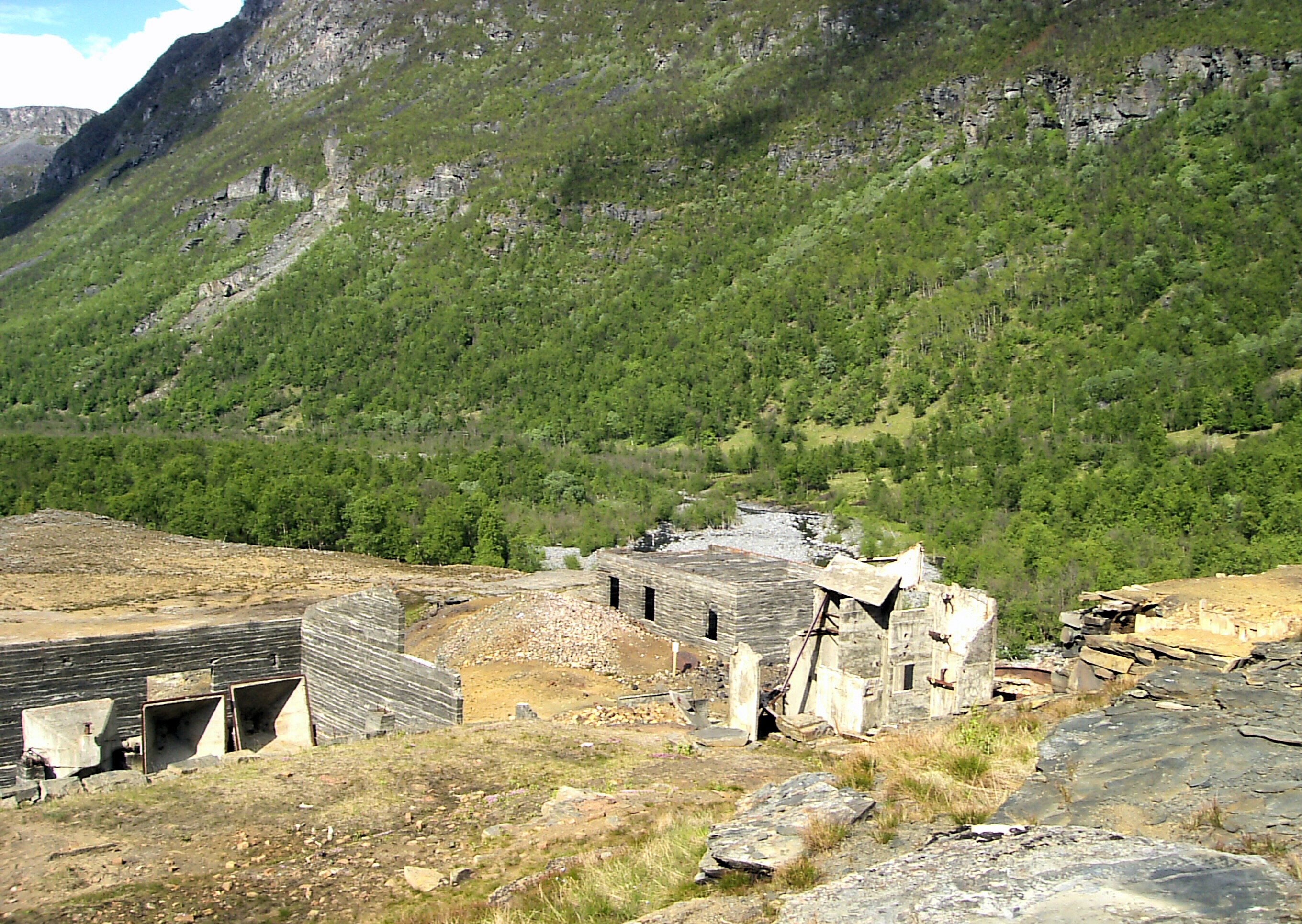
Ruinen von Ankerlia

- Alta Museum (bronzezeitliche Steinritzungen, Alta)
- Ankerlia ruiner (montanhistorisches FLM) in Kåfjorder Ortsteil Birtavarre
- Kjerringøy gamle handelssted, Bodø
- Bodøsjøen friluftsmuseum, Bodø
- Ørnes handelssted, Ørnes
- Fuglenesodden, Hammerfest

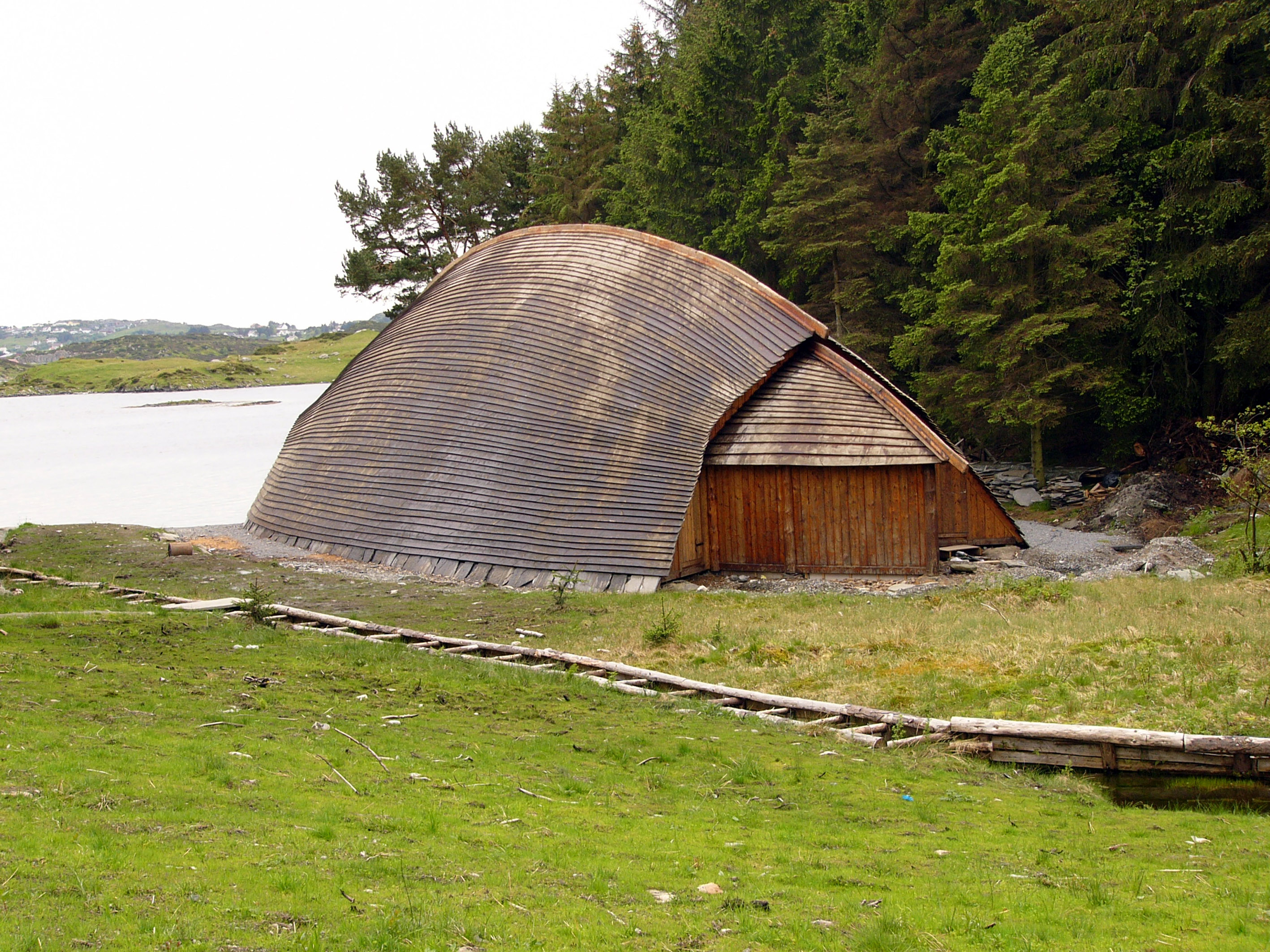
Rekonstruiertes Bootshaus aus der Wikingerzeit im Freilandmuseum Karmøy
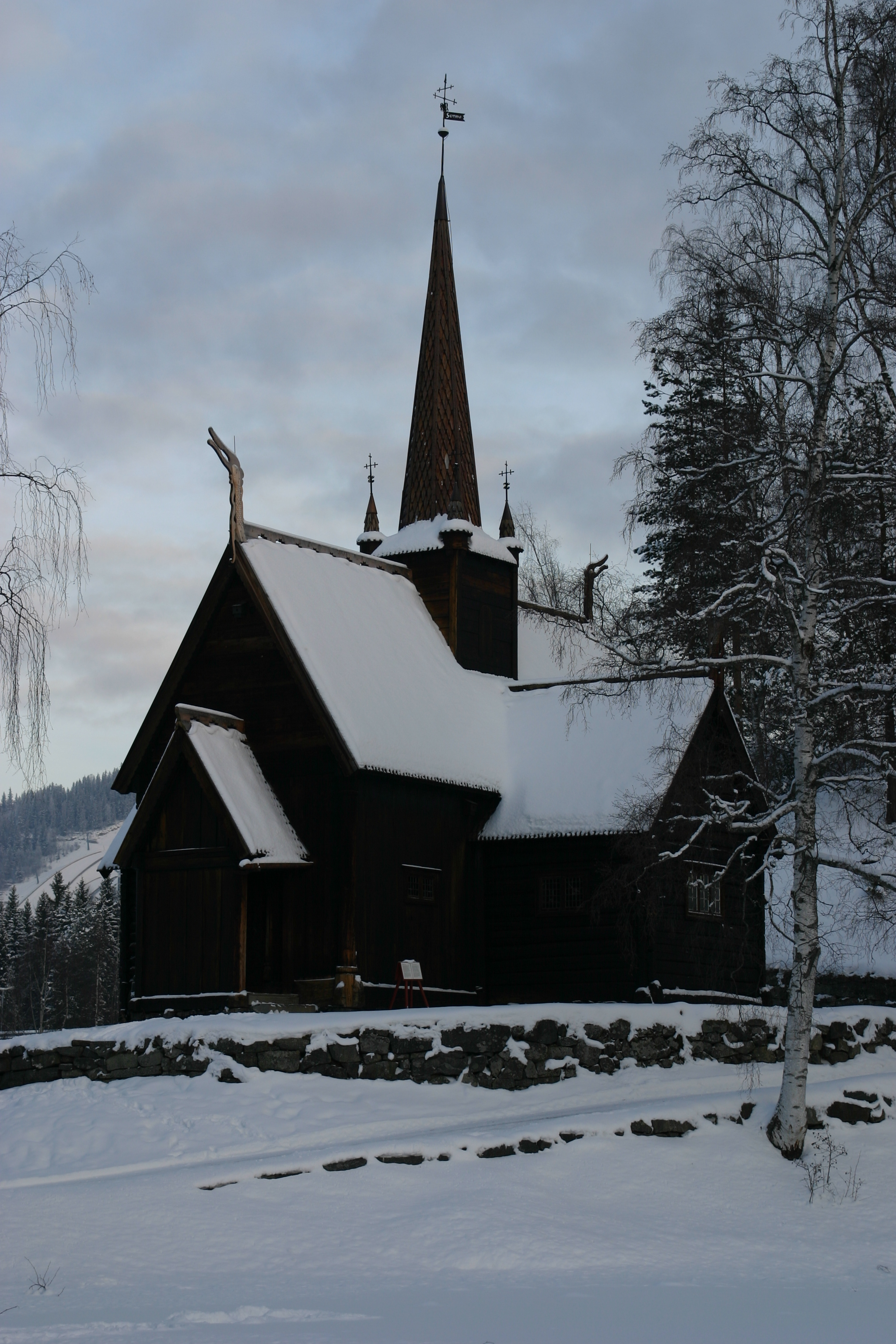
Norwegen: Stabkirche im FLM Maihaugen
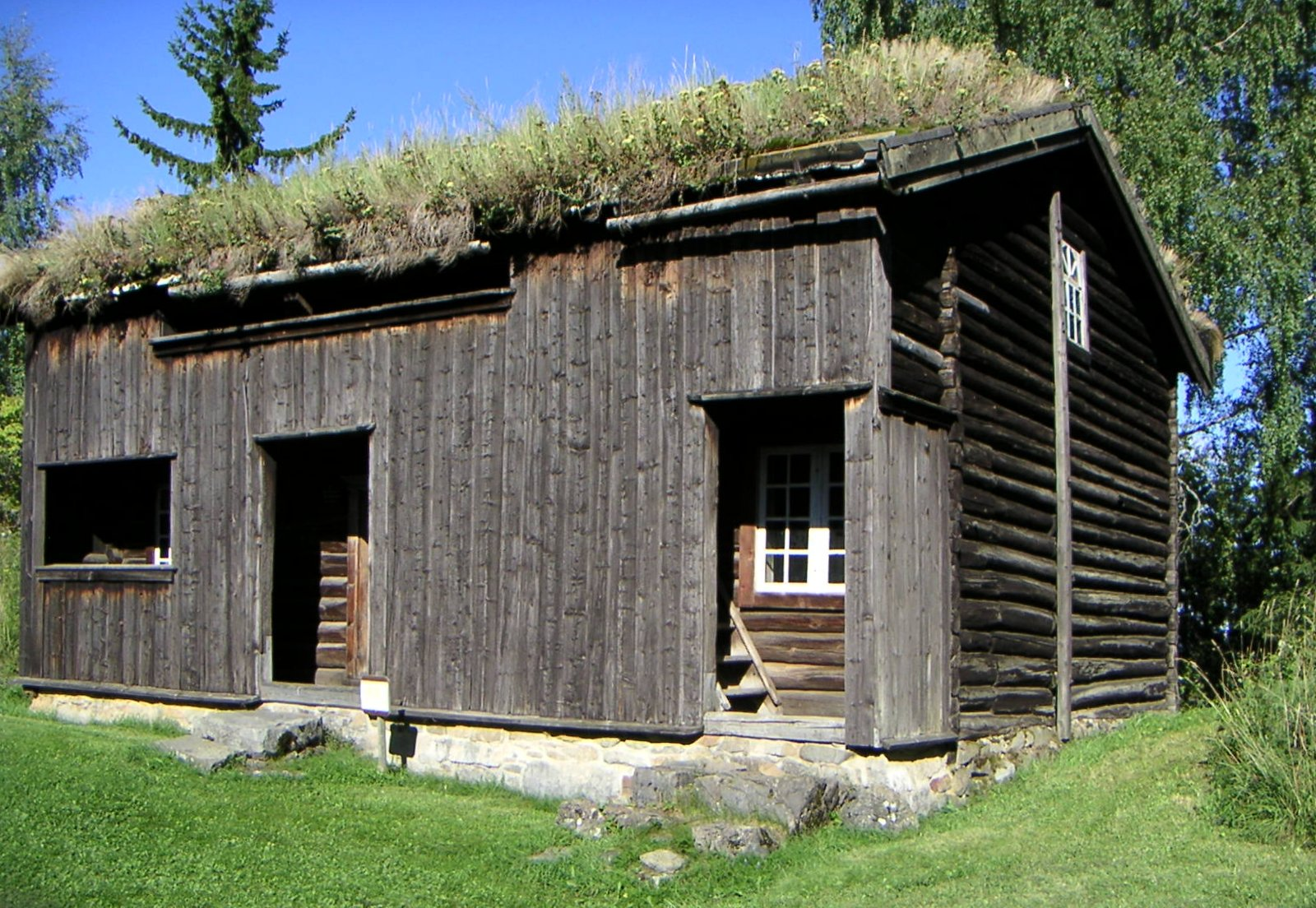
Norwegen: Hadeland Folkemuseum
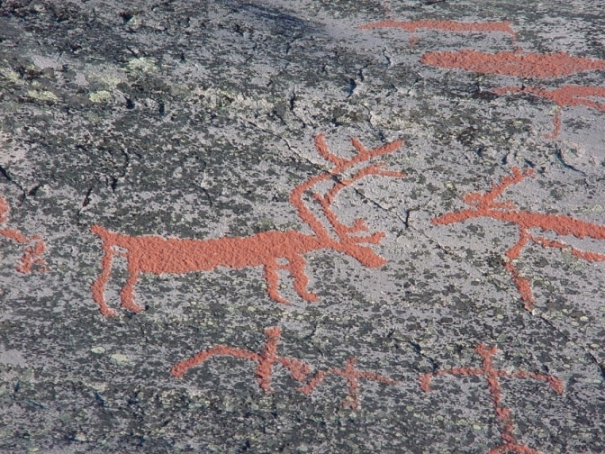
Norwegen: Felsritzung in Alta
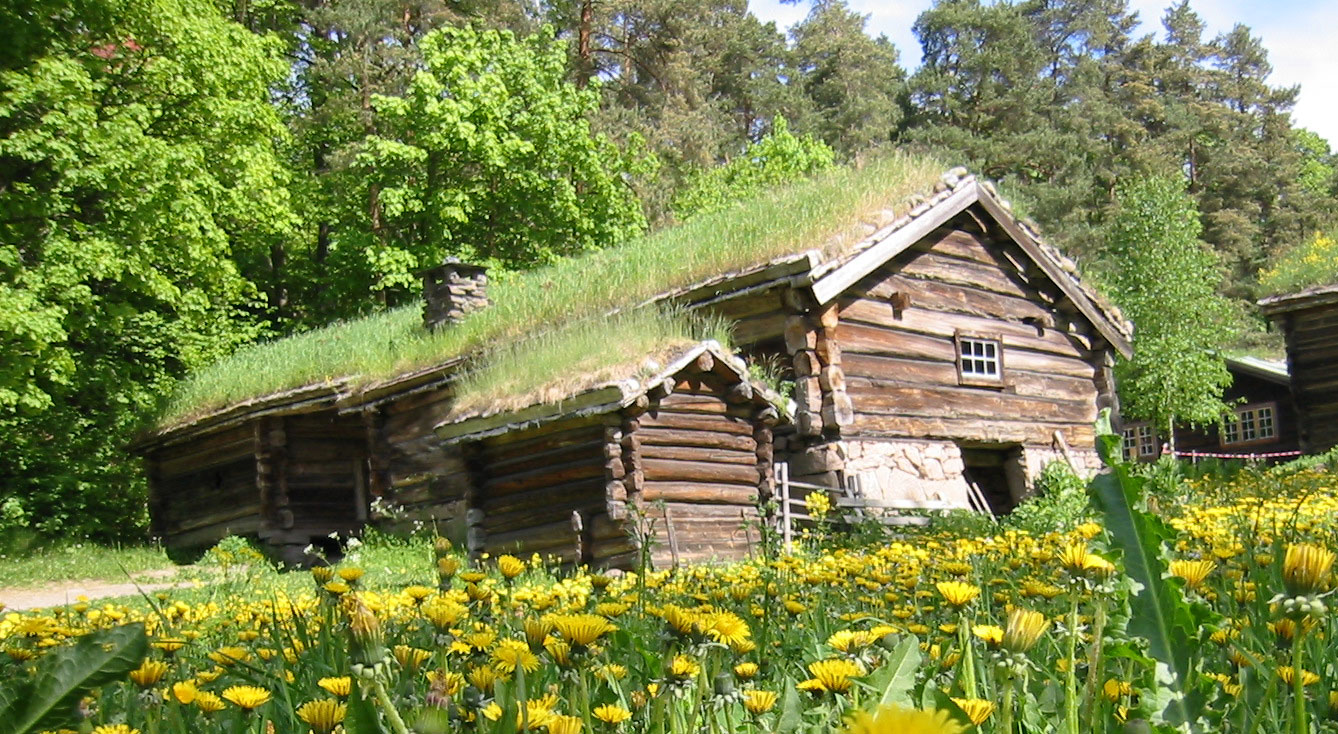
Norwegen: Norsk folkemuseum
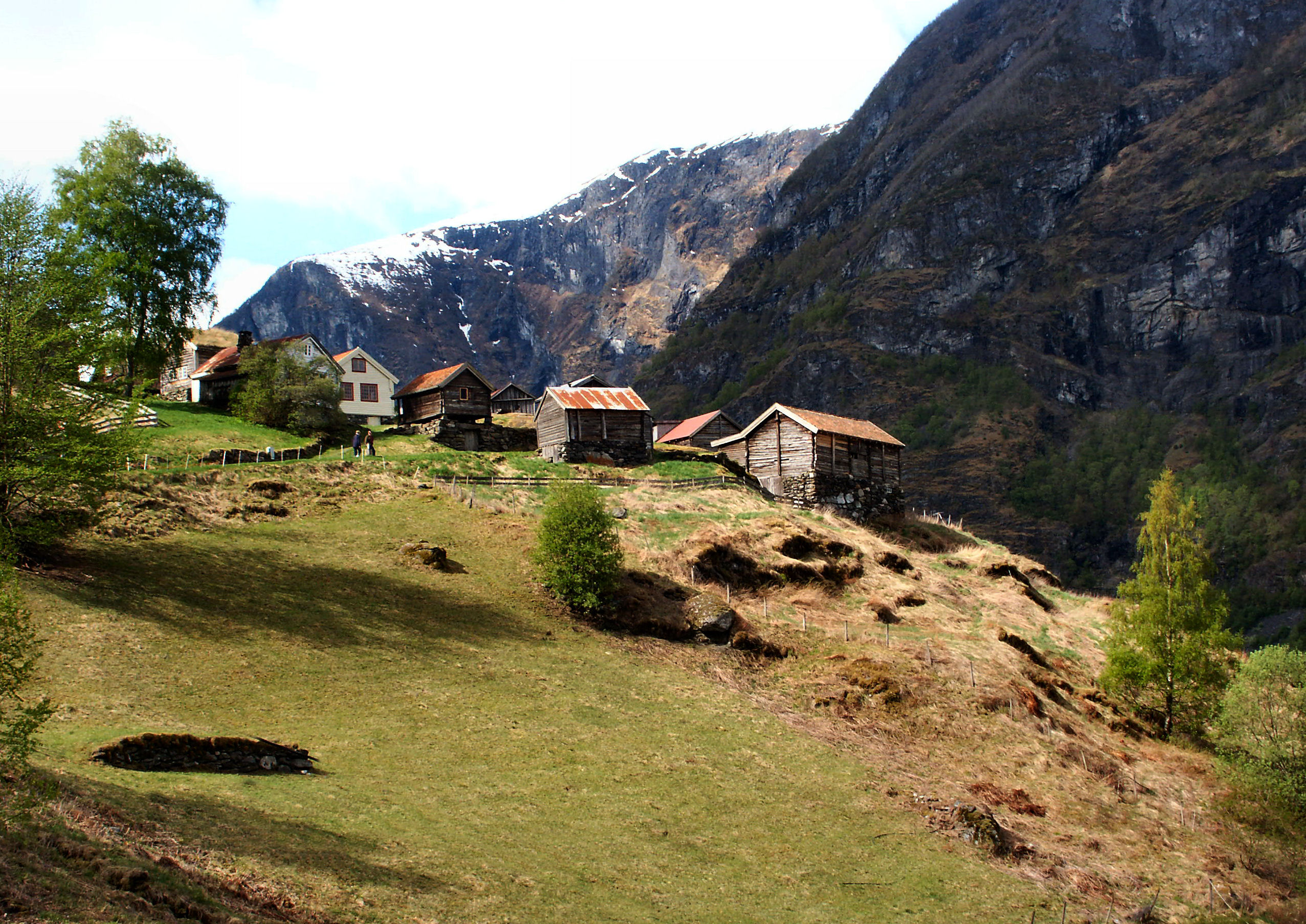
Otternes, Bauernhof und Museum in Aurland

## Österreich

### Burgenland

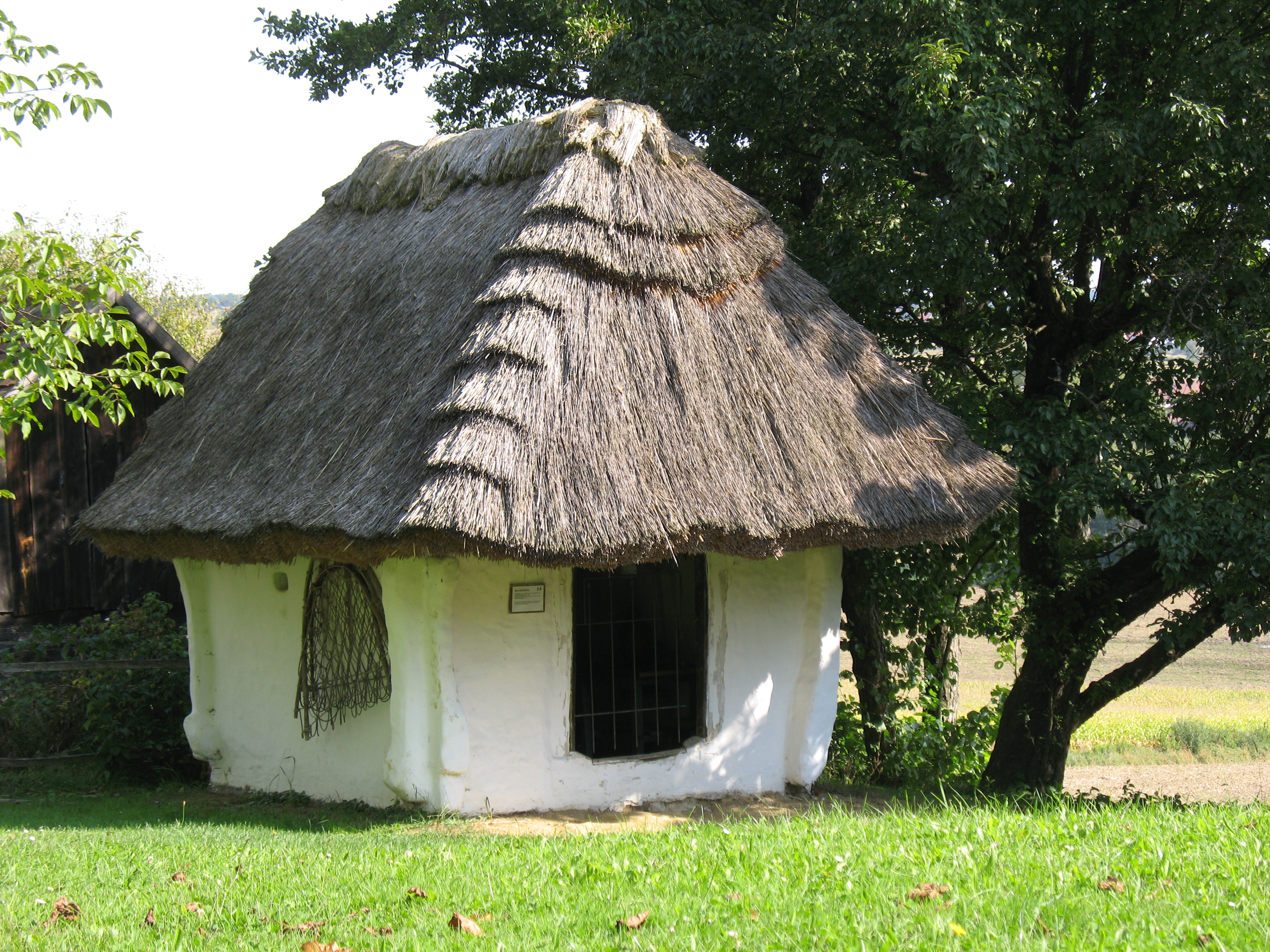
Burgenland:Kellerstöckl aus Prostrum-Bergen

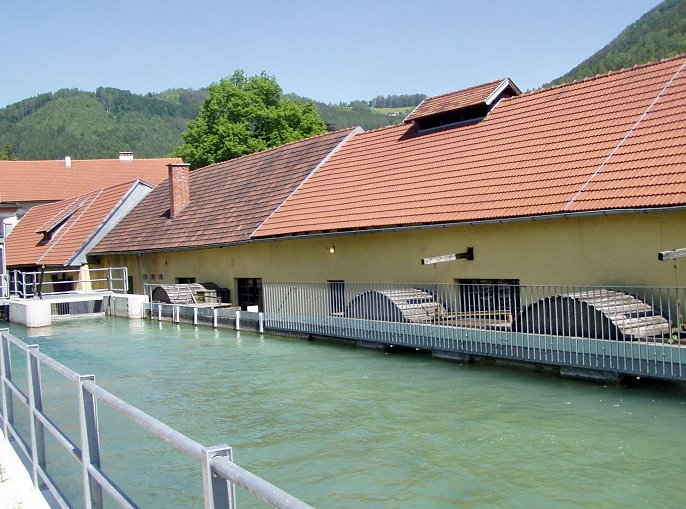
Sensenmuseum Geyerhammer, Fluderanlage mit Wasserrädern zum Antrieb der Sensenhämmer

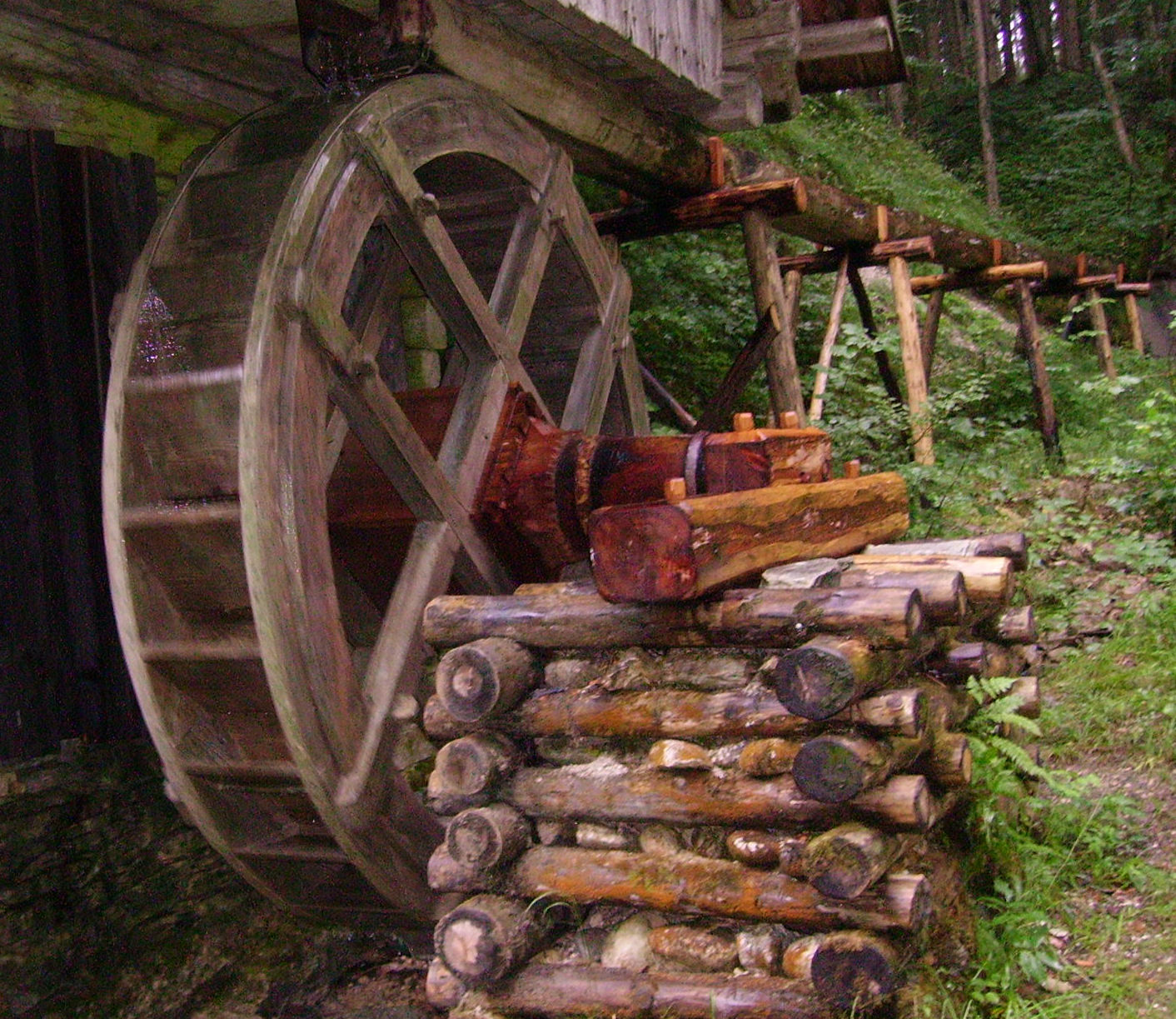
Salzburger Freilichtmuseum Grossgmain

- Freilichtmuseum Bad Tatzmannsdorf
- Freilichtmuseum Ensemble Gerersdorf
- Dorfmuseum Mönchhof
- Weinmuseum Moschendorf

### Kärnten
- Freilichtmuseum Apriacher Stockmühlen, Heiligenblut am Großglockner
- Erlebnis Burgbau Friesach, Friesach, Rekonstruktion einer mittelalterlichen Burgbaustelle in Betrieb
- Freilichtmuseum Maria Saal, Maria Saal

### Niederösterreich
- Dorfmuseum Roiten, Rappottenstein, Bezirk Zwettl, Niederösterreich
- Landtechnikmuseum, Europaschloss Leiben, Niederösterreich
- Bauernmuseum Kalladorf, Gemeinde Wullersdorf, Bezirk Hollabrunn, Niederösterreich
- Urgeschichtemuseum Niederösterreich in Asparn an der Zaya
- Archäologischer Park Carnuntum in Petronell-Carnuntum
- Freilichtmuseum „Germanisches Gehöft Elsarn“ in Straß im Straßertale
- Niederösterreichisches Freilichtmuseum in Haag
- Historische Volkskunde Kalte Kuchl in der Kalten Kuchl
- Bürgerspital und Museumsdorf in Krumbach (Niederösterreich)
- Bauernmuseum Lanzenkirchen
- Museumsdorf Niedersulz
- Höhensiedlung Burg in Schwarzenbach in Schwarzenbach

### Oberösterreich
- Innviertler Freilichtmuseum Brunnbauerhof, Großpichl bei Andorf
- Freilichtmuseum Großdöllnerhof, Rechberg
- Freilichtmuseum Stehrerhof, Neukirchen an der Vöckla
- Freilichtmuseum Pelmberg Denkmalhof „Mittermayr“, Hellmonsödt
- Freilichtmuseum Denkmalhof Unterkagerer Auberg
- Keltendorf Mitterkirchen, Mitterkirchen im Machland
- Bauernmuseum Mondseeland und Freilichtmuseum Mondseer Rauchhaus, Mondsee, Oberösterreich
- Sensenmuseum Geyerhammer in Scharnstein
- Steinbrecherhaus in Perg
- Freilichtmuseum Sumerauerhof bei St. Florian
- Museumsdorf Trattenbach
- Erlebnismuseum Anzenaumühle Lauffen – Bad Goisern (Museumshof)

### Land Salzburg
- Salzburger Freilichtmuseum, Großgmain

### Steiermark

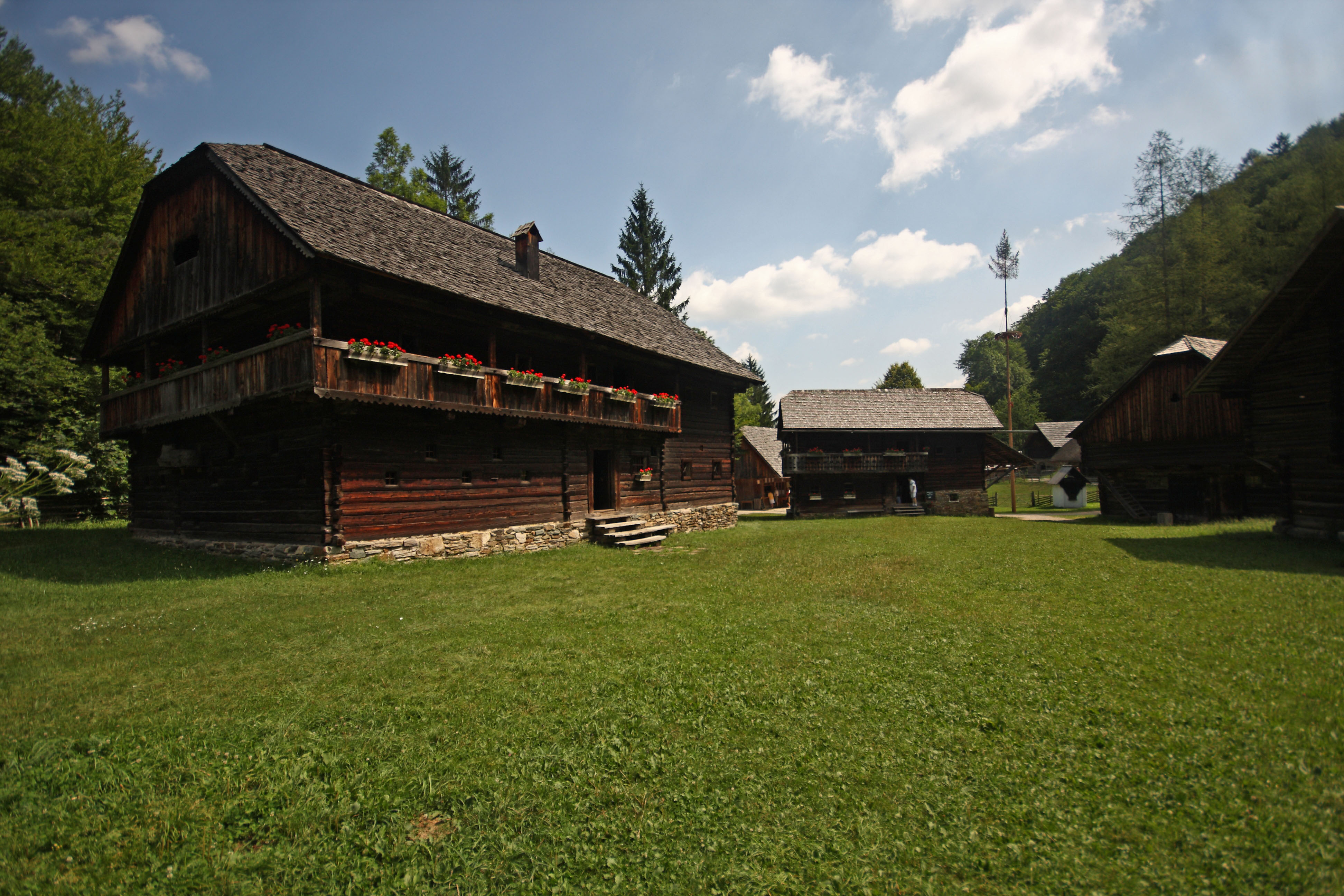
Österreich-Steiermark: Freilichtmuseum Stübing

- Österreichisches Freilichtmuseum, Stübing bei Graz
- Urgeschichtliches Freilichtmuseum der Steiermark, Kulm bei Weiz
- Bauernhausmuseum Herk in Freiland bei Deutschlandsberg
- Freilichtmuseum Vorau

### Tirol
- Knappenwelt Gurgltal, Tarrenz

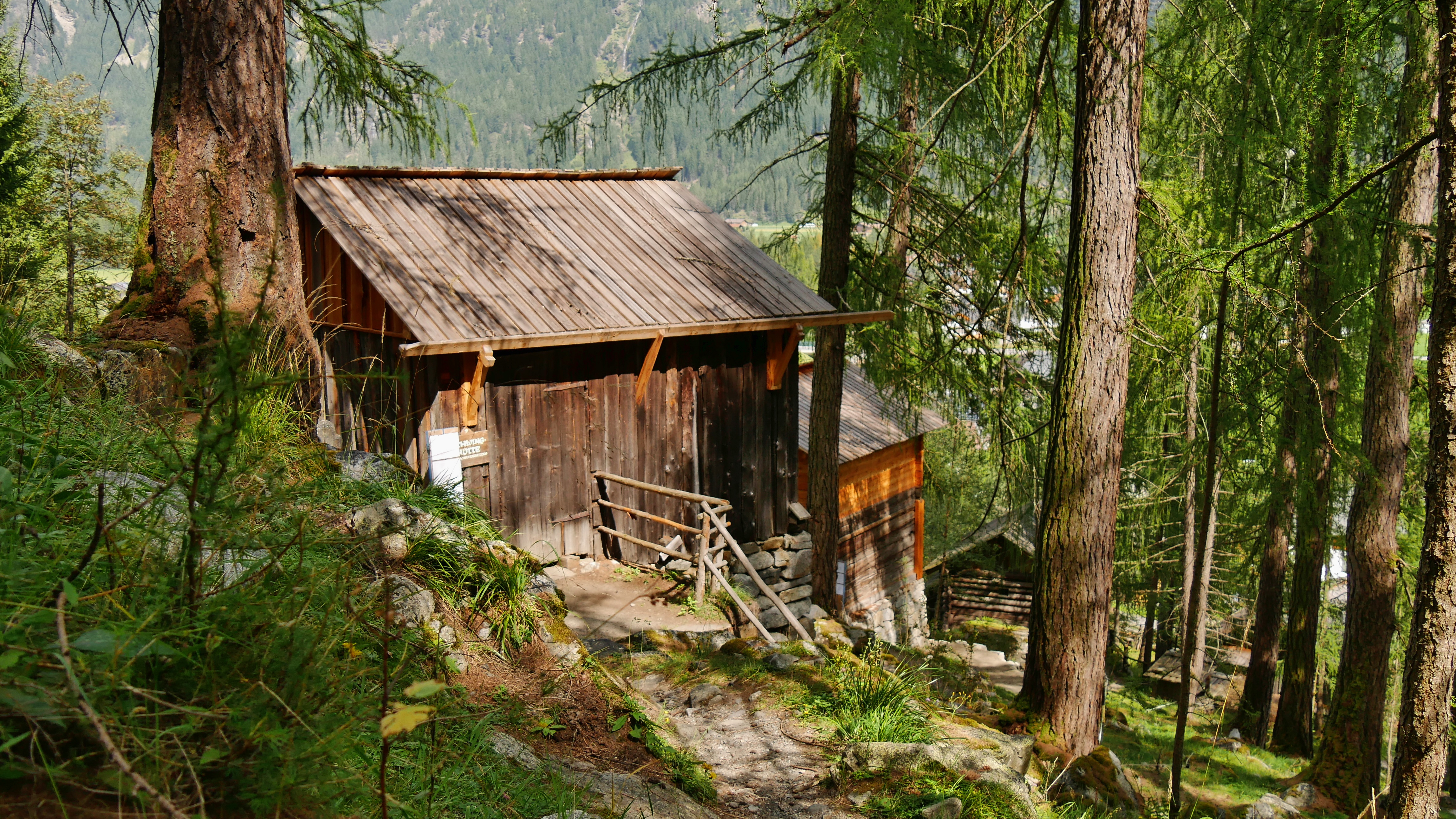
Ötztaler Freilichtmuseum

- Museum Tiroler Bauernhöfe, Kramsach
- Ötzi Dorf (Ötzi und seine Zeit. Archäologischer Freilichtpark), Umhausen (Ötztal)
- Ötztaler Freilichtmuseum, Längenfeld
- Wildschönauer Bergbauernmuseum z’Bach, Niederau (Gemeinde Wildschönau)

## Polen

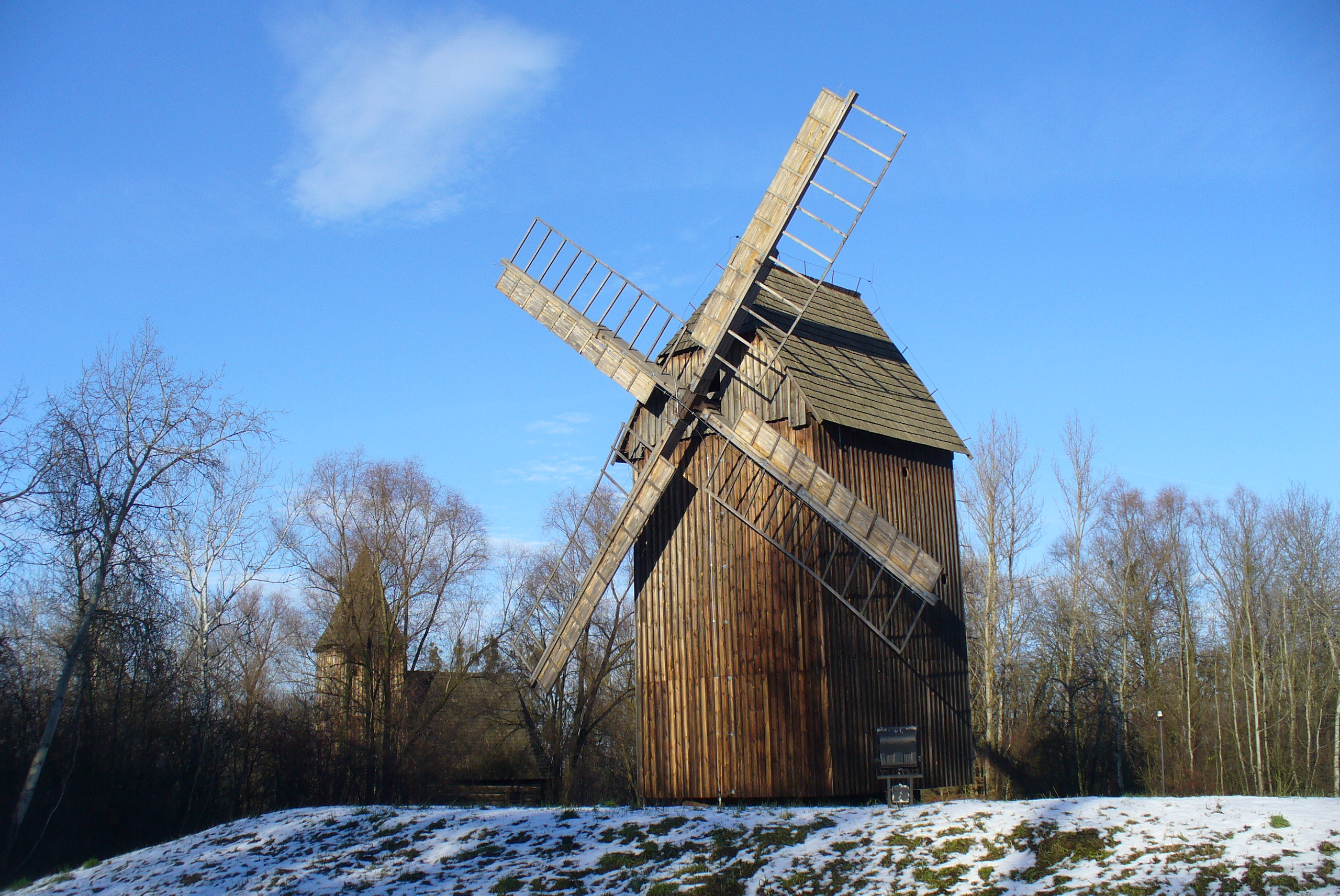
Polen: Bockwindmühle im Museum des Oppelner Dorfes

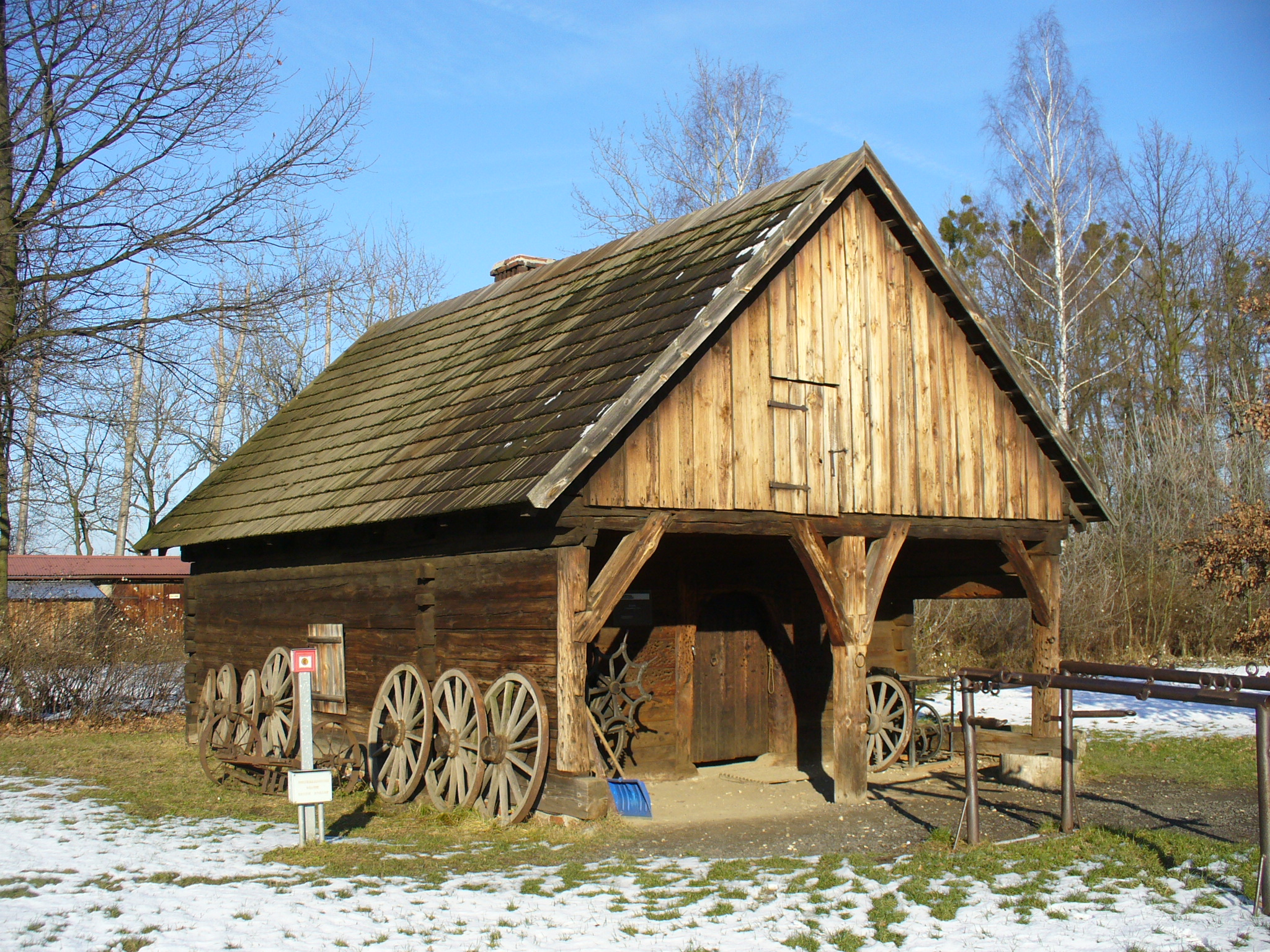
Polen: Schmiede aus Simmelwitz im Museum des Oppelner Dorfes

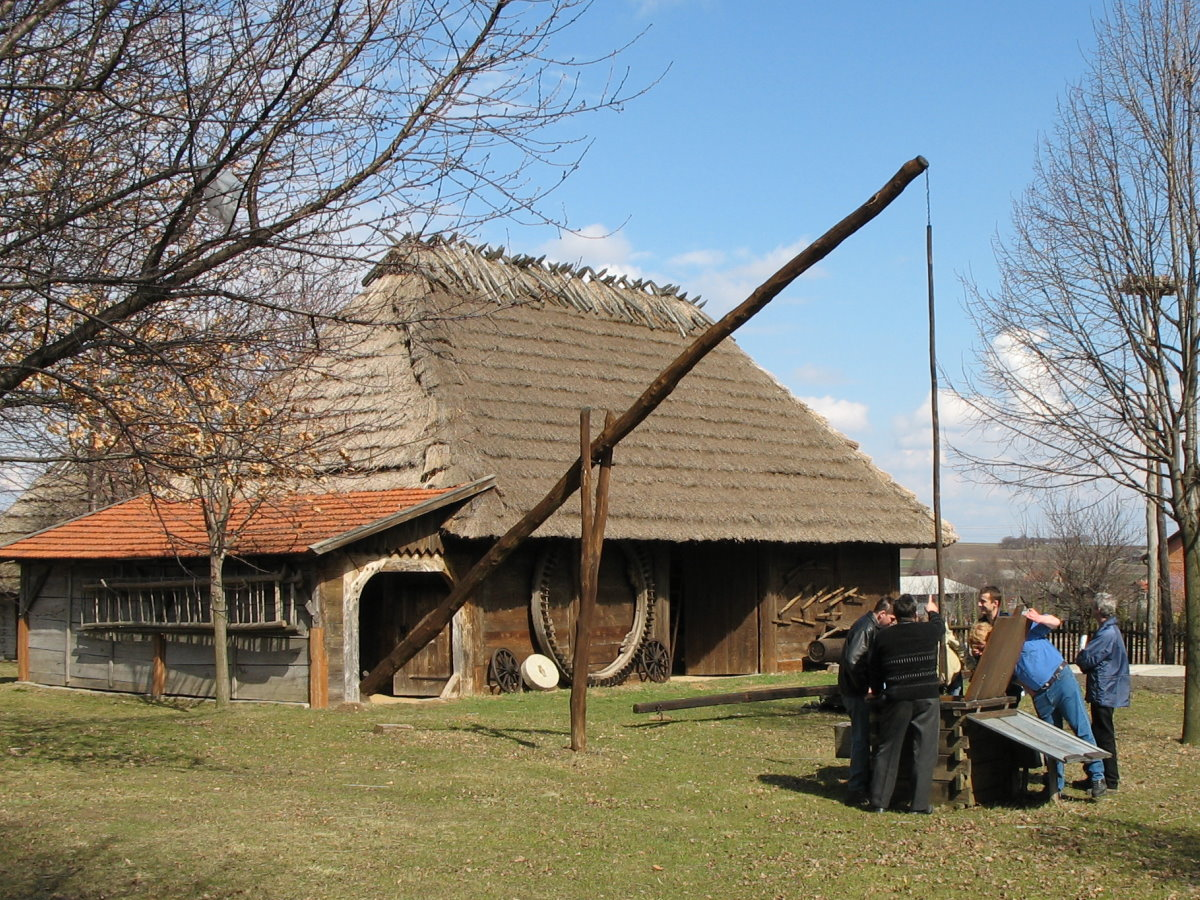
Polen: Markowa Skansen

- Archäologisches Reservat „Steinkreise“, in Odry bei Czersk
- Archäologisches Reservat Biskupin
- Archäologisches Reservat, in Kalisz
- Bergbaufreilichtmuseum „Königin Luise“, in Zabrze
- Ethnografisches Freilichtmuseum – Region Zielona Góra, in Ochla
- Freilichtmuseum der Łowiczer Volksbauweise, in Maurzyce bei Łowicz
- Freilichtmuseum der Volksbauweise, in Olsztynek (Hohenstein) – vorher in Königsberg und früheste Gründung eines Freilichtmuseums in Deutschland
- Freilichtmuseum der Polnischen Armee in Jelenia Góra (Skansen Uzbrojenia Wojska Polskiego. Oddział Muzeum Karkonoskiego) (Hirschberg)
- Freilichtmuseum in Osiek an der Noteć (Netze)
- Historische Zeche (Silberbergwerk), Bergbaumuseum und Dampfmaschinen-Freilichtmuseum, in Tarnowskie Góry
- Kaschubischer Ethnografischer Park, in Wdzydze Kiszewskie
- Krzemionki Bergwerk aus dem Neolithikum und rekonstruierte Jungsteinzeitsiedlung
- Mały Skansen, bei Dziekanowice
- Masurische Bauernkate, privates Bauernmuseum in Sądry (Zondren)
- Museum der Volksbauweise, in Sanok
- Museum der Volksbauweise in Markowa (Muzeum Wsi Markowa Skansen), in Markowa
- Museum für Volkskultur und Ethnografischer Park, in Węgorzewo (Angerburg) (park Etnograficzny)
- Museum des Oppelner Dorfes, in Opole
- Muzeum Etnograficzne Józefa Vainy, in Puńsk (Litauisches Freilichtmuseum)
- Muzeum Kultury Ludowej – Skansen, in Kolbuszowa
- Muzeum Wsi Lubelskiej, in Lublin
- Oberschlesischer ethnografischer Park (Górnośląski Park Etnograficzny), in Chorzów
- Sądecki Park Etnograficzny, in Nowy Sącz
- Muzeum Narodowe Rolnictwa i Przemysłu Rolno-Spożywczego (Nationalmuseum der Landwirtschaft und der Landwirtschaftslebensmittelindustrie), in Szreniawa
- Skansen Etnograficzny, in Tykadłów
- Skansen Kurpiowski, in Nowogród
- Slawen- und Wikingersiedlung Wolin, in Wolin
- Slowinzisches Freilichtmuseum Kluki (Klucken)
- Wielkopolski Park Ethnograficzny (Großpolnischer Ethnografischer Park), am See Lednica in Lednogóra

## Portugal
- Parque Arqueológico do Vale do Côa (Felsritzungen)
- Parque megalítico dos Coureleiros

## Rumänien

### Banat
- Muzeul Satului Bănățean (Banater Dorfmuseum) in Timișoara

### Bukowina

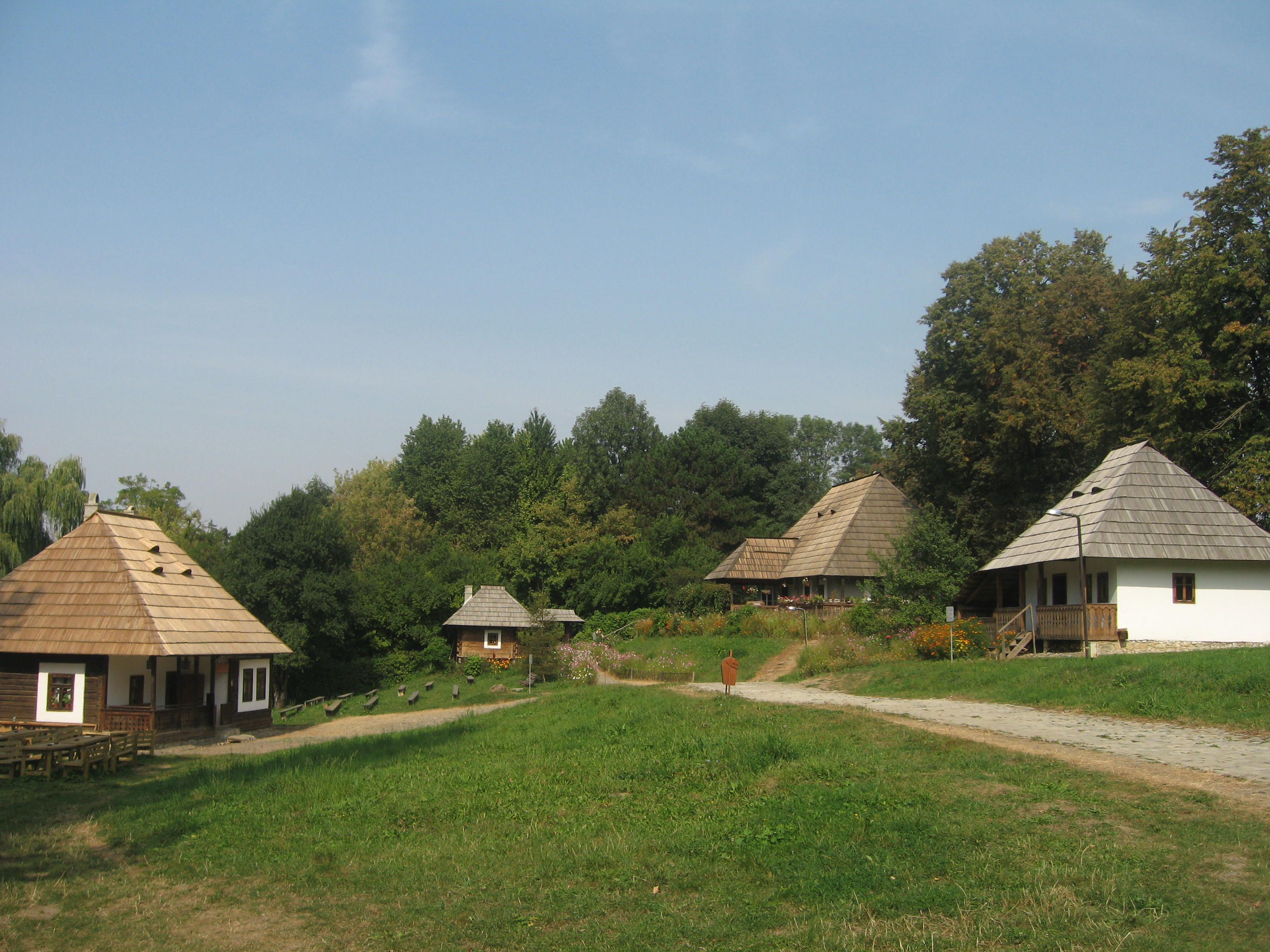
Bukowina-Dorfmuseum

- Muzeul Satului Bucovinean (Dorfmuseum der Bucovina) in Suceava
- Muzeul Satului din Dărmănești, im Kreis Suceava (??? Angaben passen nicht zusammen)

### Maramuresch
- Muzeul Satului Maramureșean in Sighetu Marmației
- Muzeul Satului din Baia Mare

### Moldau
- Muzeul Satului Galați, (Dorfmuseum) in Galați

### Siebenbürgen
- Muzeul Civilizației Populare Tradiționale „ASTRA“ din Sibiu (Hermannstadt)
- Parcul Etnografic „Romulus Vuia“ in Cluj-Napoca (Klausenburg)
- Muzeul Național Bran in Bran (Törzburg)

### Walachei
- Muzeul Național al Satului „Dimitrie Gusti“ (Dorfmuseum) in Bukarest
- Muzeul Satului Vâlcea, (Dorfmuseum) in Râmnicu Vâlcea

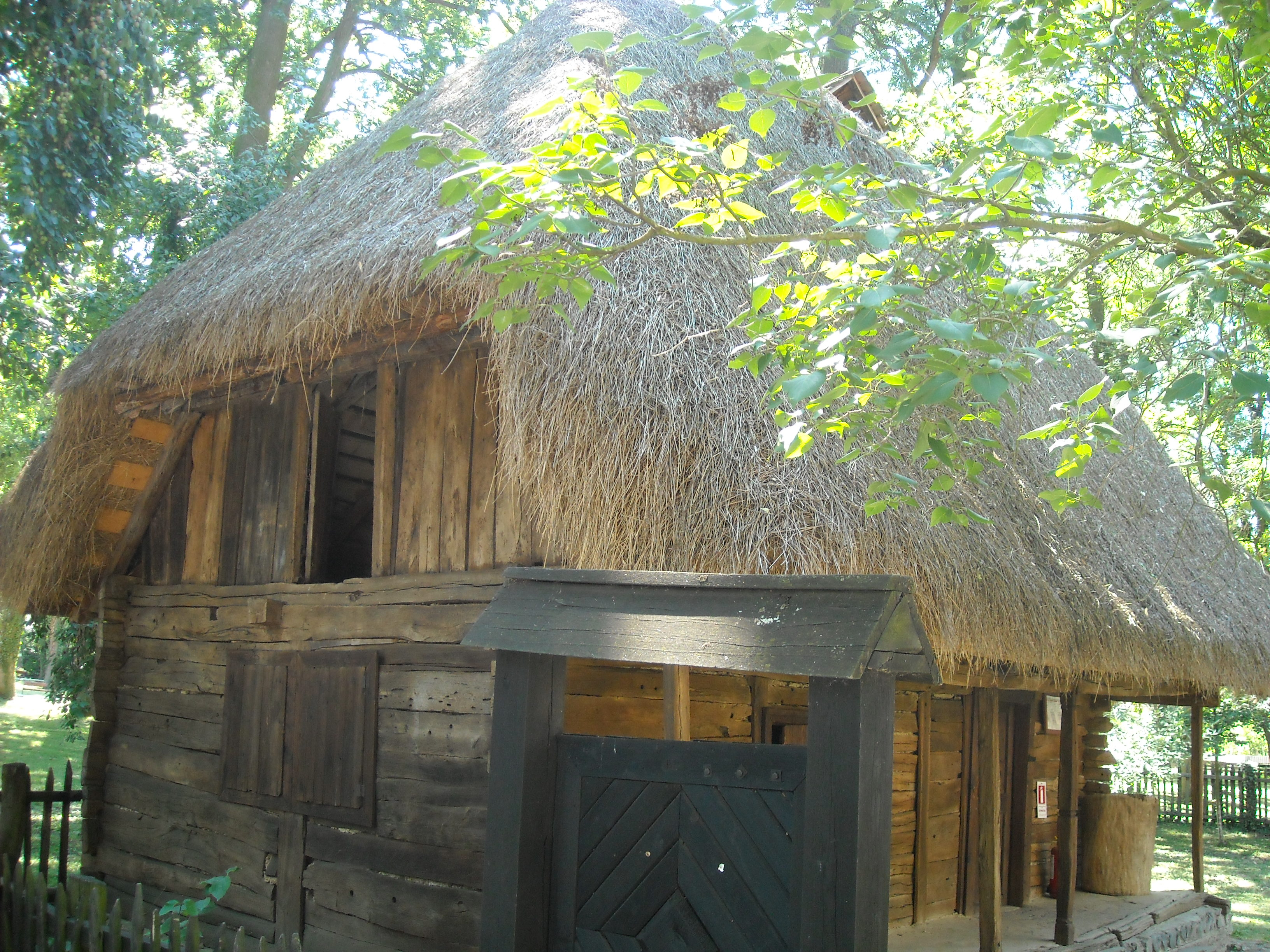
Banater Dorfmuseum
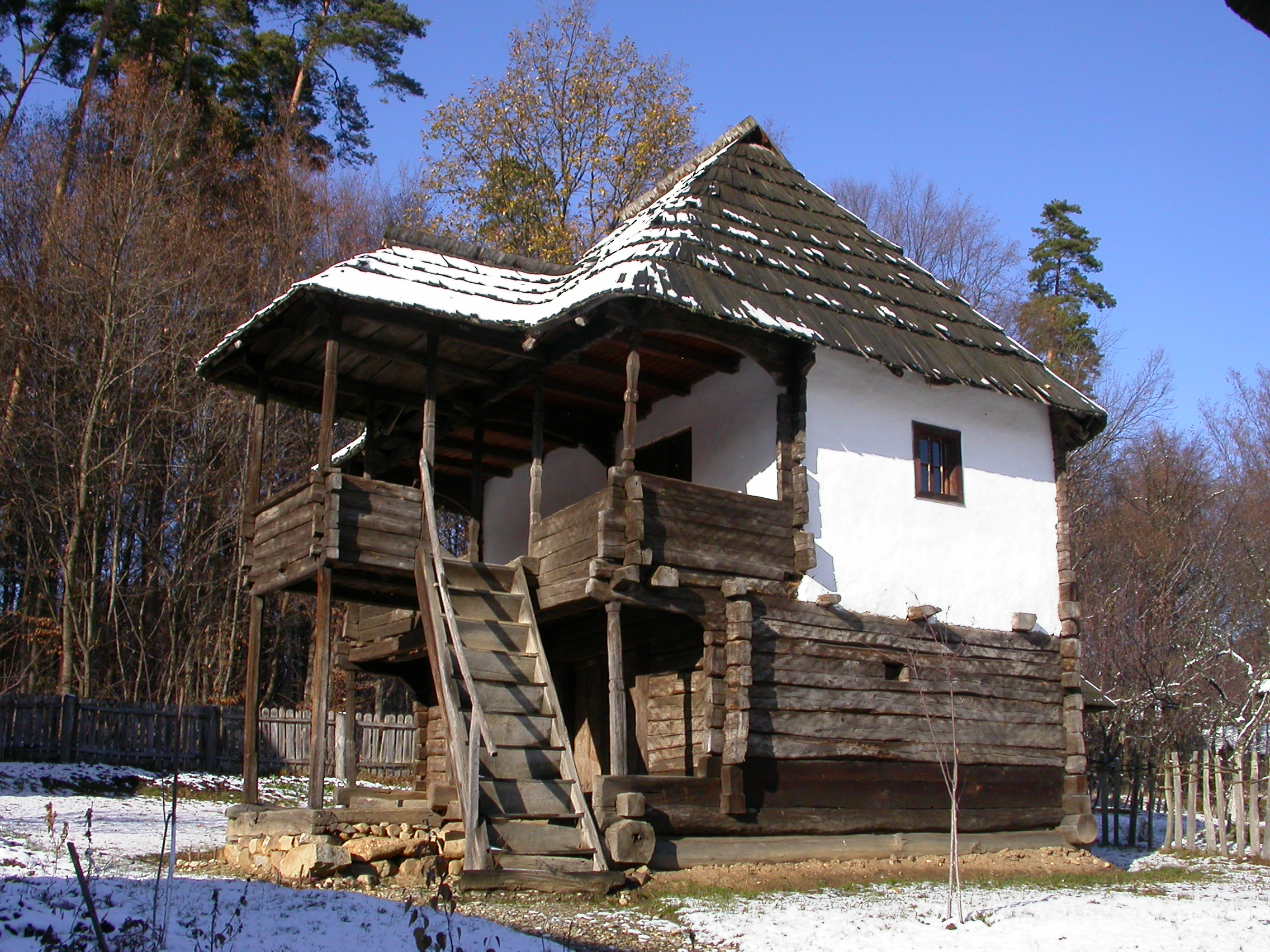
ASTA Freilichtmuseum Sibiu
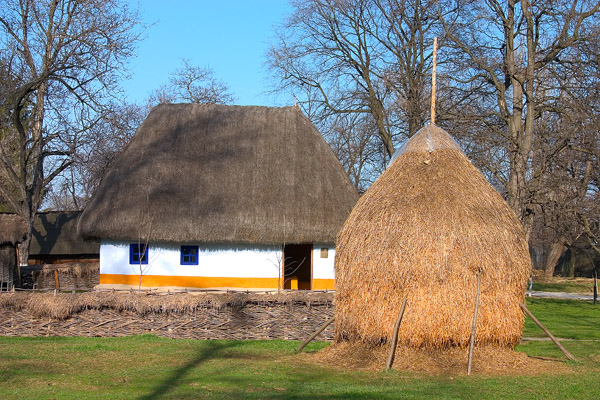
Dorfmuseum Bukarest
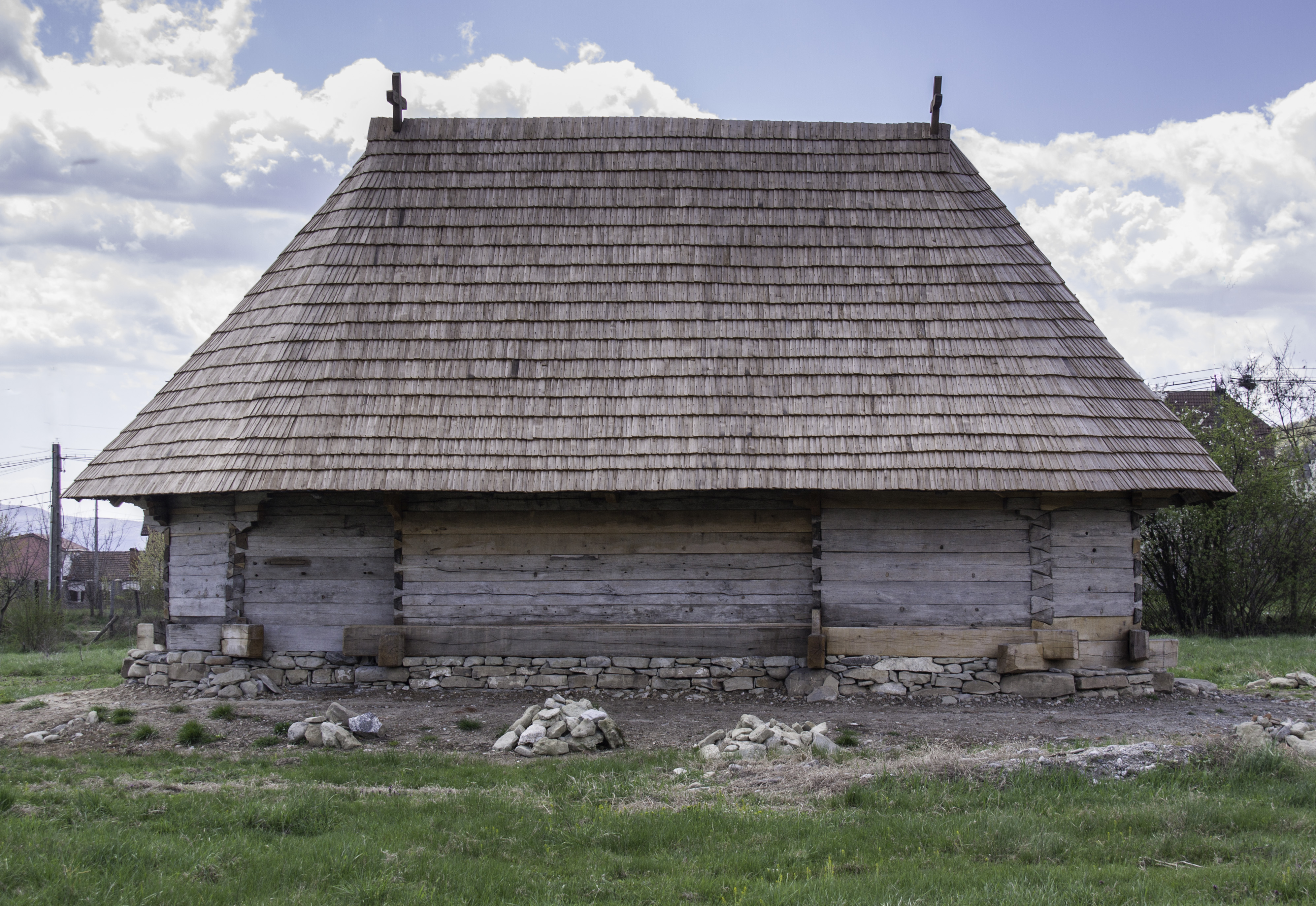
Muzeul Satului Vâlcean
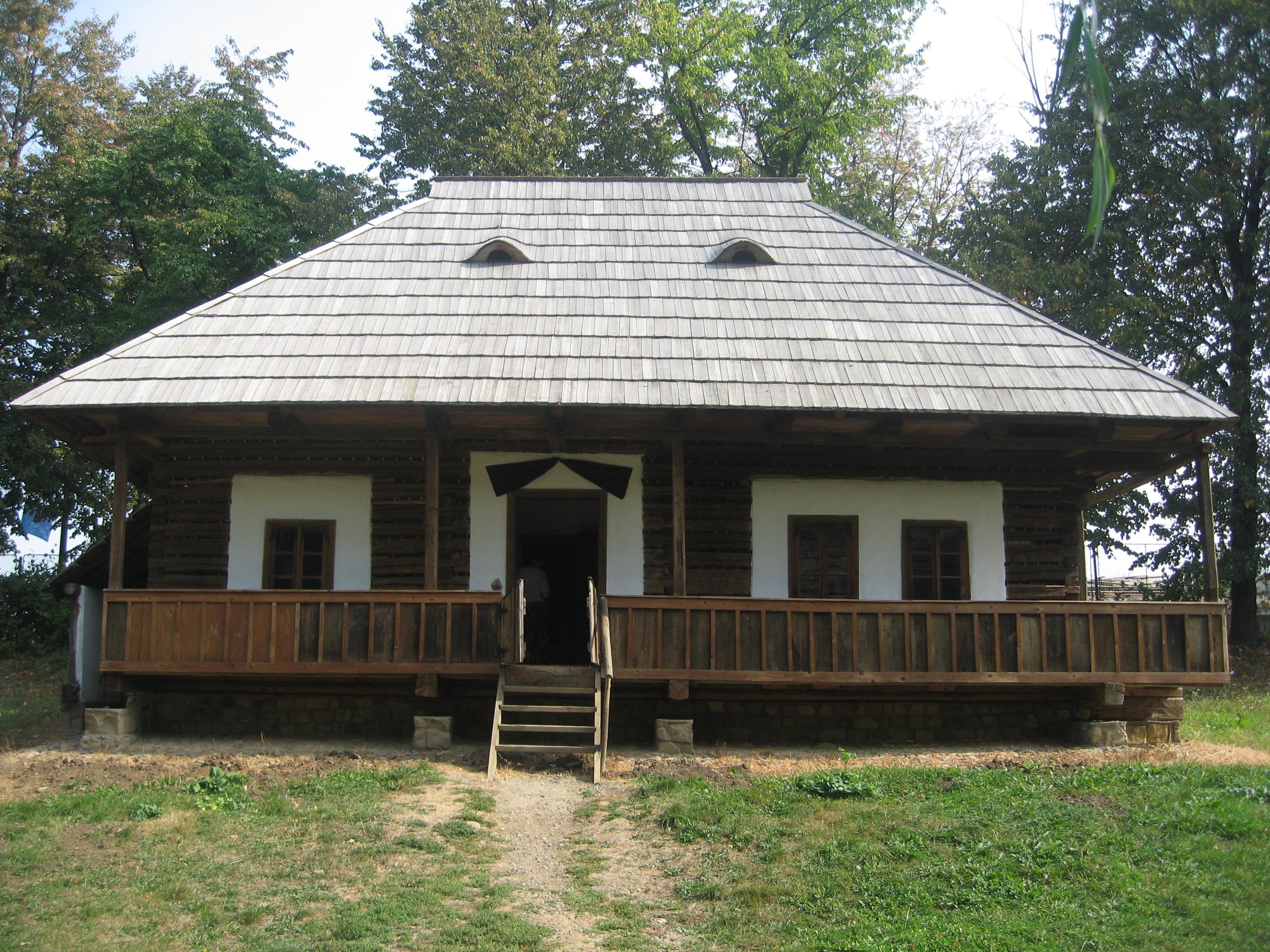
Muzeul Satului Bucovinean

## Russland

### Europäisches Russland

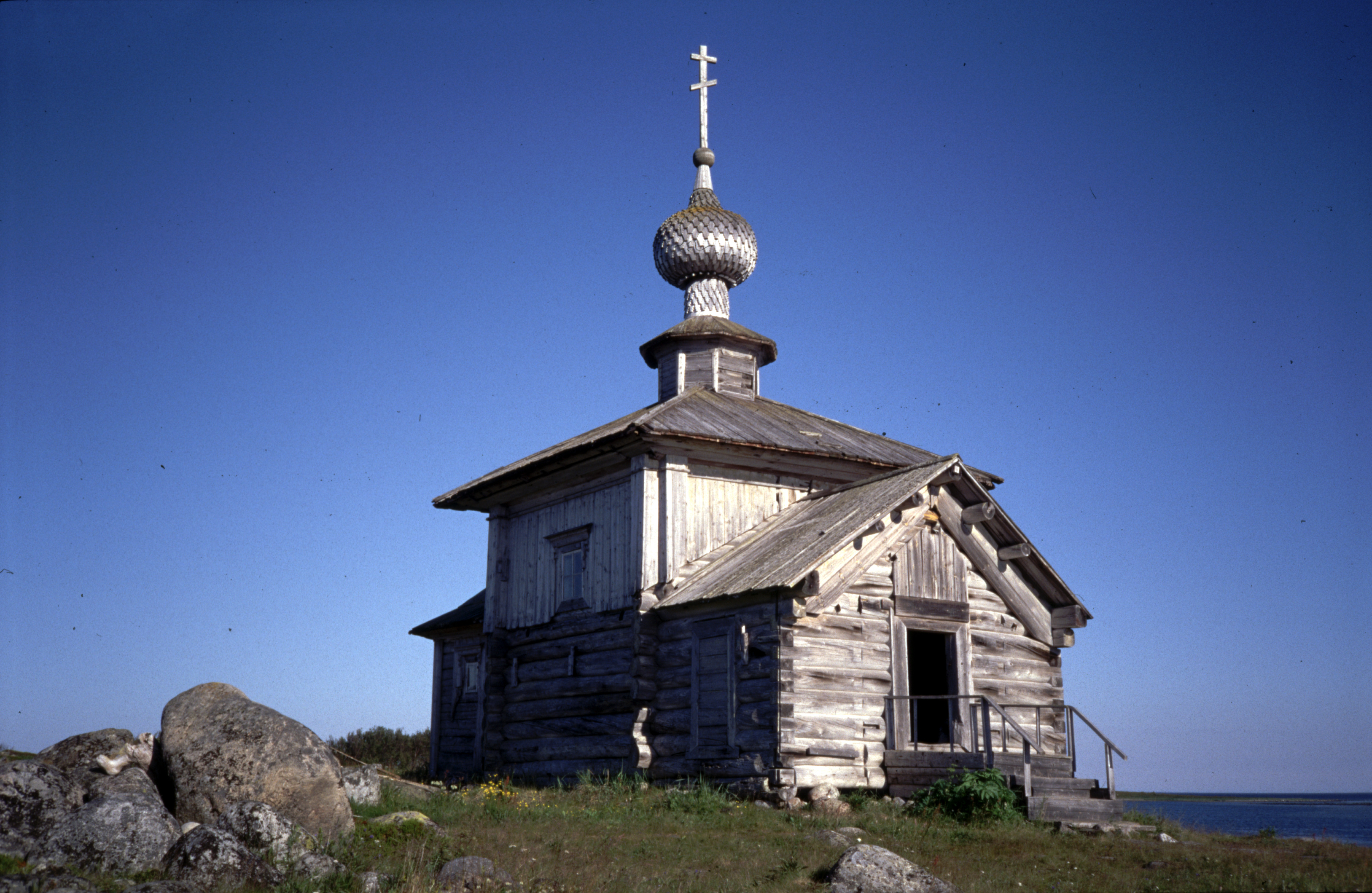
Solowezki-Inseln

- Archangelsk – Museum für Holzbaukunst Malyje Korely
- Chochlowka bei Perm
- Kischi – Freilichtmuseum in Karelien
- Kolomenskoje (Moskau)
- Kostroma – Museum für Holzarchitektur im Goldenen Ring um Moskau
- Museum für Architektur und das Leben der Menschen in der Wolga-Region von Nischni Nowgorod
- Architektur- und Völkerkundemuseum der Oblast Wologda in Semenkovo
- Solowezki-Inseln
- Susdal – Museum für Holzarchitektur im Goldenen Ring
- Weliki Nowgorod – Museum für Holzarchitektur Witoslawlizy

### Sibirien
- Bolscheretschje – „Historisch-kultureller Komplex Starina Sibirskaja“ in der Oblast Omsk  (Koordinaten Ort Bolscheretschje)
- Schuschenskoje – Freilichtmuseum am ehemaligen Verbannungsort von Lenin
- Talzy – Freilichtmuseum der Sibirischen Holzbaukunst (zwischen Irkutsk und dem Baikalsee)
- Ulan-Ude – Ethnografisches Museum Transbaikaliens (Burjatiens)
- Esso (Kamtschatka) – Ethnografisches Museum des Bezirks Bystrinsky

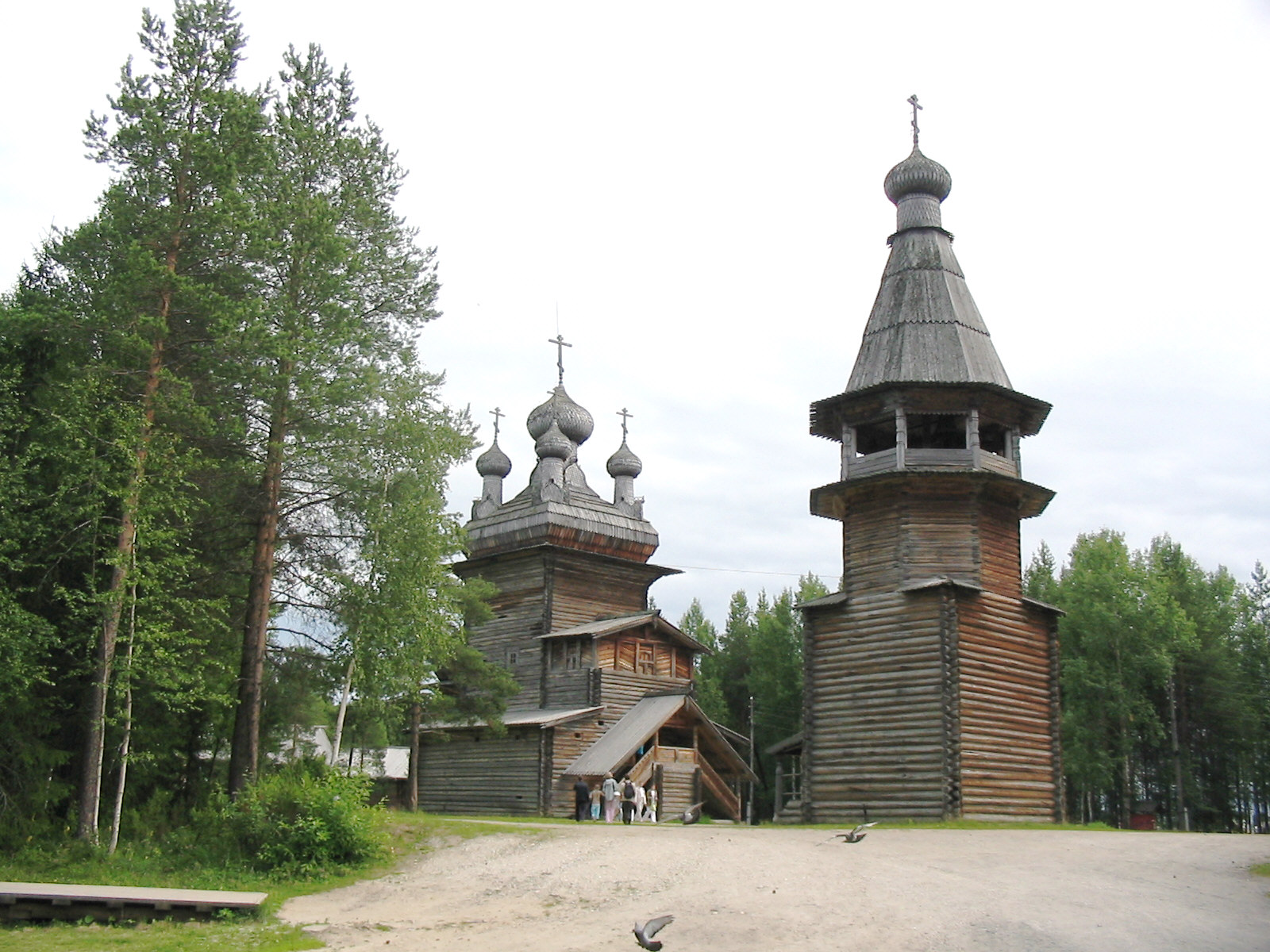
Archangelsk
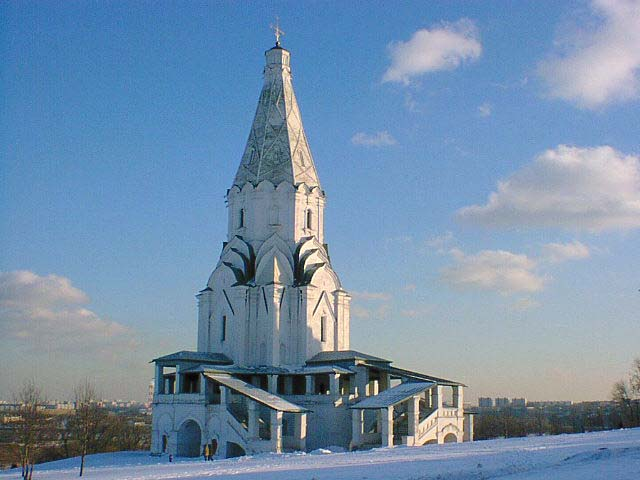
Kolomenskoje
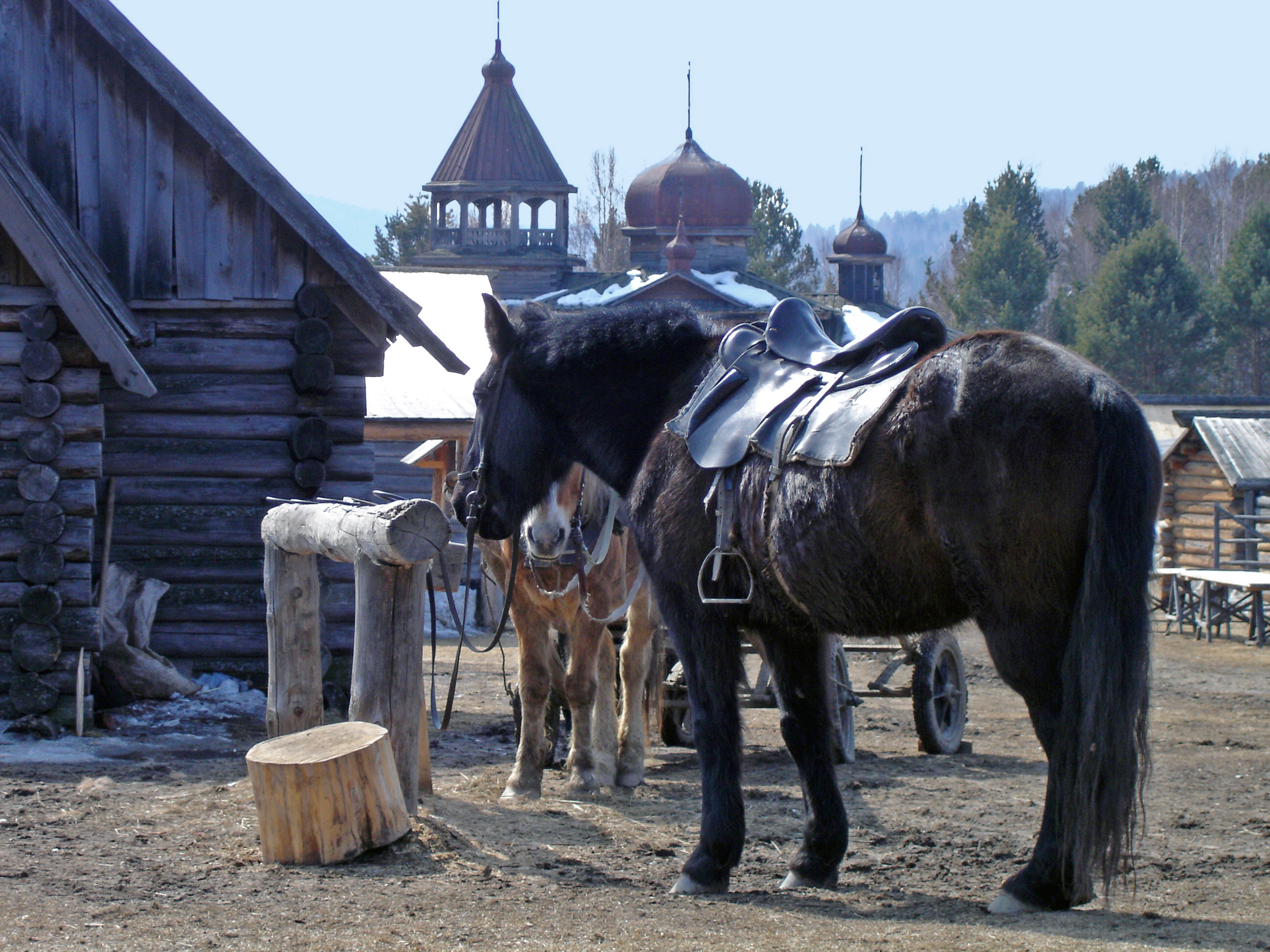
Talzy
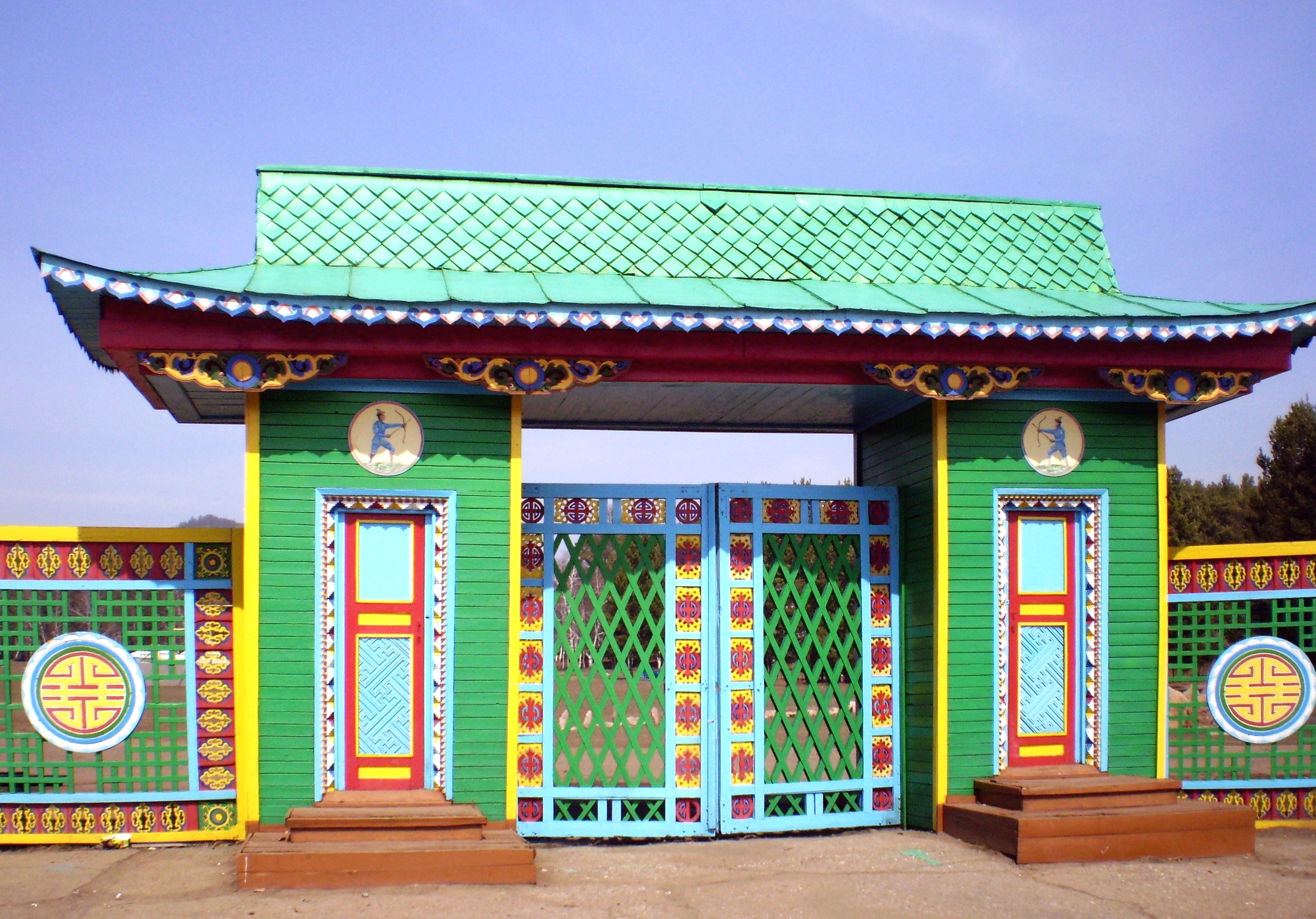
Ulan-Ude
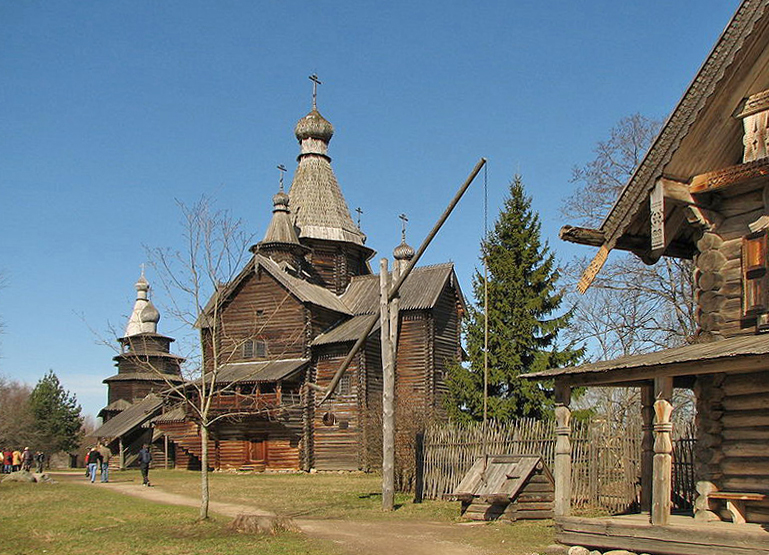
Weliki Nowgorod

## Schweden

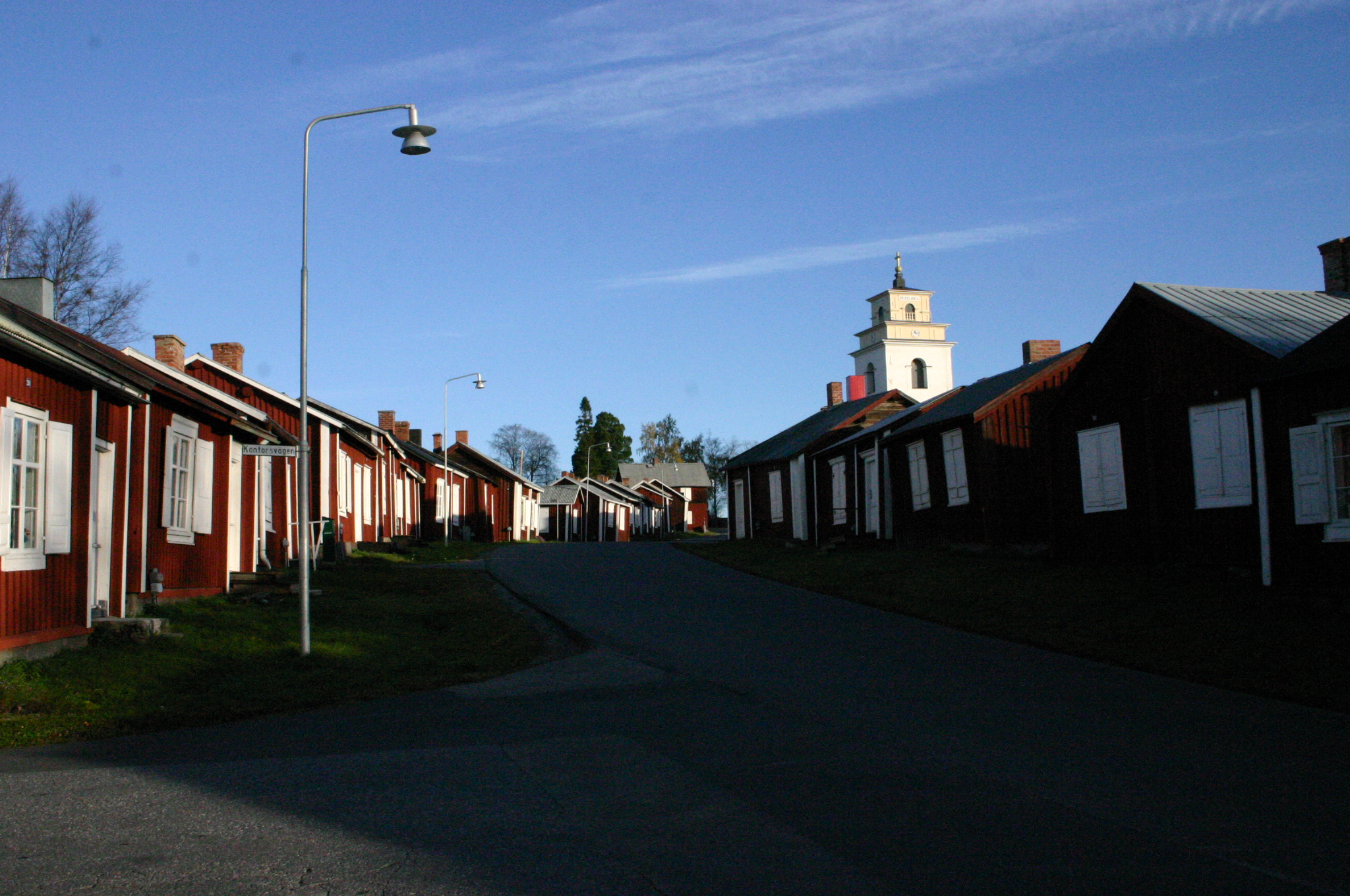
Schweden: Gammelstad Luleå

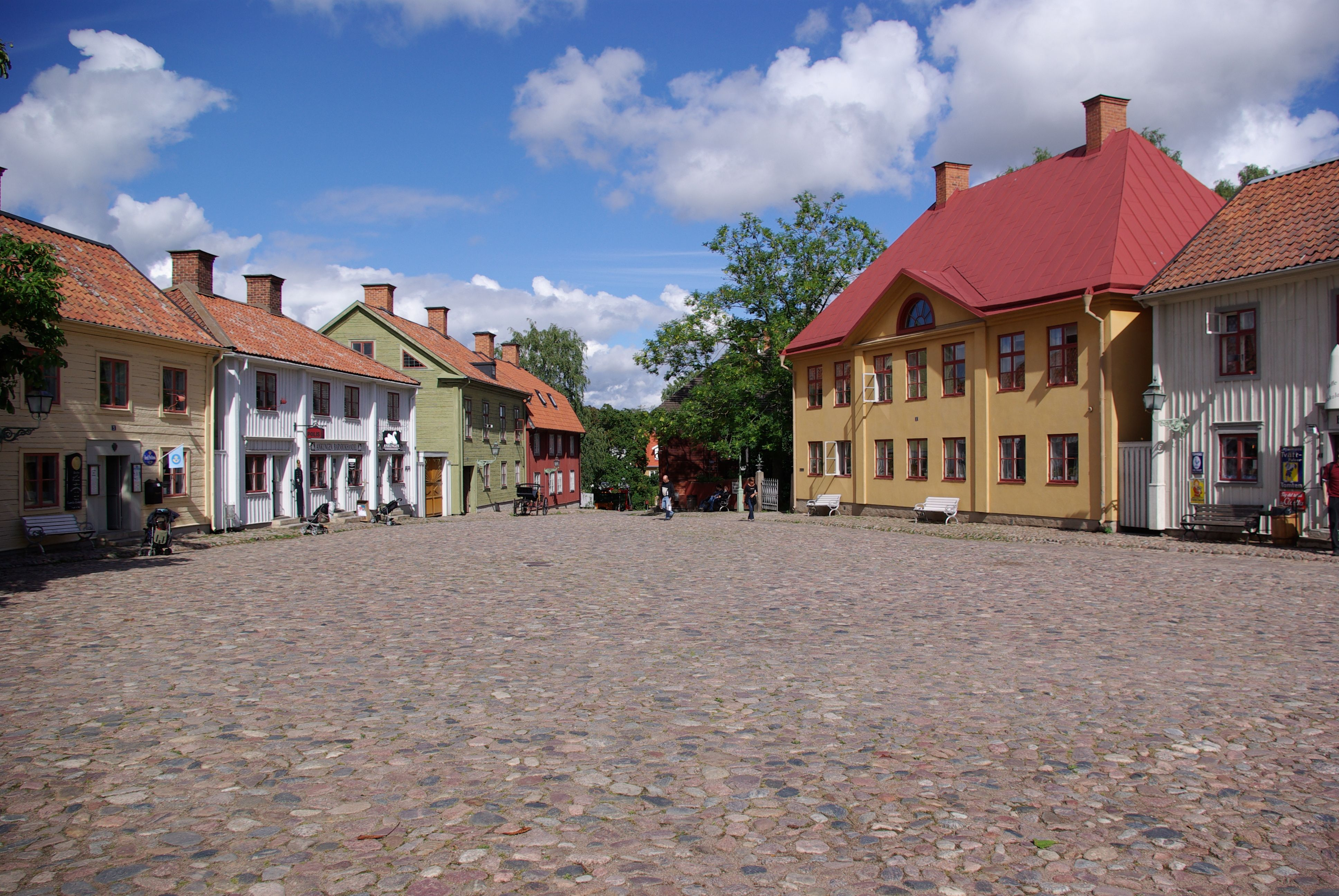
Schweden: Gamla Linköping

### Südschweden
- Museumshof Vike (schwed. Vike minnesgård), Slite, Insel Gotland
- Åsens by, Freilichtmuseum für Småland
- Freilichtmuseum Bunge, Insel Gotland
- Burg Eketorp (Öland)
- Wikingerreservat Foteviken, Skåne
- Freilichtmuseum Fredriksdal im Helsingborger Stadtteil Fredriksdal
- Gamla Linköping in Linköping
- Ekomuseum Gränsland, Strömstad
- Norrlanda Fornstuga auf der Insel Gotland
- Öland-Museum Himmelsberga für Kunst und Kulturgeschichte in Himmelsberga, Insel Öland
- Freilichtmuseum Wikingerzeit in Löddeköpinge
- Museumsdorf Sensjö bei Oskarshamn
- Felsritzungen von Tanum (bronzezeitliche Steinritzungen, Tanum)
- Västergötlands Museum in Skara, Västergötland

### Mittelschweden
- Ekomuseum Bergslagen (Mittelschweden)
- Wikinger-Freilichtmuseum in Birka
- Disagården in Gamla Uppsala
- Husbyringen, Dalarna
- Jamtli-Museum in Östersund, Jämtland
- Komstad, Gemeinde Sävsjö (Jönköpings län)
- Freilichtmuseum Kulturen in Lund, Skåne
- Wadköping in Örebro, Närke
- Freilichtmuseum Skansen, Stockholm (ältestes Freilichtmuseum der Welt)
- Torekällbergets Freiluftmuseum, Södertälje
- Vallby Friluftsmuseum in Västerås Västmanlands län
- Zorns Gammelgård in Mora, Dalarnas län

### Nordschweden
- Freilichtmuseum Kirchendorf Gammelstad in Luleå
- Hälsingehof, (Hälsingegårdar) – Bauernhäuser im Hälsingland
- Murberget Länsmuseet Västernorrland in Härnösand, Ångermanland
- Freilichtmuseum Norra Berget in Sundsvall
- Freilichtmuseum Rengsjö Hembydsby in Rengsjö, Gävleborgs län
- Gammlia friluftsmuseum in Umeå, Västerbotten

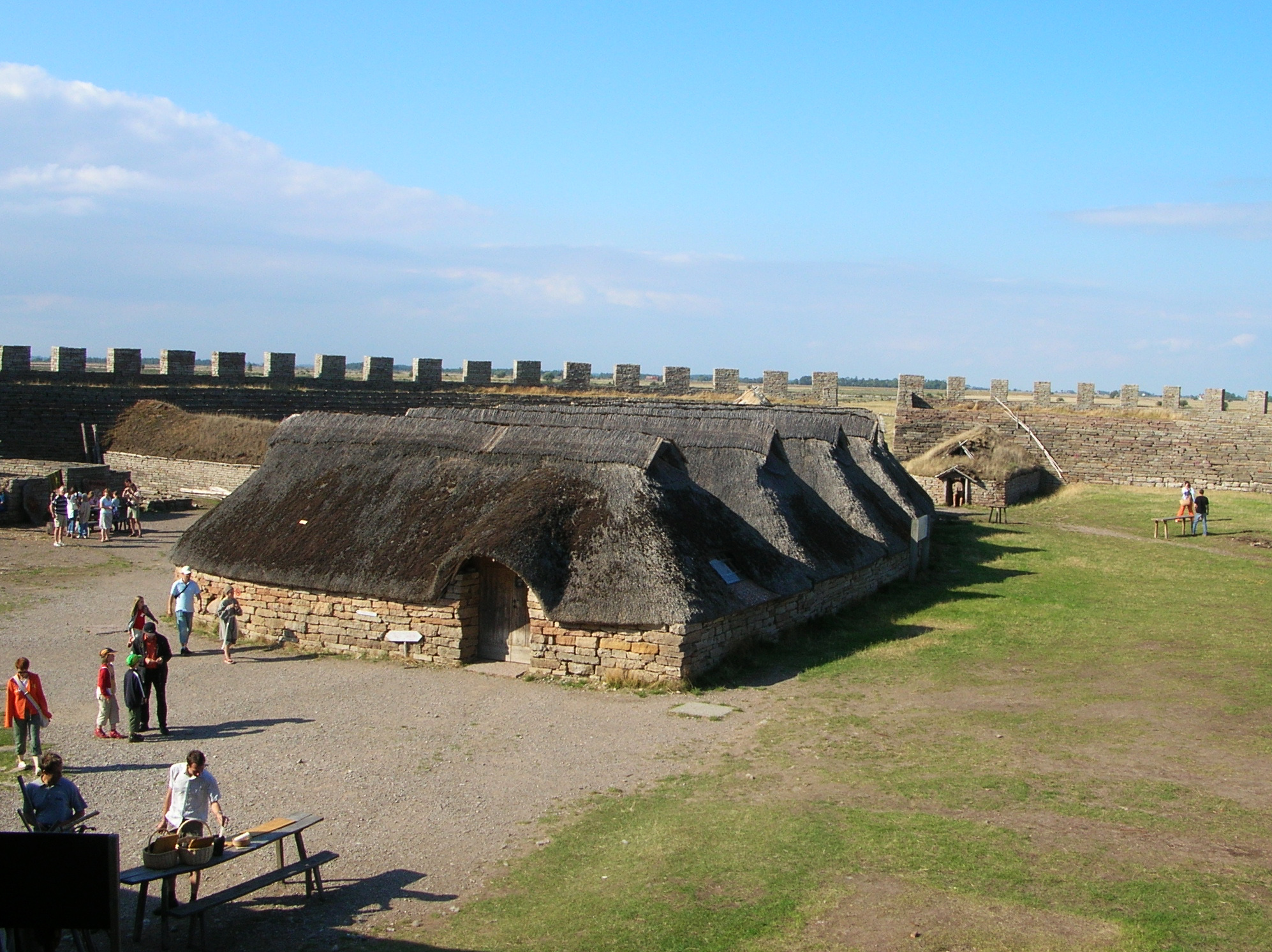
Schweden: Burg Eketorp
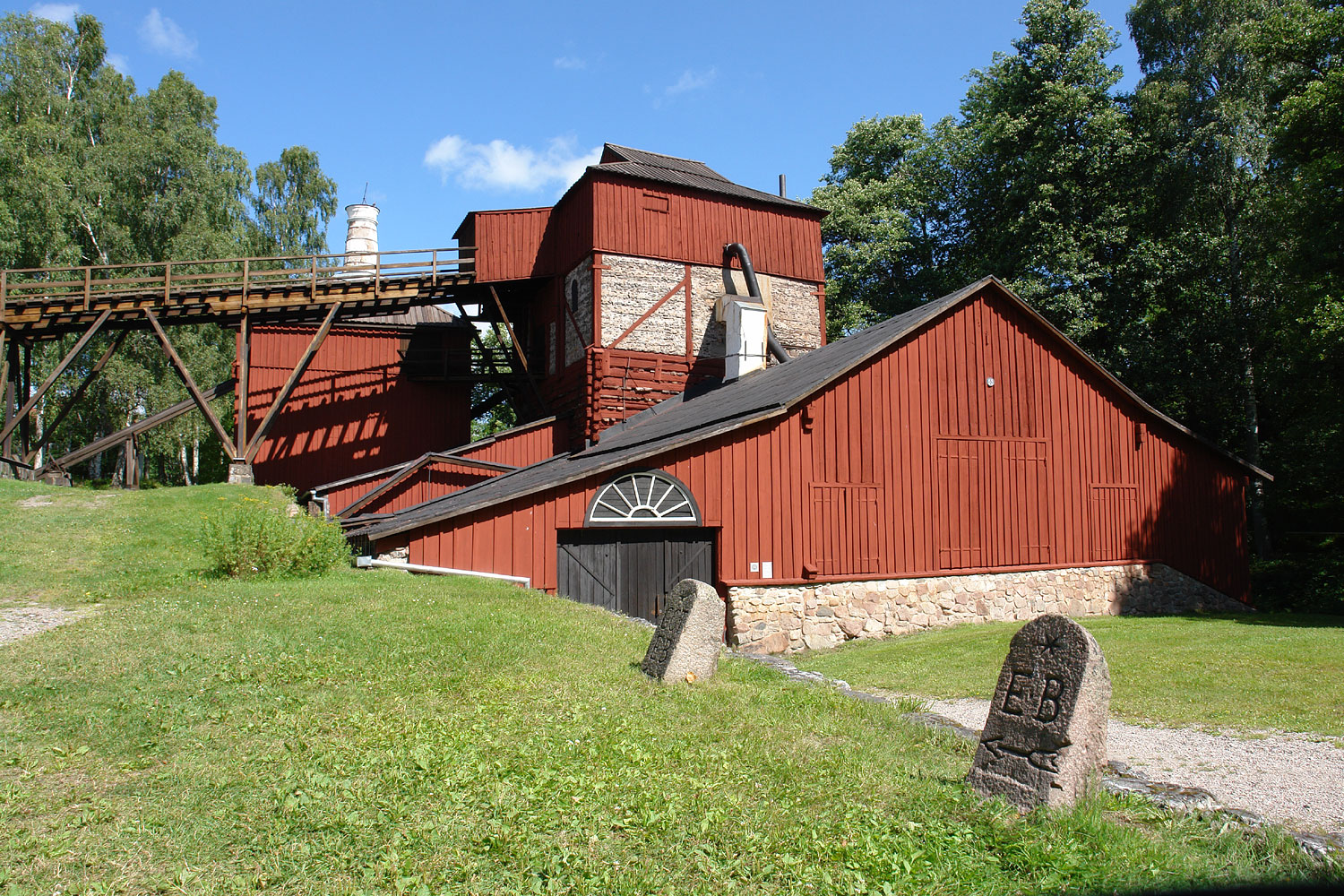
Schweden: Ekomuseum Bergslagen
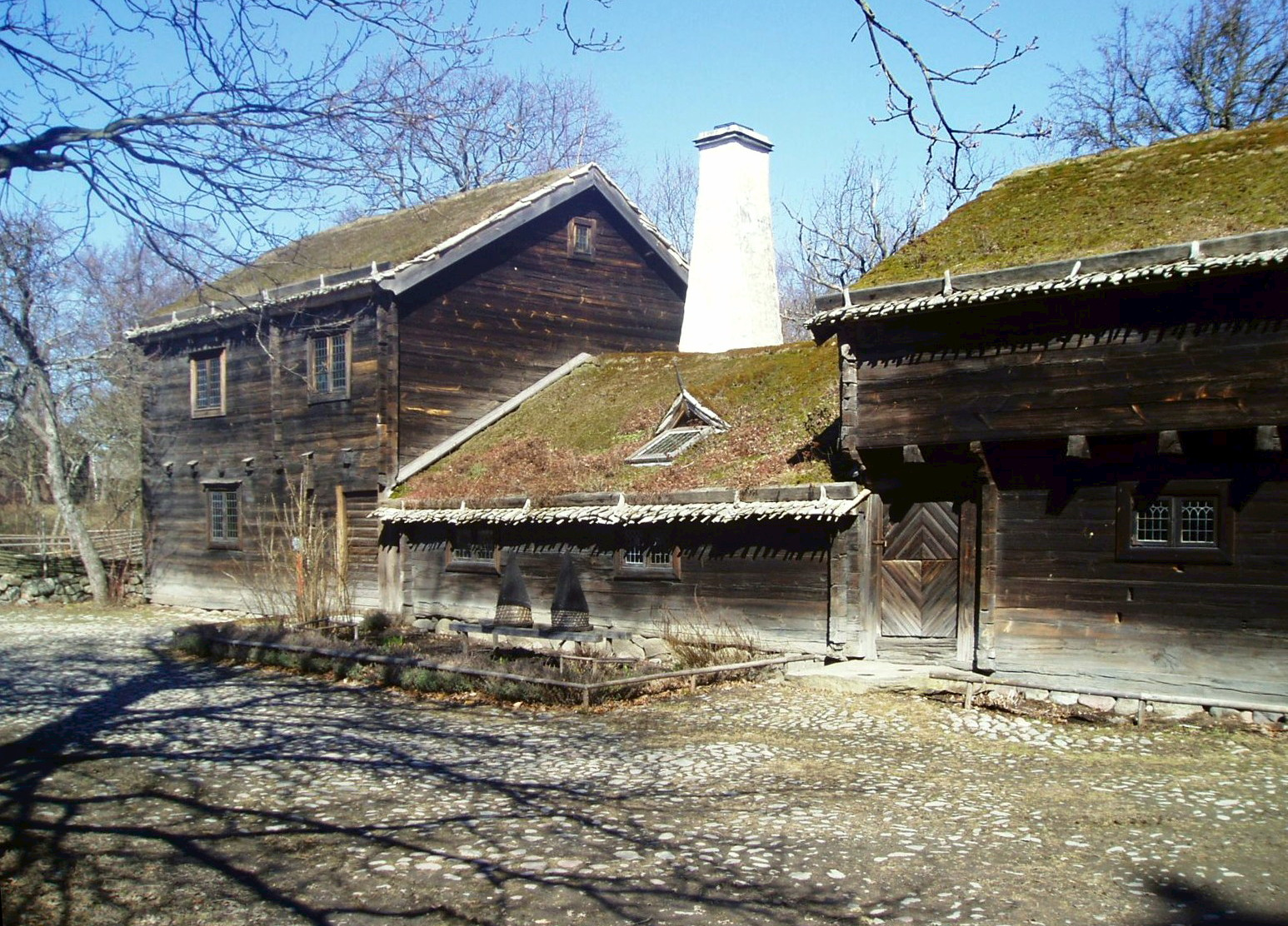
Schweden: Skansen
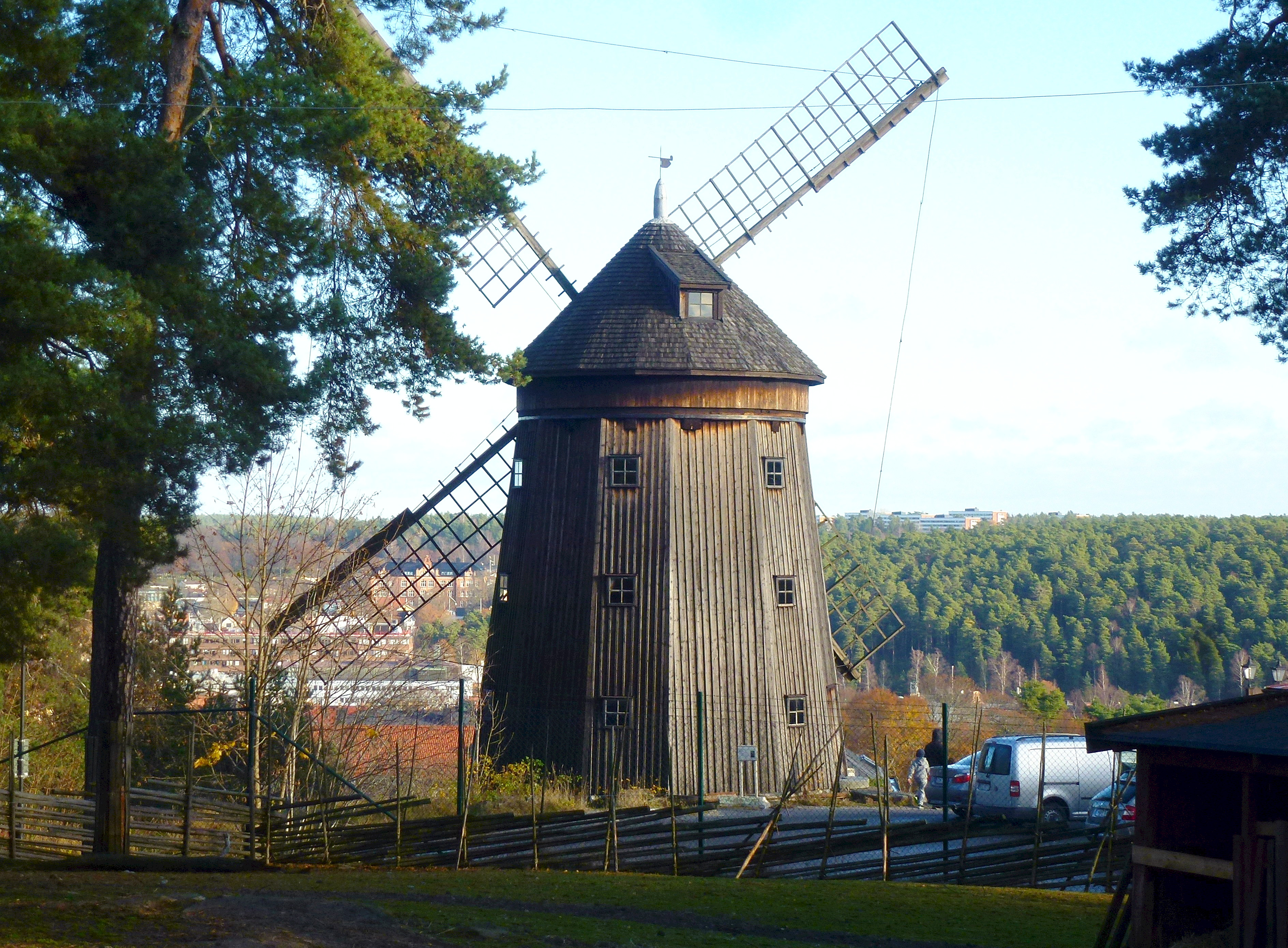
Schweden: Torekällberget

## Schweiz
- Augusta Raurica mit Römermuseum Augst bei Augst BL
- Aventicum
- Freilichtmuseum Ballenberg bei Brienz BE
- Ehemaliges Schieferbergwerk und Freilichtmuseum Landesplattenberg Engi GL
- Gletterens FR (Pré de Riva) Pfahlbaudorf
- Laténium in Hauterive NE (Champréveyres)
- Legionärspfad Vindonissa
- Museum Wasseramt in Halten, Kanton Solothurn

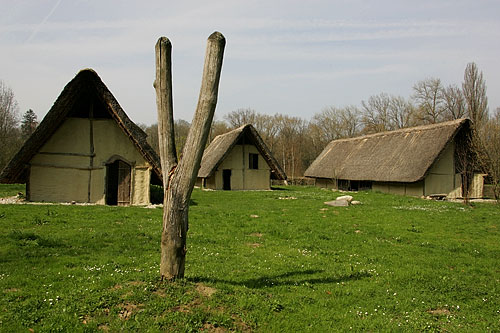
Pfahlbauten Gletterens
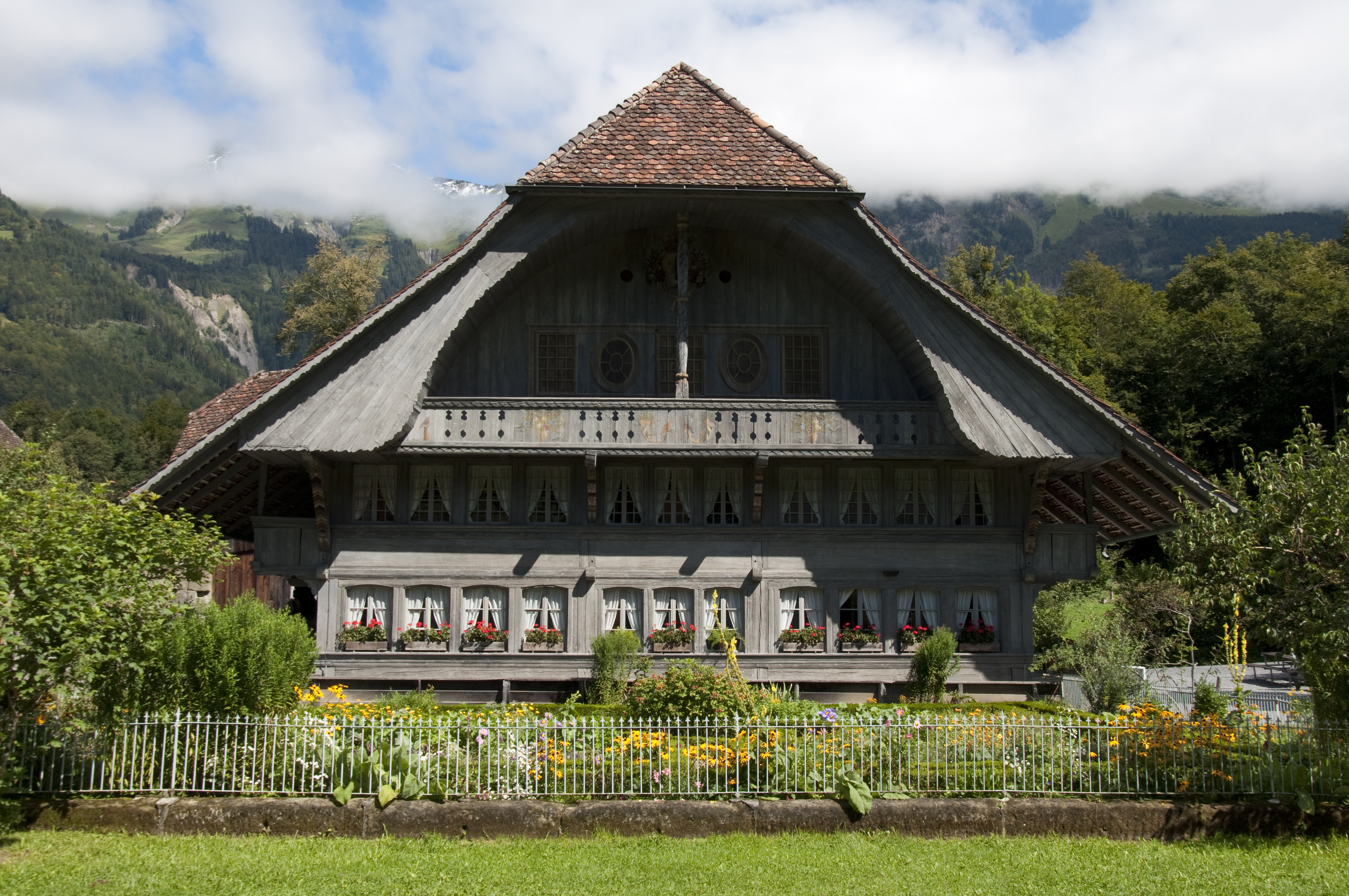
Ballenberg

## Serbien

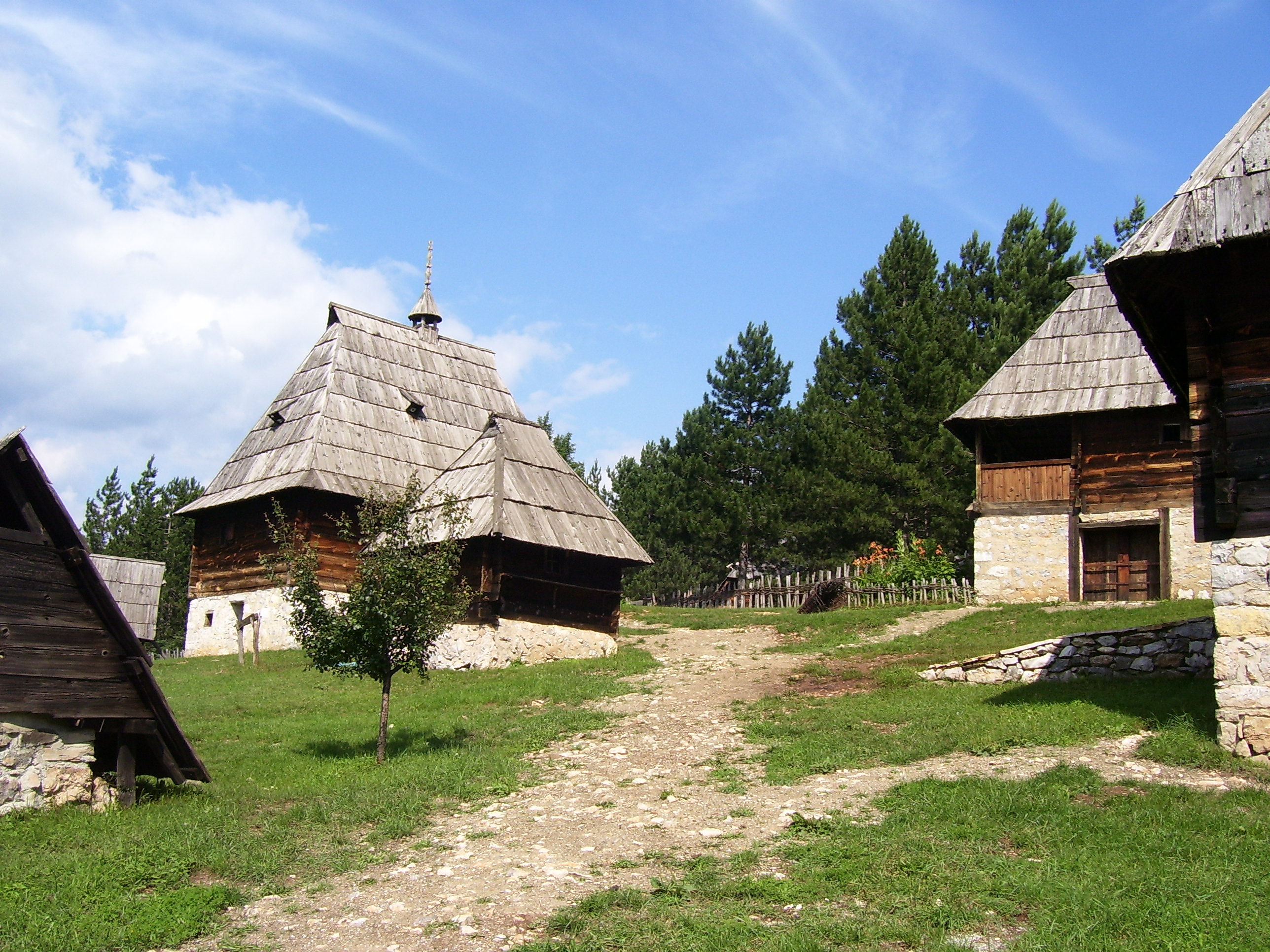
Freilichtmuseum Sirogojno, Serbien

- Etnographisch-Archäologisches Freilichtmuseum in Ravna bei Knjazevac (Region Niš)
- Freilichtmuseum Sirogojno, Zlatibor
- Küstendorf bei Mokra Gora

## Slowenien
- Archäologischer Park Rifnik, Gemeinde Šentjur, Untersteiermark
- Freilichtmuseum beim Kartäuserkloster Pleterje, Unterkrain
- Freilichtmuseum Račji dvor bei Maribor (Marburg an der Drau)
- Freilichtmuseum Rogatec, Untersteiermark
- Partisanenbasis 20 im Hornwald, Unterkrain
- Schloss und Freilichtmuseum Zaprice bei Kamnik (Stein in Oberkrain)

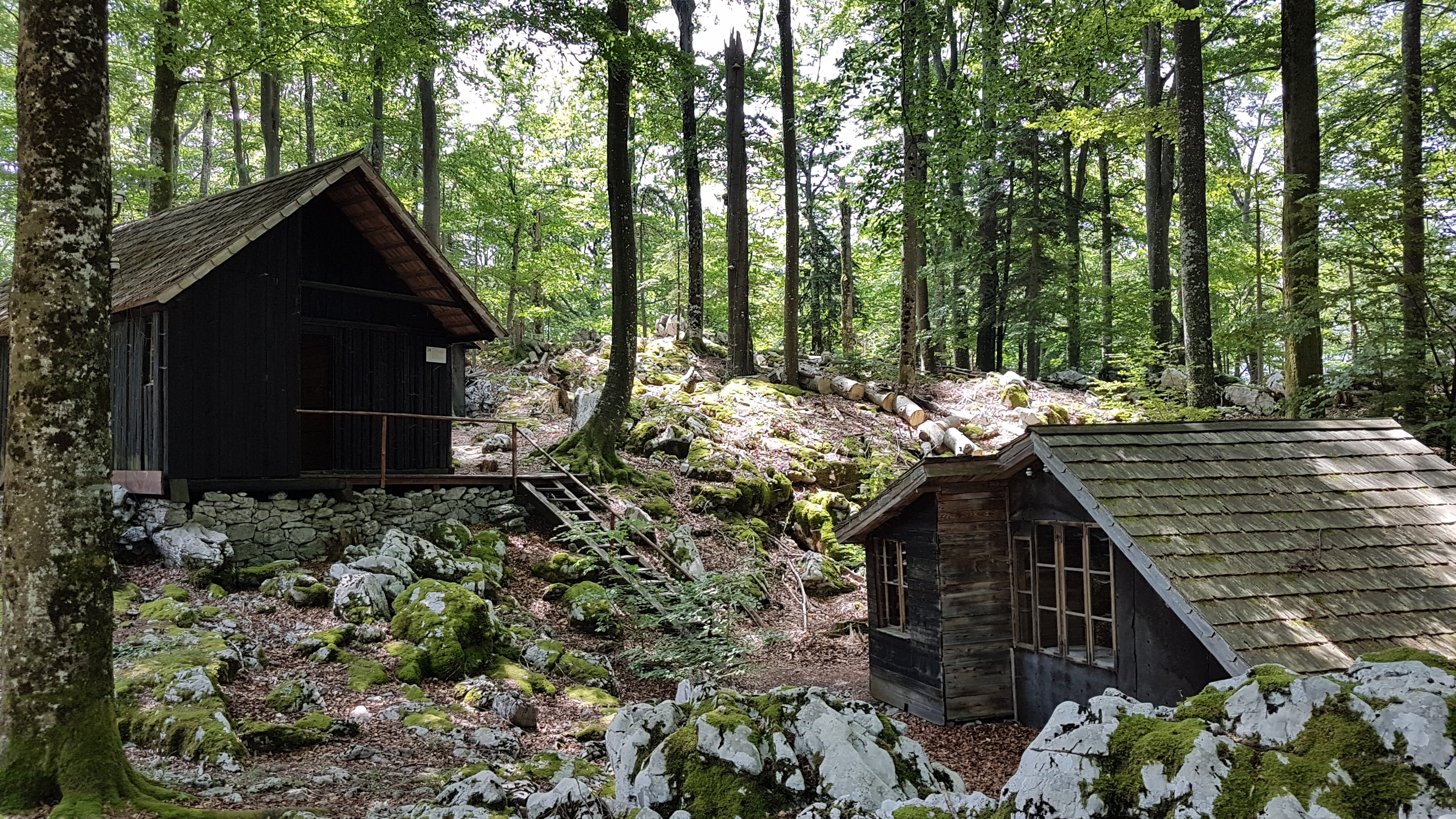
Dolenjske Toplice: Partisanenbasis 20
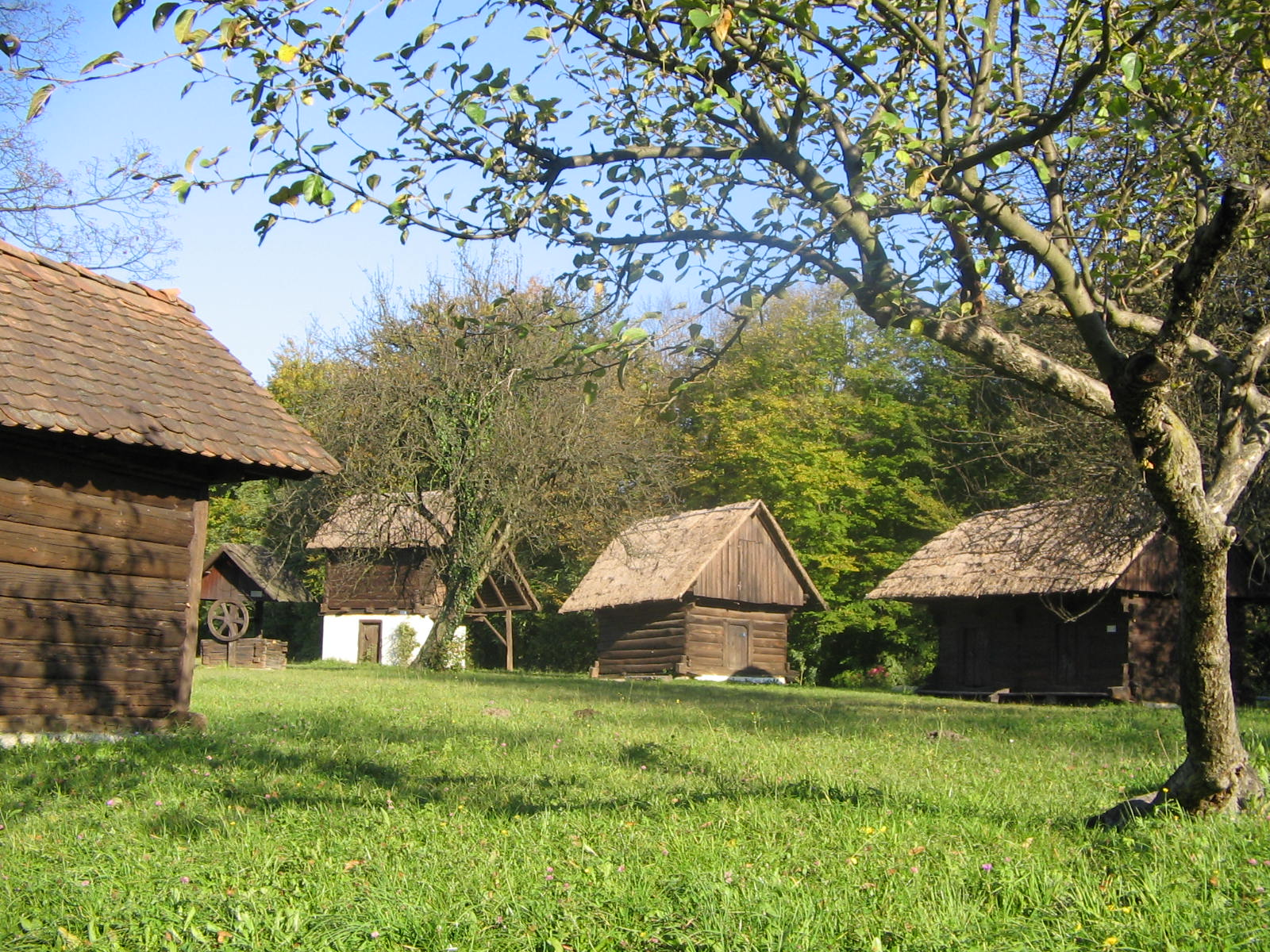
Kamnik: Zaprice Freilichtmuseum
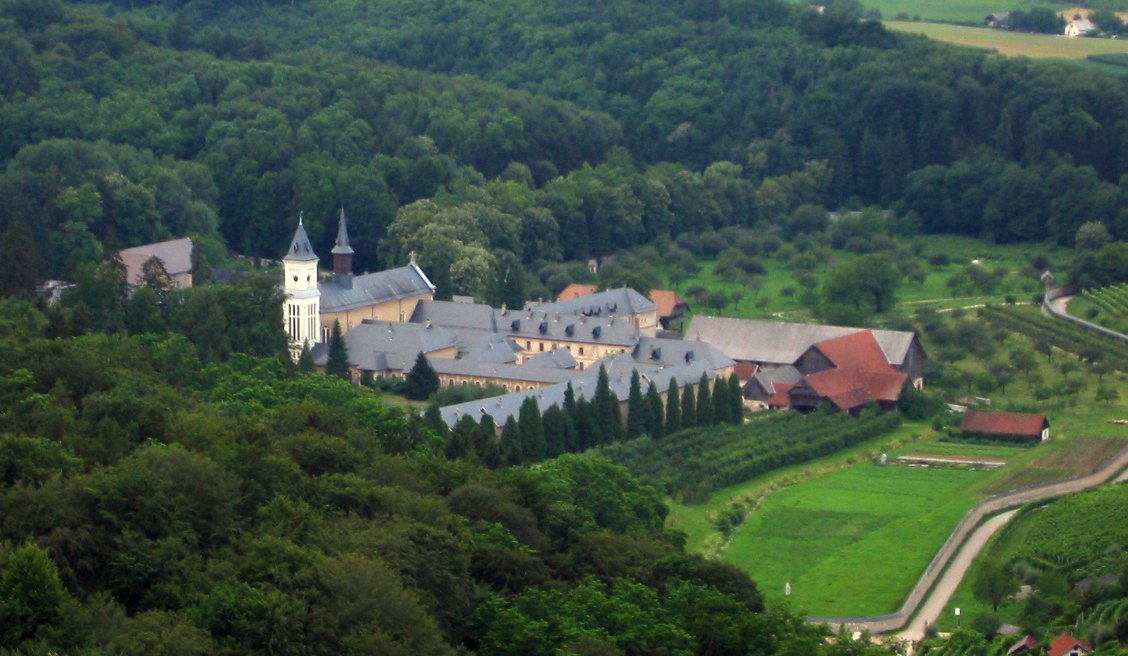
Pleterje:Kartause
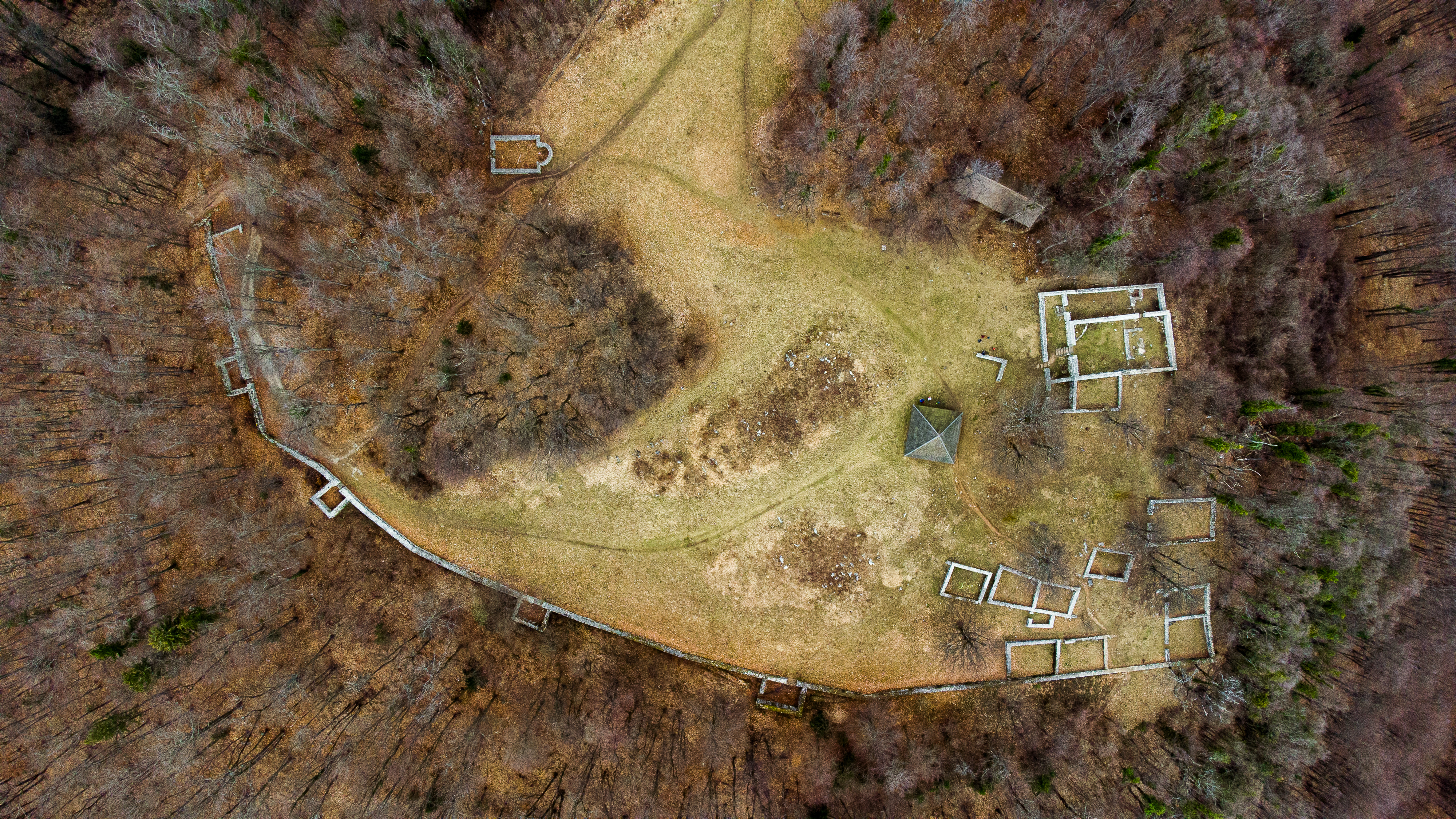
Rifnik:Ausgrabungen der spätantiken Siedlung
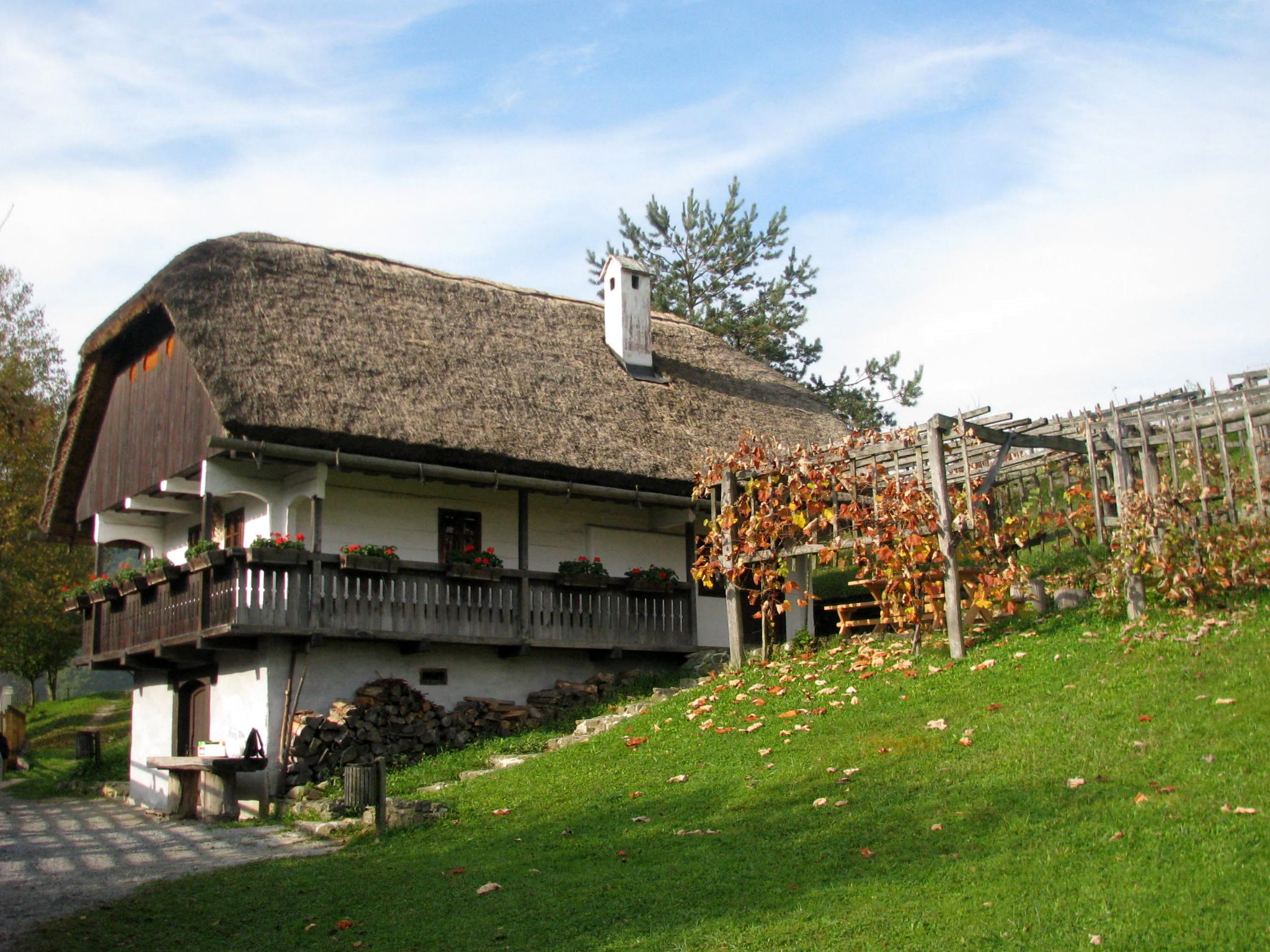
Rogatec:Weingut

## Slowakei
- Denkmaldorf Vlkolínec (Weltkulturerbe)
- Museum des slowakischen Dorfes in/bei der Stadt Martin, Ortsteil Jahodníky (Múzeum slovenskej dediny Martin)
- Museum der Volksarchitektur in Bardejovské Kúpele (Skanzen - Múzeum ľudovej architektúry)
- Geologisches Freilichtmuseum in Devín
- Slowakisches Freilichtmuseum in Terchová (Považské múzeum Žilina)
- Museum Orava (Arwa), Zuberec (Skanzen v Zuberci)
- Slowakisches Landwirtschaftsmuseum, (Slovenské poľnohospodárske múzeum) Nitra
- Dorfmuseum Liptov (Liptov), Pribylina (Múzeum liptovskej dediny Pribylina)
- Museum des Kysuce-Dorfes, Vychylovka
- Ľubovňa-Museum, Stará Ľubovňa
- Freilichtmuseum der ukrainischen und ruthenischen Kultur, Svidník (SNM – Múzeum ukrajinskej kultúry (MUK) Svidník)
- Habaner Hof in Veľké Leváre
- Archäologisches Freilichtmuseum Havránok

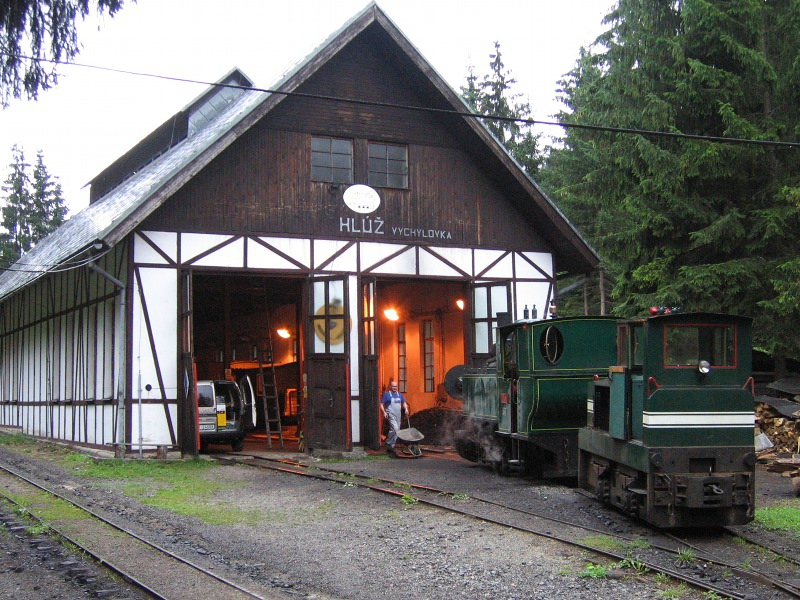
Slowakei:Historische Spitzkehren-Waldbahn – Depot der HLÚŽ im Museum des Kysuce-Dorfes, Vychylovka
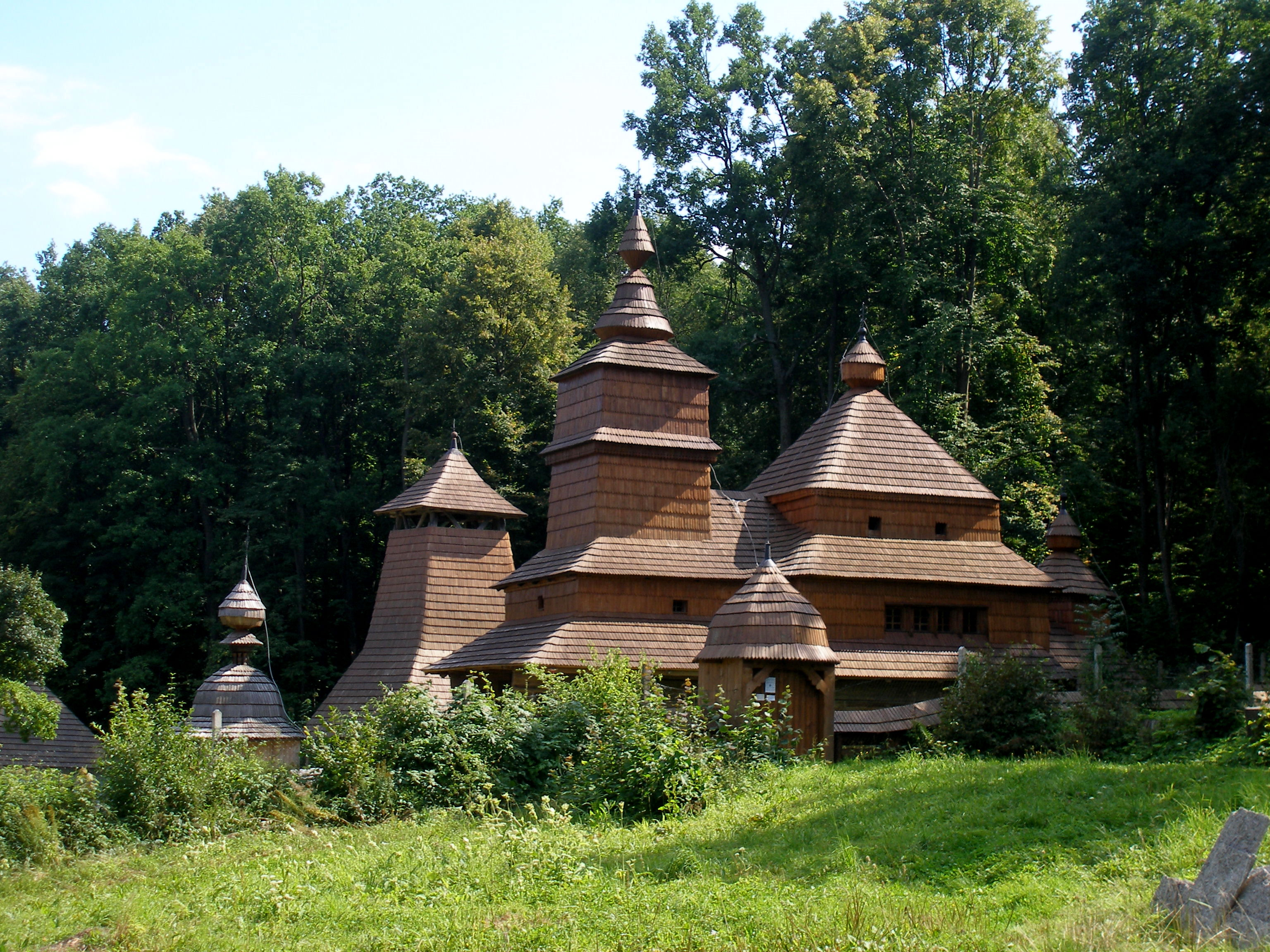
Slowakei: Museum der Volksarchitektur in Bardejovské Kúpele
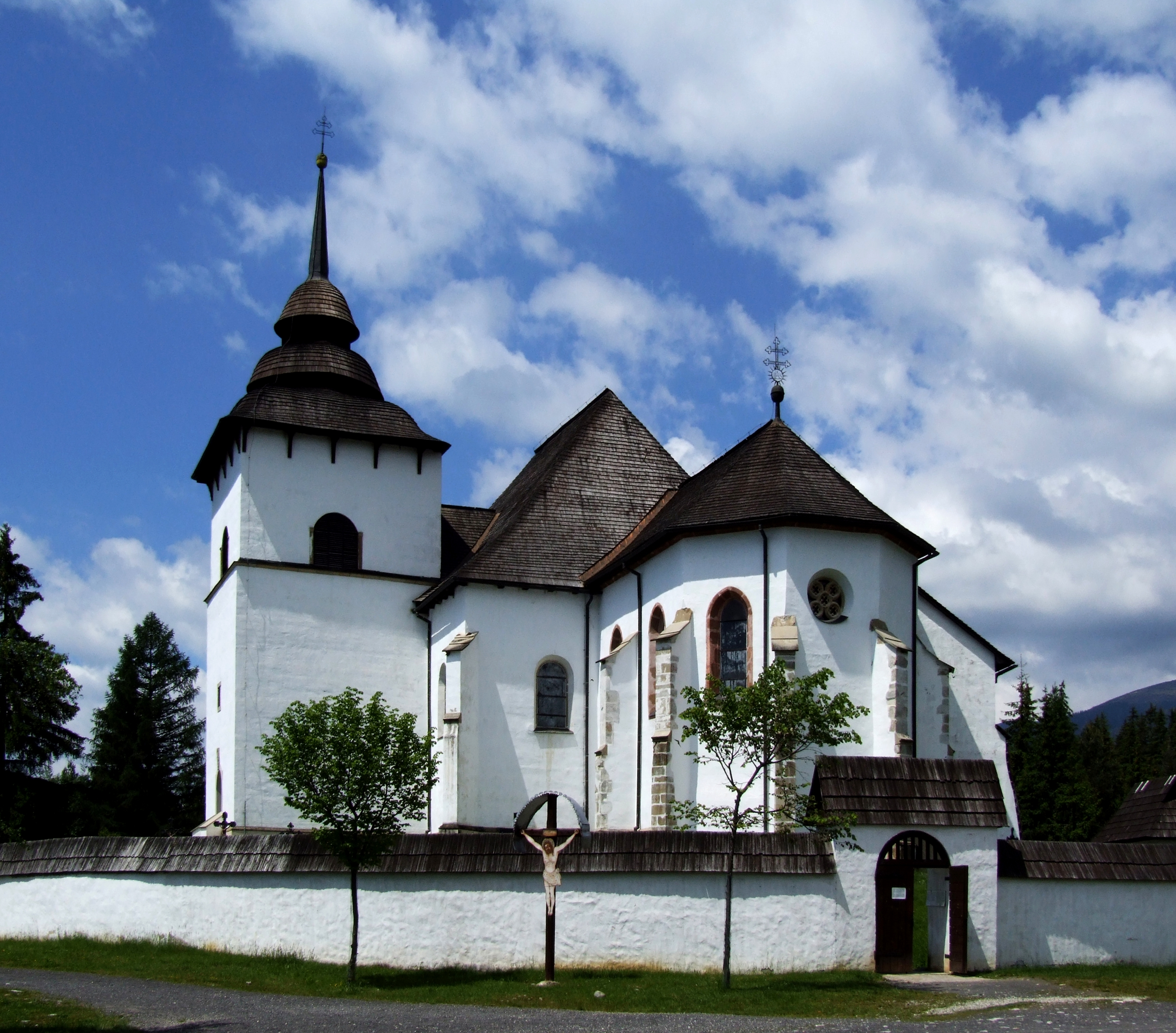
Slowakei: Museum des Liptov-Dorfes, Pribylina
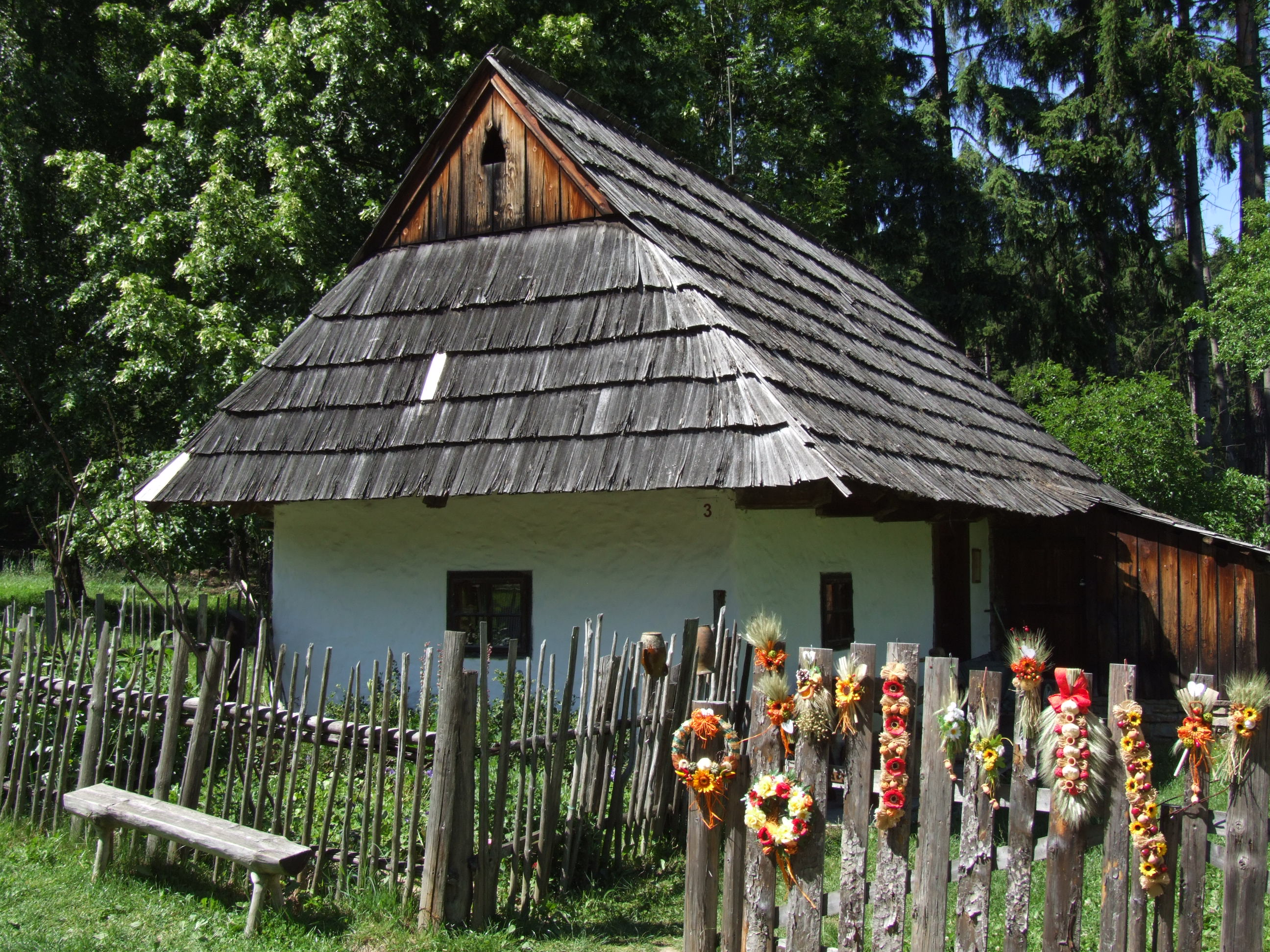
Slowakei: Museum des slowakischen Dorfes, Martin
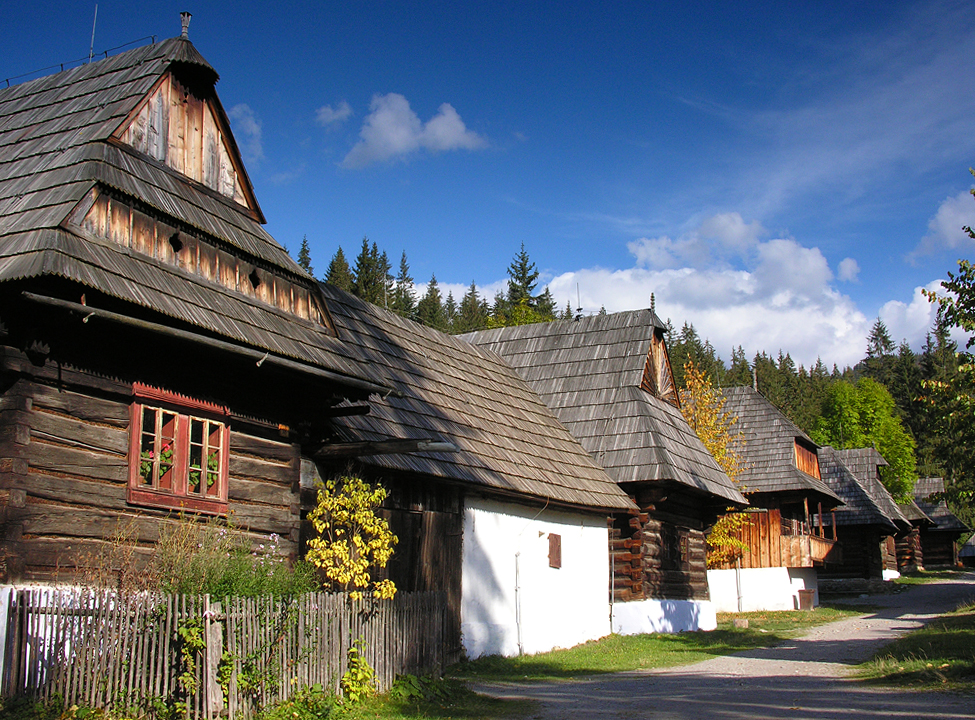
Slowakei: Museum Orava

## Spanien

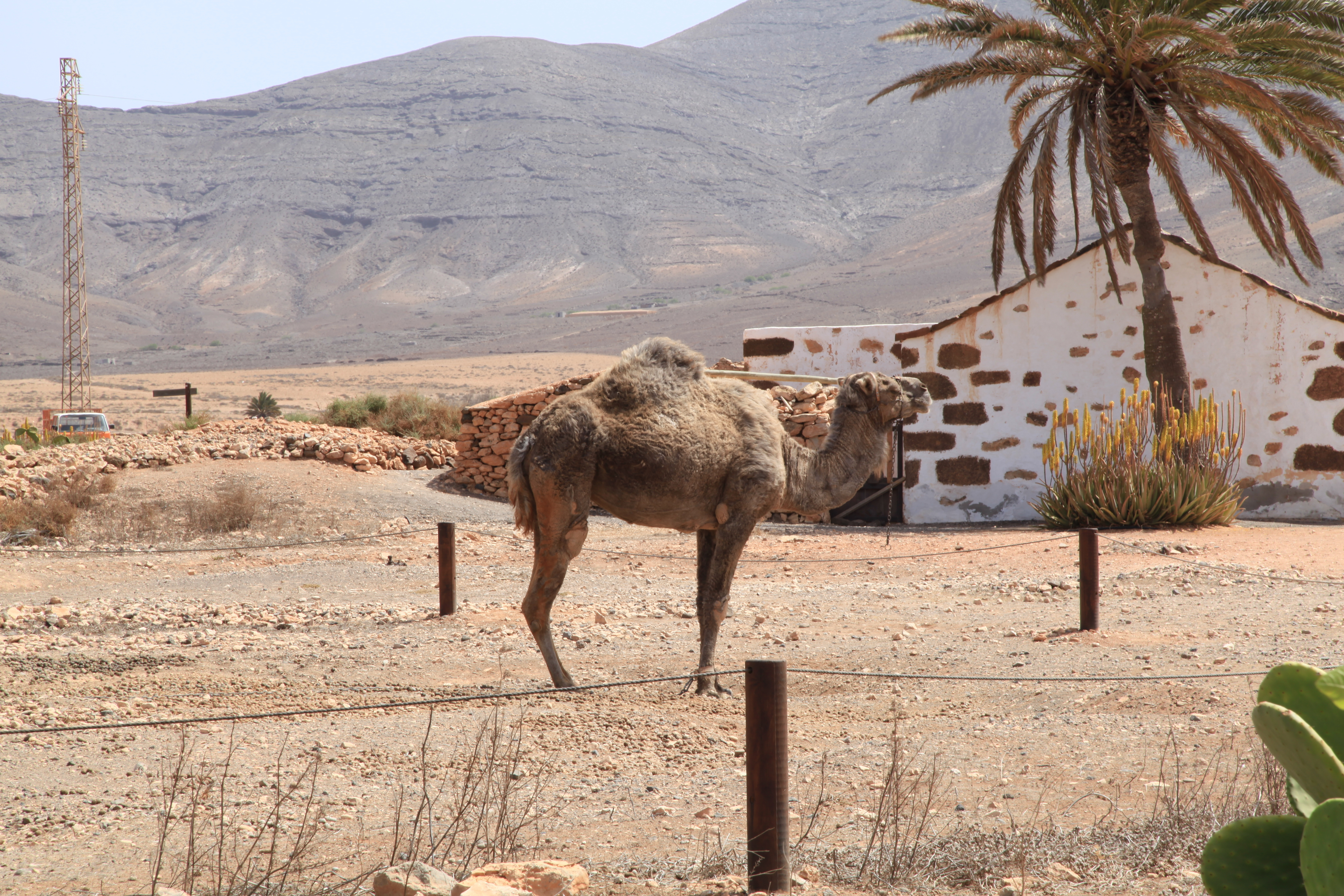
Spanien: Ecomuseo La Alcogida, Fuerteventura

### Andalusien
- Baelo Claudia römische Stadt, südlich von Cádiz
- Freilichtmuseum an der Straße von Granada in die Sierra Nevada
- Museo Cuevas del Sacromonte, Granada
- Parque Megalítico de Gorafe nördlich von Granada

### Asturien
- Museo etnografico oriente de asturias
- Museo Etnográfico del Pueblo de Asturias – bei Gijón

### Balearen
- Els Calderers de Sant Joan, Mallorca
- La Granja – Esporles, Mallorca

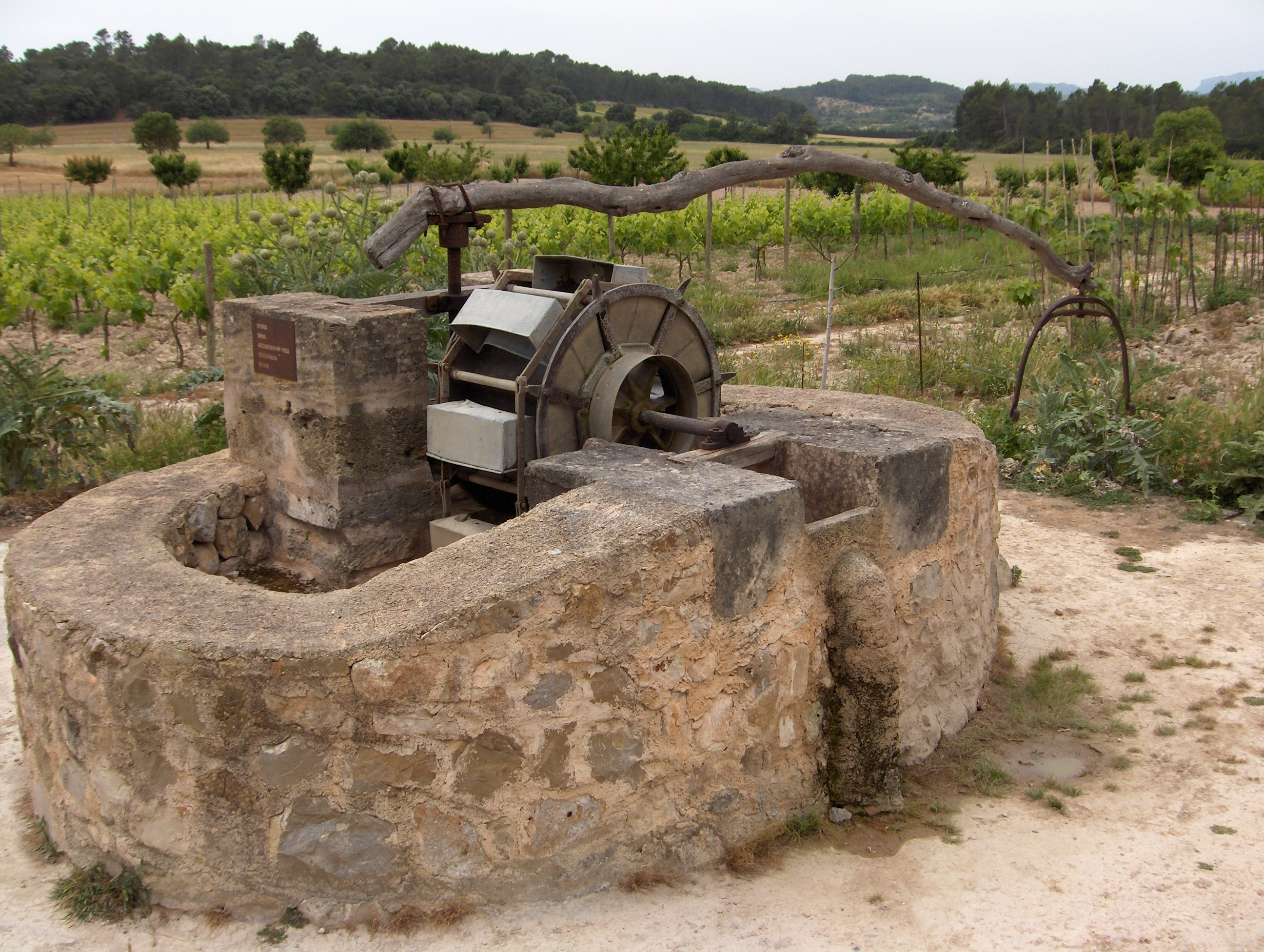
Spanien: Els Calderers, Eselbrunnen – Mallorca
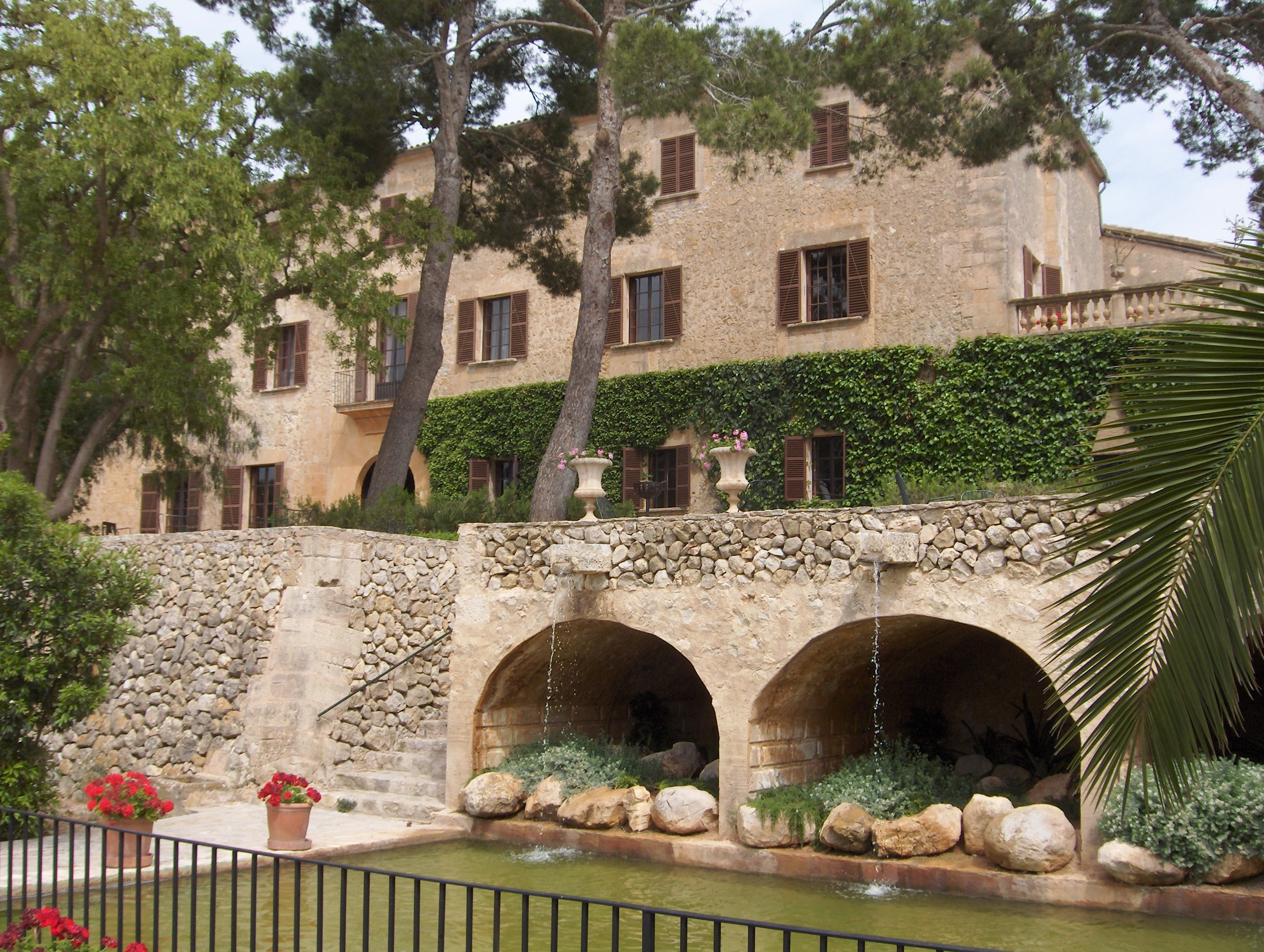
Spanien: Els Calderers, Hauptgebäude – Mallorca
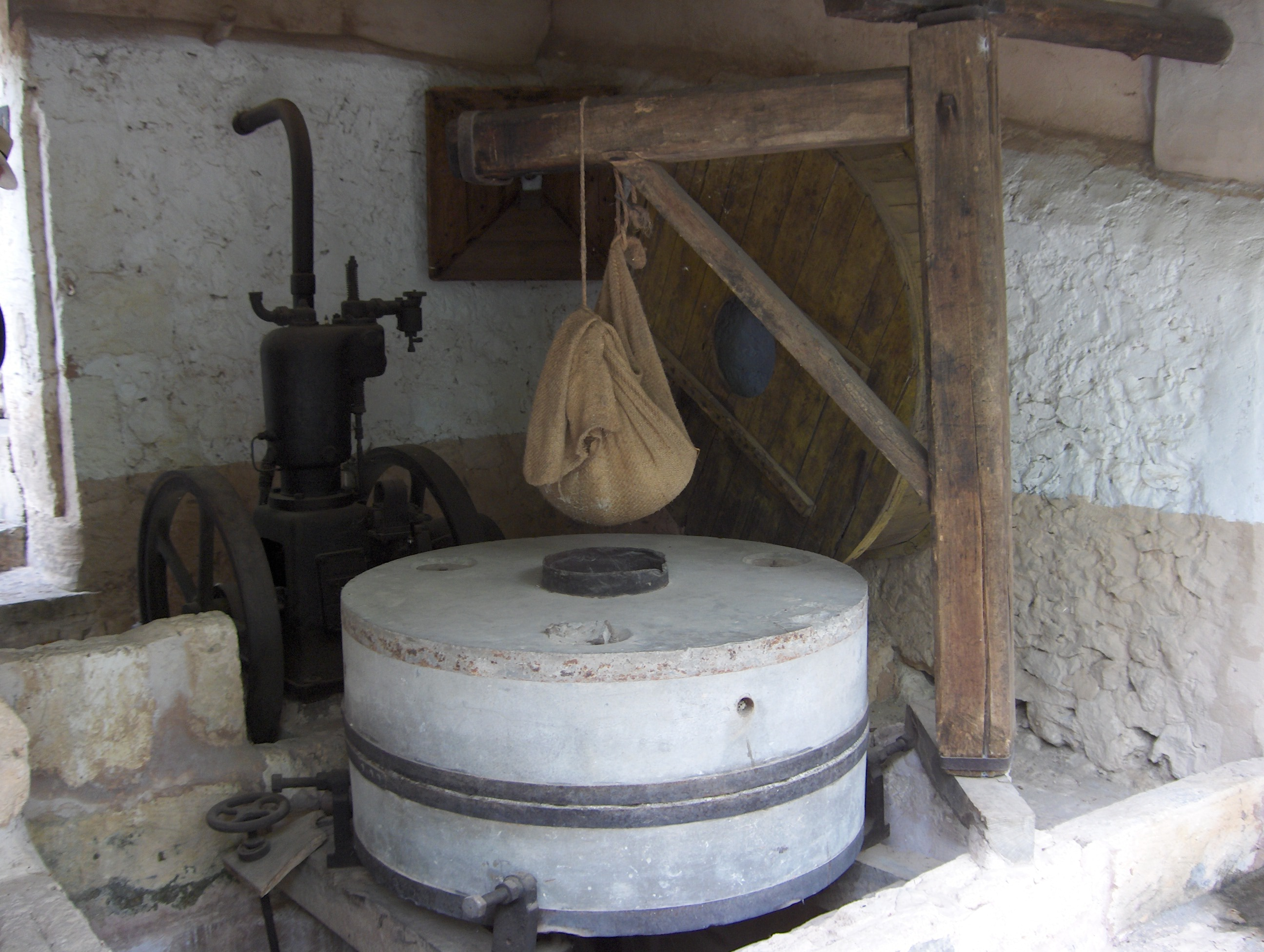
Spanien: Els Calderers, Mühle – Mallorca
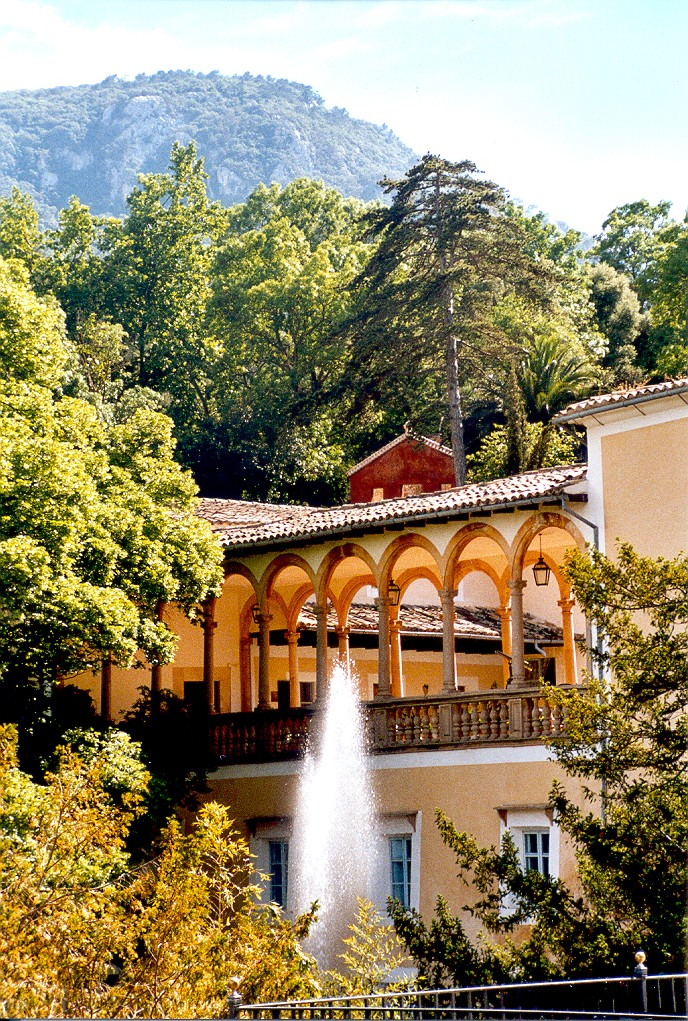
La Granja

### Kanarische Inseln
- Ecomuseo de Guinea y Lagartario in Frontera – El Hierro
- Freilichtmuseum Mundo Aborigen – Gran Canaria
- Freilichtmuseum Ecomuseo La Alcogida in Tefia – Fuerteventura
- Museo Agrícola El Patio – Lanzarote
- Pyramiden von Güímar (Pirámides de Güímar) – Parque Etnográfico – Teneriffa

### Kastilien und León
- Territorio ArtLanza, nachgebautes mittelalterliches Dorf südlich von Burgos

### Katalonien
- El Poble Espanyol – Barcelona
- La Draga – Banyoles[5]

## Tschechien
- Archäologisches Freilichtmuseum Brezno
- Archeoskanzen Modrá (archäologisches Freilichtmuseum)
- Freilichtmuseum Řepora in Prag
- Hanácký skanzen (Příkazy)
- Museum der Volksarchitektur in Kouřim (Kouřim)
- Bergbaumuseum Krásno, montanhistorisches Freilichtmuseum in Krásno nad Teplou
- Skanzen Zubrnice – Muzeum lidové architektury (Zubrnice)
- Muzeum vesnice jihovýchodní Moravy (Strážnice)
- Skanzen Vysoký Chlumec in (Vysoký Chlumec)
- Národopisné muzeum Slánska (Třebíz)
- Polabské národopisné muzeum (Přerov nad Labem), das älteste Freilichtmuseum in Ost- und Mitteleuropa
- Skanzen Chanovice (Chanovice)
- Skanzen Statek Hyperion (Freilichtmuseum Westböhmens) (Černotín)
- Soubor lidových staveb východní Hané (Rymice)
- Freilichtmuseum Vysočina
- Muzeum Skanzen Doubrava (Doubrava)
- Walachisches Freilichtmuseum (Valašské muzeum v přírodě) Rožnov pod Radhoštěm und Pustevny
- Muzeum Skanzen Krňovice (Krňovice)

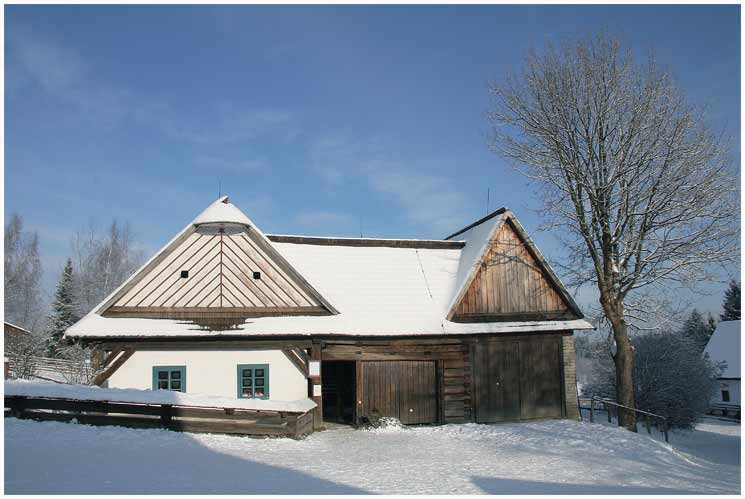
Skanzen lidových staveb Vysočina
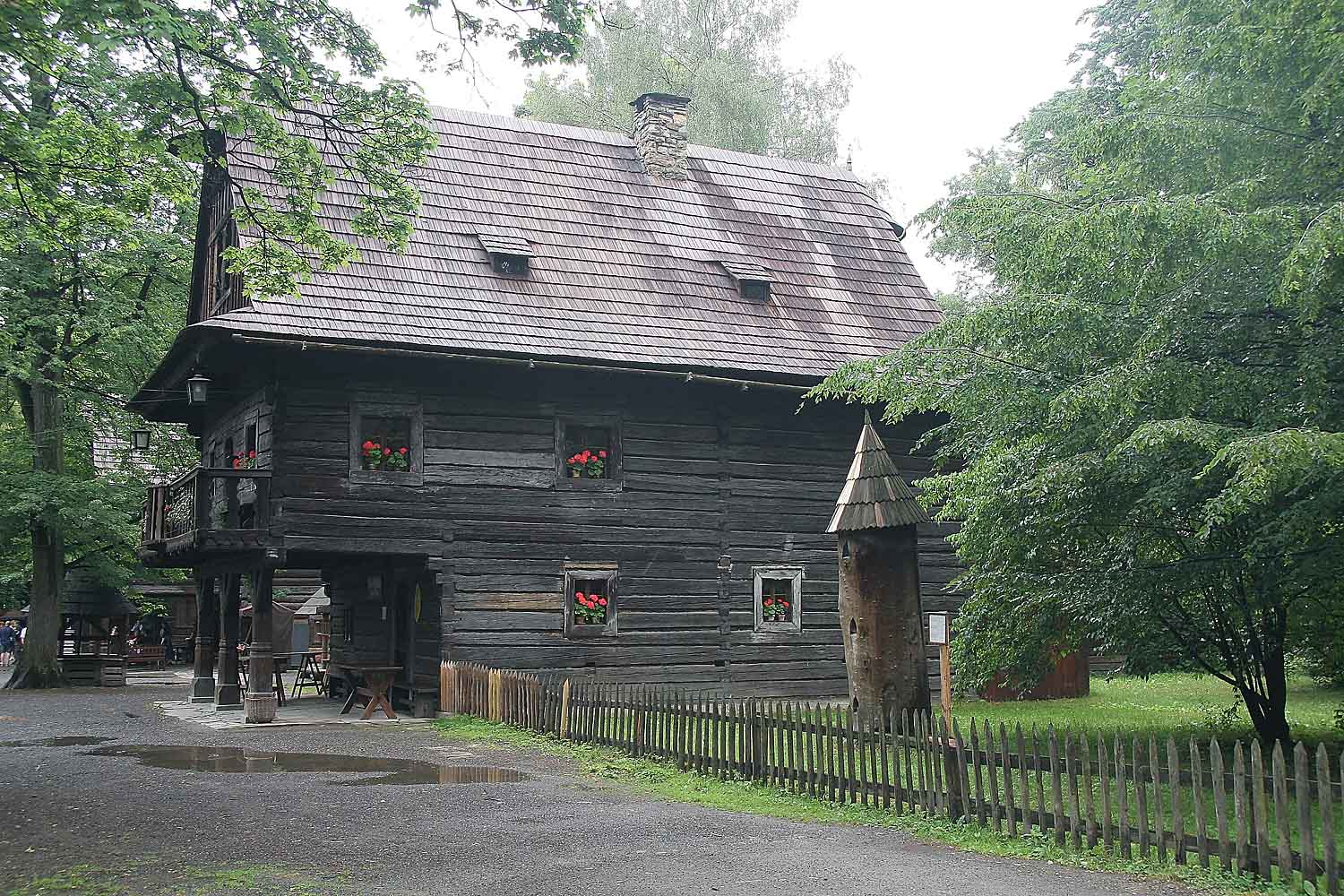
Valašské muzeum v přírodě
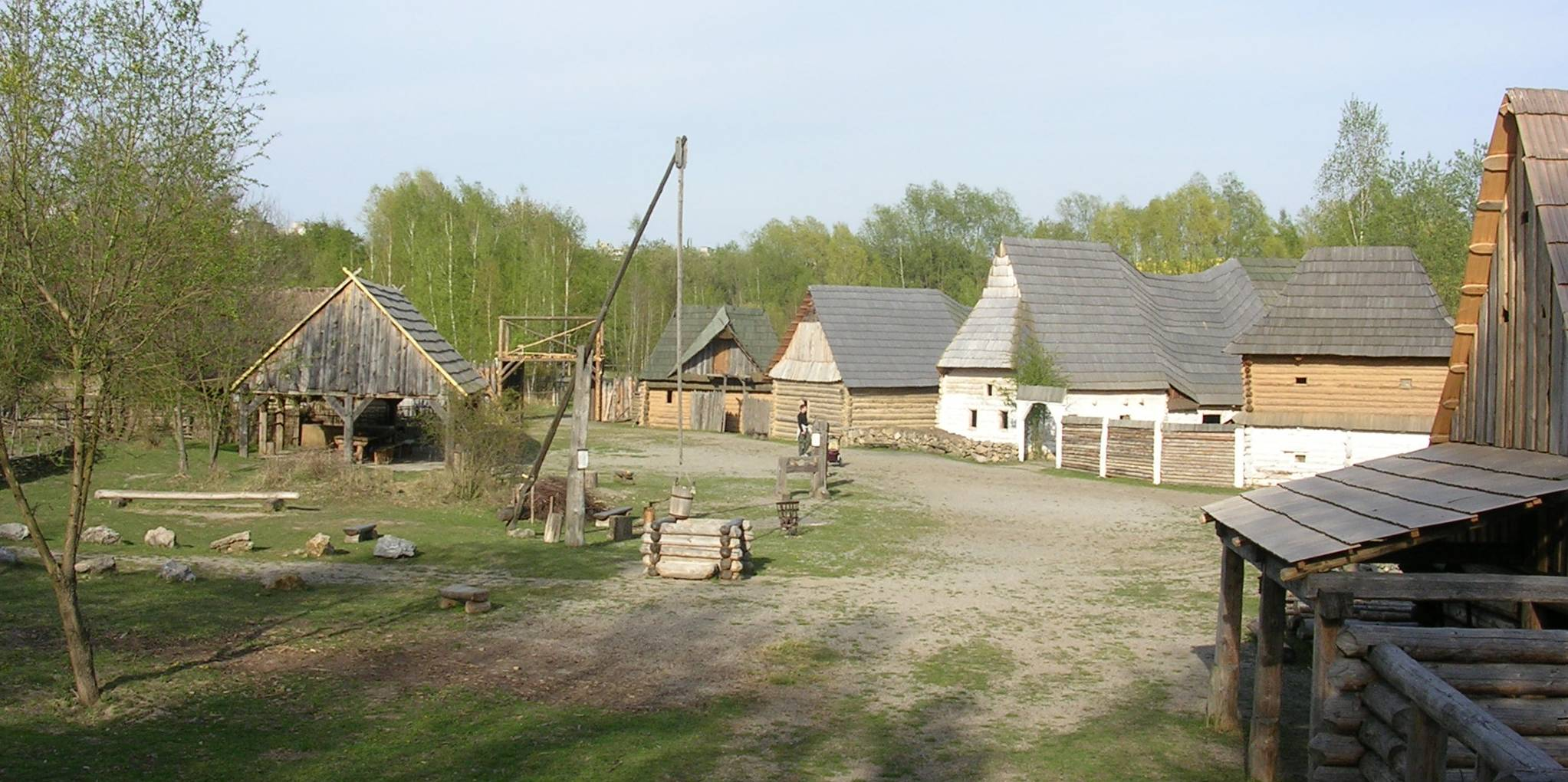
Freilichtmuseum Řepora in Prag

## Ukraine

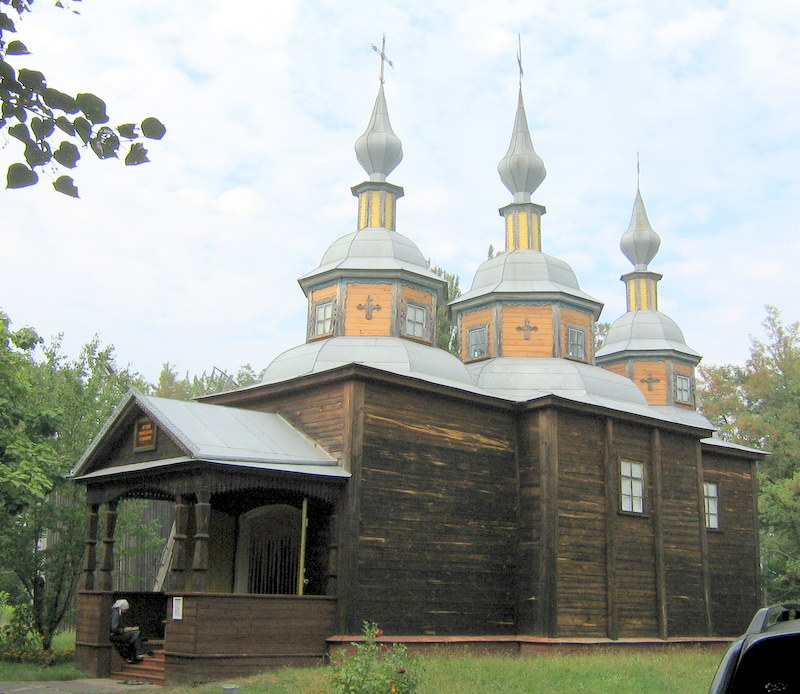
Ukraine: Museum der Volksarchitektur und Lebensweise am mittleren Dnepr

- Chortyzja bei Saporischschja
- Freilichtmuseum Kosaken-Weiler in Chyhyryn
- Museum für Volksarchitektur und Brauchtum der Ukraine, Kiew
- Museum für Volksarchitektur und Landleben Schewtschenko-Hain in Lemberg
- Museum der Volksarchitektur und des Lebens in den Transkarpaten in Uschhorod
- Regionales Staatliches Museum für Volksarchitektur und Brauchtum, Czernowitz
- Museum der Volksarchitektur und Lebensweise am mittleren Dnepr in Perejaslaw
- Museum für Volksarchitektur und Brauchtum Prelesne und Kinder-Kunstdorf in Prelesne
- Museum der Volksarchitektur und des Lebens in den Karpaten in Krylos
- Historisches und ethnografisches Museum in Sarny, Oblast Riwne
- Museum Altes Dorf im Dorf Kolotschawa, Oblast Transkarpatien
- Museum der Geschichte der Landwirtschaft in Wolhynien in Rokyni bei Luzk
- Ethographisches Museum Hof Sawky in Nowi Petriwzi

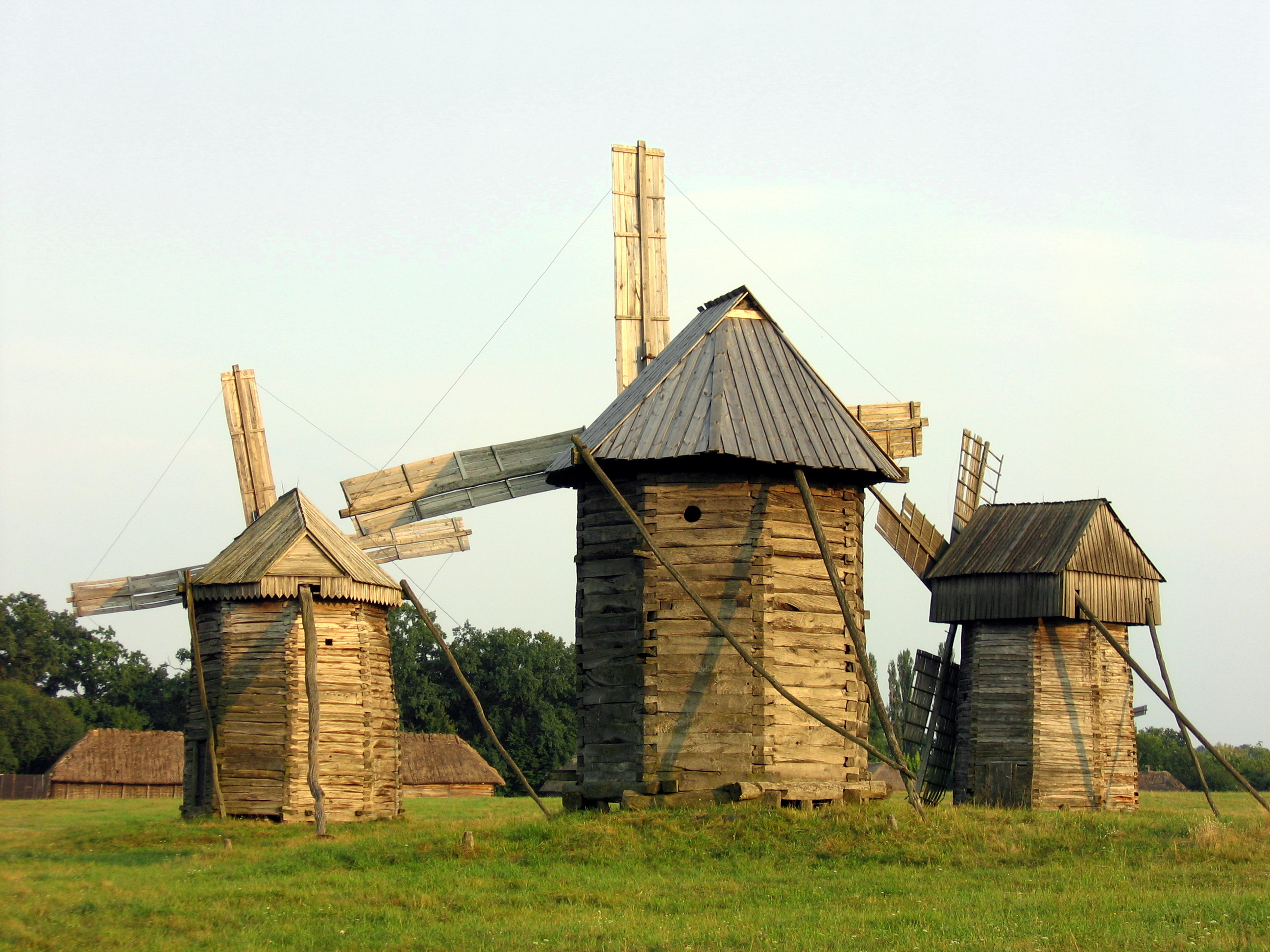
Pirogowo-Freilichtmuseum (Kiew)
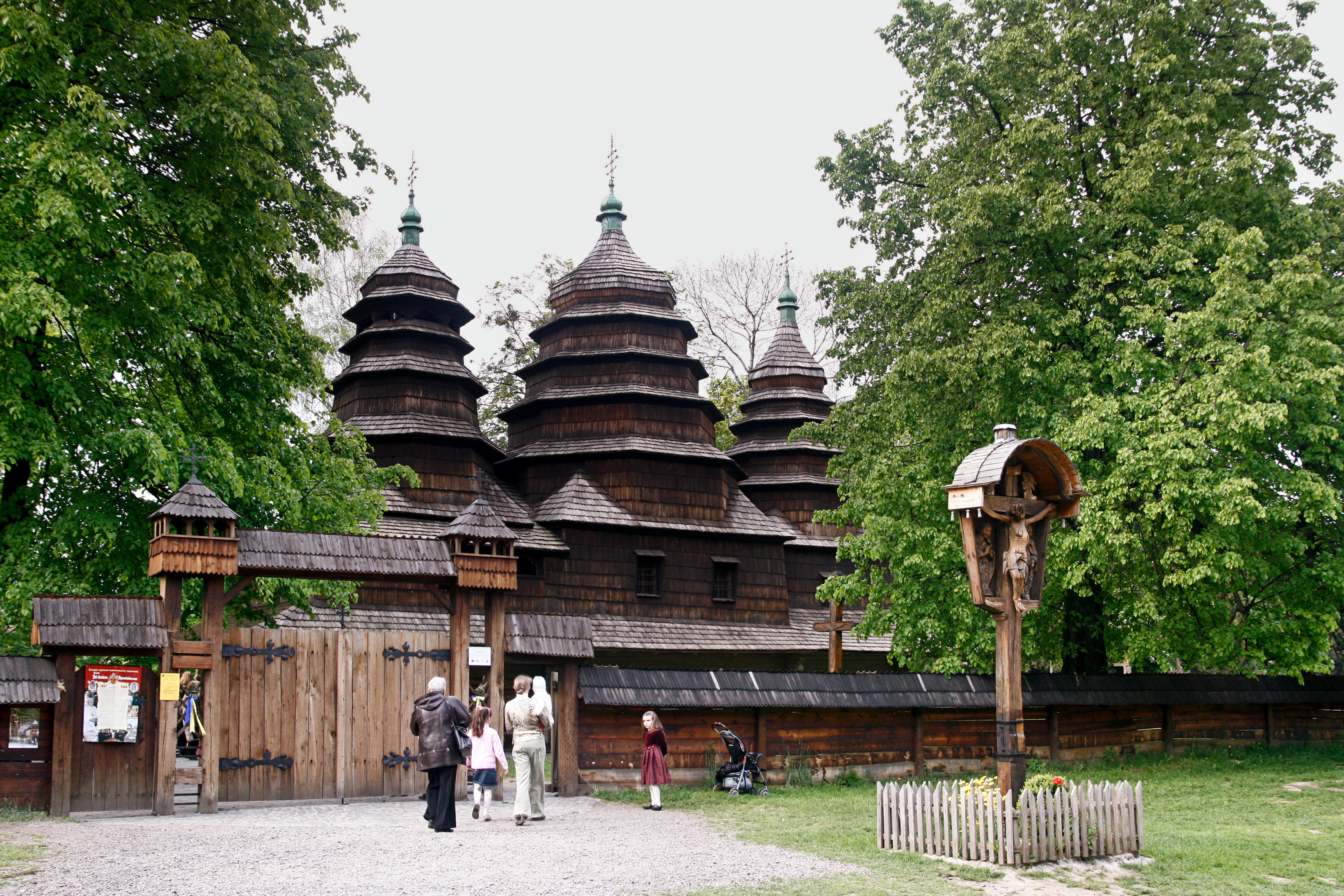
Schewtschenko-Hain (Lemberg)
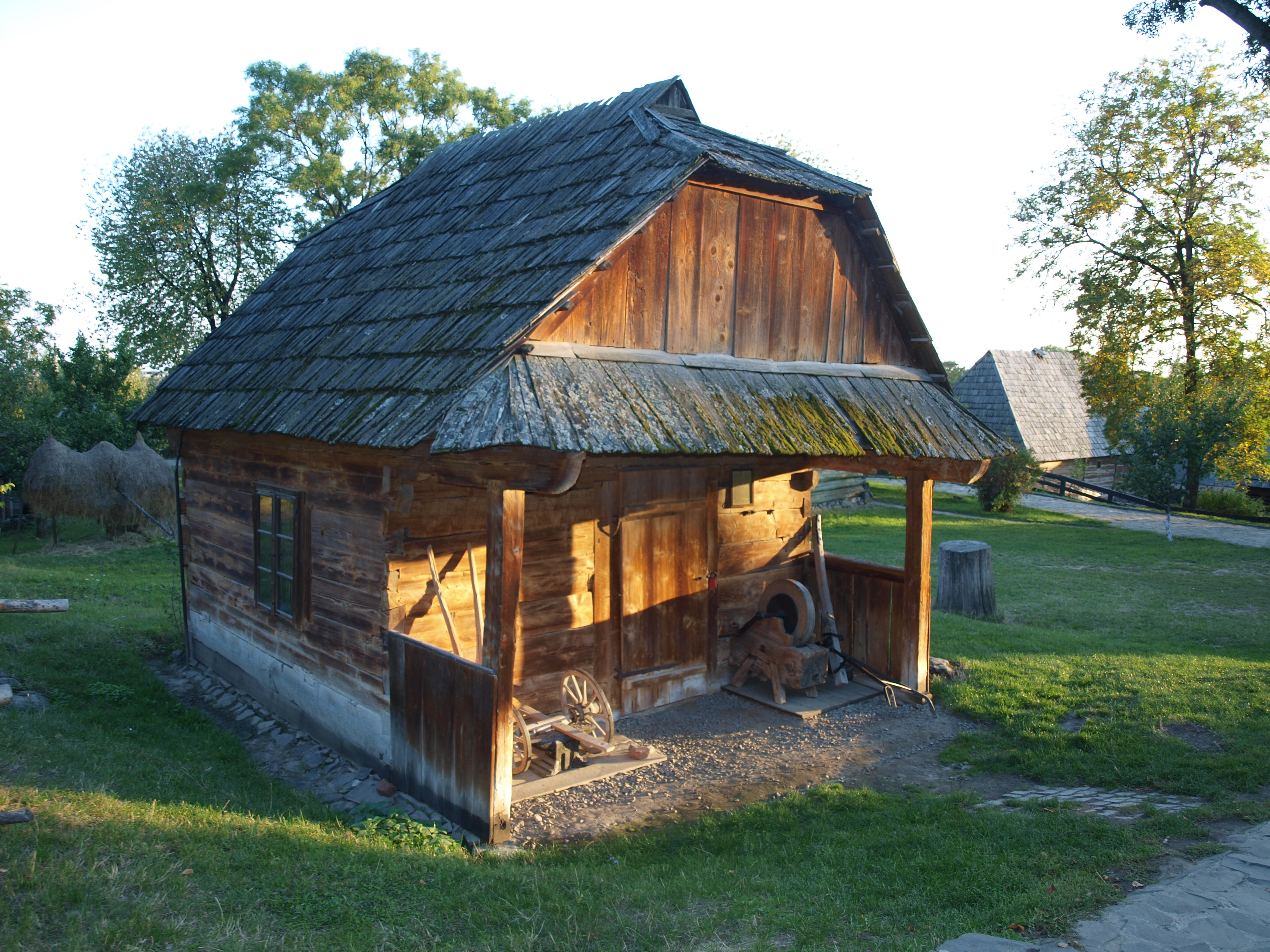
Museum der Volksarchitektur und des Lebens in den Transkarpaten (Uschhorod)
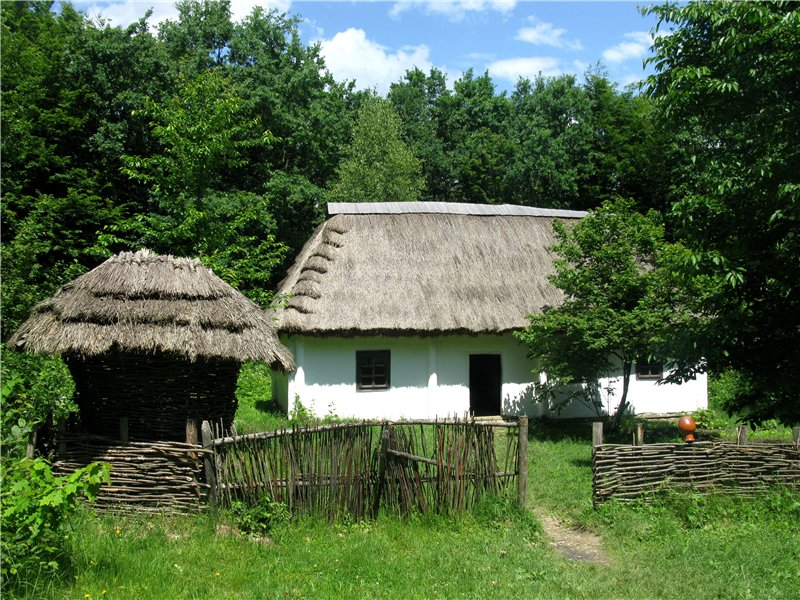
Museum der Volksarchitektur und des Lebens in den Karpaten (Halytsch)
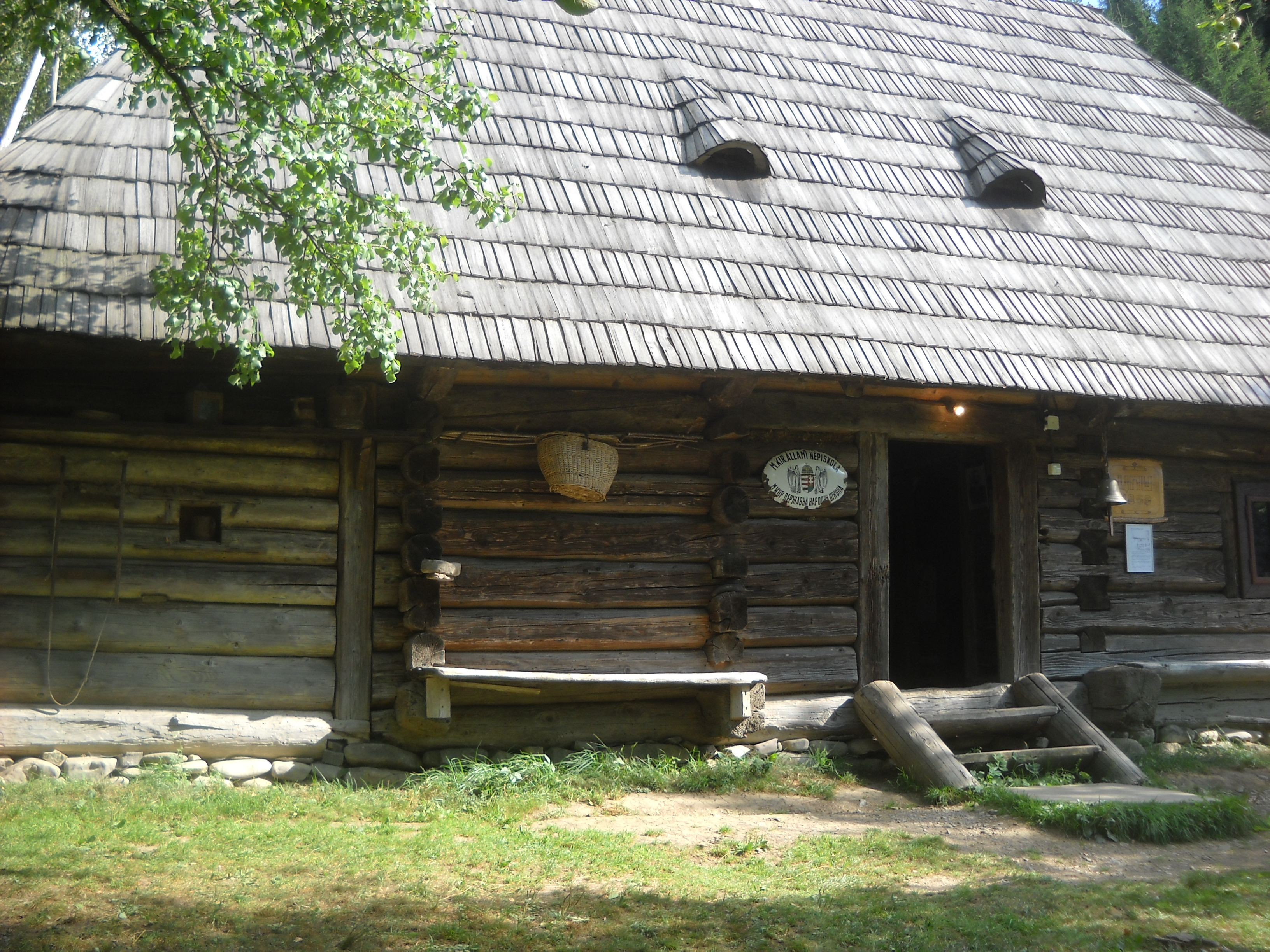
Museum Altes Dorf (Kolotschawa)

## Ungarn
- Georgikon Majormúzeuma, Keszthely, Komitat Zala
- Freilichtmuseum Göcsej, Zalaegerszeg
- Skanzen (Szentendre) (Ungarisches Freilichtmuseum)
- Freilichtmuseum für Völkerkunde, Tihany
- Museumsdorf zu Sóstó, Nyíregyháza
- Palotavárosi Skanzen – Freilichtmuseum Székesfehérvár im Stadtteil Palotaváros
- Freiluftmuseum Szenna
- Museumsdorf des Vas, Szombathely
- Ópusztaszer Skansen
- Freilichtmuseum Népi műemlékegyüttes (Szalafő-Pityerszer) Pityerszer Szalafö Őrség-Region

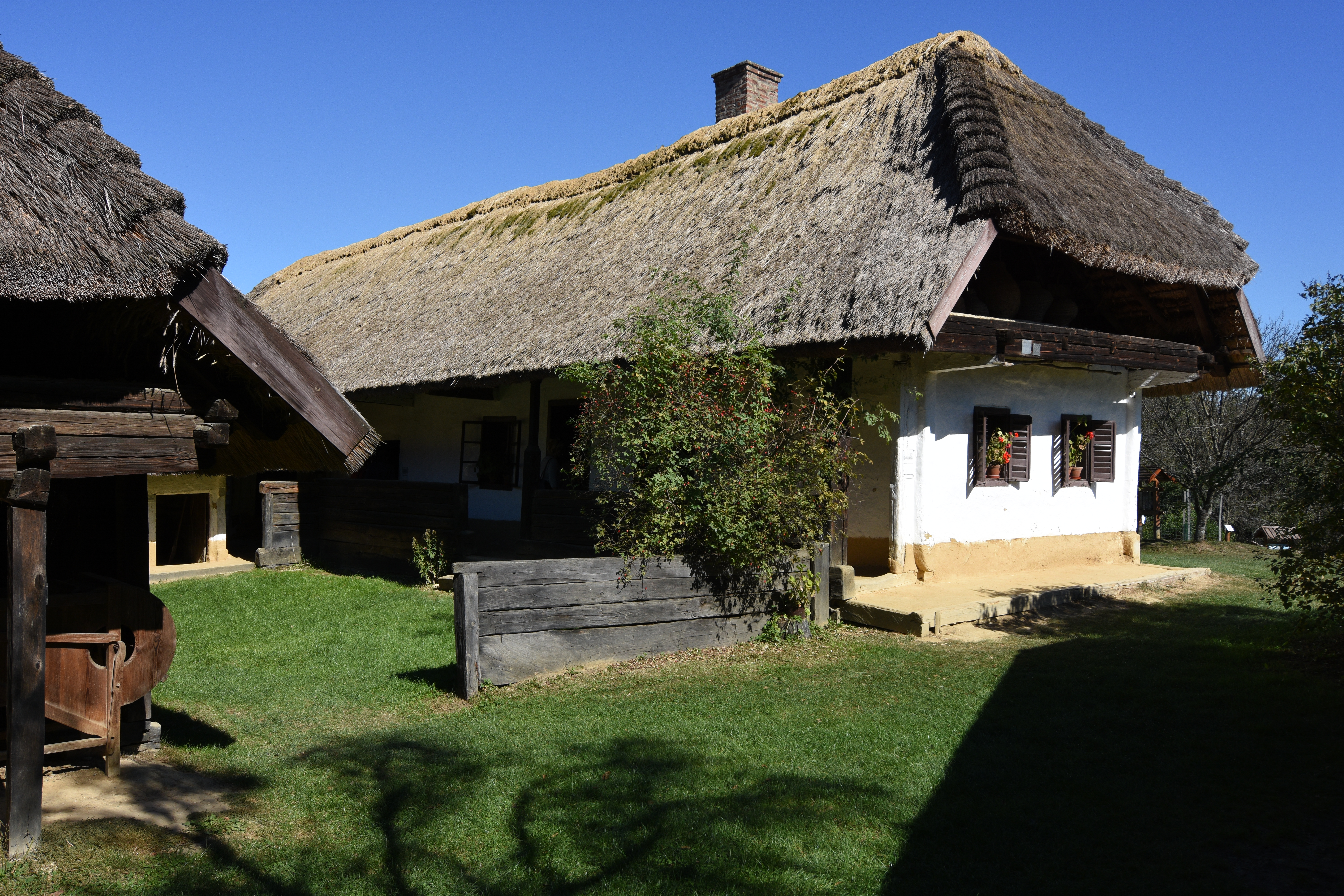
Szalafő
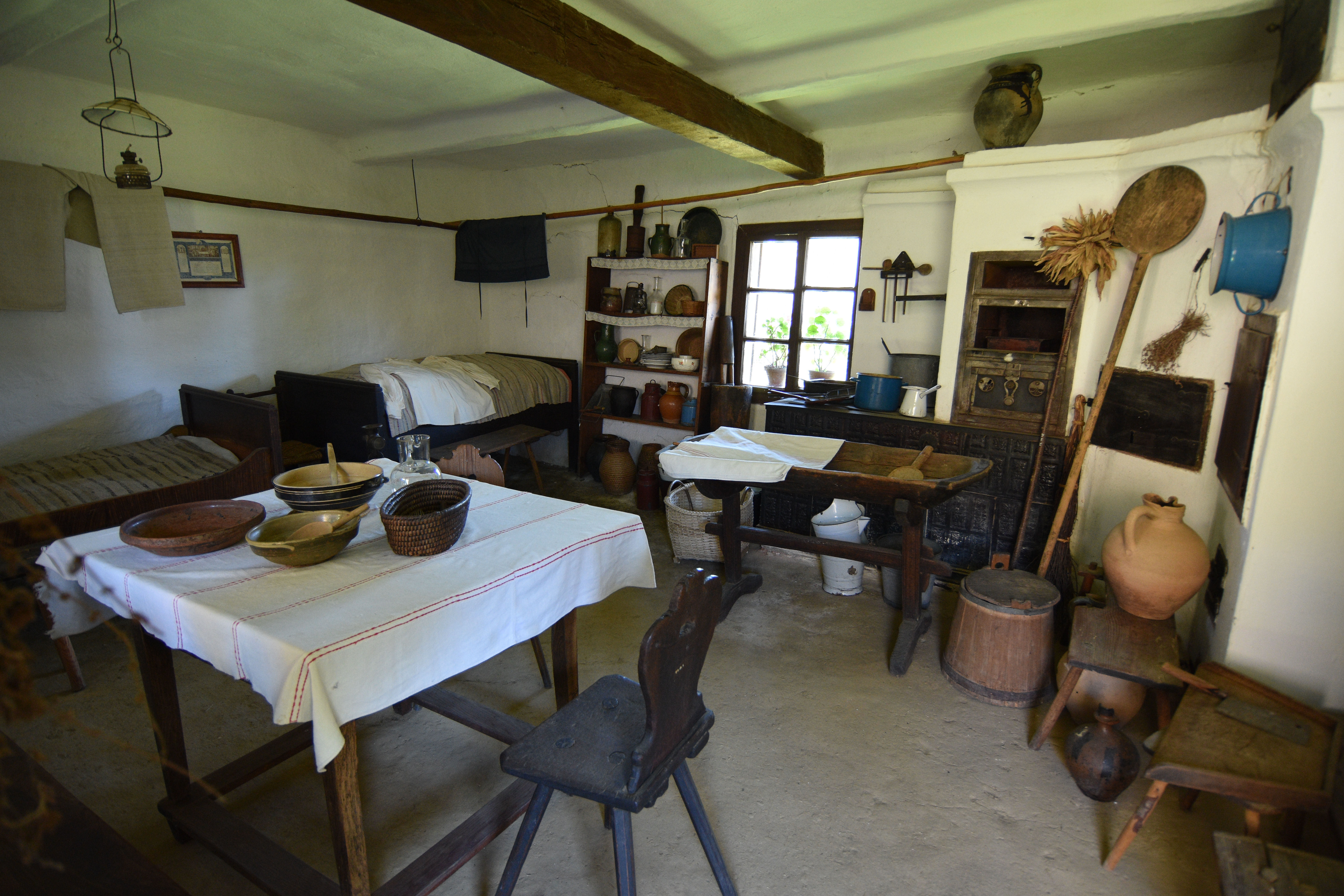
Szalafő Interior
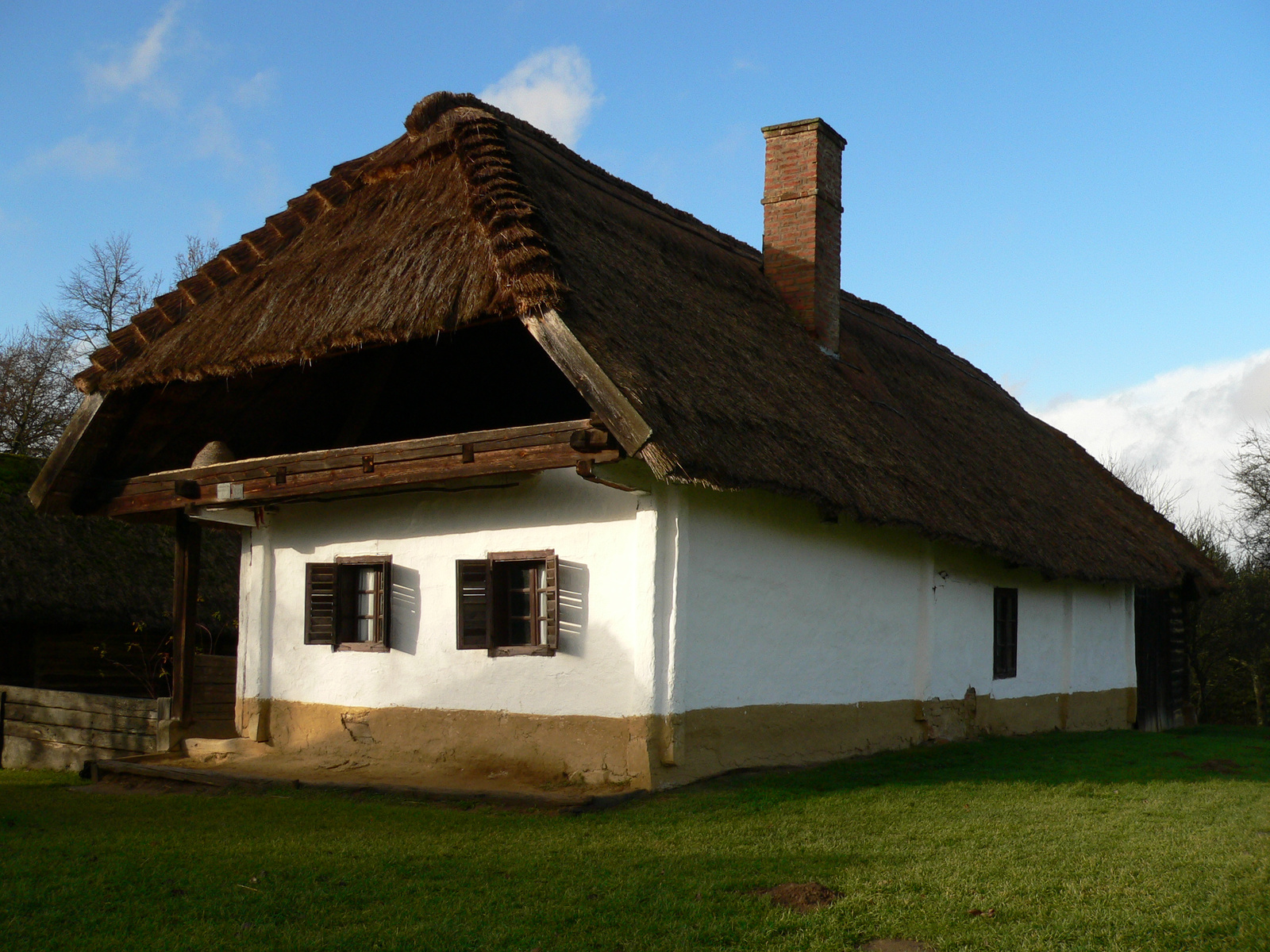
Szalafő

## Vereinigtes Königreich

### England

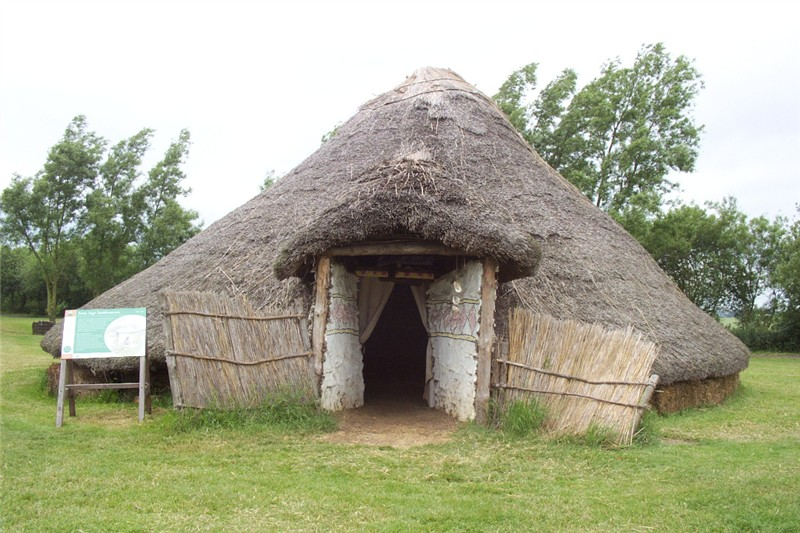
Hausrekonstruktion in Flag Fen

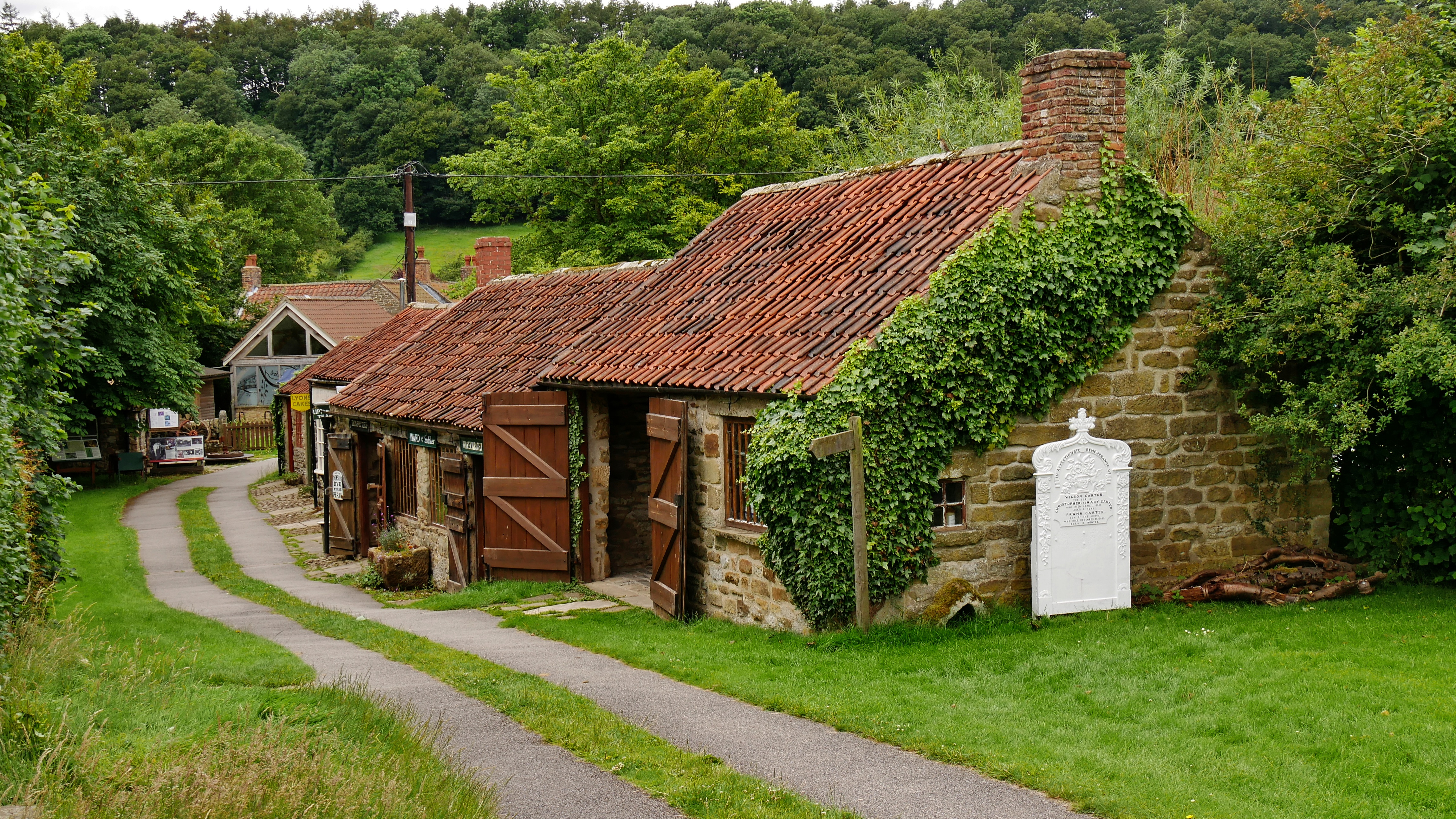
Ryedale Folk Museum

- Amberley Working Museum
- Avoncroft Museum of Historic Buildings, Worcestershire
- North of England Open Air Museum (Beamish Museum), County Durham
- Blists Hill Victorian Town, Telford, Shropshire
- Black Country Living Museum bei Dudley
- Burwell Museum
- Chiltern Open Air Museum
- Church Farm Museum, Skegness
- Cogges Manor Farm Museum, Witney, Oxfordshire
- Flag Fen bei Peterborough (Cambridgeshire)
- Gosbecks Archaeological Park, Colchester, Essex
- Ironbridge Gorge Museum Trust
- Little Woodham, Gosport, Hampshire
- Murton Park / Yorkshire Museum of Farming in Murton, York
- Morwellham am River Tamar, in der Nähe von Plymouth
- Rural Life Centre, Tilford, Surrey
- Ryedale Folk Museum in North Yorkshire, nahe York und Scarborough
- Weald and Downland Open Air Museum, bei Chichester
- West Stow Country Park and Anglo-Saxon Village
- West Yorkshire Folk Museum, Halifax
- Wimpole Home Farm, Cambridgeshire

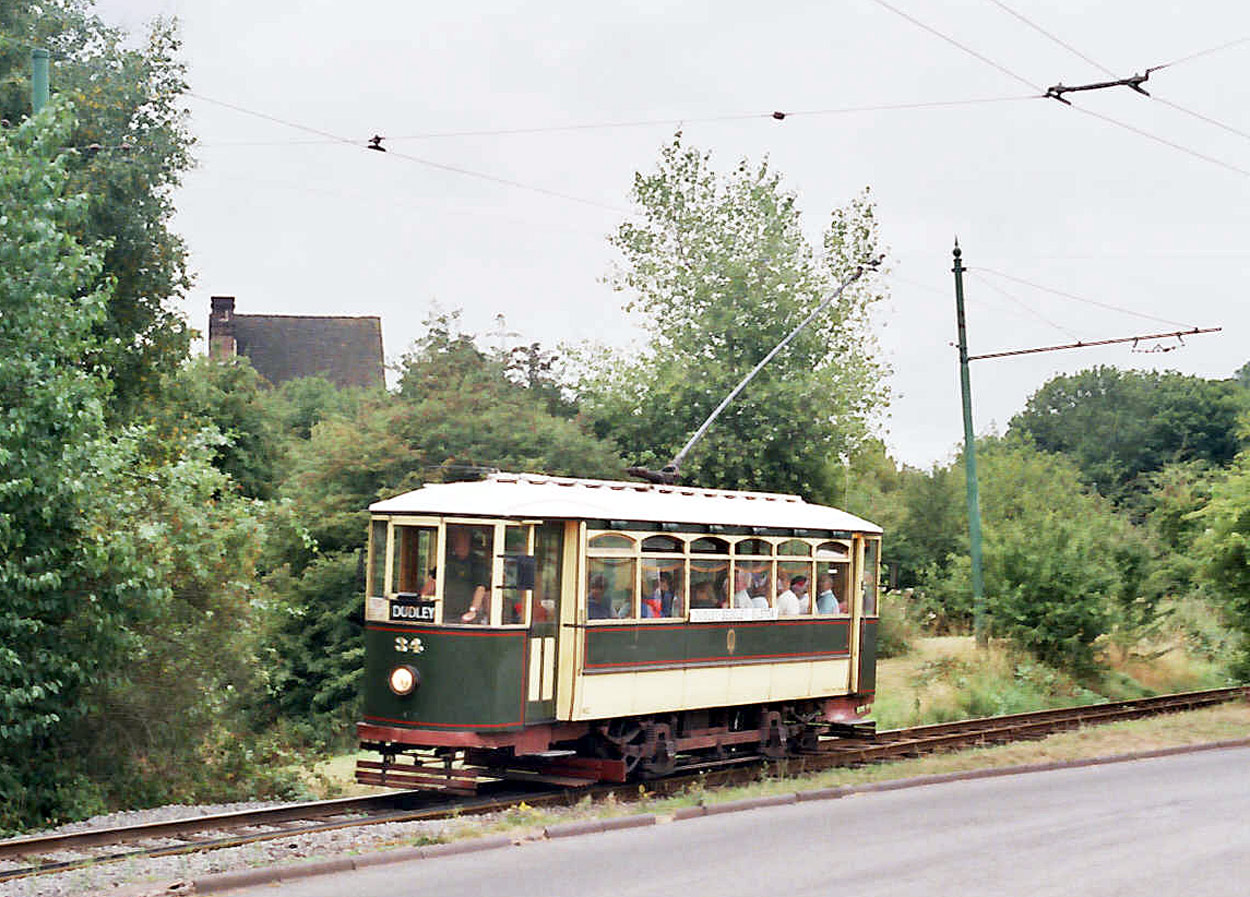
England: Black Country Living Museum.
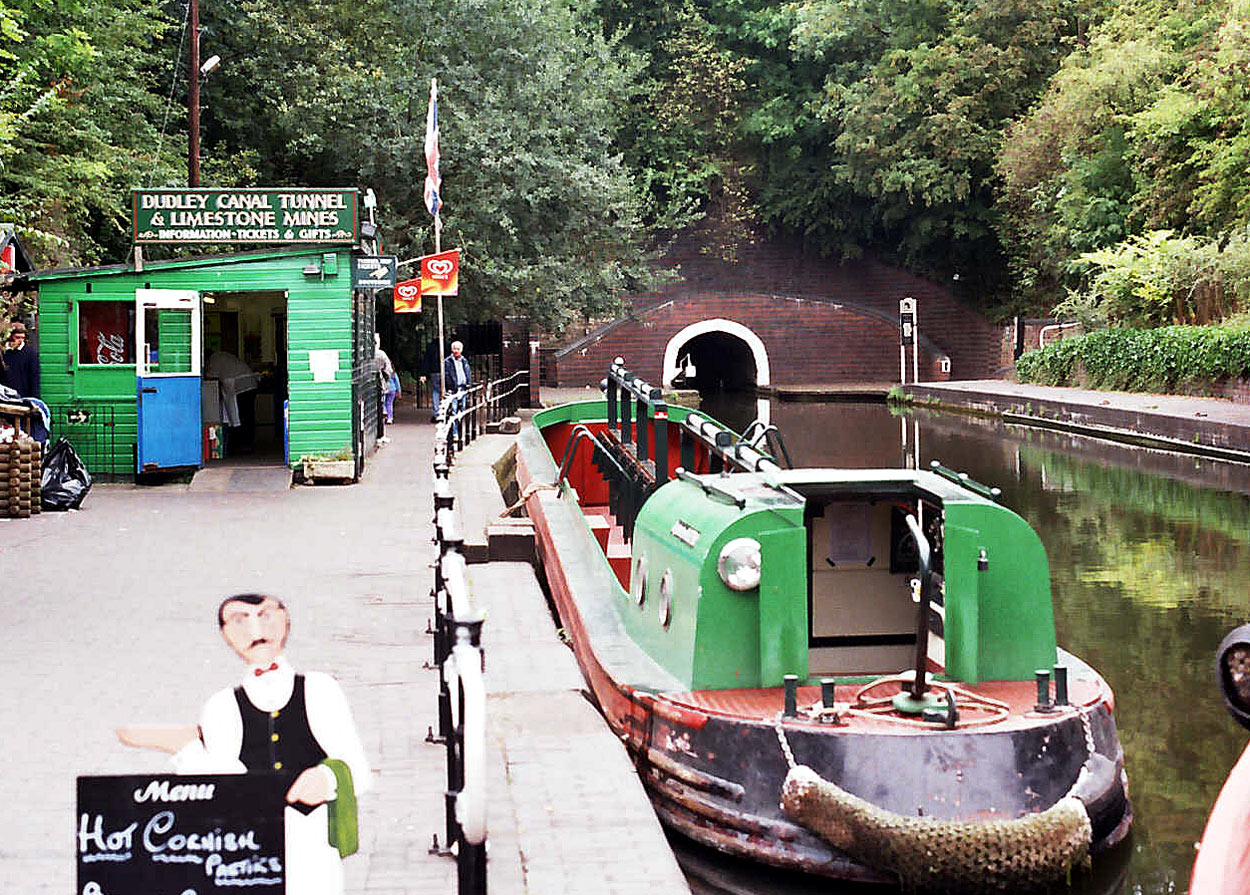
England: Black Country Living Museum.
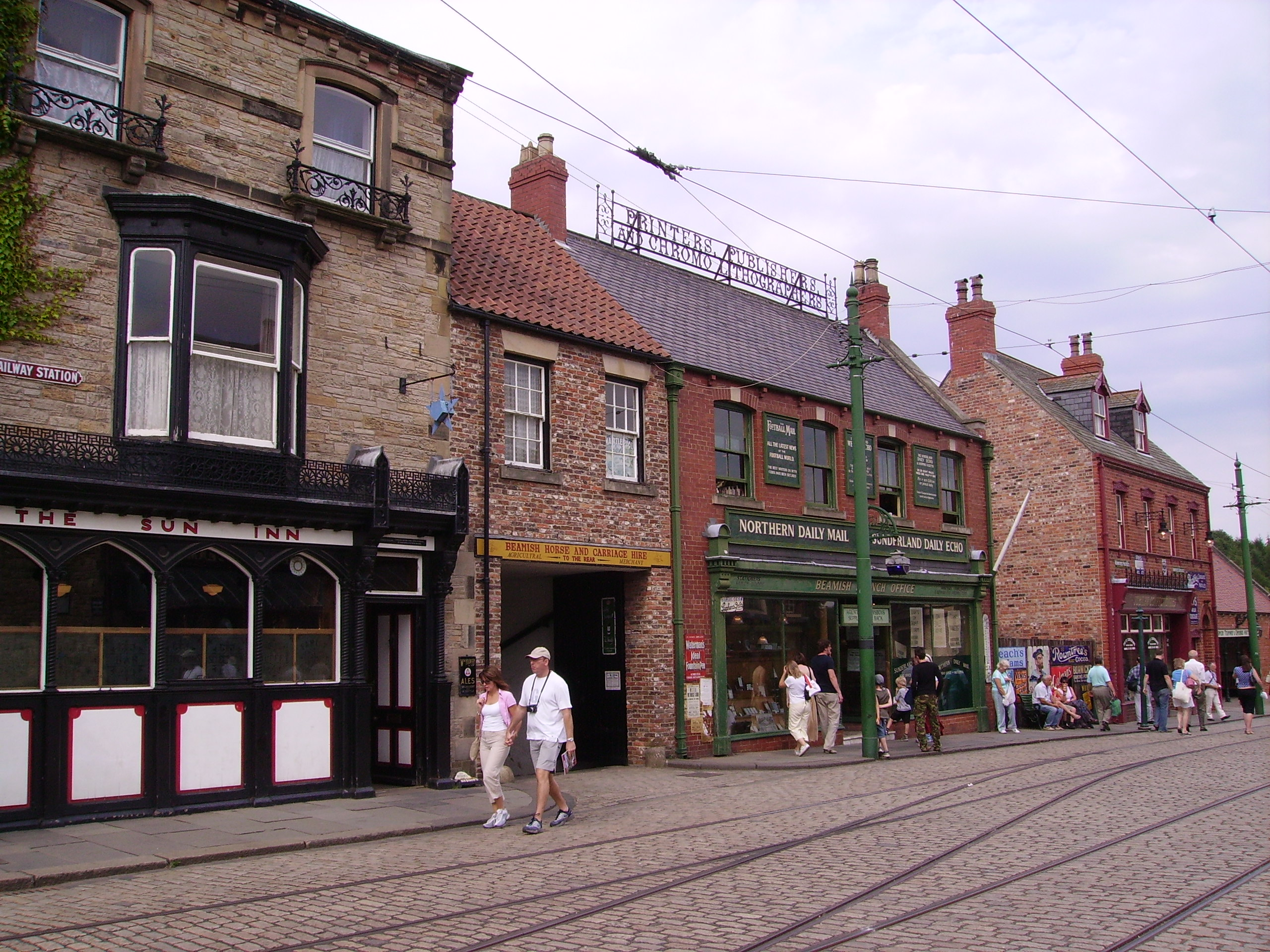
England: North of England Open Air Museum
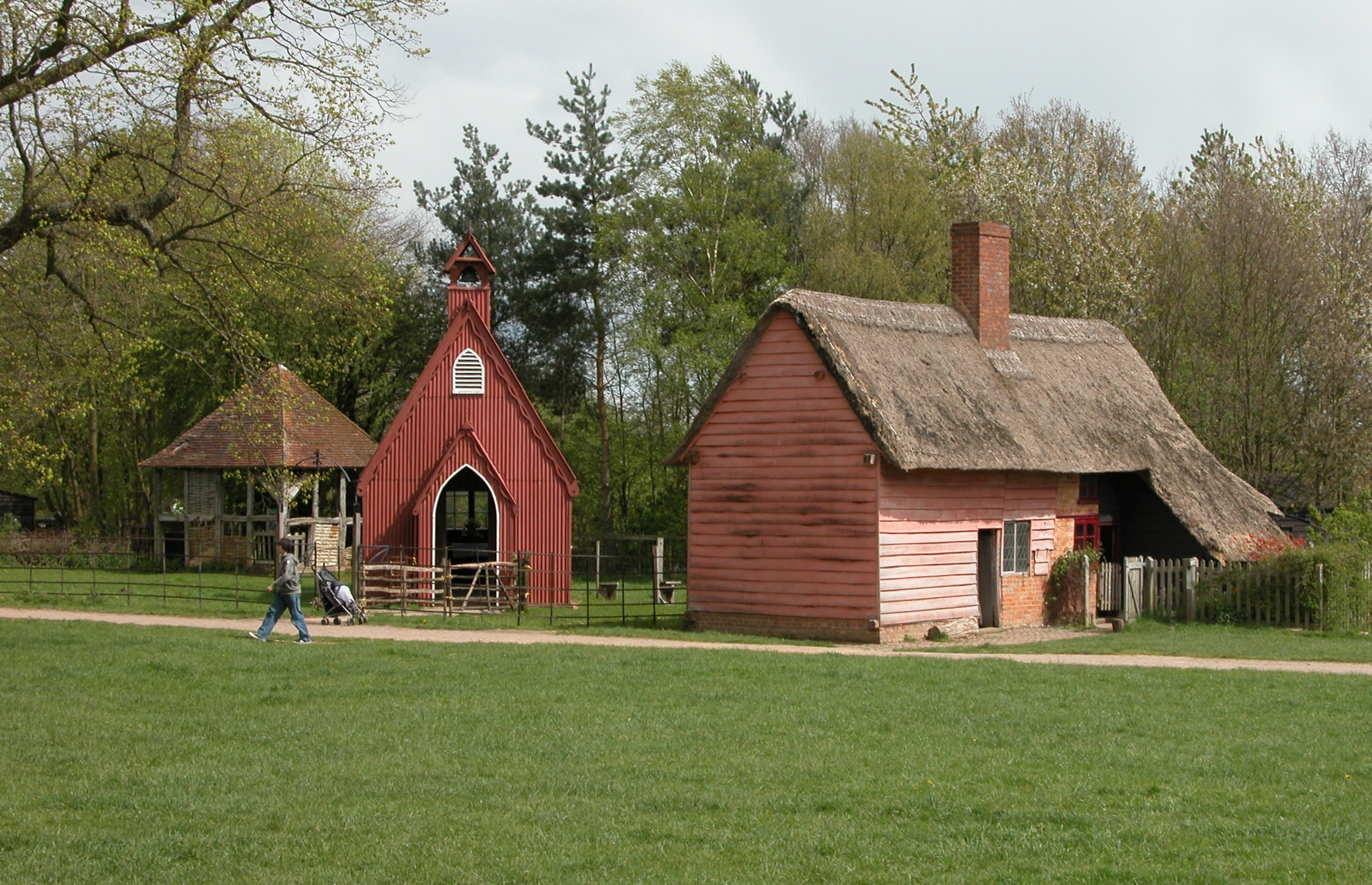
England: Chiltern Open Air Museum

### Nordirland
- Ulster History Park im County Tyrone
- Ulster American Folk Park, Castleton, County Tyrone
- Ulster Folk & Transport Museum, Cultra, County Down

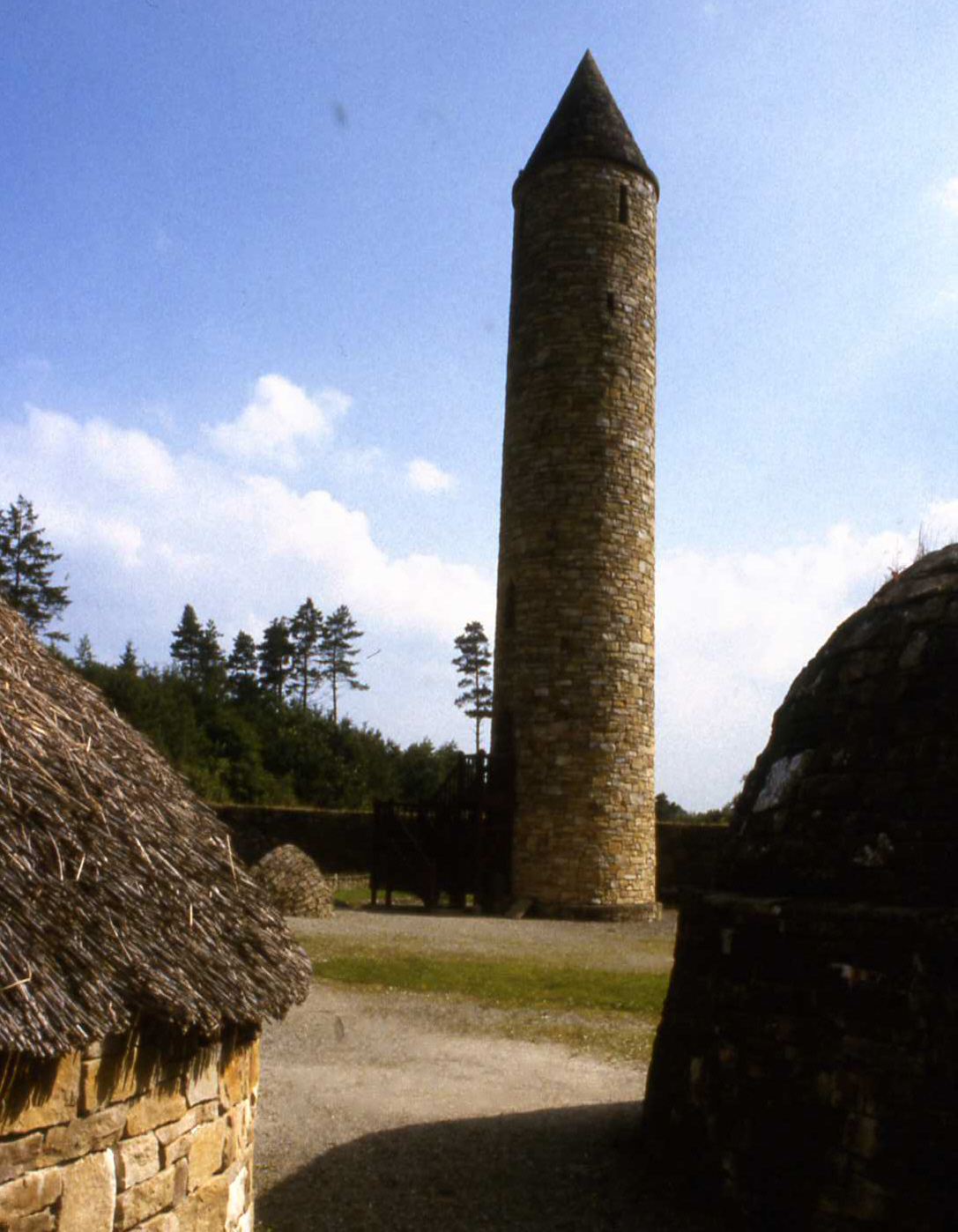
Nordirland – Ulster History Park: Nachbau eines Rundturms im Klosterkomplex

### Schottland
- The Scottish Crannog Centre near Aberfeldy am Loch Tay
- Auchindrain – nahe Inveraray, Argyll and Bute
- The Gearrannan Blackhouses, auf der Insel Lewis
- The Skye Museum of Island Life, bei Kilmuir, Isle of Skye
- Highland Folk Museum Newtonmore
- National Museum of Rural Life ehemals Museum of Scottish Country Life
- Industriefreilichtmuseum von New Lanark

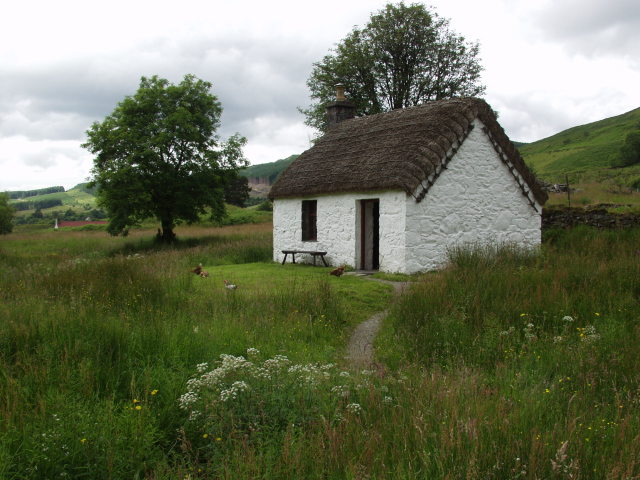
Auchindrain
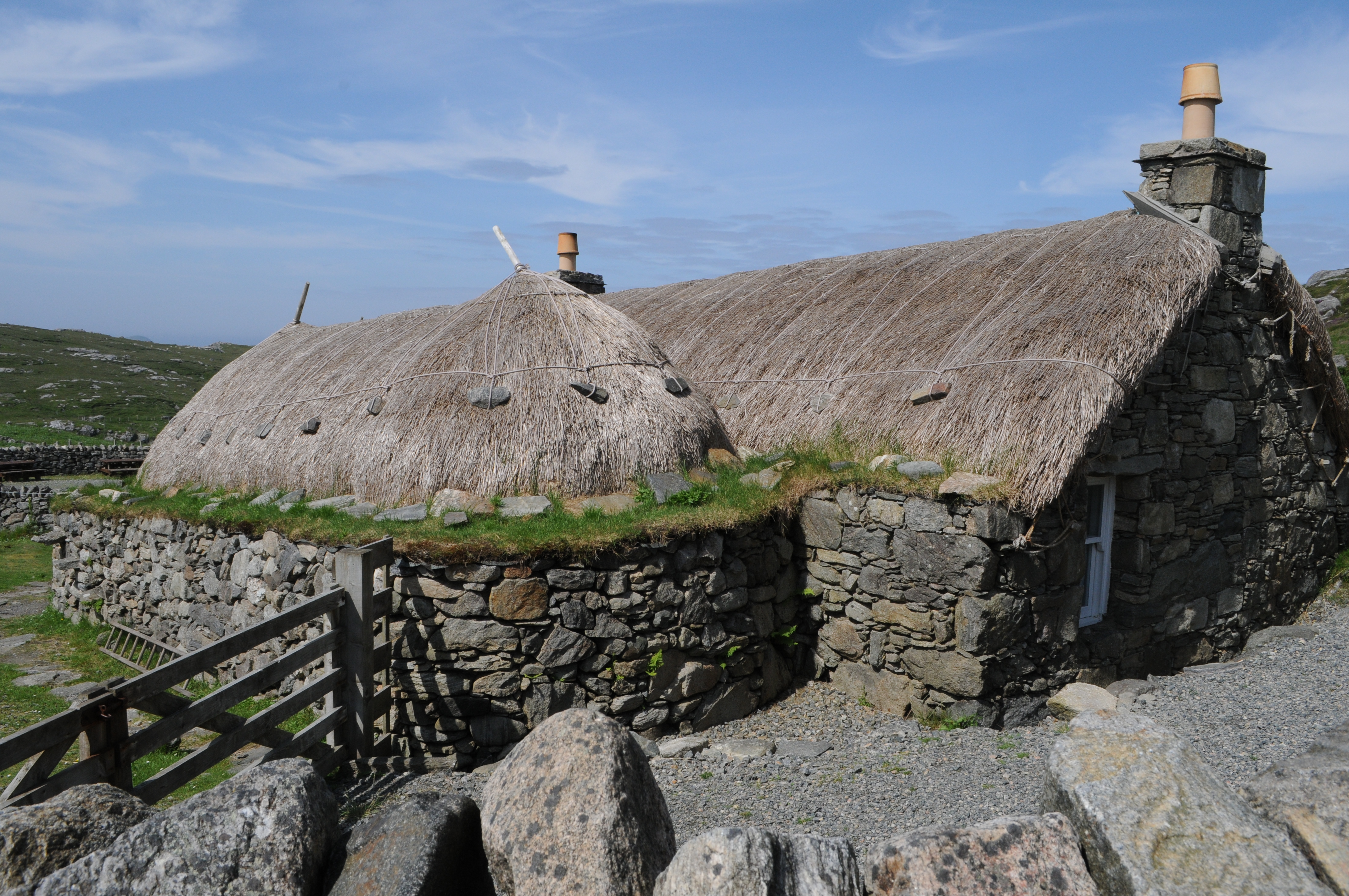
The Gearrannan Blackhouses
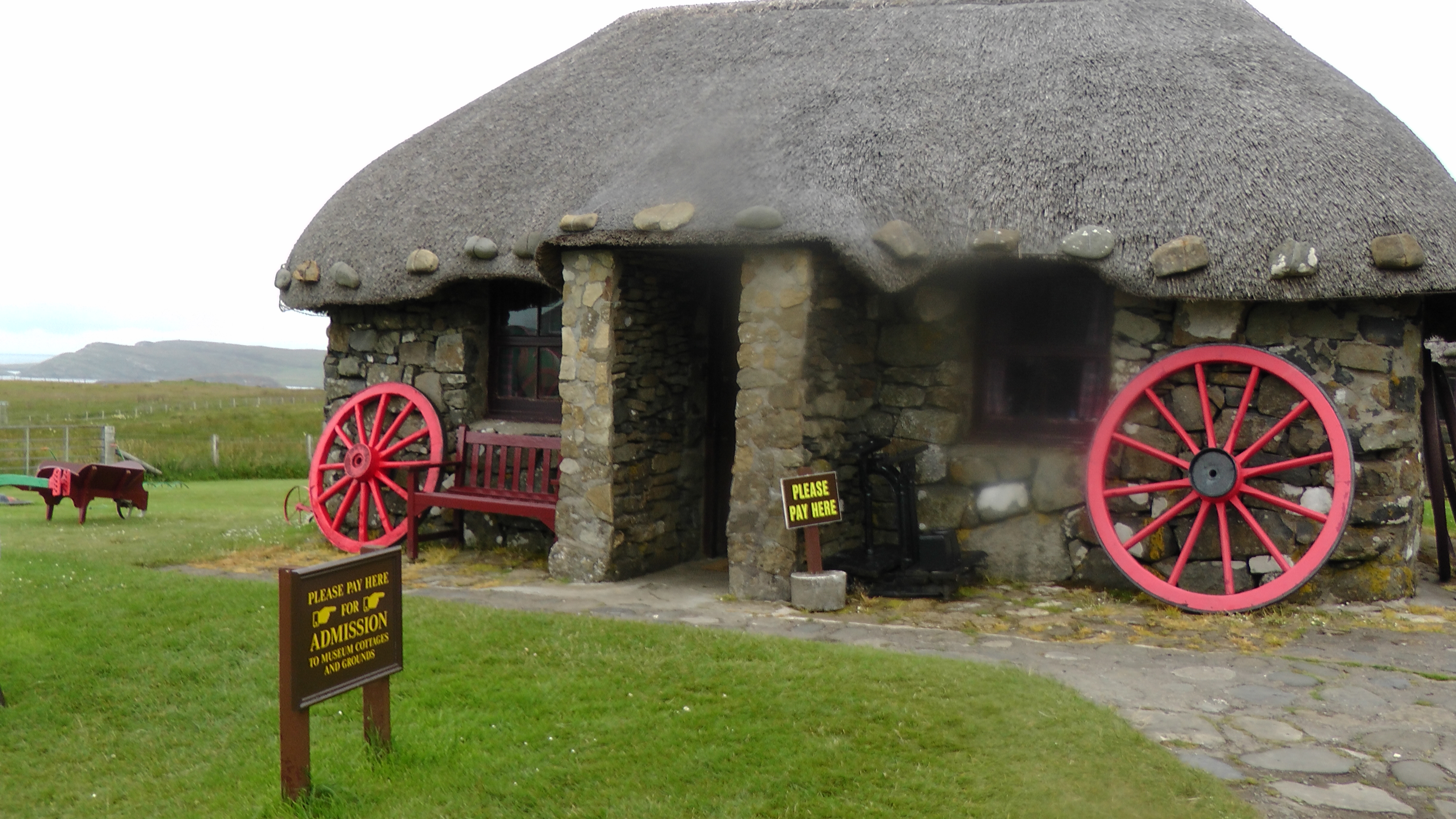
The Skye Museum of Island Life
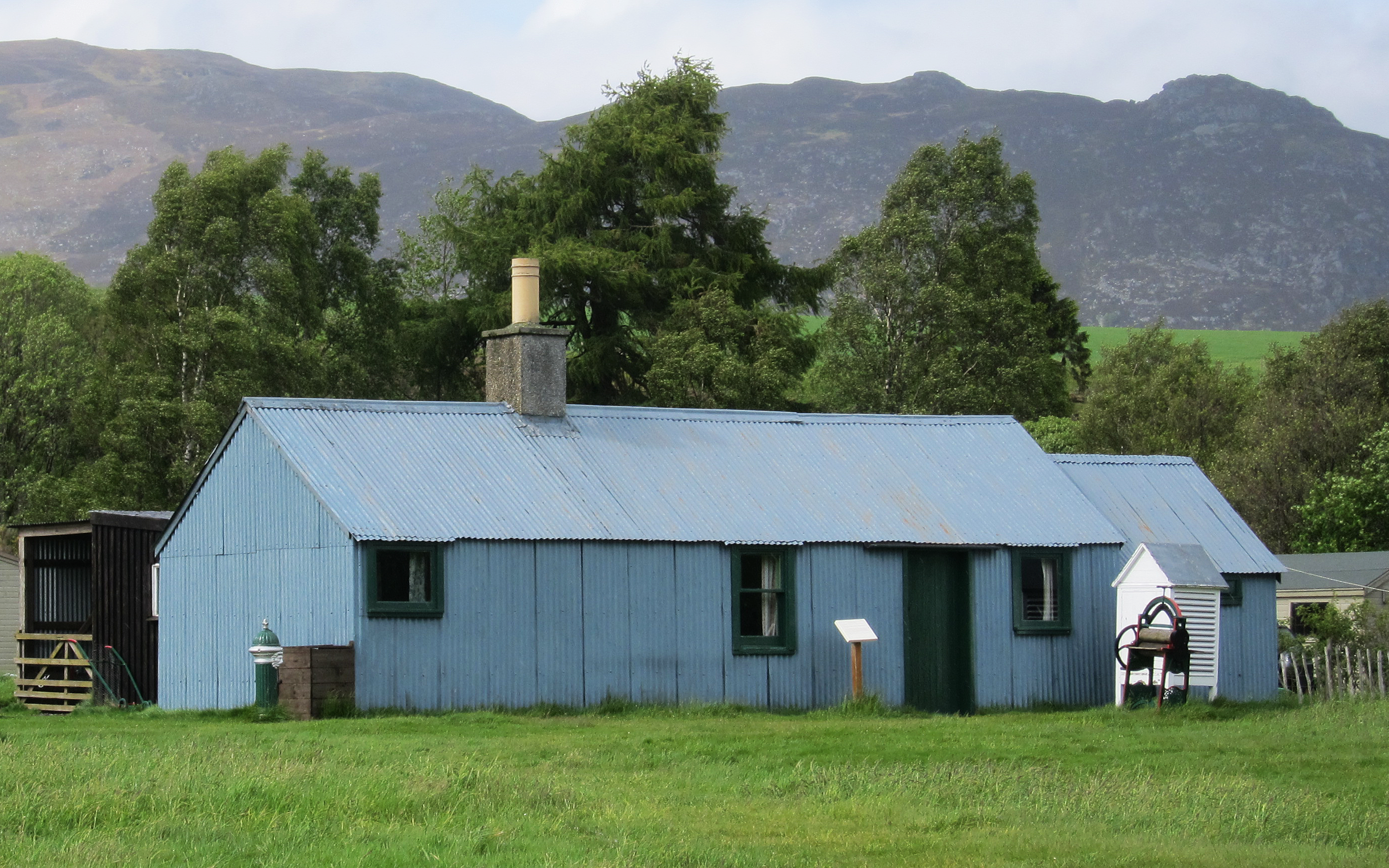
Highland Folk Museum
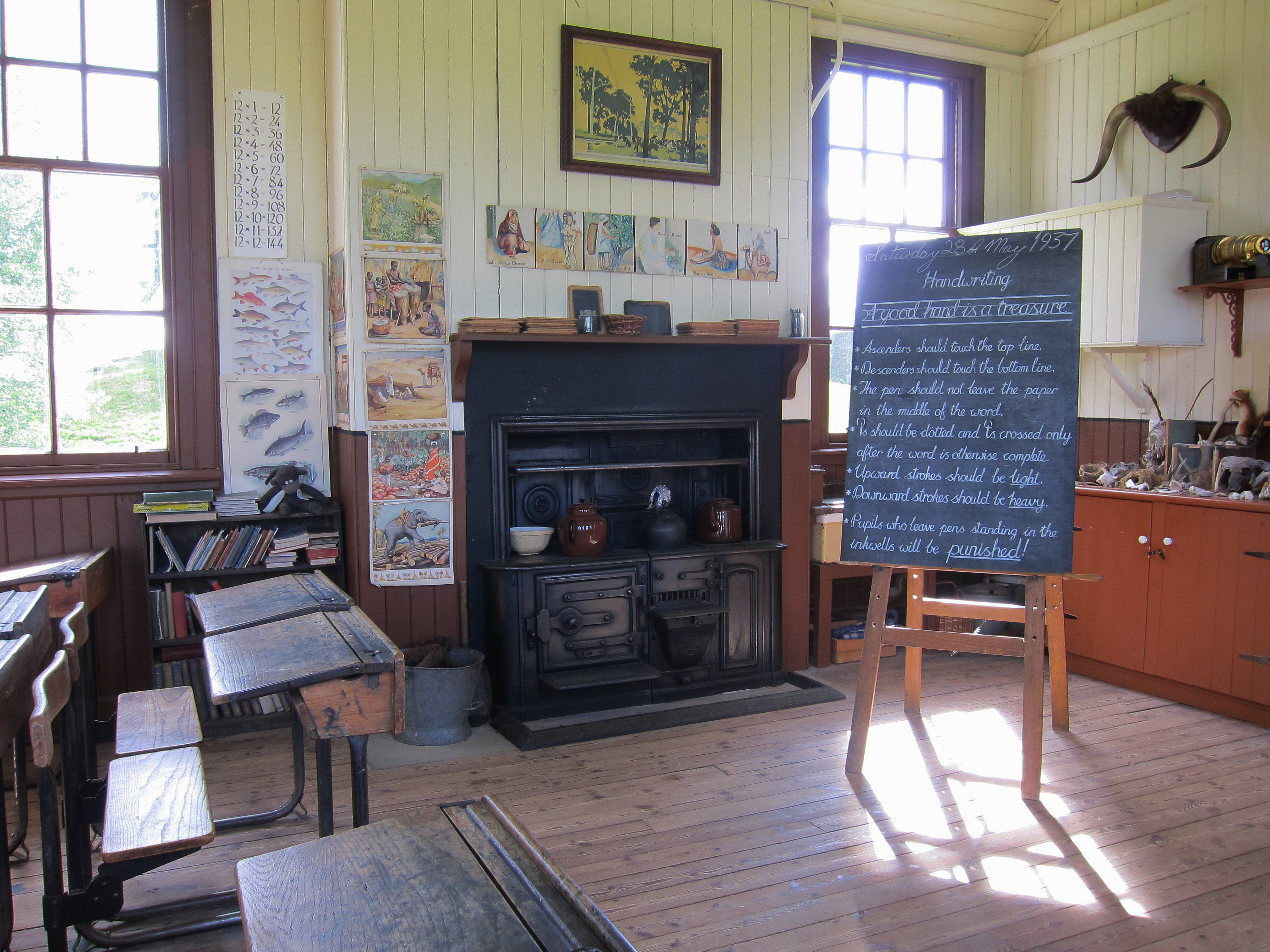
Highland Folk Museum

### Wales
- Museum of Welsh Life – offizieller Name: St Fagans National History Museum, bei Cardiff
- Welsh Crannóg Centre
- Castell Henllys Eisenzeitfort